# 2021
2021 (MMXXI) a fost un an obișnuit al calendarului gregorian, care a început într-o zi de vineri. A fost al 2021-lea an de d.Hr., al 21-lea an din mileniul al III-lea și din secolul al XXI-lea, precum și al 2-lea an din deceniul 2020-2029.
A fost desemnat:
- Anul internațional al păcii și încrederii.[1]
- Anul internațional al economiei creative pentru dezvoltare durabilă.[2]
- Anul internațional al fructelor și legumelor.[3]
- Anul internațional pentru eliminarea muncii copiilor.[4]
- Anul internațional al lucrătorilor din domeniul sănătății și îngrijirii.[5]
- Anul european al căilor ferate.[6]
- Anul orașului Klaipėda (Lituania) numită Capitală Europeană a Tineretului.

## Evenimente

### Ianuarie

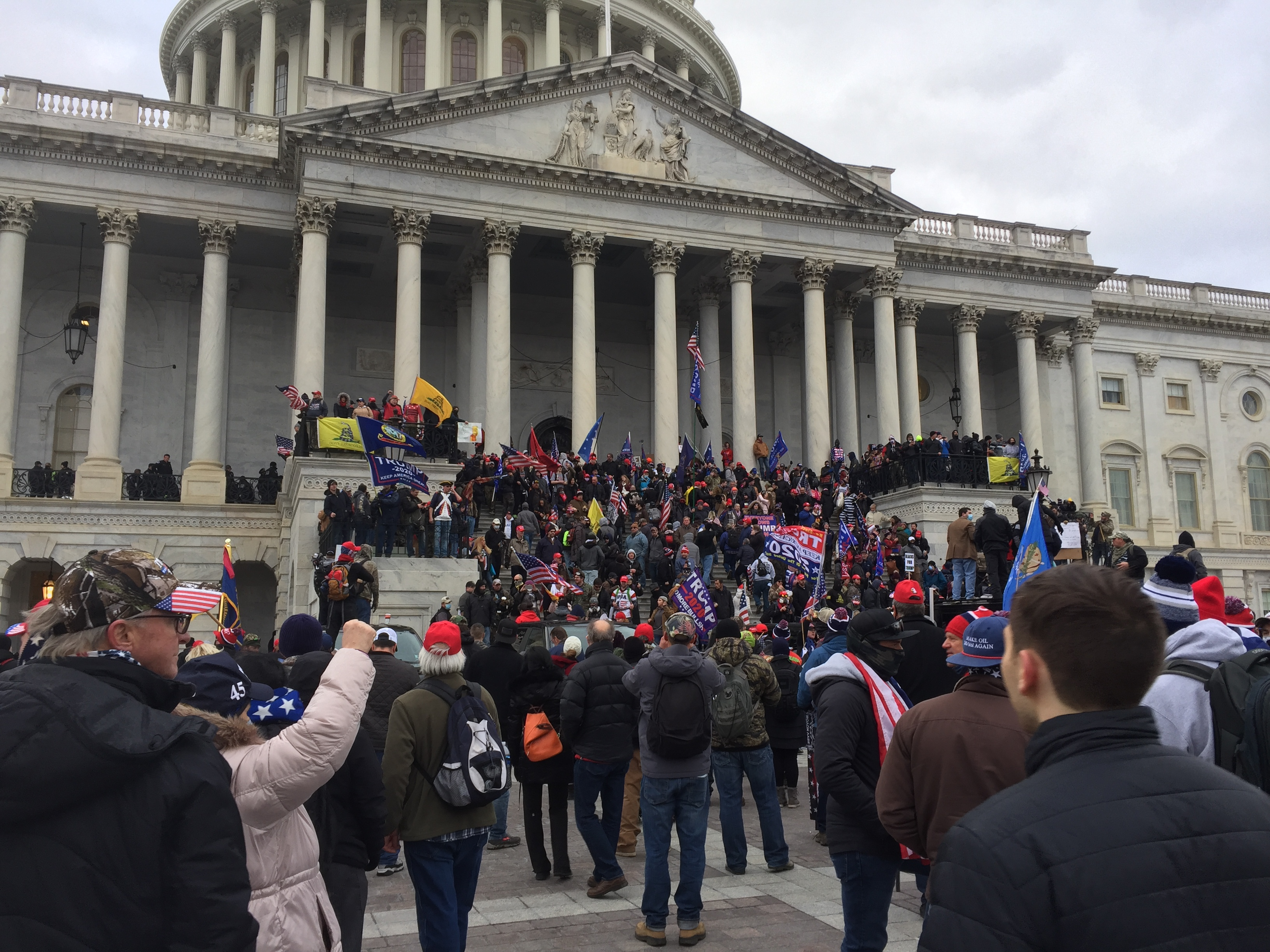
6 ianuarie: Asaltul Capitoliului Statelor Unite ale Americii

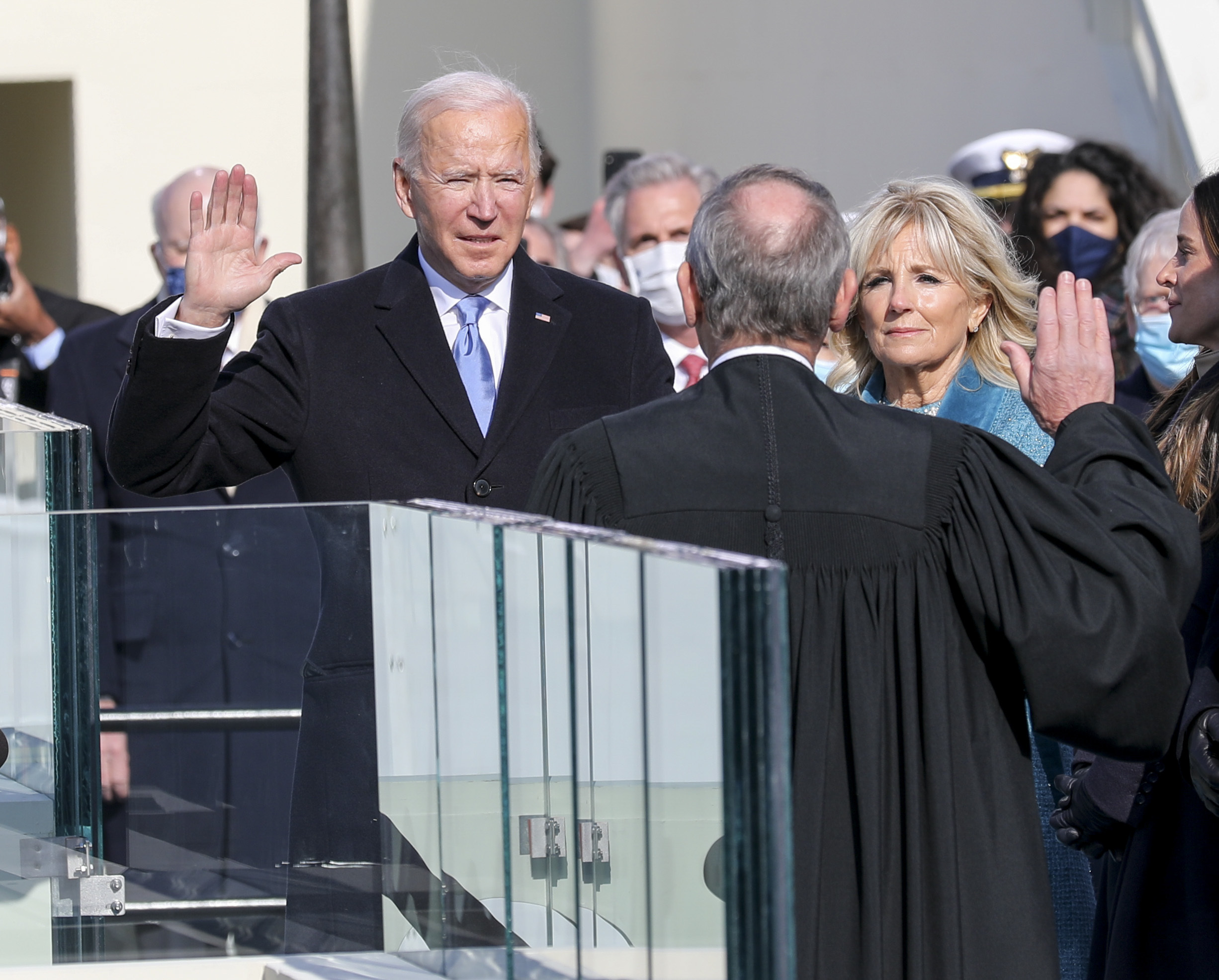
20 ianuarie: Democratul Joe Biden devine cel de-al 46-lea președinte al Statelor Unite, cel mai în vârstă președinte ales, primul din Delaware și al doilea președinte catolic.

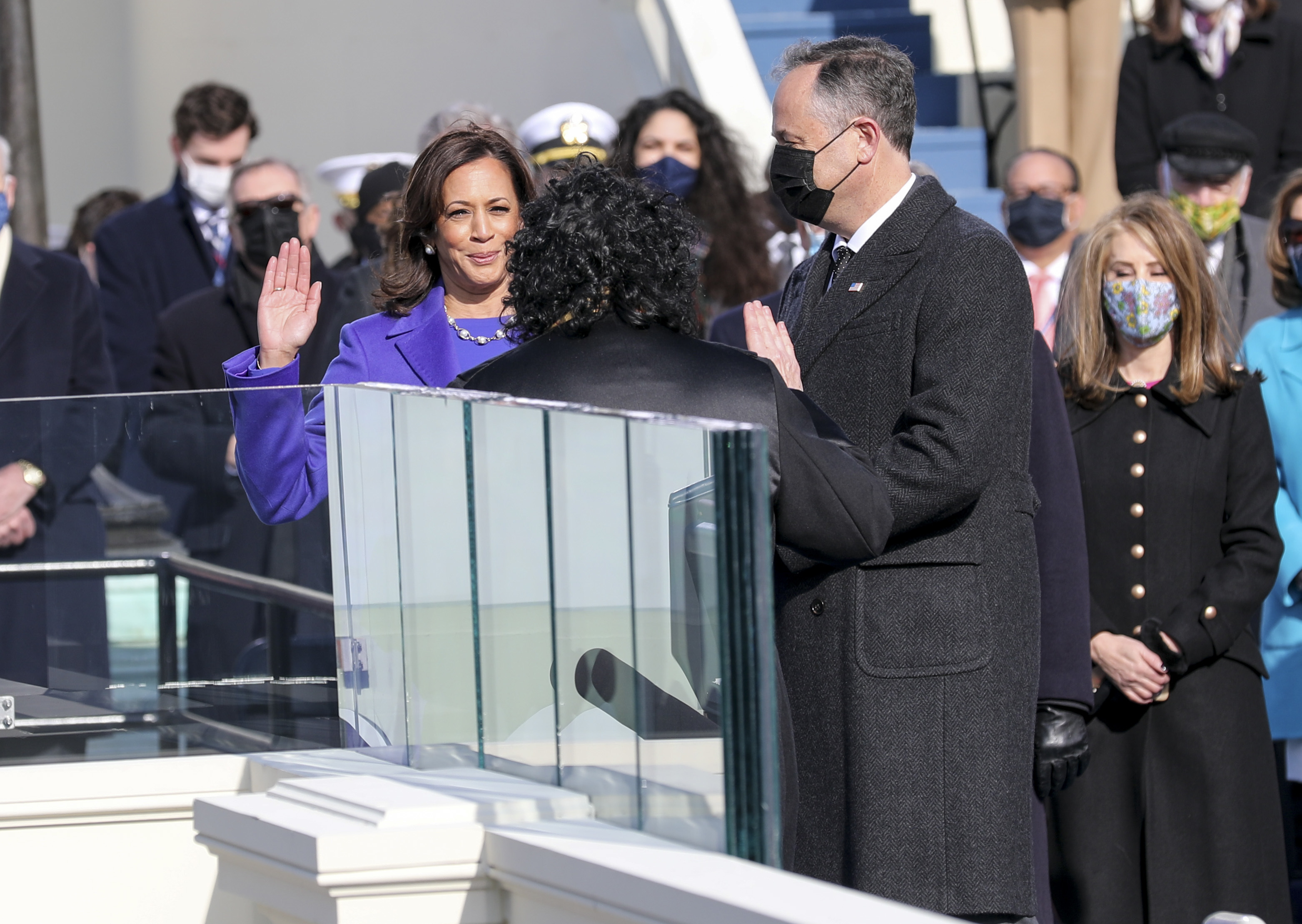
Kamala Harris devine prima femeie vicepreședinte a Statelor Unite

- 1 ianuarie: Portugalia a preluat de la Germania președinția semestrială a Consiliului Uniunii Europene.
- 1 ianuarie: Suedia a preluat de la Albania președinția OSCE.
- 1 ianuarie: Cuba își unifică în mod oficial sistemul de monedă duală după 27 de ani, rezultând în retragerea pesoului convertibil cubanez (CUC) și lăsarea pesoului cubanez (CUP) ca singură monedă națională, suferind astfel prima sa devalorizare valutară din 1959.[7][8]
- 6 ianuarie: Mii de protestatari pro-Trump, unii înarmați, au luat cu asalt Capitoliul Statelor Unite, provocând evacuarea acestuia. Au fost trase focuri de armă rezultând 5 decese inclusiv un ofițer de poliție; 56 de membri ai departamentului de poliție au fost răniți.[9][10][11][12][13]
- 9 ianuarie: Un avion de tip Boeing 737 Classic al companiei aeriene indoneziene Sriwijaya Air, s-a prăbușit în Marea Java la câteva minute după ce și-a luat zborul de pe Aeroportul Internațional Jakarta spre direcția Pontianak. La bord erau 62 de pasageri, inclusiv 7 copii. Nu sunt supraviețuitori.
- 11 ianuarie: Pandemia de COVID-19: Numărul de cazuri confirmate de COVID-19 depășește 90 de milioane în întreaga lume.[14]
- 11 ianuarie: Au loc simultan alegeri parlamentare în Kazahstan și alegeri prezidențiale în Kârgâzstan. Partidul de guvernământ Nur Otan, care domină politica Kazahstanului din 1999, a câștigat cu peste 70% din voturi. În parlamentul din Kazahstan au mai intrat alte două partide. În Kârgâzstan populistul Sadâr Japarov a câștigat cursa prezidențială de la Bișkek cu peste 79,5 % din voturi, devasându-și contracandidatul, pe Adahan Madumarov, care a acumulat 6,5 % din voturi.
- 13 ianuarie: Președintele american Donald Trump este pus sub acuzare pentru a doua oară de Camera Reprezentanților, o premieră în istoria SUA. El a fost acuzat de „incitare la insurecție” ca urmare a comentariilor sale la un miting precedent asaltului asupra Capitoliului Statelor Unite.[15]
- 15 ianuarie: Un cutremur cu magnitudinea de 6,2 grade pe scara Richter a devastat insula Sulawesi din Indonezia. 91 de persoane au decedat, iar alte peste 1100 au fost rănite.
- 15 ianuarie: În România începe a doua etapă de vaccinare anti-Covid; persoanele de peste 65 de ani, cele aflate în evidență cu boli cronice și angajații din domenii esențiale se pot programa pentru vaccinare.[16]
- 15 ianuarie: Guvernul Olandei, în frunte cu prim-ministrul, Mark Rutte, a demisionat, după scandalul alocațiilor. Fiscul olandez a acuzat mii de familii că au solicitat în mod fraudulos plata alocațiilor copiilor, în perioada 2013-2019. Din această cauză, fiscul le-a cerut rambursări de zeci de mii de euro și multe familii au ajuns în faliment sau au divorțat. Ministrul Finanțelor, Wopke Hoekstra, și Ministrul Economiei, Eric Wiebes, au fost deja dați în judecată, alături de alți trei politicieni.
- 15 ianuarie: Pandemia de COVID-19: Numărul global de decese din cauza virusului depășește 2 milioane.[17]
- 17 ianuarie: Activistul anticorupție Aleksei Navalnîi, principalul opozant al președintelui rus Vladimir Putin, este arestat la aterizarea la Moscova. Politicianul revenise de la Berlin, unde fusese internat în spital din august 2020 după otrăvirea cu agent neurotoxic Noviciok. A fost reținut sub acuzația încălcării termenilor eliberării condiționate.[18]
- 20 ianuarie: Au fost învestiți la Capitoliul din Washington D.C. Joe Biden ca cel de-al 46-lea președinte al Statelor Unite ale Americii și Kamala Harris ca cel de-al 49-lea vicepreședinte.
- 23 ianuarie: Poliția rusă a reținut peste 3.000 de persoane într-o represiune împotriva protestelor în sprijinul liderului opoziției Aleksei Navalnîi; amploarea demonstrațiilor din Rusia este văzută ca fiind fără precedent, ele având loc în peste 100 de orașe.[19][20]
- 24 ianuarie: Alegeri prezidențiale în Portugalia. Conservatorul Marcelo Nuno Duarte Rebelo de Sousa (72 ani), a fost reales președinte cu un scor de 60,7%.
- 29 ianuarie: Un incendiu a izbucnit la Institutul Național de Boli Infecțioase „Prof. Dr. Matei Balș” la ora 5:00, ora României. 102 de pacienți cu COVID-19 au fost evacuați în alte pavilioane ale spitalului și în alte spitale din Capitală. Au decedat 11 pacienți. Un reșou din salonul care a ars ar putea fi cauza incendiului.[21]
- 31 ianuarie: Peste 5.000 de persoane sunt reținute de poliția rusă la protestele la nivel național care solicită eliberarea liderului opoziției Aleksei Navalnîi.[22]

### Februarie

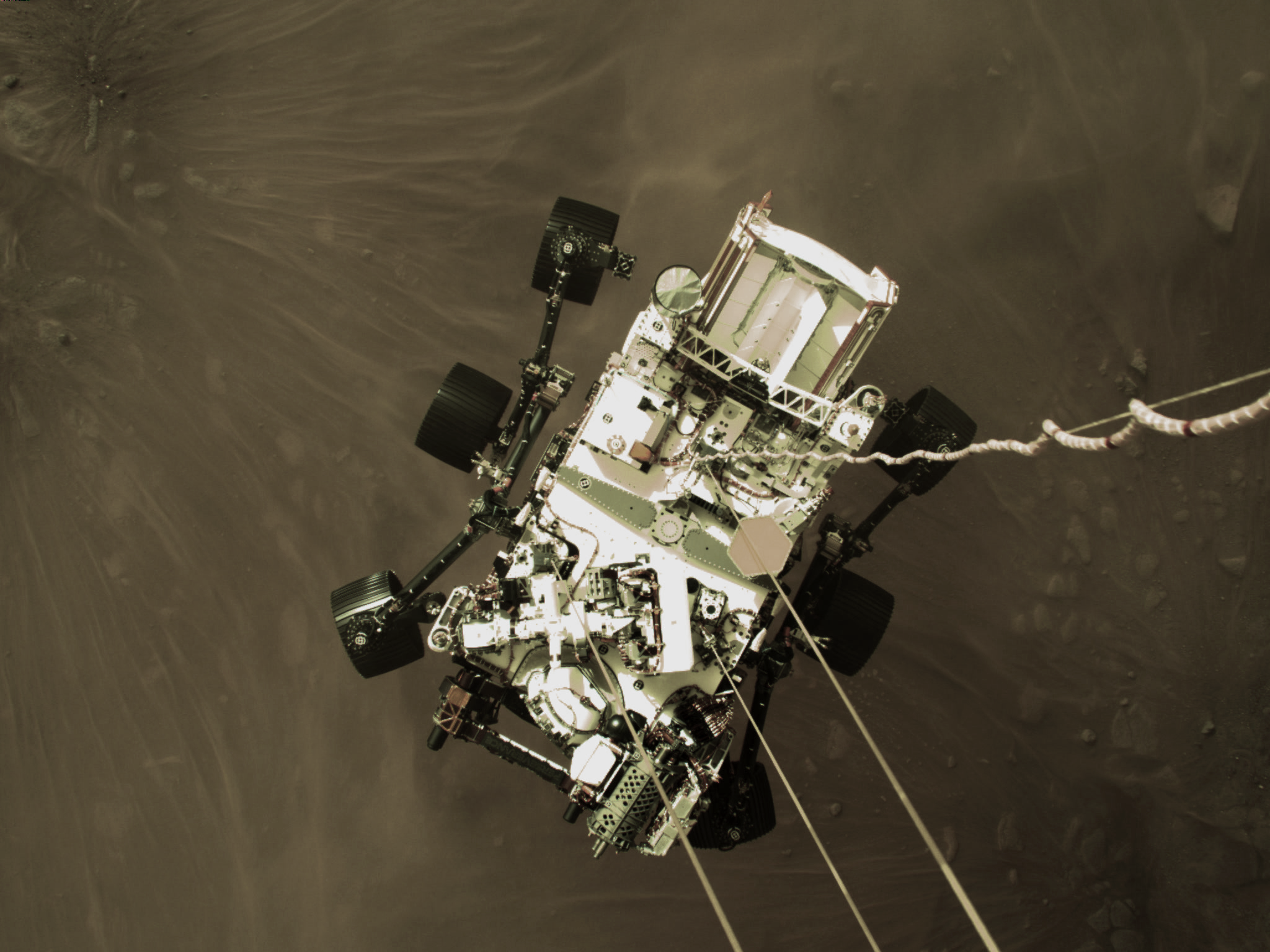
18 februarie: Roverul Perseverance cu câteva secunde înainte de aterizare pe Marte văzut de pe sistemul skycrane

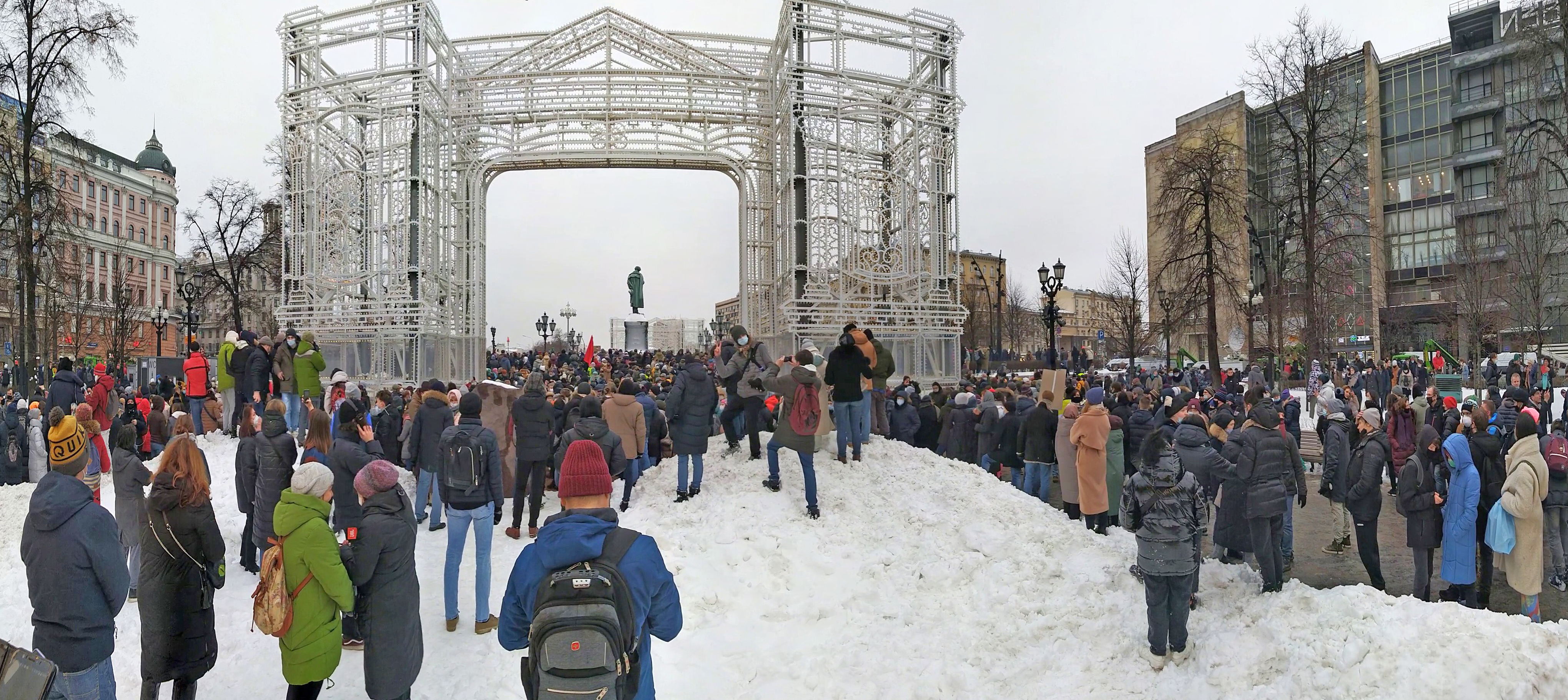
Susținătorii lui Aleksei Navalnîi au organizat proteste anti-Putin pe întreg teritoriul Rusiei

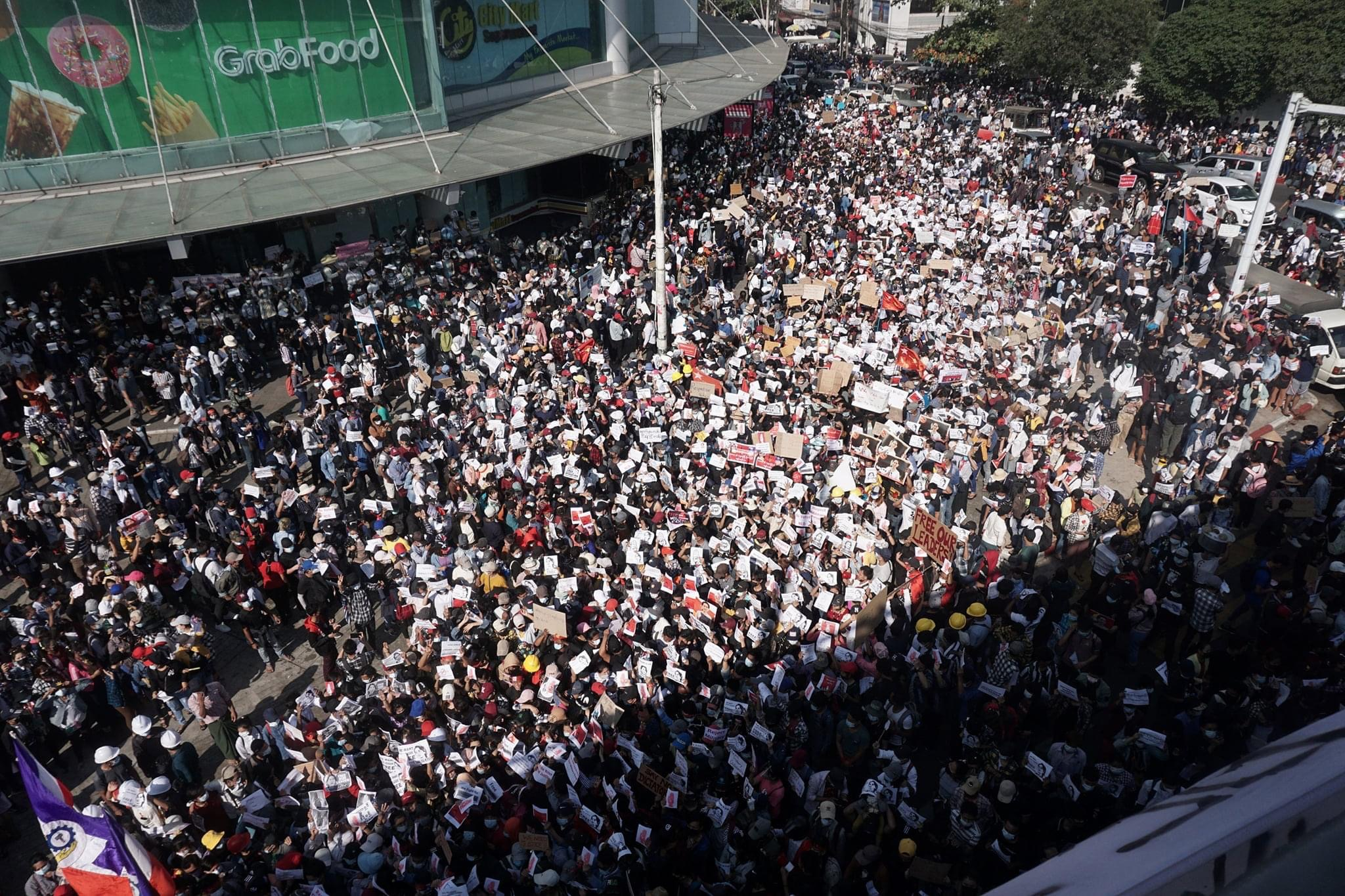
9 februarie: În Myanmar au loc protese împotriva loviturii militare de stat din 1 februarie.

- 1 februarie: Armata din Myanmar a preluat puterea printr-o lovitură de stat; șefa guvernului, laureata premiului Nobel Aung San Suu Kyi, președintele țării și alți oficiali și politicieni au fost arestați.
- 2 februarie: Opozantul rus Aleksei Navalnîi a fost condamnat la trei ani și șase luni de închisoare, de către un tribunal din Moscova.[23]
- 8 februarie: În Myanmar au loc proteste pentru a treia zi la rând împotriva loviturii de stat din 1 februarie. În capitala Naypyidaw forțele de ordine au folosit pentru prima dată tunuri de apă. Junta militară declară legea marțială în al doilea oraș ca mărime din țară Mandalay, pe fondul protestelor împotriva loviturii de stat.[24][25]
- 9 februarie: Sonda spațială Hope, lansată de agenția spațială UAESA, din Emiratele Arabe Unite, a intrat cu succes pe orbita planetei Marte.[26]
- 10 februarie: Sonda chineză Tianwen-1, a ajuns cu succes pe orbita planetei Marte, după ce a fost lansată la bordul navei spațiale Wenchang, pe 23 iulie 2020, de CNSA.[27] Pentru următoarele 2 luni, sonda spațială va studia locul țintă de pe o orbită de recunoaștere, apoi, în mai sau iunie 2021, aterizarea este planificată să înceapă cu eliberarea capsulei. Este proiectat să facă o intrare atmosferică urmată de o fază de coborâre sub parașută, după care sonda de aterizare își va folosi propulsia pentru a ateriza lin pe Marte. Dacă totul merge conform planului, sonda de aterizare va implementa rover-ul conceput pentru a explora suprafața timp de 90 de zile marțiene.
- 13 februarie: Senatul Statelor Unite ale Americii votează achitarea fostului președinte Donald Trump pentru a doua oară, când votul de 57-43 în favoarea condamnării nu atinge majoritatea necesară de două treimi. Șapte republicani se alătură democraților în votul pentru condamnare, devenind astfel cel mai apropiat vot de la procesul de punere sub acuzare a lui Andrew Johnson din 1868.[28]
- 17 februarie: Peste 100 de mineri din Valea Jiului au refuzat să iasă din subteran la finalul programului de lucru. Ei fiind nemulțumiți că salariile vor fi plătite cu întârziere, deoarece CEH a rămas fără o parte din venituri de la 1 ianuarie 2021, după ce a pierdut 7 milioane de lei lunar, reprezentând sumele de bani provenite din serviciile de sistem și din ajutorul de stat pentru Mina Lonea. Cu aceste sume se puteau asigura circa jumătate din banii de salarii, potrivit administratorului special, Cristian Roșu.[29]
- 18 februarie: Două jurnaliste ale unui post TV din Polonia, au fost condamnate la 2 ani de închisoare, pentru că au filmat live protestele de anul trecut, din Belarus, împotriva președintelui Aleksandr Lukașenko.[30]
- 18 februarie: Misiunea NASA Mars 2020, care conține roverul Perseverance și drona elicopter Ingenuity, a aterizat pe planeta Marte la craterul Jezero, după șapte luni de călătorie.[31] Mars 2020 este o misiune de explorare cu un rover dezvoltat de Jet Propulsion Laboratory și are ca obiectiv studierea locuibilității planetei Marte și pregătirea pentru viitoarele misiuni umane.[32]
- 18 februarie: Episcopul Porfirije Perić devine cel de-al 46-lea patriarh al Serbiei. Este succesorul patriarhului Irineu, care a murit în noiembrie 2020, la vârsta de 90 de ani, în urma infecției cu COVID-19.
- 20 februarie: Pandemia de COVID-19 – Numărul vaccinărilor administrate la nivel mondial depășește 200 de milioane.[33]
- 25 februarie: Pandemia de COVID-19 – Numărul global de decese din cauza COVID-19 depășește 2,5 milioane.[34]

### Martie

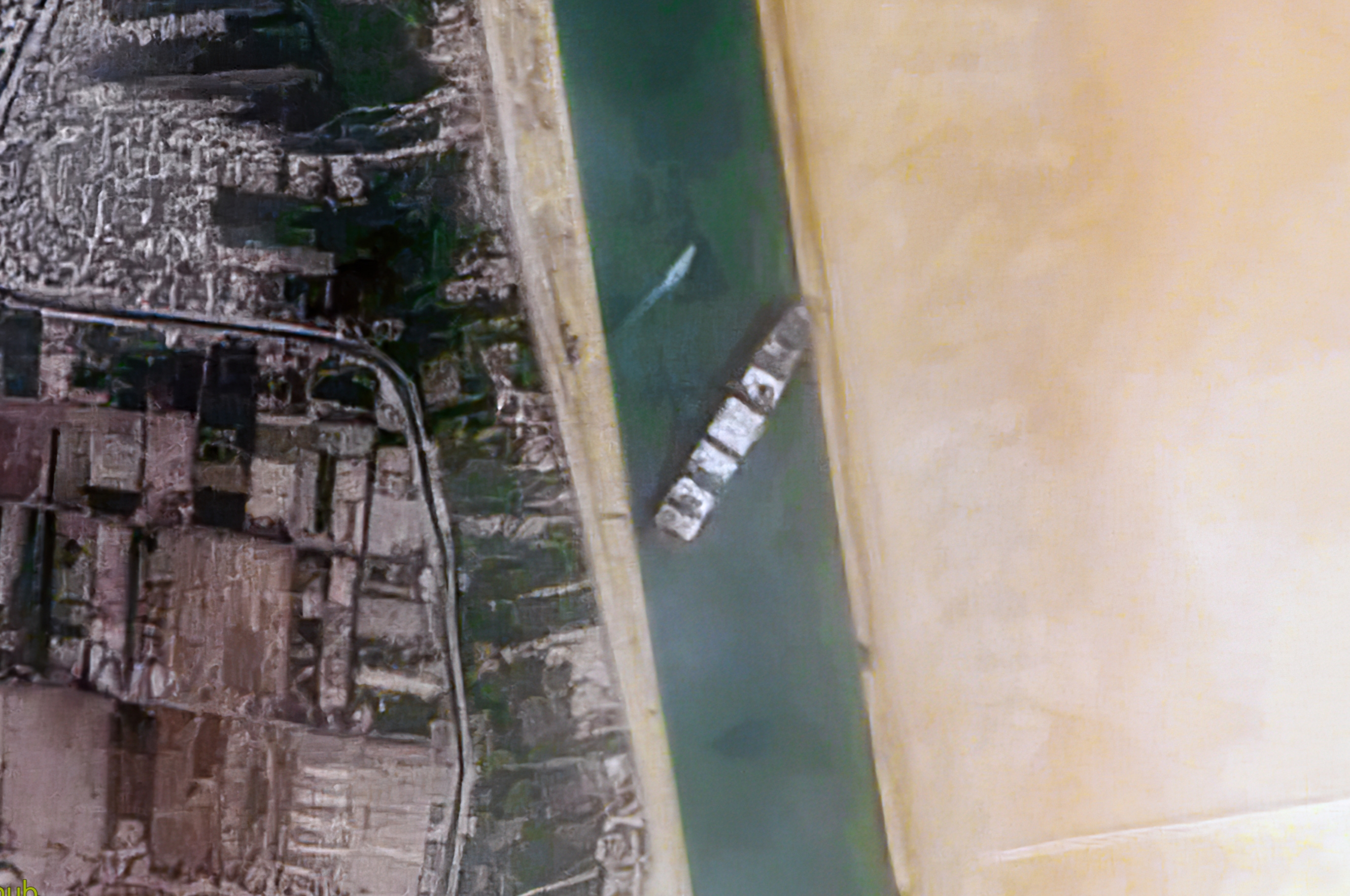
23 martie: Ever Given, o navă taiwaneză de 400 de metri lungime și 59 lățime a eșuat de-a latul Canalului de Suez din cauza vântului puternic blocând total traficul maritim în zonă.

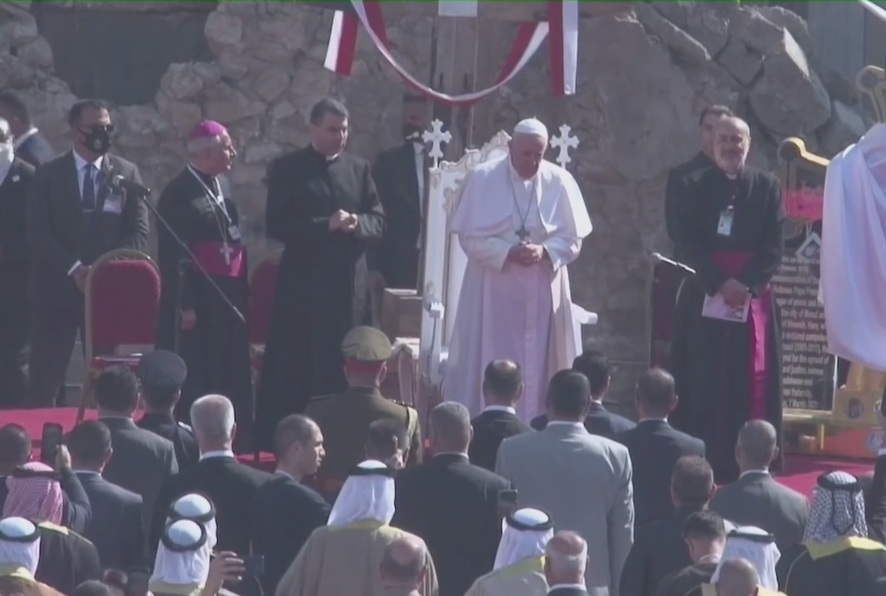
Papa Francisc la Mosul, Irak

- 1 martie: Fostul președinte francez, Nicolas Sarkozy, a fost condamnat la trei ani de închisoare, dintre care unu cu executare și doi cu suspendare, pentru corupție, după ce a fost găsit vinovat de încercarea de a oferi un loc de muncă unui magistrat în schimbul informațiilor despre o anchetă penală a partidului său politic.[35]
- 1 martie: Doi muncitori au fost înjunghiați mortal în timp ce erau ținuți ostatici într-un bloc din Onești, România. Atacatorul, un bărbat în vârstă de 68 de ani, pierduse apartamentul în urmă cu 12 ani în favoarea companiei unde lucrau victimele și a încercat să-și răscumpere fosta proprietate prin sechestrare de persoane.[36]
- 5 martie: Papa Francisc ajunge la Bagdad în prima vizită papală în Irak.[37]
- 6 martie: Papa Francisc se întâlnește cu marele ayatolah Ali al-Sistani la Najaf, Irak. Este prima întâlnire vreodată dintre un papa și un ayatollah. [38]
- 7 martie: Elveția devine al șaptelea stat european care interzice purtarea burqa în public, după Austria, Danemarca, Franța, Belgia, Letonia și Bulgaria.
- 15 martie: Filmul Colectiv, regizat de Alexander Nanau, a fost nominalizat la categoriile Cel mai bun film străin și Cel mai bun film documentar, la cea de-a 93-a ediție a Premiilor Oscar. Este primul film românesc nominalizat la Oscar.[39]
- 18 martie: Congresul Deputaților spaniol votează cu 202–141 pentru aprobarea definitivă a legalizării eutanasiei și sinuciderii asistate pentru persoanele cu boli grave și incurabile care doresc să-și pună capăt vieții, Spania devenind a patra țară din Uniunea Europeană care face acest lucru.[40]
- 20 martie: Comitetul de organizare pentru Jocurile Olimpice și Paralimpice de vară din 2020 de la Tokyo anunță că spectatorilor de peste mări li se va interzice intrarea în Japonia pentru a viziona Jocurile Olimpice de vară din 2020 și Jocurile Paralimpice din cauza riscului de răspândire a COVID-19.[41]
- 22 martie: Parlamentul Republicii Moldova a dispus ridicarea imunității de deputat a doi deputați din fracțiunea Partidului „ȘOR”, fiind vorba de deputații Petru Jardan și Denis Ulanov, primul fiind luat sub escorta CNA din incinta parlamentului.
- 23 martie: Ever Given, o navă taiwaneză de 400 de metri lungime și 59 lățime a eșuat de-a latul Canalului de Suez din cauza vântului puternic blocând total traficul maritim în zonă.[42]
- 23 martie: Pandemia de COVID-19 – Numărul vaccinărilor administrate la nivel mondial depășește 500 de milioane.[43]
- 26 martie: Ca urmare a unei greve spontane a angajaților, Metroul din București nu mai funcționează. Guvernul și Metrorex condamnă greva ca fiind ilegală.[44]
- 27 martie: Protestele din Myanmar – Peste 114 de protestatari anti-lovitură de stat sunt uciși de militari, în timp ce liderul Consiliul Administrației de Stat, Min Aung Hlaing, sărbătorește Ziua Forțelor Armate și promite să „protejeze oamenii și să lupte pentru democrație”. Proteste au izbucnit în toată țara, în ciuda avertismentului emis de televiziunea de stat că protestatarii ar putea fi „împușcați în cap sau în spate”.[45][46]
- 29 martie: Nava portcontainer Ever given este reflotată și remorcată spre nord, permițând redeschiderea Canalului Suez. Cel puțin 369 de nave așteaptă să treacă prin canal.[47]
- 30 martie: Brazilia – Într-o întâlnire cu ministrul apărării recent numit Walter Souza Braga Netto, comandanții tuturor celor trei ramuri ale forțelor armate braziliene – generalul Edson Leal Pujol (armată), amiralul Ilques Barbosa Junior (marină) și brigadierul Antonio Carlos Moretti Bermudez (forțele aeriene) – și-au anunțat intenția de a demisiona din funcțiile lor imediat ce vor fi găsiți noi succesori. Anunțul de demisie colectivă vine la mai puțin de o zi de la demiterea fostului ministru al apărării Fernando Azevedo e Silva și se presupune că este o mișcare pentru a semnala opoziția Forțelor Armate față de orice amestec militar în politică.[48]
- 30 martie: A treia zi de proteste în București și mai multe orașe din țară împotriva restricțiilor anti-COVID.[49] Alianța pentru Unirea Românilor a anunțat organizarea ultimelor două zile de proteste.[50][51]

### Aprilie
- 2 aprilie: Rusia avertizează NATO împotriva trimiterii oricăror trupe în ajutorul Ucrainei, pe fondul rapoartelor despre manevrele militare ruse la granițele sale.
- 5 aprilie: Președintele rus Vladimir Putin semnează o lege care extinde mandatul prezidențial la un total de patru mandate consecutive de șase ani. Legea i-ar permite lui Putin, care se află la al doilea mandat consecutiv, să ocupe funcția de președinte până în 2036.[52]
- 6 aprilie: 12 fotomodele tinere din Belarus, Republica Moldova, Rusia și Ucraina, au fost arestate de poliția din Dubai, după ce au pozat goale pe balconul unui imobil din cel mai luxos cartier al metropolei arabe. Tinerele sunt acuzate de încălcarea legii privind decența în public, dar și de distribuirea de materiale pornografice.
- 10 aprilie: Pandemie COVID-19 – România depășește 1 milion de cazuri de COVID-19.[53]
- 13 aprilie: O instanță din Ismailia admite cererea Autorității egiptene a canalului Suez de a pune sub sechestru nava Ever Given în așteptarea plății unei cereri de despăgubire de peste 900 milioane USD.[54] Nava a blocat Canalul Suez timp de șase zile, obstrucția acestuia având un impact negativ semnificativ asupra schimburilor comerciale dintre Europa și Asia și Orientul Mijlociu.
- 13 aprilie: Guvernul Japoniei a aprobat deversarea a 1,25 milioane de tone de apă radioactivă tratată de la centrala nucleară Fukushima în Oceanul Pacific pe parcursul a 30 de ani, cu sprijinul deplin al Agenției Internaționale pentru Energie Atomică. China, Coreea de Sud și Taiwan se opun deciziei.[55][56]
- 15 aprilie: Oamenii de știință anunță că au injectat cu succes celule stem umane în embrioni de maimuță, creând embrioni-himeră.[57]
- 16 aprilie: Banca Centrală Turcă interzice tranzacțiile folosind criptomonede și active criptografice, citând posibile „daune ireparabile” și riscuri de tranzacție pentru clienți.

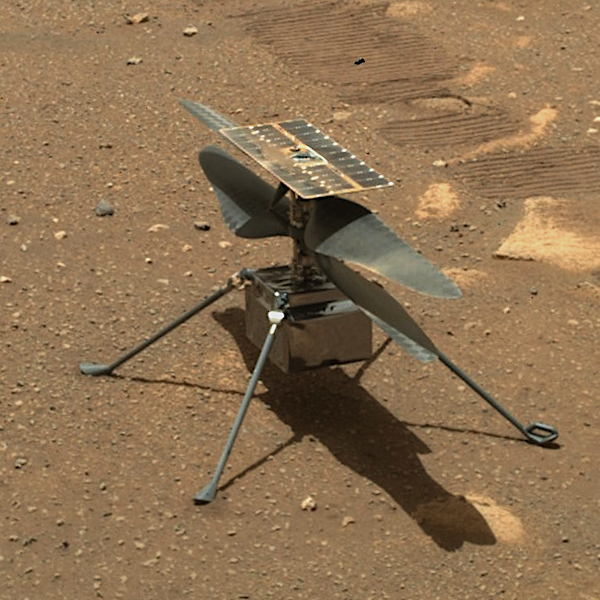
19 aprilie: Elicopterul Ingenuity al NASA, care face parte din misiunea Mars 2020, efectuează primul zbor cu motor pe o altă planetă.

- 17 aprilie: Pandemie COVID-19 – Numărul global de decese din cauza COVID-19 depășește 3 milioane.
- 17 aprilie: Au loc funeraliile prințului Philip. La sujba de înmormântare de la Capela St George au participat doar 30 de persoane din cauza restricțiilor legate de pandemia de COVID-19.[58]
- 18 aprilie: Ofensiva din Ciadul de Nord: Forțele rebele ale Frontului pentru Schimbare și Concordie din Ciad avansează spre capitala, N'Djamena, întrucât președintele în funcție Idriss Déby preia conducerea alegerilor din 11 aprilie și se așteaptă să își prelungească mandatul. Pe 17 aprilie, guvernele SUA și britanice au ordonat unor angajați diplomatici să părăsească Ciadul în mijlocul tulburărilor.
- 19 aprilie: Elicopterul Ingenuity al NASA, care face parte din misiunea Mars 2020, efectuează primul zbor cu motor pe o altă planetă.[59][60]
- 19 aprilie: Raúl Castro demisionează din funcția de prim secretar al Partidului Comunist Cubanez, punând capăt a peste 62 de ani de guvernare a fraților Castro în Cuba.[61]
- 19 aprilie: Ofensiva din Ciadul de Nord: Armata din Ciad declară că 300 de rebeli au fost uciși și încă 150 arestați în timpul operațiunilor militare din nordul Ciadului. Cinci soldați sunt, de asemenea, uciși și alți 36 răniți în operațiune.
- 20 aprilie: Ofensiva din Ciadul de Nord: Președintele din Ciad, Idriss Déby, moare din cauza rănilor suferite în timp ce comanda forțe împotriva rebelilor din partea de nord a țării. Constituția este suspendată, iar un consiliu militar de tranziție condus de fiul lui Déby, generalul Mahamat Idriss Déby Itno, va conduce țara pentru aproximativ 18 luni.
- 21 aprilie: Un incendiu puternic a izbucnit la Chișinău, capitala Republicii Moldova.
- 21 aprilie: Ofensiva din Ciadul de Nord: Rebelii Frontului pentru Schimbare și Concordie din Ciad (FACT) au amenințat că vor continua, ajungând în capitala Ciadului, N'Djamena, după uciderea președintelui Idriss Déby. În capitală, mulți civili aleg să rămână acasă pe măsură ce spaimele cresc. Rebelii FACT resping junta militară condusă de fiul lui Déby, iar politicienii din opoziție solicită, de asemenea, o tranziție civilă.
- 21 aprilie: Guvernul indonezian raportează dispariția submarinului KRI Nanggala în timpul unui exercițiu de torpilă cu foc viu, solicitând asistență de căutare și salvare din Singapore și Australia.
- 21 aprilie: Ministerul Finanțelor din Republica Moldova a emis în premieră și cu succes obligațiuni de stat pe 7 ani, pentru prima oară în această țară.
- 22 aprilie: Cașcavalul de Săveni devine cel de-al șaptelea produs românesc înscris de Comisia Europeană în registrul produselor care beneficiază de Indicație Geografică Protejată, după: magiun de prune Topoloveni, salam de Sibiu, novac afumat din Țara Bârsei, scrumbia de Dunăre afumată, cârnații de Pleșcoi și telemea de Ibănești.[62]
- 24 aprilie: În urma unui efort internațional de căutare și salvare, marina indoneziană raportează scufundarea KRI Nanggala cu 53 de membri ai echipajului, cea mai mare pierdere de vieți umane la bordul unui submarin din 2003.[63]
- 24 aprilie: Pandemie COVID-19 – Numărul vaccinărilor administrate la nivel mondial depășește 1 miliard, la mai puțin de cinci luni de la începerea primelor campanii de vaccinare în masă.[64]
- 25 aprilie: Cea de-a 93-a ediție a Premiilor Oscar a avut loc la Los Angeles. Filmul Nomadland câștigă premiul pentru Cel mai bun film, iar regizoarea acestui film, Chloé Zhao, premiul pentru Cel mai bun regizor.
- 28 aprilie: Președintele Republicii Moldova, Maia Sandu, primește undă verde de la Curtea Constituțională a Republicii Moldova pentru dizolvarea Parlamentului Republicii Moldova de legislatura a X-a și declară alegeri anticipate pe 11 iulie 2021.
- 30 aprilie: Cel puțin 45 de persoane sunt ucise și cel puțin 150 sunt rănite într-o busculadă masivă în timpul sărbătorii evreiești Lag Baomer din Meron, Israel. Este cel mai grav dezastru civil din istoria Israelului.[65][66]

### Mai

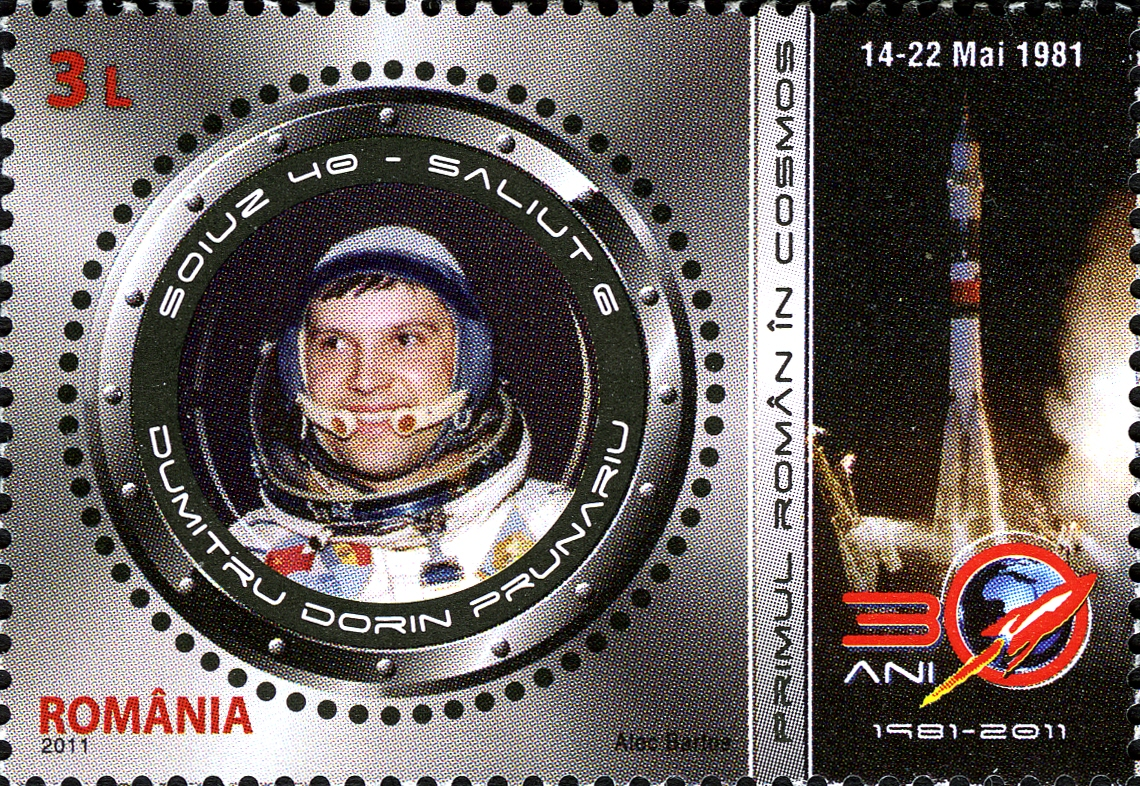
14 mai: Se împlinesc 40 de ani de la singurul zbor efectuat de un român în spațiul cosmic.

- 5 mai: Cel mai mare urs brun din România, și probabil din Uniunea Europeană, Arthur (17 ani), a fost ucis de către prințul Emanuel von und zu Liechtenstein, în localitatea Ojdula, județul Covasna, acesta venind în România special pentru a-l împușca.[67]
- 6 mai: În Daghestan, Rusia, oamenii de știință au găsit peste 150 de foci moarte pe coasta Mării Caspice, lângă orașul Mahacikala în două zile.
- 14 mai: Președintele Lituaniei, Gitanas Nausėda, efectuează o vizită în Republica Moldova, la invitația președintei Maia Sandu, fiind al doilea politician de rang înalt care efecutează o vizită la Chișinău după președintele României Klaus Iohannis.
- 14 mai: Se împlinesc 40 de ani de la singurul zbor efectuat de un român în spațiul cosmic. Dumitru Prunariu a petrecut 7 zile și 20 de ore la bordul stației spațiale Salyut 6 realizând mai multe experimente științifice din domeniul astrofizicii, al studiului radiațiilor cosmice, al medicinei, biologiei, psihologiei și tehnologiilor spațiale.[68]
- 18 mai: Arcul lui Darwin, formațiunea stâncoasă din Insulele Galapagos s-a prăbușit „în urma eroziunii naturale”.
- 21 mai: Consiliul de Securitate al Națiunilor Unite a adoptat o rezoluție de încetare a focului între Israel și Hamas, încheind 11 zile de luptă, ambele părți reclamând victoria.[69] Conflictul a început în urma deciziei Curții Supreme a Israelului de a strămuta patru familii palestiniene dintr-un cartier al Ierusalimului de Est în favoarea familiilor evreiești care au revendicat drepturi de proprietate în acest cartier. Potrivit legii israeliene, dacă evreii pot dovedi că familia lor trăia în Ierusalimul de Est înaintea Războiului israeliano-arab din 1948, ei pot cere să li se acorde ”dreptul de proprietate”. Pentru palestinienii care și-au pierdut bunurile în timpul războiului, o astfel de lege nu există.[70]
- 21 mai: După luni de negocieri, se formează guvernul catalan (regional), Pere Aragonès devenind al 132-lea președinte, primul din formațiunea sa, Stânga Republicană din Catalonia  din ultimii patruzeci de ani și cel mai tânăr din istoria de șapte sute de ani a instituției. Aragonès s-a angajat să repornească imediat discuțiile de independență cu guvernul spaniol.[71]
- 22 mai: Trupa Måneskin, reprezentând Italia, a câștigat finala Concursului Muzical Eurovision 2021, care a avut loc la Rotterdam, Țările de Jos. Este pentru prima dată după 1990 când Italia câștigă acest concurs.[72]
- 23 mai: Opoziția față de președintele belarus Aleksandr Lukașenko acuză guvernul din Belarus că a deviat zborul Ryanair 4978 din Atena, Grecia, către Vilnius, Lituania și l-a forțat să aterizeze la Minsk pentru a-l aresta pe jurnalistul și activist al opoziției Roman Protasevici care se afla la bord. Deși motivul aterizării forțate a fost o presupusă amenințare cu bombă, nu s-au găsit explozivi.[73]
- 24 mai: Ca răspuns la blocarea zborului Ryanair 4978 și la arestarea activistului Roman Protasevici, guvernul lituanian își închide aeroporturile pentru zborurile din Belarus și își îndeamnă cetățenii să părăsească țara. Wizz Air, Austrian Airlines și Air Baltic și-au redirecționat zborurile pentru a evita spațiul aerian din Belarus.[74]
- 24 mai: Uniunea Europeană interzice tuturor companiilor aeriene din Belarus să îi folosească aeroporturile și spațiul aerian ca răspuns la deturnarea avionului și aplică sancțiuni oficialilor despre care se crede că sunt implicați în operațiune.[75]
- 26 mai: A avut loc o eclipsă totală de lună.
- 26 mai: Alegeri prezidențiale în Siria. Bashar al-Assad a câștigat un nou mandat pentru șapte ani cu un scor de 95,1%.

### Iunie

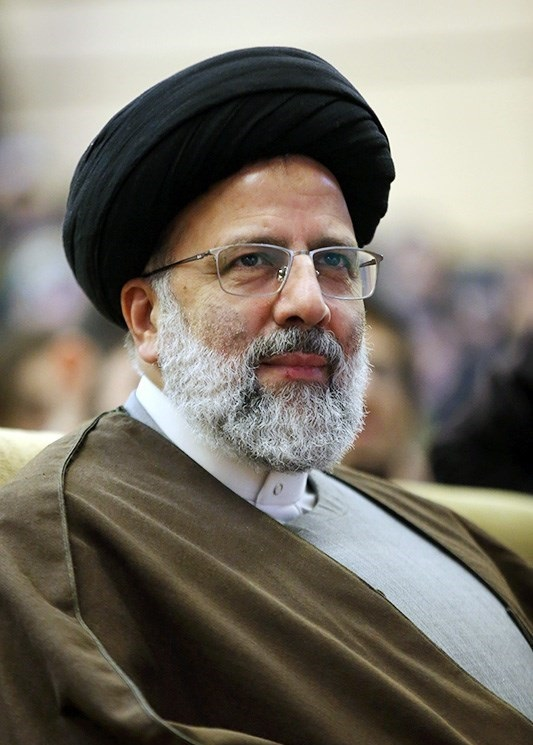
Ebrahim Raisi-noul presedinte al Iranului

- 2 iunie: Orașul finlandez Oulu este ales Capitală Europeană a Culturii în 2026.
- 2 iunie: Parlamentul Israelului, Knesset, l-a ales pe Itzhak Herzog, membru al partidului Likud, în funcția de președinte al statului. Acesta îl succede pe Reuven Rivlin care a deținut președinția din 2014.
- 7 iunie: Cascada Bigăr, parte din Izvorul Bigăr din Parcul Național Cheile Nerei - Beușnița, s-a prăbușit din cauze naturale.
- 11 iunie - 11 iulie: Campionatul European de Fotbal 2020. Italia este campioana Europei învingând Anglia la lovituri de departajare.
- 13 iunie: Parlamentul Israelului a aprobat, un nou guvern, care va fi condus prin rotație, de Naftali Bennett și Yair Lapid, punând capăt celor 12 ani în care Benjamin Netanyahu a fost permanent prim-ministru.
- 18 iunie: Alegeri prezidențiale în Iran (primul scrutin). După numărarea a 28,6 milioane buletine de vot, Seyyed Ebrahim Raisi al-Sadati, a obținut peste 62% din voturile exprimate.
- 29 iunie: Pandemia de COVID-19: Numărul vaccinărilor administrate la nivel mondial depășește 3 miliarde.[76]

### Iulie

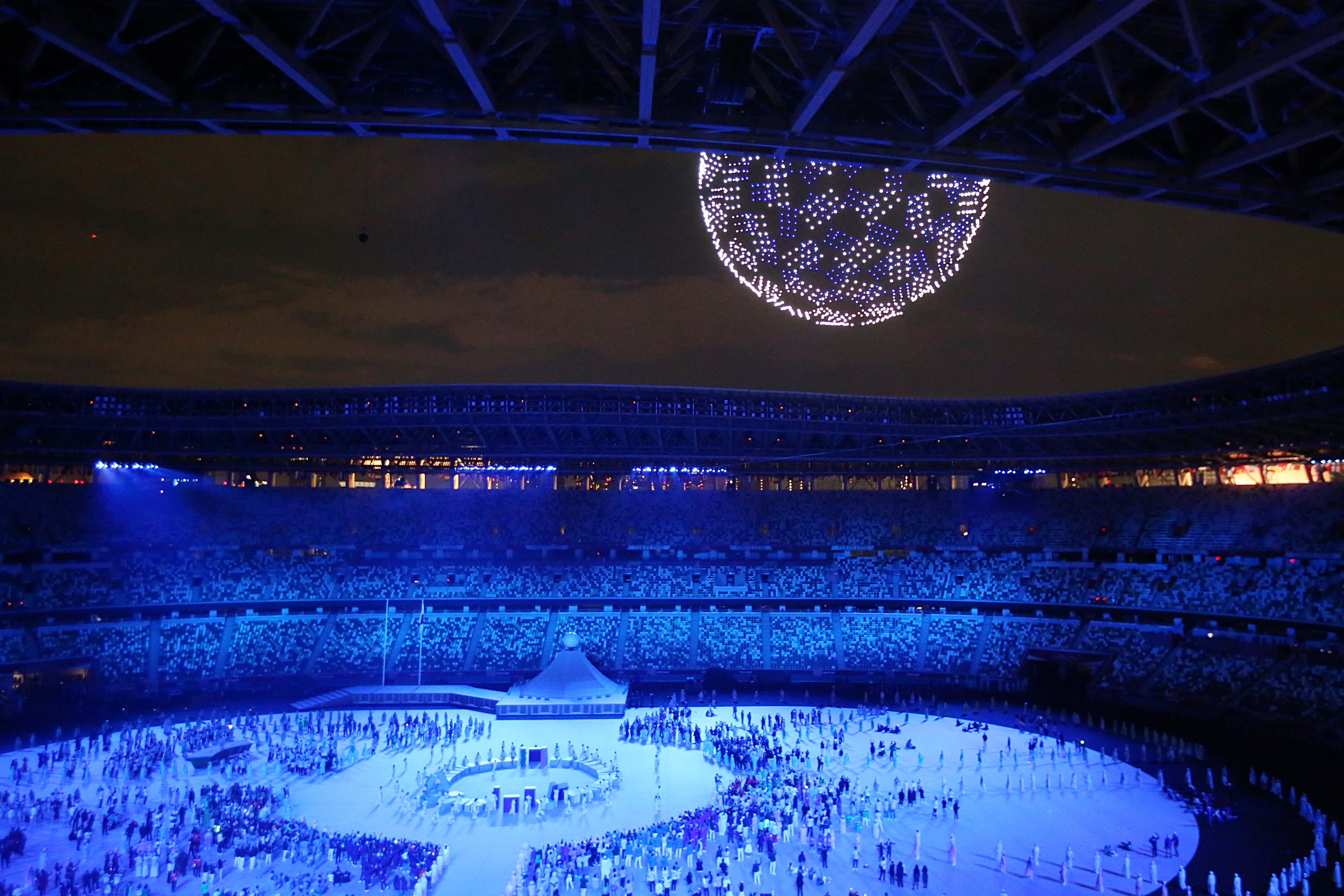
23 iulie: Ceremonia de deschidere a Jocurilor Olimpice de vară de la Tokyo, Japonia.

- 1 iulie: Slovenia a preluat de la Portugalia președinția semestrială a Consiliului Uniunii Europene.
- 3 iulie: Aproximativ 20 de persoane sunt date dispărute în centrul Japoniei, după ce o alunecare de teren provocată de ploile abundente a distrus mai multe case din orașul Atami.
- 6 iulie: Un avion rusesc AN-26, cu 28 de oameni la bord, s-a prăbușit în largul Peninsulei Kamceatka din estul Rusiei.
- 6-17 iulie: Al 74-lea Festival Anual de Film de la Cannes. Lungmetrajul „Titane”, regizat de Julia Ducournau, a fost recompensat cu trofeul Palme d'Or.
- 7 iulie: Președintele din Haiti, Jovenel Moïse, a fost asasinat în reședința sa privată de un „grup de persoane neidentificate”.
- 8 iulie: Pandemia de COVID-19: Numărul deceselor cauzate de COVID-19 în întreaga lume depășește 4 milioane.[77]
- 11 iulie: Alegeri parlamentare în Republica Moldova. Partidul Acțiune și Solidaritate (PAS), fondat de președinta Maia Sandu, a înregistrat un scor de 52,8%, iar Blocul electoral al Comuniștilor și Socialiștilor (BECS), condus de Vladimir Voronin și Igor Dodon, 27,17% exprimate prin voturile electoratului. Pragul de 5% al intrării în parlament a fost atins și de partidul prorus, ȘOR, condus de Ilan Șor, care a obținut 5,74% din voturi.
- 14 iulie: Oamenii de știință anunță descoperirea izotopilor pe TYC 8998-760-1 b, o exoplanetă situată la 300 de ani-lumină distanță de constelația Musca. Descoperirea a fost făcută prin intermediul telescopului foarte mare ESO din Chile.
- 15 iulie: Inundații severe se produc în vestul Germaniei, provocând moartea a 59 de persoane. Încă alte unsprezece persoane sunt ucise în urma inundațiilor din Belgia.
- 16 iulie: Numărul de morți din cauza inundațiilor severe din vestul Germaniei crește la 106. 63 de persoane au murit în Renania-Palatinat și 43 au murit în Renania de Nord-Westfalia.
- 19 iulie: Blue Origin efectuează cu succes primul său zbor de testare umană, cu o rachetă reutilizabilă New Shepard care transportă patru membri ai echipajului în spațiu: fondatorul companiei Jeff Bezos, fratele lui Bezos, Mark, Oliver Daemen în vârstă de 18 ani (care devine cea mai tânără persoană care ajunge în spațiu) și o femeie aviator în vârstă de 82 de ani (care devine cea mai în vârstă persoană care ajunge în spațiu).[78][79]
- 22 iulie: A fost inaugurată Casa Muzeelor, în Iași, care adăpostește cinci muzee: Muzeul Literaturii Române, Muzeul Poeziei, Muzeul Teatrului Evreiesc în România, Muzeul Copilăriei în Comunism și Muzeul Pogromului de la Iași, în fosta clădire a Chesturii Poliției antebelice.
- 23 iulie - 8 august: A XXXII-a ediție a Jocurilor Olimpice de vară s-au desfășurat la Tōkyō, Japonia. Inițial au fost programate pentru 24 iulie-9 august 2020, dar au fost amânate din cauza pandemiei COVID-19. România a participat cu 106 sportivi în cadrul a 17 probe olimpice (atletism, baschet 3x3, box, canotaj, ciclism, fotbal, gimnastică artistică, înot, judo, caiac-canoe, lupte, scrimă, tenis de câmp, tenis de masă, tir cu arcul, tir sportiv și triatlon). Delegația României a câștigat la Tōkyō patru medalii: una de aur și trei de argint.
- 31 iulie: Au avut loc alegeri prezidențiale în Palestina.

### August
- 4 august: Pandemia de COVID-19 - Numărul de cazuri confirmate de COVID-19 depășește 200 de milioane în întreaga lume.[80]
- 5 august: Mii de pompieri și avioane cu apă sunt desfășurate pe măsură ce incendiile sălbatice continuă să se răspândească în Italia pe fondul unui val de căldură fără precedent cauzat de un „dom de căldură” în sud-estul Europei.[81]
- 5 august: Incendii grecești. Oamenilor din Atena li se spune să rămână în interior, din cauza fumului de la incendiile de la marginea orașului. Peste 500 de pompieri se luptă cu un incendiu pe Muntele Parnitha, în timp ce suburbia Varympompi este evacuată.[82]
- 5 august: Echipa națională a României la dezbateri pentru elevi, s-a clasat pentru prima dată printre primele opt din cele 74 de echipe ale lumii, la Campionatului Mondial de Dezbateri pentru Elevi, desfășurat online între 25 iulie și 5 august.[83]
- 6 august: Parlamentul moldovean alege pe Natalia Gavrilița ca noul prim-ministru al Republicii Moldova.[84]
- 12 august: Conform rezultatelor recensământului din 2020 din Statele Unite, populația americanilor albi scade pentru prima dată din 1790 (la 61,6% din populația americană), iar creșterea populației este cea mai scăzută de la Marea criză economică (1929-1933).[85]

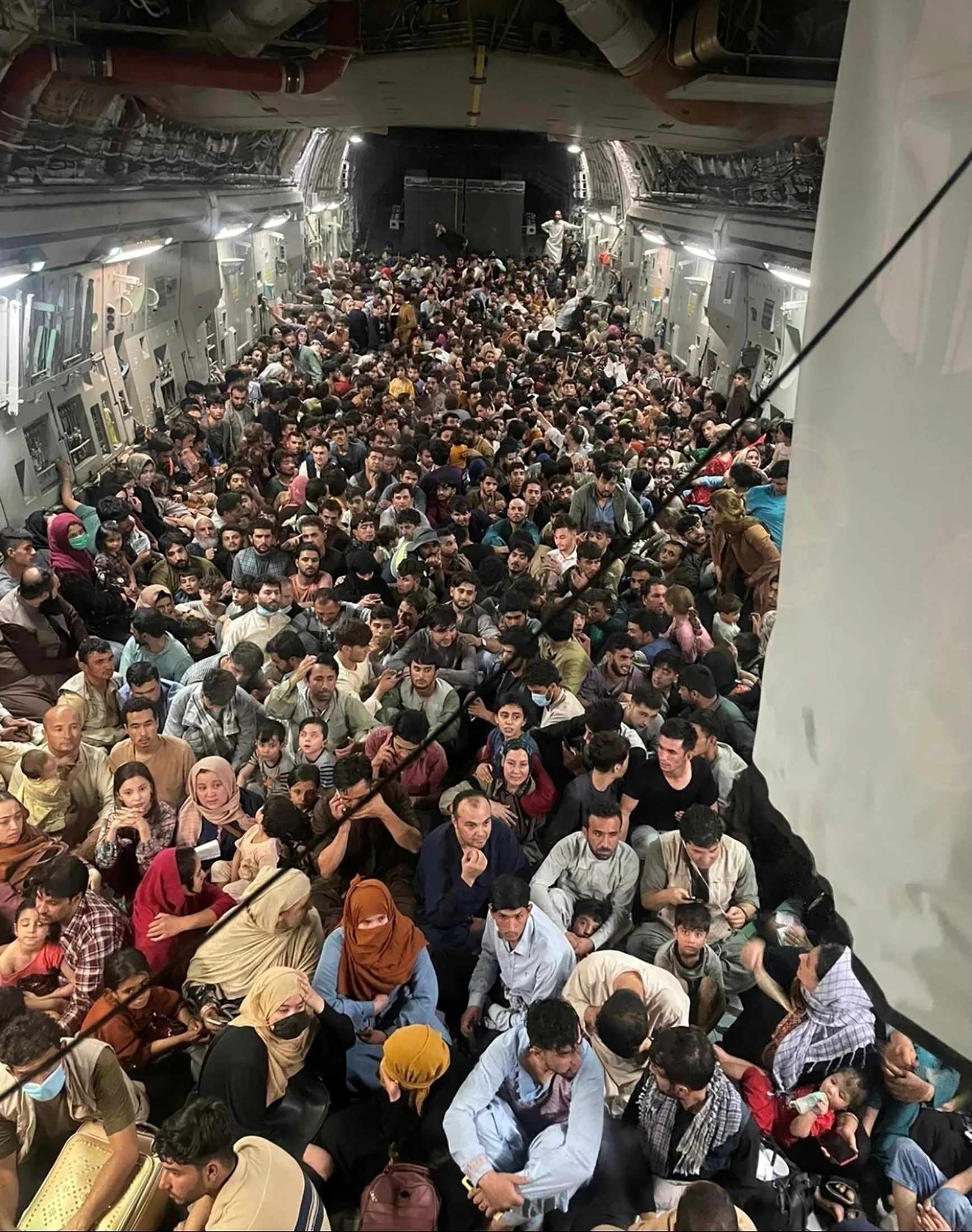
15 august: Avionul american C-17 Globemaster III transportă un record de 823 de cetățeni afgani de pe aeroportul internațional Hamid Karzai.

- 14 august: Un cutremur major cu magnitudinea 7,2 a lovit Haiti, omorând cel puțin 2.189 de persoane [86] și rănind peste 12.268 de persoane.[87]
- 15 august: Talibanii afgani capturează capitala Kabul; guvernul afgan se predă talibanilor.[88] Președintele Ashraf Ghani și vicepreședintele Amrullah Saleh au părăsit țara și se află în Tadjikistan [89] Cinci mii de combatanți ilegali sunt eliberați din închisoarea militară a bazei aeriene Bagram, fostă cea mai mare bază aeriană americană din țară.[90]
- 15 august: În urma ofensivei talibane din Afganistan, ambasadele țărilor occidentale sunt evacuate și mutate pe aeroportul internațional Hamid Karzai din Kabul. Ambasada Rusiei nu este evacuată, deoarece consideră că „situația din Kabul este cam tensionată, dar nu există război în oraș”. Ambasada Turciei rămâne, de asemenea, deschisă.[91][92]
- 17 august: Cercetătorii de la Universitatea de Științe Aplicate din Graubuenden, Elveția anunță că au calculat valoarea lui pi la 62,8 trilioane de cifre, un nou record mondial.[93]
- 19 august: Mai multe incidente sunt raportate pe aeroportul din Kabul, civili străini și afgani  încearcând să scape. A fost confirmat un număr total de 12 persoane ucise pe aeroport de la căderea orașului, în timpul învălmășelii și al incidentelor cu arme.[94]
- 19 august: Regimul taliban declară formarea Emiratului Islamic al Afganistanului.[95]
- 21 august: Uniunea Europeană spune că nu va exista „nici o recunoaștere, nici o discuție politică” cu talibanii. Președintele Comisiei Europene, Ursula von der Leyen, spune că UE va „măsura talibanii prin faptele și acțiunile lor” înainte de a se angaja în orice recunoaștere. Von der Leyen a anunțat, de asemenea, o creștere a ajutorului umanitar acordat Afganistanului.[96]
- 24 august: Președintele american, Joe Biden, spune că aproximativ 70.000 de persoane au fost evacuate din Afganistan. El anunță că Statele Unite vor respecta termenul limită din 31 august, de retragere a trupelor americane dar că ar trebui să existe „planuri de urgență”, dacă este necesar.[97][98]
- 24 august: Purtătorul de cuvânt al talibanilor, Zabiullah Mujahid, declară că grupul nu va permite evacuări ale cetățenilor afgani și că „drumul principal spre aeroport este acum blocat“ și „oamenii ar trebui să se întoarcă la locul de muncă“. Mujahid a mai spus că Statele Unite trebuie să respecte termenul limită de retragere din 31 august.[99]
- 24 august-5 septembrie: La Tokyo, Japonia se desfășoară Jocurile Paralimpice de vară. Inițial, au fost programate pentru 25 august-6 septembrie 2020, dar au fost amânate din cauza pandemiei COVID-19. România a câștigat două medalii: una de argint la ciclism și una de bronz la judo.
- 26 august: Cel puțin 182 de persoane sunt ucise, inclusiv 13 militari americani, în două atacuri sinucigașe cu bombă pe aeroportul din Kabul.[100][101]
- 27 august: Statele Unite lansează un atac aerian ucigând un membru al Statului Islamic despre care se crede că a planificat atentatele la aeroportul din Kabul.[102]
- 29 august: Un atac aerian american a țintit un vehicul care transporta un sinucigaș care dorea să lovească aeroportul din Kabul.[103] Atacul a fost efectuat în aceeași zi cu un atac cu rachete împotriva unei case civile în apropierea aeroportului din Kabul, care a dus la moartea unui copil.[104]
- 30 august: Generalul Corpului de marină Kenneth McKenzie Jr. anunță că ultimele trupe americane au părăsit Afganistanul, încheind implicarea SUA în războiul din Afganistan. Președintele american, Joe Biden, confirmă sfârșitul războiului printr-o declarație.[105]
- 30 august: Programul ONU pentru Mediu anunță că benzina cu plumb pentru vehiculele rutiere a fost eliminată treptat la nivel global, la o sută de ani de la introducerea sa.[106][107]

### Septembrie

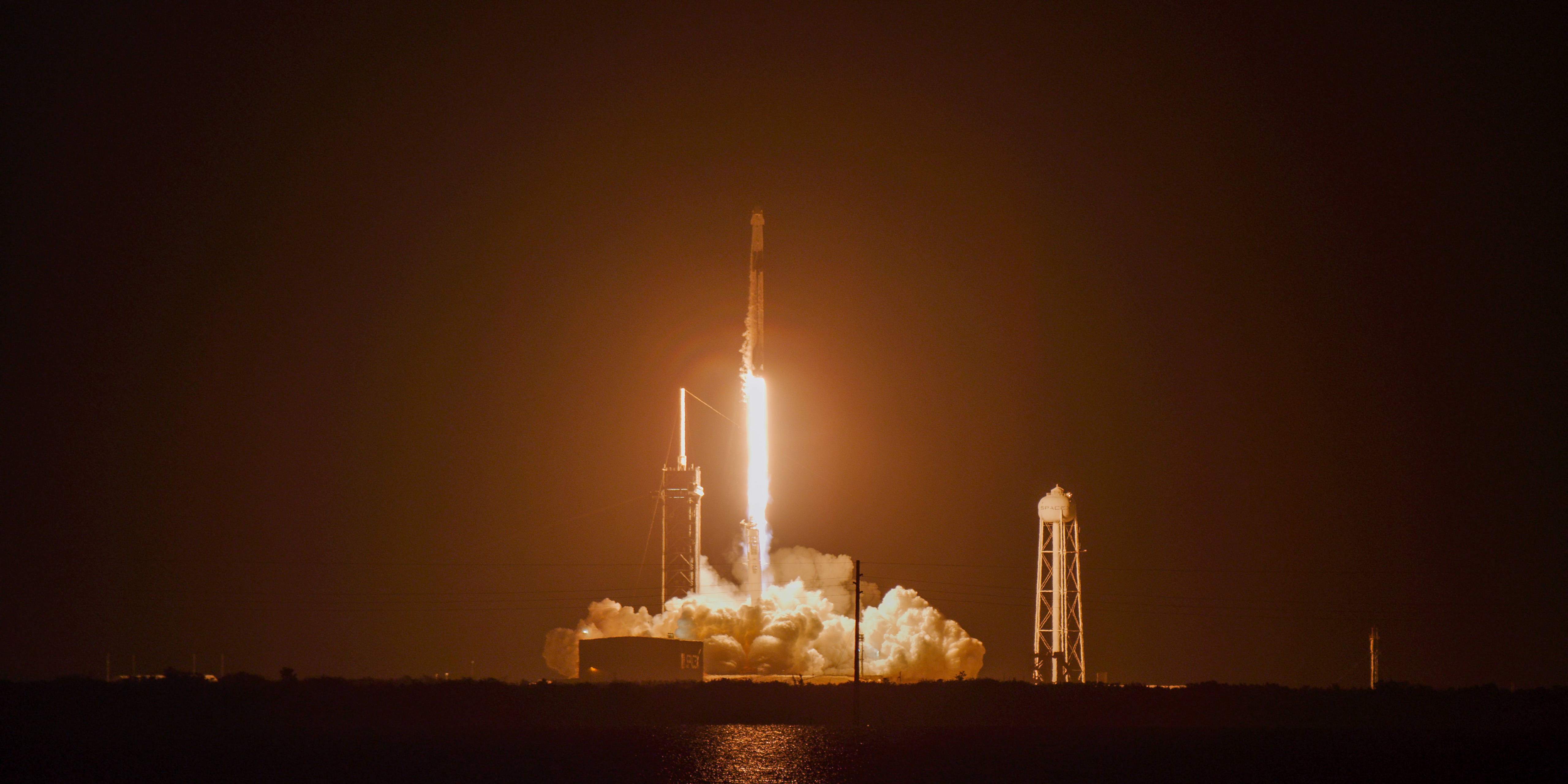
16 septembrie: Inspiration4 lansat de SpaceX devine primul zbor spațial complet civil, care transportă un echipaj de patru persoane pe orbita joasă a Pământului.

- 1 septembrie: Criza politică din România: Premierul Florin Cîțu îl revocă pe ministrul justiției Stelian Ion, afirmând că „nu voi accepta miniștri din guvernul român care se opun modernizării României”, după ce acesta a refuzat să dea aviz pentru Programul „Anghel Saligny”.[108] Revocarea creează o criză politică în cadrul guvernului de coaliție.
- 1 septembrie: Un membru senior al talibanilor spune că grupul a înconjurat Valea Panjshir, ultima cetate a rezistenței anti-talibane, și solicită rebelilor să „pună armele jos”, spunând că talibanii vor un emirat islamic pentru toți afganii și adăugând că „nu este nevoie să lupți”.[109]
- 3 septembrie: Președintele Vanuatu Obed Moses Tallis îi iartă pe trei foști prim-miniștri: Charlot Salwai, Joe Natuman și Serge Vohor, toți condamnați pentru infracțiuni politice și financiare, inclusiv luare de mită și corupție.[110]
- 3 septembrie: Yoshihide Suga, prim-ministru al Japoniei, anunță că nu va mai candida la președinția partidului său la alegerile prevăzute pentru 29 septembrie și se va retrage de la putere după un an de mandat. El îl înlocuise pe fostul prim-ministru Shinzo Abe, care a demisionat din motive de sănătate în septembrie 2020.[111]
- 3 septembrie: Criza politică din România: Copreședintele USR-PLUS Dan Barna anunță că USR PLUS și AUR au depus moțiunea de cenzură contra guvernului Cîțu numită ”Demiterea Guvernului Cîțu, singura șansă a României de a trăi!”, semnată de 122 de parlamentari. El a precizat că la începutul săptămânii viitoare, miniștrii USR PLUS își vor depune demisia.[112]
- 5 septembrie: Președintele Guineei Alpha Condé este arestat de oficiali militari în timpul unei lovituri de stat.[113]
- 6 septembrie: Talibanii repetă afirmația că au capturat toată provincia Panjshir, publicând imagini ale militanților talibani în fața palatului gubernatorial din Bazarak, capitala provinciei. Frontul Național de Rezistență din Afganistan continuă să respingă afirmațiile talibanilor.[114]
- 6 septembrie: Primarul orașului Mexic, Claudia Sheinbaum, anunță că monumentul istoric al lui Cristofor Columb din Paseo de la Reforma va fi înlocuit cu o statuie a unei femei indigene din civilizația Olmec. Ea spune că măsura nu a fost o încercare de a „șterge istoria” ci de a oferi „dreptate socială”.[115]
- 7 septembrie: El Salvador devine prima țară din lume care acceptă bitcoin ca monedă oficială.[116]

26 septembrie: Alegeri federale în Germania. Partidul Social Democrat din Germania (SPD) a înregistrat cel mai bun rezultat din 2005 și a apărut ca cel mai mare partid pentru prima dată din 2002.

- 8 septembrie: Fostul președinte Ashraf Ghani își cere scuze față de poporul afgan și reiterează faptul că a părăsit țara pentru a evita „luptele sângeroase de stradă” pentru controlul Kabul și, de asemenea, neagă vehement furtul din trezoreria țării.[117]
- 15 septembrie: AUKUS: S-a format un pact trilateral de securitate între Australia, Regatul Unit și Statele Unite, pentru a contracara influența Chinei. Aceast pact permitea Australiei să construiască prima sa flotă de submarine cu propulsie nucleară.[118]
- 16 septembrie: Inspiration4 lansat de SpaceX devine primul zbor spațial complet civil, care transportă un echipaj de patru persoane pe orbita joasă a Pământului. Călătoria a durat trei zile, timp în care s-au efectuat o serie de experimente științifice.[119]
- 17 septembrie: AUKUS: Franța își recheamă ambasadorii din Statele Unite și Australia, în semn de protest față de pactul de securitate, care include și Regatul Unit. Ministerul francez de Externe spune că „decizia excepțională” a fost justificată de gravitatea pactului, care a înlocuit propriul acord de securitate cu Australia, în urma căruia francezii pierd un contract de 56 miliarde de euro.[120]
- 19 septembrie: Alegeri parlamentare în Rusia. Partidul Rusia Unită a câștigat aproape 50% din voturile exprimate.[121][122]
- 20 septembrie: Alegerile federale canadiene. Justin Trudeau și Partidul Liberal păstrează un guvern minoritar.[123]
- 25 septembrie: La Congresul PNL, Florin Cîțu este ales președinte al partidului cu 2.878 de voturi, învingându-l pe Ludovic Orban, care a fost votat de 1.898 de membri.[124]
- 26 septembrie: Alegeri federale în Germania pentru cel de al 21-lea Bundestag, care va avea 709 membri. Partidul Social Democrat a învins coaliția CDU/CSU.[125][126]
- 29 septembrie: 116 deținuți sunt uciși în timpul unei revolte din Ecuador, cea mai mare violență cu victime umane din istoria țării.[127][128][129]

### Octombrie

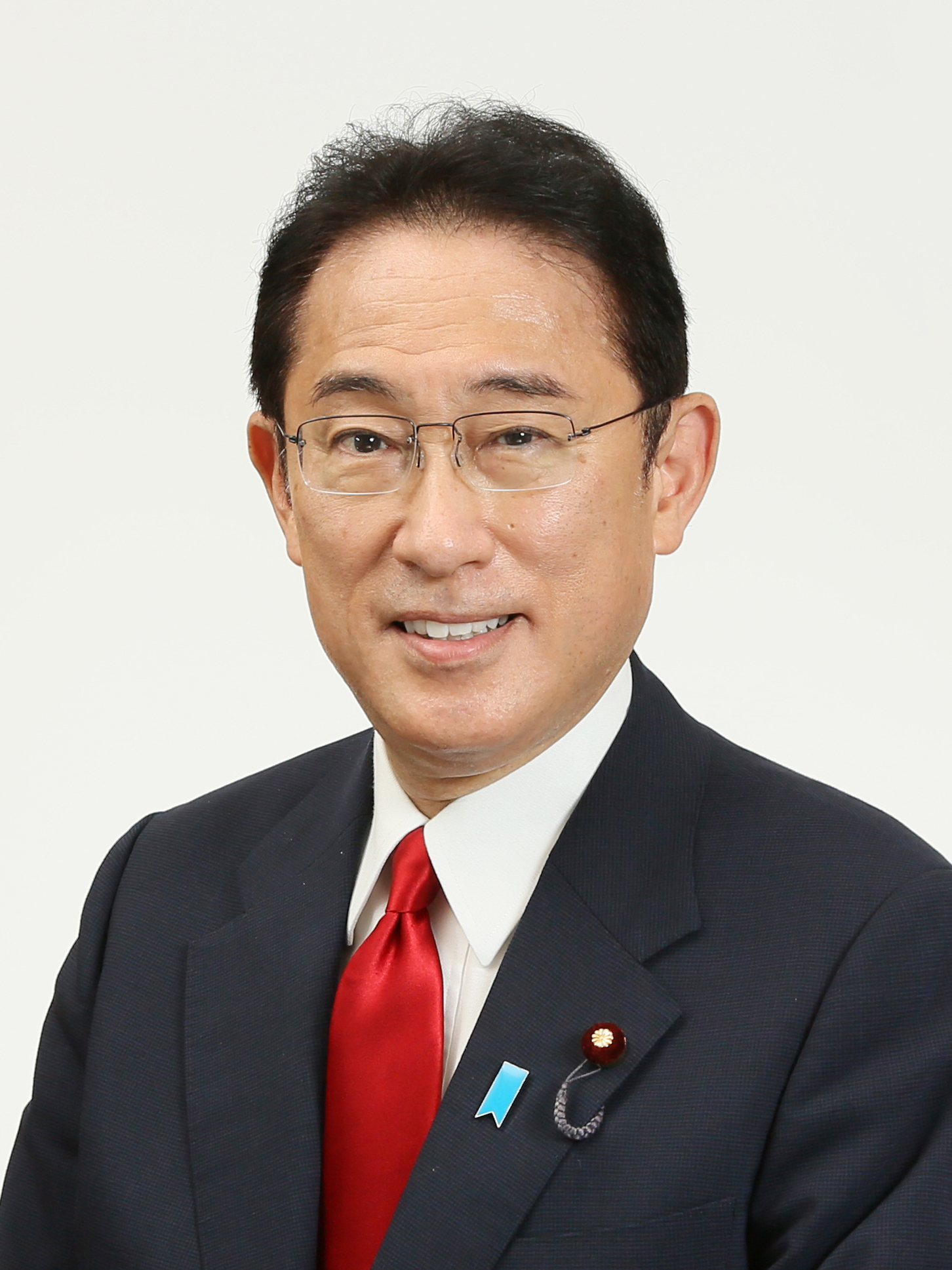
Fumio Kishida - noul premier al Japoniei

- 1 octombrie: Venezuela lansează a doua revizuire monetară în ultimii trei ani prin reducerea a șase zerouri din moneda sa bolívar pentru a simplifica contabilitatea. Această mișcare a fost un răspuns la hiperinflația care a atins un record anual de 1.743%, pe fondul unei grave crize economice în curs.[130]
- 1 octombrie: Un incendiu a izbucnit la secția ATI a Spitalului de Boli Infecțioase din Constanța, fiind activat Planul roșu de intervenție. Șapte pacienți au decedat.[131]
- 1 octombrie: Dacian Cioloș a fost ales în funcția de președinte al USR PLUS, în urma celui de-al doilea tur al alegerilor interne pentru această funcție, obținând 19.603 de voturi, față de contracandidatul său, Dan Barna, care a obținut 18.900.[132]
- 4 octombrie: Fumio Kishida devine cel de-al 100-lea prim-ministru al Japoniei, în locul lui Yoshihide Suga.[133]
- 5 octombrie: Criza politică din România: Moțiunea de cenzură intitulată „Stop sărăciei, scumpirilor și penalilor! Jos Guvernul Cîțu!”  inițiată de PSD și susținută de USR și AUR a fost adoptată cu 281 de voturi „pentru”. Guvernul Florin Cîțu a fost demis, după mai puțin de 11 luni de la învestire, și la o lună de la retragerea USR-PLUS de la guvernare. Este cel mai mare număr de voturi înregistrat la o moțiune de cenzură în România post-decembristă.[134]
- 5 octombrie: Procurorul de la Chișinău, Alexandr Stoianoglo, este suspendat din funcție și reținut de către ofițerii SIS fiind acuzat de „corupere pasivă și abuz în serviciu”.
- 6 octombrie: Organizația Mondială a Sănătății aprobă primul vaccin împotriva malariei..[135]
- 9 octombrie: Sebastian Kurz își anunță demisia din funcția de cancelar al Austriei ca urmare a unei anchete de corupție lansată împotriva sa.[136]
- 10 octombrie: Aproximativ 25 de milioane de irakieni sunt chemați la urne în cadrul unui scrutin legislativ anticipat prezentat de puterea de la Bagdad ca o concesie în fața mișcării de contestare.
- 11 octombrie: Procesul pentru asasinarea fostului lider din Burkina Faso, Thomas Sankara, cunoscut sub numele de „Che Guevara african” începe la Ouagadougou împotriva a 14 persoane, printre care și fostul președinte Blaise Compaoré, care va fi judecat in absentia. Sankara a fost asasinat în 1987.[137]
- 11 octombrie: Alexander Schallenberg devine cancelar al Austriei după demisia lui Sebastian Kurz.
- 11 octombrie: Criza politică din România: Președintele Klaus Iohannis îl desemnează pe Dacian Cioloș candidat pentru funcția de prim-ministru.[138]
- 19 octombrie: Președinta Republicii Moldova, Maia Sandu, ratifică Convenția de la Istanbul privind prevenirea și combaterea violenței împotriva femeilor și a violenței domestice, asta după ce și Parlamentul Republicii Moldova a ratificat-o în data de 14 octombrie.
- 19 octombrie: Criza politică din România: Toți miniștrii propuși pentru un guvern monocolor USR au primit aviz negativ din partea comisiilor de specialitate din Parlament, cu excepția Ministrului Transporturilor propus Cătălin Drulă.[139]
- 19 octombrie: Institutul Național de Sănătate Publică din România raportează un număr record de 574 de decese cauzate de virusul SARS-CoV-2 în 24 de ore și un număr record de 18.863 de cazuri noi de COVID.[140][141]
- 20 octombrie: Criza politică din România: Parlamentul respinge propunerea de investire a lui Dacian Cioloș și a cabinetului său. În favoarea cabinetului Cioloș au votat 88 de parlamentari și împotrivă 184.[142][143]
- 21 octombrie: Criza politică din România: Președintele Klaus Iohannis îl desemnează pe Nicolae Ciucă candidat pentru funcția de prim-ministru.[144]

### Noiembrie

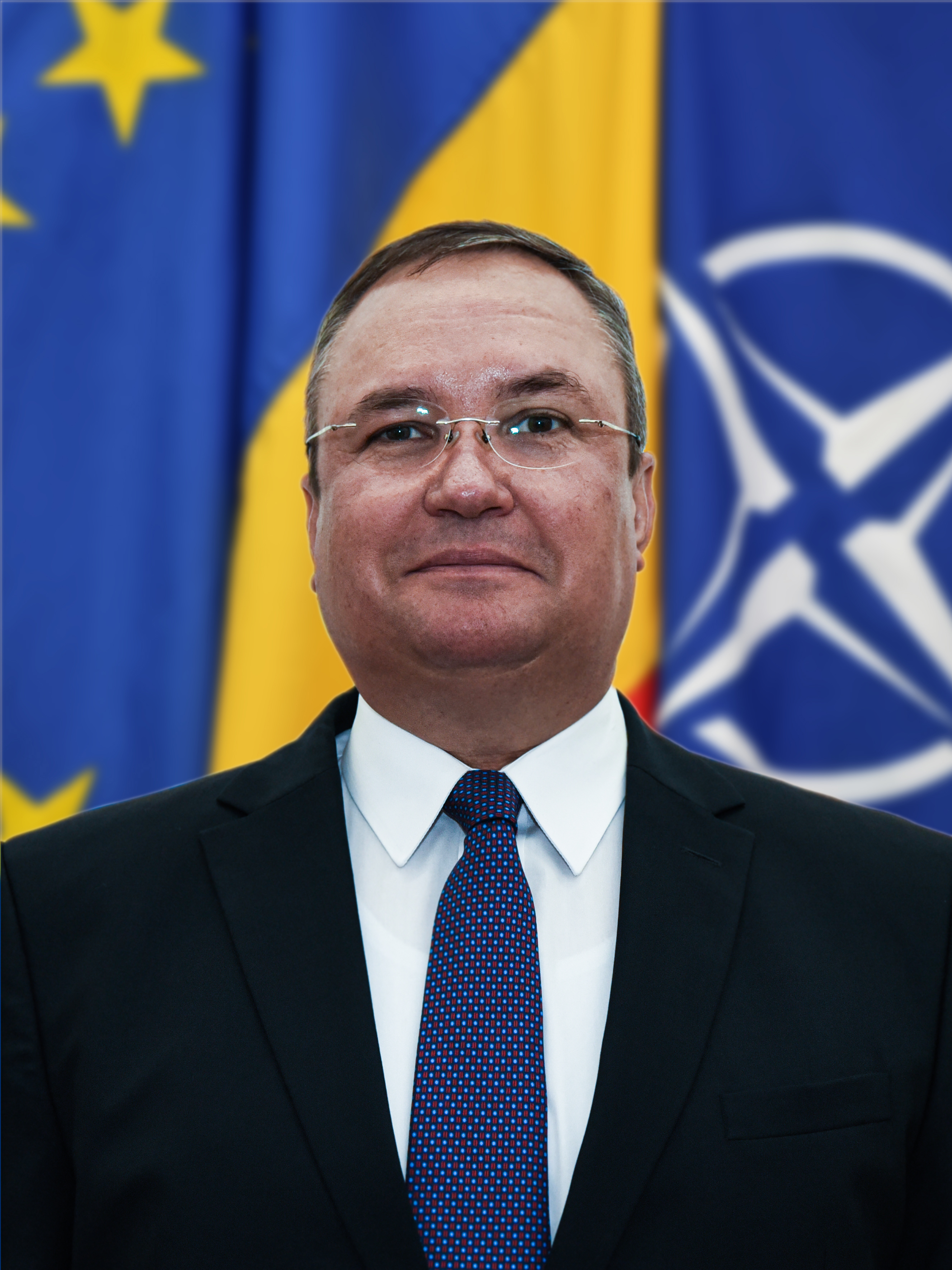
Criza politică din România: Președintele Iohannis îl desemnează din nou pe Nicolae Ciucă pentru funcția de premier, de această dată pentru a conduce un guvern PNL-PSD-UDMR.

- 1 noiembrie: Criza politică din România: Premierul desemnat Nicolae Ciucă și-a depus oficial mandatul de premier desemnat, după o ședință a conducerii PNL, liberalii nereușind să obțină sprijinul parlamentarilor pentru un guvern minoritar. Florin Cîțu anunță că s-a hotărât în Biroul Executiv flexibilizarea mandatului, astfel încât liberalii să înceapă negocieri „cu toate forțele democratice din Parlament” pentru formarea unei majorități.[145]
- 1 noiembrie: Pandemia de COVID-19: numărul global de decese înregistrate din cauza COVID-19 depășește 5 milioane.[146]
- 5 noiembrie: România a depășit 50.000 de decese cauzate de virusul SARS-CoV-2 de la începutul pandemiei.[147]
- 13 noiembrie: Un incendiu izbucnit într-un salon al Secției de Boli Infecțioase a Spitalului Județean Ploiești s-a soldat cu două victime.[148]
- 14 noiembrie: Alegeri parlamentare în Bulgaria.
- 15 noiembrie: Rusia distruge satelitul Kosmos 1408 în timpul testării unei arme anti-satelit. Americanii au acuzat Rusia că testul a creat un nor de fragmente pe orbita joasă a Pământului ce a pus în pericol Stația Spațială Internațională și, va reprezenta un risc pentru activitățile spațiale în următorii ani.[149]
- 19 noiembrie: Are loc cea mai lungă eclipsă parțială de Lună din anul 1440, vizibilă din America de Nord, o mare parte din America de Sud și parte a Asiei de Nord-Est. Eclipsa a durat 3 ore, 28 de minute și 23 de secunde, fiind a doua ca durată după eclipsa parțială din 18 februarie 1440, când a durat cu 23 de secunde mai mult. NASA anunță că abia la 8 februarie 2669 se va putea asista la o eclipsă parțială de Lună, cu o durată mai mare (3 ore și 30 de minute).[150]
- 22 noiembrie: Criza politică din România: Președintele Klaus Iohannis l-a desemnat din nou pe generalul Nicolae Ciucă pentru funcția de premier, de această dată pentru a conduce un guvern PNL-PSD-UDMR.[151]
- 22 noiembrie: În studiului „Indicele de Progres Social 2021” privind calitatea vieții și bunăstarea socială, realizat de organizația nonprofit Social Progress Imperative, România urcă o poziție, până pe locul 44 din 168 de țări, în clasamentul mondial privind calitatea vieții și bunăstarea socială. Totuși, se situează pe ultimul loc între statele membre ale Uniunii Europene, după Ungaria și Bulgaria.[152]
- 23 noiembrie: Cel puțin 46 de persoane au murit când un autobuz care transporta turiști din Macedonia de Nord ce se întorceau de la Istanbul s-a prăbușit și a luat foc în apropiere de Bosnek, Bulgaria.[153]
- 24 noiembrie: La câteva ore după ce Magdalena Andersson a fost aleasă prima femeie prim-ministru al Suediei, aceasta a demisionat, după ce propunerea de buget a partidului ei a fost respinsă.[154]
- 25 noiembrie: Criza politică din România: Parlamentul României votează guvernul PNL-PSD-UDMR, condus de Nicolae Ciucă cu 318 voturi „pentru” și 126 „împotrivă”.[155]
- 30 noiembrie: Insula Barbados a devenit oficial republică, înlăturând-o pe regina Elisabeta II de la conducere. Astfel Sandra Mason devine primul președinte al acestei țări.

### Decembrie

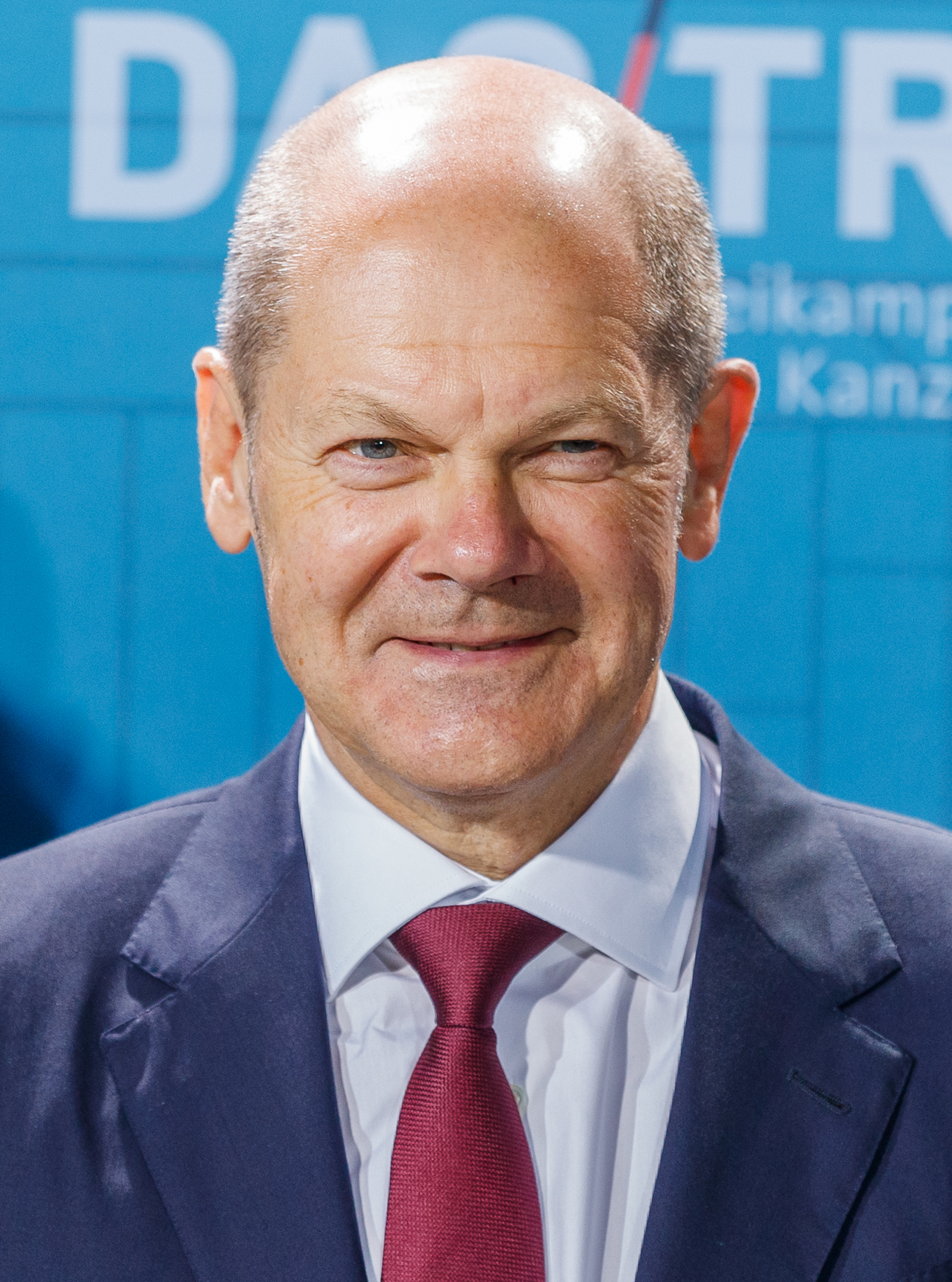
8 decembrie: Bundestag-ul l-a ales pe social-democratul Olaf Scholz (foto) ca noul cancelar al Germaniei, înlocuindu-o pe Angela Merkel care a guvernat timp de 16 ani.

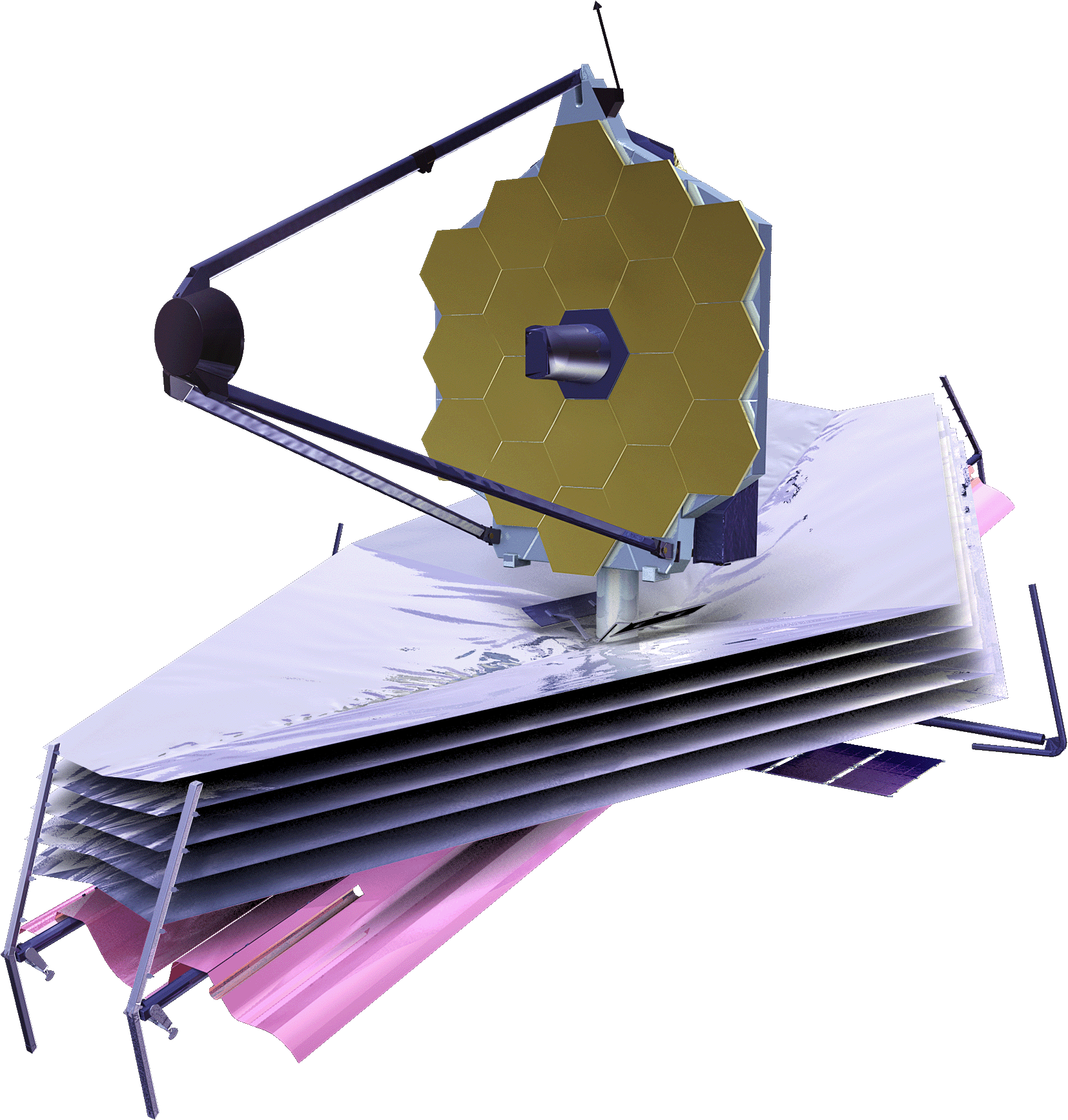
Telescopul spatial James Webb lansat pe 25 decembrie 2021

- 1 decembrie: A fost pusă în circulație, de către BNR, bancnota de 20 lei, pe avers reprezentând-o pe Ecaterina Teodoroiu, participantă la Primul Război Mondial.[156]
- 3 decembrie: Magnus Carlsen îl învinge pe Ian Nepomniachtchi în jocul 6 al Campionatului Mondial de șah 2021 într-un joc maraton cu 136 de mișcări. Este primul rezultat decisiv într-un joc regulamentar al Campionatului Mondial de șah în mai bine de 5 ani și este, de asemenea, cel mai lung joc din istoria Campionatului Mondial de șah.[157]
- 4 decembrie: România raportează primele cazuri de varianta Omicron SARS-CoV-2 la doi cetățeni care au călătorit din Africa de Sud pe 30 noiembrie.[158]
- 6 decembrie: Statele Unite ale Americii anunță oficial un boicot diplomatic al viitoarelor Jocuri Olimpice de Iarnă din Beijing, China. Casa Albă spune că nici o delegație oficială nu va fi trimisă la Jocuri din cauza preocupărilor cu privire la drepturile omului în China.[159]
- 8 decembrie: Bundestag-ul l-a ales pe social-democratul Olaf Scholz ca noul cancelar al Germaniei, înlocuindu-o pe Angela Merkel care a guvernat timp de 16 ani.[160]
- 8 decembrie: România ridică restricția pe timp de noapte și politica obligatorie privind măștile de protecție în aer liber, permite magazinelor și restaurantelor să se închidă la ora 22:00 și permite intrarea în locuri neesențiale pentru cei cu un test COVID-19 negativ, pe măsură ce numărul cazurilor scade.[161]
- 8 decembrie: Australia, Canada și Regatul Unit se alătură boicotului diplomatic american al Jocurilor Olimpice de iarnă de la Beijing, citând abuzuri ale drepturilor omului în China.[162][163]
- 12 decembrie: Cetățenii din Noua Caledonie votează împotriva independenței și aleg să rămână parte a Franței. Partidele pro-independență au boicotat referendumul pentru a protesta împotriva presupusei lipse de timp pentru campanie.[164]
- 14 decembrie: Oamenii de știință anunță că sonda solară Parker a NASA a devenit prima navă spațială care a pătruns în coroana stelară a Soarelui în timpul unui zbor în aprilie.[165]
- 17 decembrie: Lira turcească s-a depreciat până la un nou record de 17,07 unități pentru un dolar american, declanșând o intervenție directă a Băncii Centrale pe piața de valori. Lira a pierdut 55% din valoare în acest an, inclusiv 37% în doar ultimele 30 de zile. Președintele Recep Erdoğan anunță o creștere cu 50% a salariului minim de anul viitor.[166]
- 17 decembrie: Rusia cere ca NATO să pună capăt tuturor activităților militare din Europa de Est și să nu admită niciodată Ucraina ca membru al alianței militare, spunând că doresc o garanție obligatorie din punct de vedere juridic pentru a pune capăt expansiunii în continuare spre est.[167]
- 25 decembrie: A fost lansat James Webb Space Telescope (JWST), „cel mai puternic și mai complex telescop spațial al NASA”.[168][169][170]

## Nașteri
- 9 februarie: August Brooksbank, fiu al Prințesei Eugenie de York, strănepot al Reginei Elisabeta a II-a a Regatului Unit
- 21 martie: Lucas Tindall, nepot al Prințesei Anne a Marii Britanii și strănepot al Elisabetei a II-a și al lui Filip, Duce de Edinburgh
- 26 martie: Prințul Iulian al Suediei, Duce de Halland, fiu al Prințului Carl Philip, Duce de Värmland și al Prințesei Sofia, Ducesă de Värmland
- 4 iunie: Lilibet Mountbatten-Windsor, fiica Prințului Harry, Duce de Sussex și a soției acestuia, Meghan, Ducesă de Sussex
- 18 septembrie: Sienna Elizabeth Mapelli Mozzi, fiica Prințesei Beatrice de York și al soțului acesteia, Edoardo Mapelli Mozzi

## Decese

### Ianuarie
- 2 ianuarie: Alexandru Bădulescu, profesor și muzicolog român (n. 1929)
- 2 ianuarie: Marco Formentini, politician italian, membru al Parlamentului European (1999–2004), (n. 1930)
- 2 ianuarie: Modibo Keita, politician malian, prim-ministru al statului Mali (2002, 2015–2017), (n. 1942)
- 4 ianuarie: Seymour Dean Van Gundy, specialist american în domeniul biologiei generale, nematologiei și ecologiei, membru de onoare al Academiei de Științe al Moldovei (n. 1931)
- 4 ianuarie: Jonas Neubauer, barman american și jucător profesionist de Tetris (n. 1981)
- 4 ianuarie: Tanya Roberts (n. Victoria Leigh Blum), actriță, model și producătoare americană (n. 1955)
- 4 ianuarie: Martinus Justinus Godefriedus Veltman, fizician din Țările de Jos, laureat al Premiului Nobel (1999), (n. 1931)
- 6 ianuarie: Ashli Babbitt, veterană a Forțelor Aeriene și Gărzii Naționale ale Statelor Unite ale Americii și activistă americană (n. 1985)
- 6 ianuarie: Leonid Bujor, politician din Republica Moldova, deputat (2005–2009), Ministru al Educației (2009–2011), (n. 1955)
- 6 ianuarie: Mihai Cotorobai, jurist și politician din Republica Moldova (n. 1951)
- 6 ianuarie: Alfred Lomas, om politic britanic (n. 1928)
- 6 ianuarie: Iulian Șerban, paracanoist român (n. 1985)
- 6 ianuarie: Filip Trifonov, actor bulgar (n. 1947)
- 7 ianuarie: Michael Apted, regizor de film englez (n. 1941)
- 8 ianuarie: Michael Shaw, Baron Shaw of Northstead, politician britanic, membru al Parlamentului European (1973–1979), (n. 1920)
- 8 ianuarie: Iancu Țucărman, inginer agronom român de etnie evreiască, supraviețuitor al Pogromului de la Iași (n. 1922)
- 10 ianuarie: Constantin Lozovanu, judecător din Republica Moldova (n. 1946)
- 10 ianuarie: Constantin Rezachevici, istoric român (n. 1943)
- 11 ianuarie: Bogdan-Iulian Macovei, handbalist român și antrenor principal (n. 1953)
- 11 ianuarie: Konrad K. Schwaiger, om politic german (n. 1935)
- 12 ianuarie: Florentin Crihălmeanu, episcop român unit de Cluj-Gherla (2002-2021), (n. 1959)
- 12 ianuarie: Bogdan Stanoevici, actor și politician român (n. 1958)
- 13 ianuarie: Gabriela Silvia Beju,  sculptoriță română (n. 1947)
- 13 ianuarie: Siegfried Fischbacher, magician american de etnie germană (n. 1939)
- 13 ianuarie: Mircea Păcurariu, profesor universitar de teologie, istoric și preot român, membru titular al Academiei Române (n. 1932)
- 13 ianuarie: Marielle de Sarnez, politiciană franceză, membră a Parlamentului European (1999–2009), (n. 1951)
- 16 ianuarie: Phil Spector (Harvey Phillip Spector), producător și textier american (n. 1939)
- 17 ianuarie: Ruxandra Garofeanu, critic de artă și realizatoare de emisiuni la Radio România și Televiziunea Română (n. 1944)
- 18 ianuarie: Jean-Pierre Bacri, actor, scenarist și dramaturg francez (n. 1951)
- 20 ianuarie: Mihail Cibotaru, prozator și publicist din Republica Moldova (n. 1934)
- 20 ianuarie: Mira Furlan, actriță și cântăreață croată (n. 1955)
- 21 ianuarie: Nathalie Delon, actriță franceză de film (n. 1941)
- 22 ianuarie: Gheorghe D. Mateescu,  farmacist și chimist, Emeritus Proffesor al facultății de Chimie (n. 1928)
- 23 ianuarie: Harold Holbrook (Harold Rowe Holbrook Jr.), actor american (n. 1925)
- 23 ianuarie: Larry King (n. Lawrence Harvey Zeiger), moderator american de radio și televiziune (n. 1933)
- 23 ianuarie: Karl Erik Olsson, om politic suedez (n. 1938)
- 23 ianuarie: Oana Ștefănescu, actriță română de teatru și film (n. 1960)
- 24 ianuarie: Decebal Anastasescu, inginer, profesor universitar și politician român (n. 1926)
- 24 ianuarie: Bruce Kirby (n. Bruno Giovanni Quidaciolu), actor american de televiziune (n. 1925)
- 25 ianuarie: Iovu Bivol, agronom și politician din Republica Moldova (n. 1948)
- 26 ianuarie: Margitta Gummel, aruncătoare de greutate germană (n. 1941)
- 26 ianuarie: Georgeta Luchian Tudor, poetă și actriță română de teatru (n. 1934)
- 26 ianuarie: Osamu Yamaji,  fotbalist japonez (n. 1929)
- 27 ianuarie: Adrián Campos, pilot spaniol de Formula 1 (n. 1960)
- 28 ianuarie: Paul J. Crutzen (Paul Jozef Crutzen), chimist din Țările de Jos, laureat al Premiului Nobel (1995), (n. 1933)
- 29 ianuarie: Hilton Valentine,  muzician englez skiffle și rock and roll, care a fost chitaristul original a formației The Animals (n. 1943)
- 30 ianuarie: Alfreda Markowska, activistă și filantroapă poloneză de etnie romă, supraviețuitoare a Holocaustului (n. 1926)
- 30 ianuarie: Sophie (n. Samuel Long), artistă scoțiană (n. 1986)
- 31 ianuarie: Justo Tejada, fotbalist spaniol (n. 1933)

### Februarie
- 1 februarie: Tamara Rîlova, patinatoare de viteză rusă (n. 1931)
- 2 februarie: Mitrofan Cioban, topolog și specialist în domeniul topologiei și matematicii, membru titular al Academia de Științe a Moldovei (n. 1942)
- 2 februarie: David Donato, cântăreț american (n. 1954)
- 2 februarie: Thomas Moore, ofițer britanic (n. 1920)
- 3 februarie: Albán Vermes, înotător maghiar (n. 1957)
- 4 februarie: Paolo Bartolozzi, politician italian, membru al Parlamentului European (1999–2004), (n. 1957)
- 4 februarie: Marin Capisizu, inginer agronom și demnitar comunist român (n. 1929)
- 5 februarie: Christopher Plummer (Arthur Christopher Orme Plummer), actor canadian de film, teatru și televiziune, laureat al Premiului Oscar (2012), (n. 1929)
- 6 februarie: Zamfir Dumitrescu, pictor și politician român, membru al Parlamentului României (2004–2008), (n. 1946)
- 6 februarie: Ioan Dzițac, profesor român de matematică și informatică (n. 1953)
- 6 februarie: Krzysztof Kowalewski, actor de film și televiziune și comic polonez (n. 1937)
- 6 februarie: Carol-Marc Lavrillier,  fotograf, galerist, editor și autor francez (n. 1933)
- 6 februarie: George Pratt Shultz, politician american, Secretar de Stat al Statelor Unite (1982–1989), (n. 1920)
- 7 februarie: Joseph Hillis Miller, critic literar american (n. 1928)
- 8 februarie: Petru P. Caraman, matematician și politician român (n. 1930)
- 8 februarie: Jean-Claude Carrière, actor și scenarist francez (n. 1931)
- 8 februarie: Shlomo Hillel, politician social-democrat, diplomat și activist israelian, președinte al Knessetului (1984–1988), (n. 1923)
- 8 februarie: Cyril Mango, istoric britanic specializat în studiul artei și arhitecturii bizantine (n. 1928)
- 8 februarie: Edita Maria Simon, conferențiar universitar și solistă română (n. 1937)
- 9 februarie: Chick Corea (Armando Anthony Corea), muzician american (n. 1941)
- 9 februarie: Valeria Gagealov, actriță română (n. 1931)
- 9 februarie: Franco Marini, politician italian, membru al Parlamentului European (1999–2004), (n. 1933)
- 10 februarie: Dan Dascălu,  inginer român (n. 1942)
- 10 februarie: Larry Flynt, editor și publicist american (n. 1942)
- 11 februarie: Isadore Singer,  matematician american,  câștigător al Premiului Abel în 2004 (n. 1924)
- 13 februarie: Louis Clark, aranjor muzical și claviaturist britanic (n. 1947)
- 13 februarie: Marco Dimitri, satanist italian (n. 1963)
- 14 februarie: Carlos Menem (Carlos Saúl Menem Akil), avocat și politician argentinian, președinte al Argentinei (1989–1999), (n. 1930)
- 14 februarie: Ion Mihai Pacepa, general în cadrul DSS și jurnalist român, șef adjunct al Departamentului de Informații Externe (spionaj) a României comuniste și consilier personal al lui Nicolae Ceaușescu (n. 1928)
- 15 februarie: Luca Novac, taragotist și instrumentist român (n. 1941)
- 15 februarie: Ștefan Tudor, canotor român (n. 1943)
- 16 februarie: Ludmila Alioșina, solistă de operă (mezzo-soprană) din Republica Moldova (n. 1930)
- 16 februarie: Bernard Lown, inventator evreu-american (n. 1921)
- 17 februarie: Ulrike Blome, actriță germană (n. 1944)
- 17 februarie: Walter Krafft, pianist și profesor de muzică german (n. 1936)
- 17 februarie: Rush Limbaugh, comentator conservator, autor și gazda unor emisiuni radio⁠ și televiziune, american (n. 1951)
- 18 februarie: Iehoșua Saghi, general-maior israelian, director al Direcției de Informații Militare al Armatei Israelului, membru al Knessetului (1988–1992), (n. 1933)
- 19 februarie: Ion N. Petrovici, medic neurolog, profesor universitar de Neurologie și Psihiatrie la Universitatea din Köln (n. 1929)
- 20 februarie: Chris Craft, pilot britanic de Formula 1 (n. 1939)
- 21 februarie: Arthur Cook, trăgător de tir american (n. 1928)
- 23 februarie: Vojkan Borisavljević, compozitor și dirijor sârb (n. 1947)
- 23 februarie: Sergiu Natra, compozitor israelian de muzică cultă, evreu originar din România (n. 1924)
- 24 februarie: Wolfgang Boettcher, violoncelist clasic și profesor universitar german (n. 1935)
- 25 februarie: Andrei Gherman, medic din Republica Moldova, Ministru al Sănătății (2001–2005), (n. 1941)
- 25 februarie: Marian Traian Gomoiu, biolog și oceanograf român (n. 1936)
- 25 februarie: Andrei Palii, agronom din Republica Moldova, specialist în genetică, membru corespondent al Academiei de Științe a Moldovei (n. 1940)

### Martie
- 1 martie: Horea Cucerzan, pictor român (n. 1938)
- 1 martie: Gheorghe Dănilă, actor român de teatru și film (n. 1949)
- 1 martie: Paul Rezeanu, istoric și critic de artă, expert în artă modernă și profesor universitar român (n. 1937)
- 2 martie: Stanley Newens, politician britanic, membru al Parlamentului European (1984–1999), (n. 1930)
- 4 martie: Atanasie Jevtić, episcop ortodox sârb (n. 1938)
- 5 martie: Elena Țau, scriitoare, critic literar, istoric, doctor și conferențiar universitar din Republica Moldova (n. 1946)
- 6 martie: Lou Ottens, inginer și inventator olandez, cel mai bine cunoscut ca inventator al casetei audio și pentru ajutorul său la dezvoltarea discului compact (n. 1926)
- 6 martie: Corneliu Pârcălăbescu, general (rez.) de brigadă român (n. 1940)
- 7 martie: Olivier Dassault, politician și miliardar francez (n. 1951)
- 7 martie: Keith Greene, pilot englez de Formula 1 (n. 1938)
- 7 martie: Lars-Göran Petrov, cântăreț suedez (n. 1972)
- 7 martie: Vasile Popa, actor și cascador român (n. 1947)
- 8 martie: István Almási, scriitor, folclorist, autor de studii muzicologice, etnomuzicolog maghiar din România (n. 1934)
- 8 martie: Adrian Bărar, chitarist, textier, compozitor și producător muzical român, fondatorul trupei Cargo (n. 1960)
- 9 martie: James Levine, dirijor și pianist american de etnie evreiască (n. 1943)
- 10 martie: Hamed Bakayoko,  politician ivorian (n. 1965)
- 10 martie: Dan Constantin Mihăilescu, sportiv român (călărie), (n. 1938)
- 10 martie: Mihail Muntean, profesor și doctor în științe istorice din Rusia (n. 1938)
- 10 martie: Jan Vodňanský, scriitor ceh, semnatar al Cartei 77 (n. 1941)
- 11 martie: Augustin Costinescu, pictor și desenator român (n. 1943)
- 12 martie: Nicolae Dabija, scriitor, istoric literar și om politic din Republica Moldova, membru de onoare al Academiei Române și membru corespondent al Academiei de Științe a Moldovei (n. 1948)
- 13 martie: Marvin Nathaniel Hagler, boxer profesionist american (n. 1954)
- 13 martie: Klaus Popa, istoric german originar din România (n. 1951)
- 14 martie: Aurora Cornu, scriitoare, actriță, regizoare de film și traducătoare română, stabilită în Franța (n. 1931)
- 15 martie: Yaphet Kotto, actor american (n. 1939)
- 17 martie: Anton Gămurari, general din Republica Moldova, participant la Conflictul din Transnistria (n. 1950)
- 18 martie: Zeev Aram, arhitect și designer de mobilă britanic de etnie evreiască (n. 1931)
- 19 martie: Glynn Stephen Lunney, inginer american la NASA (n. 1936)
- 20 martie: Constance Demby, artistă, compozitoare, vocalistă, proiectantă de instrumente muzicale originale, pictoriță, sculptoriță, și producătoare multi-media, americană (n. 1939)
- 21 martie: Nawal Al-Saadawi, scriitoare egipteană (n. 1931)
- 21 martie: Adam Zagajewski, poet, romancier, traducător și eseist polonez (n. 1945)
- 22 martie: Johnny Dumfries, pilot scoțian de Formula 1 (n. 1958)
- 23 martie: Hana Hegerová, cântăreață și actriță slovacă (n. 1931)
- 23 martie: Adina Nanu, critic și istoric de artă român (n. 1927)
- 23 martie: George Segal, actor american de film, teatru și televiziune (n. 1934)
- 24 martie: Nicolae Nan, senator român (1990-1992), (n. 1935)
- 24 martie: Kunie Tanaka, actor japonez (n. 1932)
- 25 martie: Aurel Gheorghe Ardeleanu, dramaturg, prozator și sculptor român (n. 1936)
- 25 martie: Bertrand Tavernier, regizor, scenarist, actor și producător de film, francez (n. 1941)
- 26 martie: Ion Bălu, critic și istoric literar, biograf, profesor de literatură română (n. 1933)
- 26 martie: Cornelia Catangă, interpretă română de muzică lăutărească de etnie romă (n. 1958)
- 26 martie: Ilie Vancea, politician din R. Moldova, Ministru al Educației (2000–2002), (n. 1949)
- 27 martie: Petr Kellner, antreprenor ceh (n. 1964)
- 27 martie: Rodion Ladislau Roșca, muzician român de muzică rock (n. 1953)
- 28 martie: Kjell Risvik,  traducător de literatură în limba norvegiană (n. 1941)
- 28 martie: Constantin Simirad, politician român, primar al Iașului (1992-2003), președinte al CJ (2008-2012), (n. 1941)
- 29 martie: Bashkim Fino, politician și economist albanez, prim-ministru al Albaniei (1997), (n. 1962)

### Aprilie
- 1 aprilie: Isamu Akasaki, fizician japonez, laureat al Premiului Nobel (2014), (n. 1929)
- 1 aprilie: Emmanuel Gaillard, avocat francez specializat în domeniul arbitrajului internațional și profesor de drept (n. 1952)
- 2 aprilie: Gabi Luncă (n. Elena Gabriela Onoriu), interpretă română de muzică lăutărească de etnie romă (n. 1938)
- 2 aprilie: Nelu Ploieșteanu, interpret român de muzică lăutărească (n. 1950)
- 2 aprilie: Hugo Weczerka, istoric german originar din Bucovina (n. 1930)
- 3 aprilie: Remus Câmpeanu, fotbalist român (n. 1938)
- 4 aprilie: Jens-Peter Bonde, om politic danez, membru al Parlamentului European (1979–2008), (n. 1948)
- 4 aprilie: Robert Mundell, economist canadian, laureat al Premiului Nobel (1999), (n. 1932)
- 6 aprilie: Boris Bechet, regizor, actor de teatru și film din Republica Moldova (n. 1953)
- 6 aprilie: Maj Britt Theorin, politiciană suedeză, membră a Parlamentului European (1995–2004), (n. 1932)
- 8 aprilie: Richard Rush, regizor, scenarist și producător american de film (n. 1929)
- 9 aprilie: Ioan Caproșu, istoric, medievist și profesor universitar român, membru de onoare al Academiei Române (n. 1934)
- 9 aprilie: DMX (n. Earl Simmons), rapper și actor american (n. 1970)
- 9 aprilie: Prințul Philip, Duce de Edinburgh, soțul reginei Elisabeta a II-a a Regatului Unit (n. 1921)
- 10 aprilie: Pál-Péter Haszmann, politician român (n. 1942)
- 11 aprilie: Daisuke Ryu, actor japonez de etnie coreeană (n. 1957)
- 13 aprilie: Ioan Berci, taragotist român (n. 1967)
- 14 aprilie: Natan Bartfeld, arbitru de fotbal sovietic și moldovean (n. 1949)
- 14 aprilie: Bernard Madoff, finanțist american de etnie evreiască (n. 1938)
- 14 aprilie: Stelian Neagoe, istoric român (n. 1938)
- 17 aprilie: Hubert Faure, militar francez (n. 1914)
- 19 aprilie: Walter Mondale, politician american, vicepreședinte al Statelor Unite ale Americii (1977–1981), (n. 1928)
- 20 aprilie: Idriss Déby, politician din Ciad, președinte (1990–2021), (n. 1952)
- 20 aprilie: Roland J. Green,  scriitor și editor american de science-fiction și fantasy (n.  1944)
- 20 aprilie: Monte Hellman, regizor, producător și editor american de film (n. 1929)
- 22 aprilie: István Bocskay, profesor universitar de medicină, specialist în stomatologie, întemeietor al laboratorului de cercetare cariologică în cadrul Facultății de Medicină Dentară, conducător de doctorat al Universității de Medicină și Farmacie din Târgu Mureș, deținător al titlului doctor honoris causa al Universității Semmelweis din Budapesta (n. 1929)
- 23 aprilie: Peter Michael Mombaur, om politic german, membru al Parlamentului European în perioada 1999-2004 din partea Germaniei (n. 1938)
- 27 aprilie: Marin Dumitrescu, pilot român de curse auto (n. 1919)
- 27 aprilie: Corneliu Murgu, solist român de operă (tenor), (n. 1948)
- 28 aprilie: Michael Collins, astronaut american (Apollo 11, 1969), (n. 1930)
- 30 aprilie: Ioan Pop de Popa, medic cardiolog român (n. 1927)

### Mai
- 1 mai: Constantin Arvinte, dirijor, compozitor și folclorist român (n. 1926)
- 2 mai: Robert William Unser, pilot american de Formula 1 (n. 1934)
- 3 mai: Radu Gabriel Pârvu, scriitor, scenarist și traducător român (n. 1956)
- 4 mai: Jan Hahn,  prezentator TV și de radio german (n. 1973)
- 4 mai: Leslie Marr, pilot englez de Formula 1 (n. 1922)
- 5 mai: Bertil Johansson, fotbalist și antrenor suedez (n. 1935)
- 6 mai: Kentaro Miura, artist japonez de benzi manga (n. 1966)
- 9 mai: Bratislav Petković, dramaturg, regizor, scenarist și politician sârb, Ministru al culturii și informațiilor (2012–2013), (n. 1948)
- 10 mai: Michel Fourniret, criminal în serie francez (n. 1942)
- 11 mai: Haralambie Corbu, doctor habilitat în filologie, profesor universitar, critic și istoric literar din Republica Moldova, membru titular al Academiei de Științe a Moldovei (n. 1930)
- 11 mai: Buddy Van Horn, cascador de film și regizor american (n. 1928)
- 12 mai: Arturo Testa, cântăreț italian (n. 1932)
- 12 mai: Ileana Vulpescu, 88 de ani, filologă, lexicografă, prozatoare, romancieră și traducătoare română (n. 1932)
- 13 mai: Dieter Lindner, atlet german (n. 1937)
- 14 mai: Masao Kawai, biolog, cadru didactic universitar, om de știință și primatolog japonez (n. 1924)
- 16 mai: Bruno Covas, avocat, economist și politician brazilian (n. 1980)
- 16 mai: Richard L. Rubenstein, rabin și învățător religios și scriitor din comunitatea evreiască americană (n. 1924)
- 18 mai: Charles Sidney Grodin, actor, autor și comedian american (n. 1935)
- 19 mai: Aleksandr Privalov, biatlonist rus (n. 1933)
- 19 mai: Adrian Rădulescu, om politic român, președintele Asociației Fermierilor (n. 1955)
- 20 mai: Ion Dichiseanu, (n. Ioan Dichiseanu), actor român de teatru și film (n. 1933)
- 20 mai: Abubakar Shekau, liderul organizației teroriste Boko Haram din Nigeria (n. 1973)
- 23 mai: Max Mosley, pilot britanic de Formula 1, președinte al FIA (1993–2009), (n. 1940)
- 23 mai: Paulo Mendes da Rocha, arhitect brazilian (n. 1928)
- 24 mai: Pedro Negrescu, contrabasist român de jazz și dirijor de muzică clasică (n. 1969)
- 26 mai: Llew Smith, om politic britanic, membru al Parlamentului European (1984–1994), (n. 1944)
- 27 mai: Lorina Kamburova, actriță bulgară (n. 1991)
- 27 mai: Jaime Lerner, arhitect, programator urban și politician brazilian (n. 1937)
- 28 mai: Virgil Emil Căzănescu, informatician român (n. 1943)
- 28 mai: Benoît Sokal, desenator belgian de benzi desenate și dezvoltator de jocuri video (n. 1954)
- 30 mai: Mihai Opriș (scenarist), producător de film, scenarist și scriitor român (n. 1930)
- 31 mai: Andreea Bollengier (n. Andreea Sasu-Ducșoară), jucătoare franceză de șah de etnie română (n. 1975)

### Iunie
- 1 iunie: Prințul Amedeo, Duce de Aosta, pretendent la șefia Casei de Savoia, familia regală care a condus Italia între 1861 și 1946 (n. 1943)
- 4 iunie: Barbro Andersson, traducătoare suedeză din limba italiană și limba română (n. 1937)
- 4 iunie: Richard Robert Ernst, chimist elvețian, laureat al Premiului Nobel (1991), (n. 1933)
- 4 iunie: Dumitru Ivanov, politician din Republica Moldova (n. 1946)
- 4 iunie: Friederike Mayröcker, poetă, dramaturgă și romancieră austriacă (n. 1924)
- 4 iunie: Yosef Govrin, diplomat israelian (n. 1930)
- 6 iunie: Ei-ichi Negishi, chimist japonez, laureat al Premiului Nobel (2010), (n. 1935)
- 6 iunie: Mansour Ojjeh, om de afaceri și antreprenor francez născut în Arabia Saudită (n. 1952)
- 7 iunie: Vadim Cojocaru, politician și economist din Republica Moldova (n. 1961)
- 7 iunie: Guglielmo Epifani, politician italian (n. 1950)
- 7 iunie: Iurie Sadovnic, muzician și interpret de muzică ușoară și folk din Republica Moldova (n. 1951)
- 7 iunie: Evanghelos Moutsopoulos, filosof grec (n. 1930)
- 9 iunie: Edward de Bono, medic, psiholog, autor, inventator, filosof și consultant din Malta (n. 1933)
- 9 iunie: Libuše Šafránková, actriță cehă (n. 1953)
- 11 iunie: Marius Leonte, artist vizual român (n. 1964)
- 12 iunie: Anatoly Chukanov, ciclist de performanță ucrainean (n. 1951)
- 13 iunie: Ned Beatty (Nedward Thomas Beatty), actor american de film (n. 1937)
- 13 iunie: Hrîhori Ceapkis, coregraf ucrainean de origine română, Artist al Poporului din Ucraina (2010) (n. 1930)
- 13 iunie: Krystyna Chojnowska-Liskiewicz, ingineră navală și marinară poloneză, prima femeie care a navigat singură în jurul lumii (n. 1936)
- 14 iunie: Adam Smelczyński, trăgător de tir polonez (n. 1930)
- 15 iunie: Vasile Chiriac, doctor în științe tehnice în domeniul geodeziei, conferențiar universitar la Universitatea Tehnică a Moldovei, șef al serviciului Topografic Militar în Forțele armate ale Republicii Moldova, comandant-rector în Academia Militară „Alexandru cel Bun”, șef al Departamentului de Cercetare la Institutul de Geodezie, Prospecțiuni Tehnice si Cadastru, președinte al Uniunii Geodezilor din Moldova, secretar general al Consiliului European al Geodezilor⁠ (n. 1955)
- 18 iunie: Giampiero Boniperti, fotbalist și politician italian, președinte al clubului Juventus Torino (1971–1990), membru al Parlamentului European (1994–1999), (n. 1928)
- 19 iunie: Freimut Börngen, astronom german (n. 1930)
- 20 iunie: Joanne Linville, actriță americană (n. 1928)
- 22 iunie: Mircea Bradu, scriitor român (n. 1937)
- 23 iunie: Leopold Franz de Habsburg-Toscana, membru al liniei toscane a Casei de Habsburg-Lorena și Arhiduce și Prinț de Austria, Prinț al Ungariei, Boemiei și Toscanei prin naștere (n. 1942)
- 23 iunie: John McAfee, programator de calculatoare și om de afaceri american (n. 1945)
- 23 iunie: Robert Sacchi, actor italo-american (n. 1941)
- 24 iunie: Ion Ghițulescu, comentator sportiv român (n. 1930)
- 27 iunie: Dominick Montiglio, asociat al familiei Gambino⁠ (n. 1947)
- 27 iunie: Ian White, om politic britanic (n. 1945)
- 28 iunie: Ivan Bordi, jucător român de polo pe apă (n. 1937)
- 28 iunie: Florin Condurățeanu, jurnalist român (n. 1950)
- 28 iunie: Igor Lipalit, canoist român (n. 1940)
- 29 iunie: Donald Rumsfeld, politician american, Secretarul Apărării al SUA (1975-1977 și 2001-2006), (n. 1932)

### Iulie
- 2 iulie: Ion Ciocanu, critic literar, filolog, pedagog și scriitor român din Republica Moldova (n. 1940)
- 2 iulie: Stanisław Stachowski, slavist și turcolog, lingvist, cercetător de lexic și lexicograf polonez (n. 1930)
- 4 iulie: Luminița Gheorghiu, actriță română (n. 1949)
- 4 iulie: Suraj N. Gupta, fizician teoretician american născut în India (n. 1924)
- 5 iulie: Raffaella Carrà (n. Raffaella Roberta Pelloni), cântăreață, dansatoare, prezentatoare de televiziune și actriță italiană (n. 1943)
- 5 iulie: Richard Donner, regizor și producător american de film (n. 1930)
- 5 iulie: Vladimir Menșov, actor de teatru, film și televiziune, scenarist, producător, prezentator TV, profesor și regizor de film sovietic și rus (n. 1939)
- 7 iulie: Robert Downey, Sr., actor, scriitor, regizor și producător american de film, tatăl actorului Robert Downey, Jr. (n. 1936)
- 7 iulie: Jovenel Moïse, politician din Haiti (n. 1968)
- 7 iulie: Carlos Reutemann, pilot argentinian de Formula 1 și politician (n. 1942)
- 9 iulie: Ribeiro da Ciclo Ribeiro, politician, antreprenor și ciclist brazilian (n. 1954)
- 9 iulie: Jehan Sadat, activistă egipteană pentru drepturile omului, primă doamnă a Egiptului (1970–1981), soția președintelui Anwar Sadat (n. 1933)
- 11 iulie: George Ciamba, diplomat român (n. 1966)
- 15 iulie: Piotr Mamonov, muzician și actor rus (n. 1951)
- 20 iulie: Françoise Arnoul, actriță de televiziune și film franceză (n. 1931)
- 22 iulie: Mihai Racovițan, istoric, publicist, muzeograf și profesor român (n. 1943)
- 23 iulie: Toshihide Maskawa, fizician japonez, laureat al Premiului Nobel (2008), (n. 1940)
- 23 iulie: Maurice Taieb, geolog și paleoantropolog francez de origine tunisiană (n. 1935)
- 23 iulie: Steven Weinberg, fizician american, laureat al Premiului Nobel (1979), (n. 1933)
- 24 iulie: Rodney Alcala,  criminal în serie, violator și infractor sexual american, care a fost condamnat la moarte în California pentru cinci crime comise între 1977 și 1979 (n. 1943)
- 25 iulie: Horst Schuller Anger, filolog și jurnalist german (sas) din România (n. 1940)
- 26 iulie: Lidia Bejenaru, interpretă de muzică populară din Republica Moldova (n. 1953)
- 26 iulie: Nathan Jonas Jordison, muzician, compozitor și producător muzical american (Slipknot), (n. 1975)
- 27 iulie: Saginaw Grant,  actor de personaj⁠, muzician, dansator și vorbitor motivațional amerindian (n. 1936)
- 27 iulie: Dusty Hill (n. Joseph Michael Hill), muzician american (ZZ Top), (n. 1949)
- 27 iulie: Jean-François Stévenin, actor, regizor și scenarist francez (n. 1944)
- 29 iulie: Gheorghe Sin, agronom român (n. 1942)
- 30 iulie: Nicolae Bilețchi, critic și istoric literar din R. Moldova, doctor habilitat în filologie, profesor universitar (n. 1937)

### August
- 3 august: Antonio Pennacchi, scriitor italian (n. 1950)
- 4 august: Miroslav Lazanski, diplomat, jurnalist, analist militar și politician sârb (n. 1950)
- 4 august: Graham McRae,  pilot neozeelandez de Formula 1 (n. 1940)
- 5 august: Ștefan Cazimir, critic literar evreu, istoric literar și profesor de literatură română, contemporan (n. 1932)
- 5 august: Andrei Strâmbeanu, poet, prozator și dramaturg din Republica Moldova (n. 1934)
- 6 august: Donald Kagan, istoric și clasicist american cu origini lituaniene (n. 1932)
- 8 august: Paul Hellyer (n. Pavel Teodor Hellyer), inginer, politician, scriitor și comentator canadian (n. 1923)
- 8 august: Grigore Nagacevschi, actor român (n. 1929)
- 9 august: Serghei Adamovici Kovaliov, activist și politician rus (n. 1930)
- 10 august: Maki Kaji, autor japonez (n. 1951)
- 11 august: Peter Fleischmann, regizor, scenarist și producător de film, german (n. 1937)
- 11 august: Andrei Kemenici,  general român (n. 1936)
- 12 august: Tarcísio Meira, actor brazilian (n. 1935)
- 13 august: Mariana Stanciu Dănăilă, interpretă română de muzică populară (n. 1956)
- 13 august: Carolyn S. Shoemaker, astronomă americană, co-descoperitoarea Cometei Shoemaker–Levy 9 (n. 1929)
- 14 august: Dan Puican, actor și regizor român (n. 1933)
- 15 august: Gerhard Müller, fotbalist german (atacant), (n. 1945)
- 16 august: Constantin Mateescu, scriitor român (n. 1929)
- 17 august: Ágnes Hankiss, politiciană maghiară, membră a Parlamentului European (n. 1950)
- 19 august: Sonny Chiba, actor japonez și expert în arte marțiale (n. 1939)
- 20 august: Ian Carey, DJ și producător muzical american (n. 1975)
- 21 august: Marie, Prințesa Liechtensteinului, prințesă consoartă a Liechtensteinului, soția prințului Hans Adam al II-lea, Principe de Liechtenstein (n. 1940)
- 21 august: Nicoletta Orsomando, prezentatoare de televiziune italiană (n. 1929)
- 22 august: Marilyn Eastman, actriță americană (n. 1933)
- 22 august: Aldo Eminente, înotător francez  (n. 1931)
- 23 august: Victor Giurgiu, inginer silvic român (n. 1930)
- 23 august: Rosita Quintana, actriță, cântăreață și compozitoare mexicană (n. 1925)
- 23 august: Doru Stănculescu, interpret român de muzică folk (n. 1950)
- 24 august: Hissène Habré,  politician ciadian și criminal de război (n. 1942)
- 24 august: Charlie Watts (Charles Robert Watts), baterist englez (The Rolling Stones), (n. 1941)
- 25 august: Gerald Ashmore, pilot englez de Formula 1 (n. 1936)
- 25 august: Ileana Gyulai-Drîmbă, scrimeră română (n. 1946)
- 27 august: Edmond H. Fischer, biochimist american, laureat al Premiului Nobel (1992), (n. 1920)
- 29 august: Edward Asner, actor american de film, televiziune, teatru și voce (n. 1929)
- 29 august: Ron Bushy, muzician american (Iron Butterfly), (n. 1941)
- 29 august: Lee Perry (n. Rainford Hugh Perry), muzician, foarte influent în dezvoltarea muzicii reggae și dub în Jamaica (n. 1936)
- 29 august: Jacques Rogge, medic chirurg ortoped belgian, președintele CIO (2001–2013), (n. 1942)
- 31 august: Vasile Belous, boxer din Republica Moldova (n. 1988)
- 31 august: Kazimieras Motieka, politician și avocat lituanian (n. 1929)

### Septembrie
- 1 septembrie: Romulus Cristescu, matematician român, membru titular al Academiei Române (n. 1928)
- 2 septembrie: Pierre Jean Brouillaud, scriitor francez (n. 1927)
- 2 septembrie: Mikis Theodorakis, compozitor grec (n. 1925)
- 5 septembrie: Ion Caramitru (Ion Horia Leonida Caramitru), actor român (n. 1942)
- 5 septembrie: Ivan Patzaichin, sportiv român (caiac-canoe), (n. 1949)
- 6 septembrie: Jean-Paul Belmondo (Jean Paul Charles Belmondo), actor de film și teatru, cascador și producător francez (n. 1933)
- 10 septembrie: Dalal bint Saud Al Saud, prințesă, activistă și filantropă saudită (n. 1957)
- 11 septembrie: Minna Aaltonen, actriță finlandeză (n. 1966)
- 11 septembrie: Abimael Guzmán (Manuel Rubén Abimael Guzmán Reinos), luptător revoluționar peruan (n. 1934)
- 11 septembrie: Mihail Perelroisen, evreu moldovean, fizician sovietic și rus (n. 1948)
- 12 septembrie: Iōannīs Theōnas, politician grec, membru al Parlamentului European (1994–2001), (n. 1940)
- 13 septembrie: Antony Hewish, fizician și radioastronom englez, laureat al Premiului Nobel (1974), (n. 1924)
- 13 septembrie: Ileana Iordache (Ileana Iordache-Streinu), actriță română de teatru, film și televiziune (n. 1930)
- 13 septembrie: Amédée Turner, om politic britanic, membru al Parlamentului European (1979–1984) (n. 1929)
- 14 septembrie: Boris Ghelman, jurnalist, scriitor și publicist rus, evreu născut in Basarabia (n. 1935)
- 14 septembrie: Norm Macdonald (Norman Gene Macdonald), comedian, scriitor și actor canadian (n. 1959)
- 17 septembrie: Dorin Anastasiu, cântăreț român de muzică ușoară (n. 1943)
- 17 septembrie: Ioan Avarvarei, prof. univ. dr. Hc. și senator român (n. 1941)
- 17 septembrie: Abdelaziz Bouteflika, politician algerian, președinte al Republicii Algeria (1999-2019), (n. 1937)
- 18 septembrie: Julos Beaucarne (n. Jules Beaucarne), poet și cântăreț belgian (n. 1936)
- 19 septembrie: Jimmy Greaves (n. James Peter Greaves), fotbalist englez (atacant), campion mondial (1966), (n. 1940)
- 20 septembrie: Pavel Țugui, activist comunist român și istoric literar (n. 1921)
- 21 septembrie: Willie Garson, actor american (n. 1964)
- 21 septembrie: Ara Șeptilici,  scriitoare și ziaristă română contemporană (n. 1962)
- 22 septembrie: Roger Michell, regizor sud-african de teatru, film și televiziune (n. 1956)
- 23 septembrie: Nino Vaccarella,  pilot italian de Formula 1 (n. 1933)
- 24 septembrie: Mihnea Colțoiu, matematician român (n. 1954)
- 24 septembrie: Ion Dobran, aviator militar român, unul din așii aviației de vânătoare române în timpul celui de-Al Doilea Război Mondial (n. 1919)
- 24 septembrie: Erwin Kessler, militant elvețian (n. 1944)
- 25 septembrie: Alexandru Sassu, politician român (n. 1955)
- 25 septembrie: Djumberi Todua, politician moldovean de etnie georgiană, care a îndeplinit funcția de deputat în Parlamentul Republicii Moldova de legislatura a XV-a (2001-2005), pe listele Partidului Comuniștilor din Republica Moldova (n. 1937)

### Octombrie
- 1 octombrie: Vytautas Kolesnikovas, pictor, grafician și politician lituanian (n. 1948)
- 1 octombrie: Iosif Toth, senator român (1990-1992), (n. 1937)
- 2 octombrie: Valeriu Mițul, activist politic din R. Moldova, veteran al Războiului din Transnistria (n. 1961)
- 2 octombrie: Petrică Moise, interpret și compozitor român de muzică populară din regiunea Banat (n. 1947)
- 2 octombrie: Ioannis Palaiokrassas, politician grec, comisar european (1993-1994), (n. 1934)
- 3 octombrie: George Achim, profesor de literatură contemporană la Centrul Nord Baia Mare al Universității Tehnice din Cluj-Napoca (UTCN), conducător de doctorat, critic literar, poet și eseist (n. 1960)
- 3 octombrie: Lars Vilks, artist suedez (n. 1946)
- 6 octombrie: Tomoyasu Asaoka, fotbalist japonez (n. 1962)
- 8 octombrie: Vasile Flueraș, episcop român (n. 1948)
- 8 octombrie: Jup Weber, om politic luxemburghez, membru al Parlamentului European (1994–1999), (n. 1950)
- 8 octombrie: Gheorghe Zaman, economist român (n. 1942)
- 9 octombrie: Owen Luder, arhitect britanic (n. 1928)
- 10 octombrie: Maxamed Daahir Afrax, romancier, dramaturg și jurnalist ce a scris în limba somaleză, arabă și engleză (n. 1952)
- 10 octombrie: Alexandru Bogdan, medic veterinar român (n. 1941)
- 10 octombrie: Sergiu Pavel Dan,  critic literar, istoric literar, eseist și traducător român (n. 1936)
- 10 octombrie: Cornel Drăgușin, fotbalist și antrenor român (n. 1926)
- 10 octombrie: Luis de Pablo, compozitor spaniol (n. 1930)
- 11 octombrie: Ion Gheorghe (poet), poet român (n. 1935)
- 12 octombrie: Julija Nikolić, handbalistă ucraineană naturalizată în Macedonia de Nord (n. 1983)
- 12 octombrie: Marcel Petrișor, profesor și scriitor român (n. 1930)
- 15 octombrie: Christel Schaack, fotomodel german (n. 1925)
- 15 octombrie: Pornsak Songsaeng, actor și cântăreț thailandez (n. 1960)
- 16 octombrie: Coleta de Sabata, scriitoare română, rector al Institutului Politehnic „Traian Vuia” din Timișoara (1981–1989), deputat (1985–1989), (n. 1935)
- 18 octombrie: Colin Powell, general și politician american, Secretar de stat al Statelor Unite ale Americii (2001–2005), (n. 1937)
- 19 octombrie: Jack Angel, actor american de film și televiziune (n. 1930)
- 19 octombrie: Dumitru Tiutiuca, profesor universitar, critic literar, istoric literar, teoretician și eseist român (n. 1941)
- 21 octombrie: Gurie Georgiu, episcop al Eparhiei Devei și Hunedoarei (n. 1968)
- 21 octombrie: Bernard Haitink, dirijor și violonist neerlandez (n. 1929)
- 21 octombrie: Hassan Hanafi, filosof egiptean (n. 1935)
- 22 octombrie: Vera Kuzmina, actriță de teatru și recitatoare sovietică și ciuvașă (n. 1923)
- 22 octombrie: Gelu Tofan, om de afaceri român (n. 1960)
- 22 octombrie: Liliana Tomescu, actriță română de teatru și film (n. 1929)
- 22 octombrie: Vera Venczel, actriță maghiară (n. 1946)
- 24 octombrie: Denis Teofikov, cântăreț bulgar (n. 2000)
- 25 octombrie: Fofi Gennimata, politiciană greacă (n. 1964)
- 25 octombrie: Herman Schmid, om politic suedez (n. 1939)
- 26 octombrie: Linda Carlson, actriță americană de televiziune, scenă și film (n. 1945)
- 28 octombrie: Michael Laughlin, 82 de ani, regizor de film, american (n. 1938)
- 28 octombrie: Pavel Coruț, scriitor, ofițer de informații și contrainformații român (n. 1948)
- 29 octombrie: Malcolm Dome,  jurnalist muzical englez (n. 1955)
- 29 octombrie: Clément Mouamba, politician congolez (n. 1943)
- 29 octombrie: Viorel Stanca, politician și om de afaceri român (n. 1954)
- 30 octombrie: Petre Sbârcea, dirijor român (n. 1932)
- 31 octombrie: Aurel Vainer, economist român de etnie evreiască (n. 1932)

### Noiembrie
- 1 noiembrie: Prințesa Marie Alix de Schaumburg-Lippe, nobilă germană (n. 1923)
- 1 noiembrie: Alexandru Cecal, chimist român (n. 1940)
- 1 noiembrie: Valentina Rusu-Ciobanu, pictoriță din Republica Moldova (n. 1920)
- 2 noiembrie: Sabah Fakhri, cântăreț sirian (n. 1933)
- 2 noiembrie: Patricija Šulin, politiciană slovenă, membră al Parlamentului European (2014–2019), (n. 1965)
- 4 noiembrie: Károly Király, politician român de etnie maghiară (n. 1930)
- 4 noiembrie: Vitali Malahov, regizor ucrainean de teatru (n. 1954)
- 5 noiembrie: Ion Agrigoroaiei, istoric, profesor universitar român (n. 1936)
- 5 noiembrie: Marília Mendonça, cântăreață, compozitoare și instrumentistă braziliană (n. 1995)
- 5 noiembrie: Mihai Retegan,  profesor universitar la catedra de Istorie a Universității din București, specializat în istoria românilor după Primul Război Mondial, până la prăbușirea comunismului (n. 1950)
- 6 noiembrie: Doru Dumitru Palade, deputat român (2000-2004), (n. 1937)
- 6 noiembrie: Shawn Rhoden,  culturist profesionist IFBB jamaican-american (n. 1975)
- 6 noiembrie: Petrică Mâțu Stoian, interpret român de muzică populară (n. 1960)
- 7 noiembrie: Dean Stockwell (Robert Dean Stockwell), actor american de teatru și film (Catifeaua albastră, Dune), (n. 1936)
- 8 noiembrie: Mike Harris (pilot),  pilot sud-african de Formula 1 (n. 1939)
- 10 noiembrie: Iraida Iacovleva,  specialistă în anatomie patologică și oncologie din Rusia stabilită în Republica Moldova (n. 1924)
- 11 noiembrie: F. W. de Klerk (Frederik Willem de Klerk), politician sud-african, Președinte al Africii de Sud (1989–1994), laureat al Premiului Nobel pentru pace (1993), (n. 1936)
- 12 noiembrie: Bob Bondurant (Robert Bondurant), pilot american de Formula 1 (n. 1933)
- 12 noiembrie: Evgheni Ceazov, medic și politician rus, laureat al Premiului Nobel pentru pace (1985), (n. 1929)
- 12 noiembrie: Jörn Svensson, politician suedez, membru al Parlamentului European (1995–1999), (n. 1936)
- 13 noiembrie: Dragoș Petre Dumitriu, politician român, membru al Parlamentului României (2004–2008), (n. 1964)
- 13 noiembrie: Lidia Lupu, politiciană și economistă din Republica Moldova, deputată (2014–2019), (n. 1953)
- 13 noiembrie: Wilbur Smith, scriitor sud-african contemporan, de limbă engleză (n. 1933)
- 14 noiembrie: Etel Adnan, poetă, eseistă și artistă vizuală libanezo-americană (n. 1925)
- 15 noiembrie: Dorli Blaga (Ana-Dorica Blaga), intelectuală, fiica filosofului, poetului și dramaturgului român Lucian Blaga și a Corneliei Brediceanu (n. 1930)
- 17 noiembrie: Young Dolph (n. Adolph Robert Thornton, Jr.), rapper american (n. 1985)
- 18 noiembrie: Ioan M. Bota, preot greco-catolic român (n. 1920)
- 18 noiembrie: Benone Sinulescu, interpret român de muzică populară (n. 1937)
- 18 noiembrie: Oswald Wiener,  profesor universitar, lingvist și scriitor de literatură științifico-fantastică austriac (n. 1935)
- 19 noiembrie: Ion Marcu, politician român, senator (1992-2004), (n. 1949)
- 19 noiembrie: Guillermo Morón, istoric venezuelean, membru de onoare al Academiei Române (n. 1926)
- 19 noiembrie: György Schöpflin, om politic maghiar, membru al Parlamentului European (2004–2009), (n. 1939)
- 20 noiembrie: Claudiu Iordache, om politic român, membru fondator al Frontului Democratic Român, deputat (1990-1992), (n. 1942)
- 21 noiembrie: Yotam Reuveni, scriitor, poet, traducător, publicist și editor israelian (n. 1949)
- 22 noiembrie: Noah Gordon, scriitor american (n. 1926)
- 22 noiembrie: Marie Versini, actriță franceză (n. 1939)
- 23 noiembrie: Chun Doo-hwan, om politic sud-coreean, președinte al Republicii Coreea (1980–1988), dictator (n. 1931)
- 25 noiembrie: Anton Mițaru,  deputat român în legislatura 2000-2004 (n. 1945)
- 26 noiembrie: Michael Fisher, fizician, chimist și matematician englez (n. 1931)
- 26 noiembrie: Heinrich Pfeiffer, filosof, istoric și pedagog german (n. 1939)
- 27 noiembrie: Apetor (Tor Eckhoff), youtuber norvegian (n. 1964)
- 27 noiembrie: Almudena Grandes, scriitoare spaniolă (n. 1960)
- 27 noiembrie: Florin Oprițescu, actor român de etnie spaniolă (n. 1979)
- 28 noiembrie: Andrej Hoteev, pianist rus (n. 1946)
- 28 noiembrie: Andrei Andreevici Romanov, artist și autor american de etnie rusă, strănepotul penultimului împărat al Rusiei, Alexandru al III-lea (n. 1923)
- 28 noiembrie: Frank Williams (Francis Owen Garbatt Williams), proprietarul echipei de Formula 1 Williams (n. 1942)
- 29 noiembrie: David Gulpilil, actor și dansator aborigen australian (n. 1953)
- 30 noiembrie: Marie-Claire Blais, scriitoare canadiană (n. 1939)

### Decembrie
- 1 decembrie: Grand Jojo (n. Jules Jean Vanobbergen), cântăreț și compozitor belgian (n. 1936)
- 1 decembrie: Walter Ziegler, ciclist de performanță născut în România, Maestru al Sportului (n. 1938)
- 3 decembrie: Lamine Diack, atlet senegalez, președinte al World Athletics (1999–2015), (n. 1933)
- 3 decembrie: Horst Eckel, fotbalist german (atacant), (n. 1932)
- 4 decembrie: Thoppil Anto, cântăreț indian (n. 1940)
- 4 decembrie: Tita Bărbulescu, interpretă română de muzică populară (n. 1936)
- 4 decembrie: Paul Lannoye, om politic belgian, membru al Parlamentului European (1989–2004), (n. 1939)
- 5 decembrie: Bob Dole (Robert Joseph Dole), politician american, senator (1961–1996), (n. 1923)
- 5 decembrie: Jacques Tits,  matematician francez, câștigător al Premiului Abel în 2008 (n. 1930)
- 5 decembrie: Demetrio Volcic, jurnalist italian de etnie slovenă al RAI, om politic, membru al Parlamentului European (1999–2004), (n. 1931)
- 7 decembrie: Vasile Babuc, agronom din R. Moldova, specialist în fiziologia plantelor (n. 1933)
- 7 decembrie: Mustafa Ben Halim, politician libian, prim-ministru al Libiei (1954–1957), (n. 1921)
- 8 decembrie: Kristina Dukic, vedetă sârbă YouTube și streamer Twitch (n. 2000)
- 9 decembrie: Carmen Salinas, actriță și politiciană mexicană (n. 1939)
- 9 decembrie: Giosuè Ligios (Giosuè Stefano Ligios), polician italian, membru al Parlamentului European (1979–1989), (n. 1928)
- 10 decembrie: Constantin Năsturescu, fotbalist român (n. 1940)
- 11 decembrie: Anne Rice (n. Howard Allen O'Brien), scriitoare americană (n. 1941)
- 12 decembrie: Lucian Avramescu, poet și jurnalist român (n. 1948)
- 13 decembrie: Liam Kavanagh, om politic irlandez, membru al Parlamentului European (1973–1977), (n. 1935)
- 14 decembrie: Tadeusz Ross, politician polonez, membru al Parlamentului European (2013–2014), (n. 1938)
- 14 decembrie: Rozita Sokou, jurnalistă, autoare, dramaturgă și traducătoare de etnie greacă (n. 1923)
- 15 decembrie: Margareta Perevoznic,  jucătoare de șah română care a obținut titlul de maestră internațională (WIM, 1967) (n. 1936)
- 17 decembrie: Frank Mula, scenarist de televiziune american (n. 1950)
- 17 decembrie: Klaus Wagenbach, editor german (n. 1930)
- 19 decembrie: Robert Howard Grubbs, chimist american, laureat al Premiului Nobel (2005), (n. 1942)
- 19 decembrie: Carlos Marín (Carlos Marín Menchero), solist spaniol de operă (bariton) și membru al grupului Il Divo (n. 1968)
- 20 decembrie: Pierre Cassignard, actor francez (n. 1965)
- 20 decembrie: Hans G. Forsberg, inginer suedez (n. 1930)
- 20 decembrie: Mircea Iuga, jurist din R. Moldova (n. 1943)
- 22 decembrie: Ioan Muraru, jurist român, președinte al Curții Constituționale a României (1995–1998), (n. 1938)
- 23 decembrie: Dan Berindei, istoric român, membru titular al Academiei Române (n. 1923)
- 23 decembrie: Chris Dickerson, culturist profesionist american (n. 1939)
- 23 decembrie: Joan Didion, scriitoare americană (n. 1934)
- 23 decembrie: Romulus Sârbu, renumit actor român de pantomimă (n. 1935)
- 24 decembrie: Richard A. Colla, regizor și actor american de film și televiziune (n. 1936)
- 25 decembrie: Suzana Bantaș,  eseistă, pictoriță, jurist, traducător și medic român (n. 1922)
- 25 decembrie: Maryam Begum, prințesă afgană (n. 1936)
- 25 decembrie: Issake Daboré, boxer din Niger (n. 1940)
- 26 decembrie: Karolos Papoulias, politician grec, președinte al Greciei (2005–2015), (n. 1929)
- 26 decembrie: Desmond Tutu (Desmond Mpilo Tutu), arhiepiscop anglican emerit de Cape Town, activist împotriva apartheid-ului din Africa de Sud, laureat al Premiului Nobel (n. 1931)
- 26 decembrie: Sarah Weddington (Sarah Ragle Weddington), avocată americană (n. 1945)
- 27 decembrie: Andreas Behm, halterofil german (n. 1962)
- 27 decembrie: Keri Hulme, scriitoare neozeelandeză (n. 1947)
- 27 decembrie: Victor Socaciu, interpret român de muzică folk, realizator de emisiuni de televiziune, parlamentar și diplomat (n. 1953)
- 30 decembrie: Karel Loprais, pilot ceh de raliuri (n. 1949)
- 31 decembrie: Betty White (Betty Marion White), actriță americană, comediană, autoare și prezentatoare a unui show de televiziune (Saturday Night Live), (n. 1922)

### Nedatate
- Olga Stănescu, 85 ani, interpretă de muzică populară românească (n. 1935)
- Nicolae Ciocan, 68 ani, deputat român în legislatura 1990-1992, ales în județul Bacău pe listele partidului FSN (n. 1953)
- Costică Bărăgan, 71 ani, scrimer român specializat pe spadă (n. 1949)
- Mihai Moroșanu, 81 ani, unul dintre cei mai proeminenți disidenți moldoveni care s-au opus regimului sovietic în RSS Moldovenească (n. 1939)
- Ioan Damian,  deputat român în legislatura 1990-1992, ales în județul Călărași pe listele partidului FSN și reales în legislatura 2008-2012 pe listele PSD (n. 1949)
- Ion Cârciumaru,  senator român în legislatura 1992-1996, ales în județul Constanța pe listele partidului PRM (n. 1931)
- Adrian Nicolescu, specialist în istoria civilizației și mentalităților culturale britanice (n. 1933)

### Galeria celor decedați în 2021

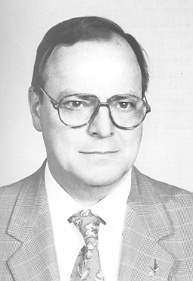
2 ianuarie: Marco Formentini, politician italian
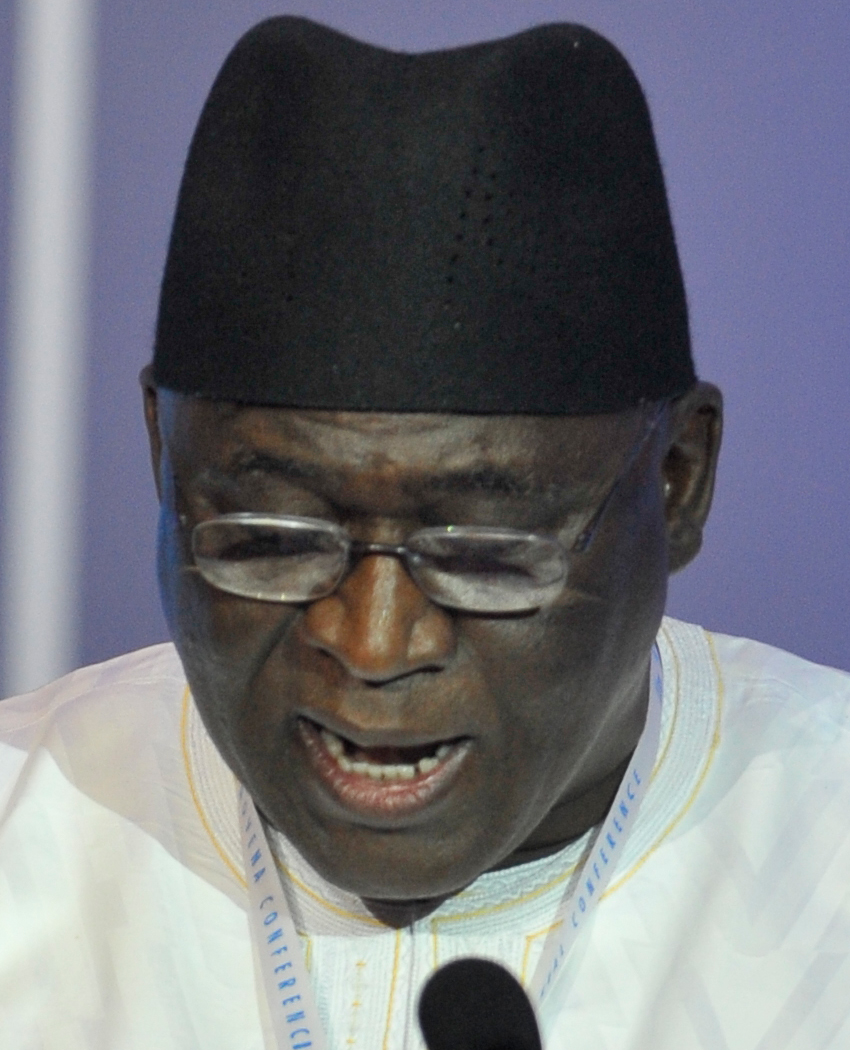
2 ianuarie: Modibo Keita, politician malian, prim-ministru al statului Mali
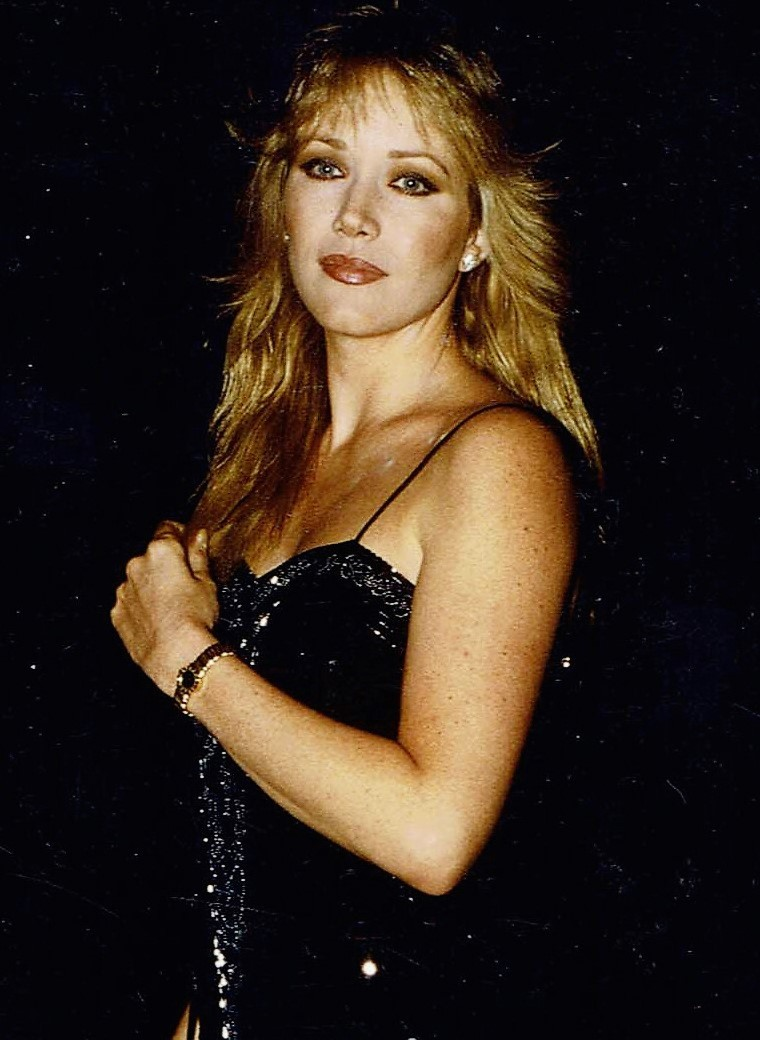
4 ianuarie: Tanya Roberts, actriță, model și producătoare americană
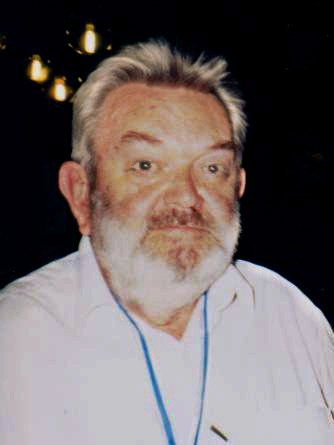
4 ianuarie: Martinus J. G. Veltman, fizician olandez, laureat al Premiului Nobel
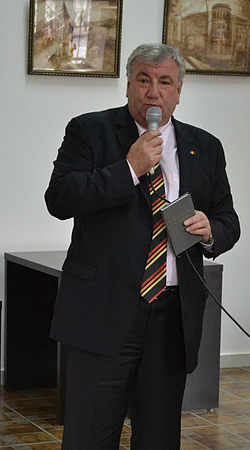
7 ianuarie: Leonid Bujor, politician din Republica Moldova
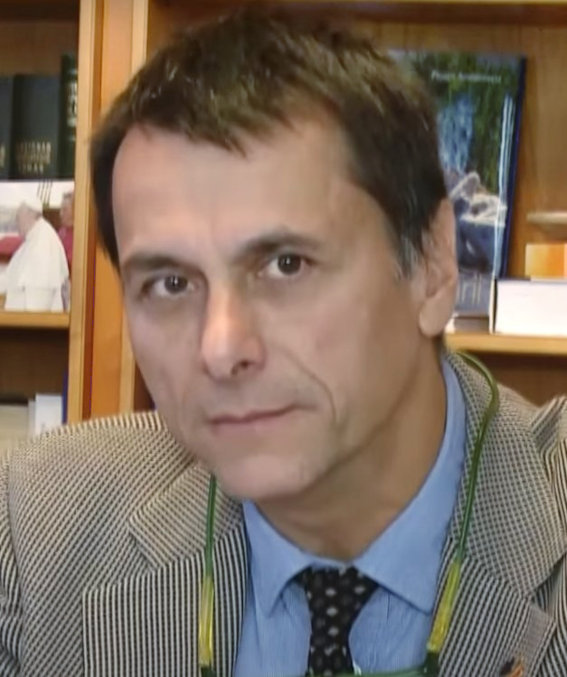
12 ianuarie: Bogdan Stanoevici, actor și politician român
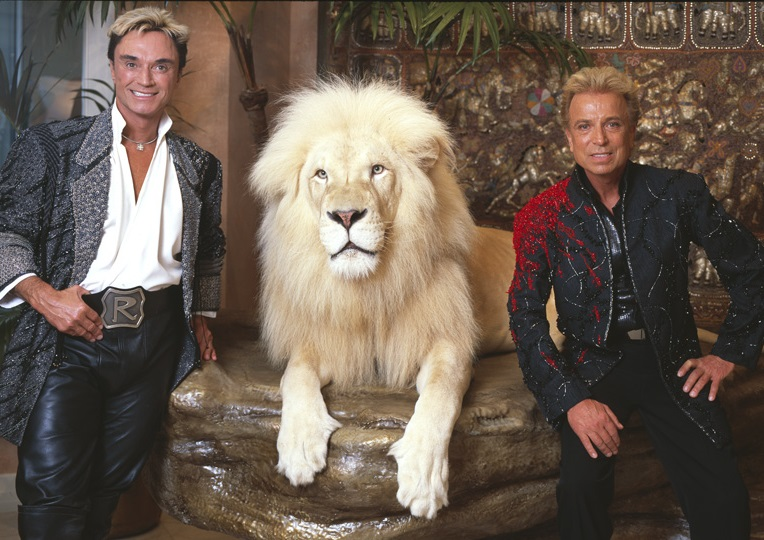
13 ianuarie: Siegfried Fischbacher, magician american de origine germană
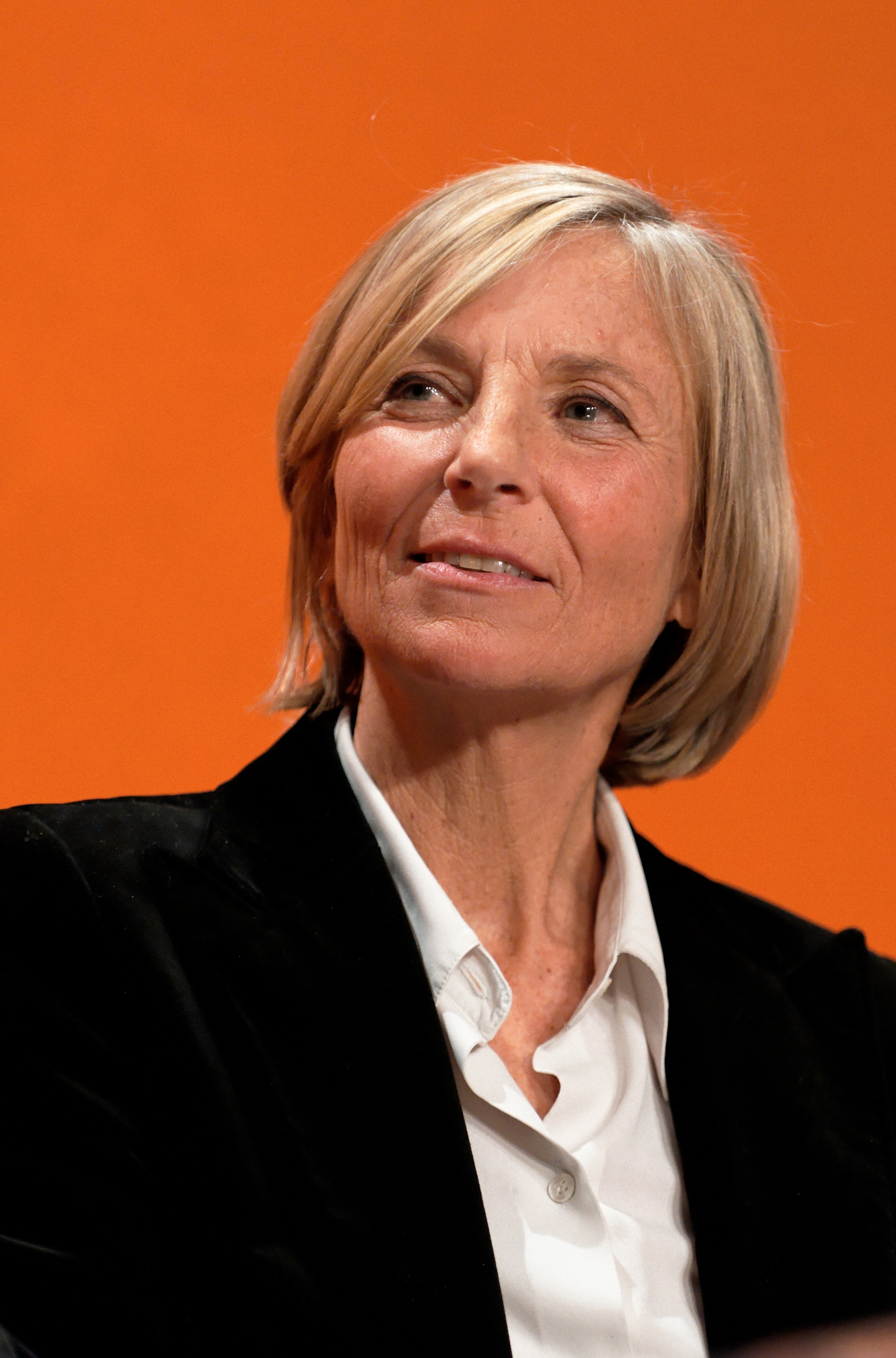
13 ianuarie: Marielle de Sarnez, politiciană franceză
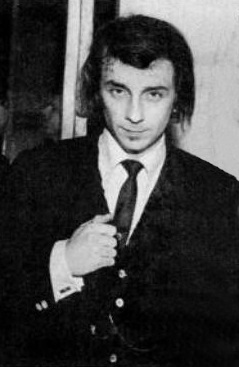
16 ianuarie: Phil Spector, producător și textier american
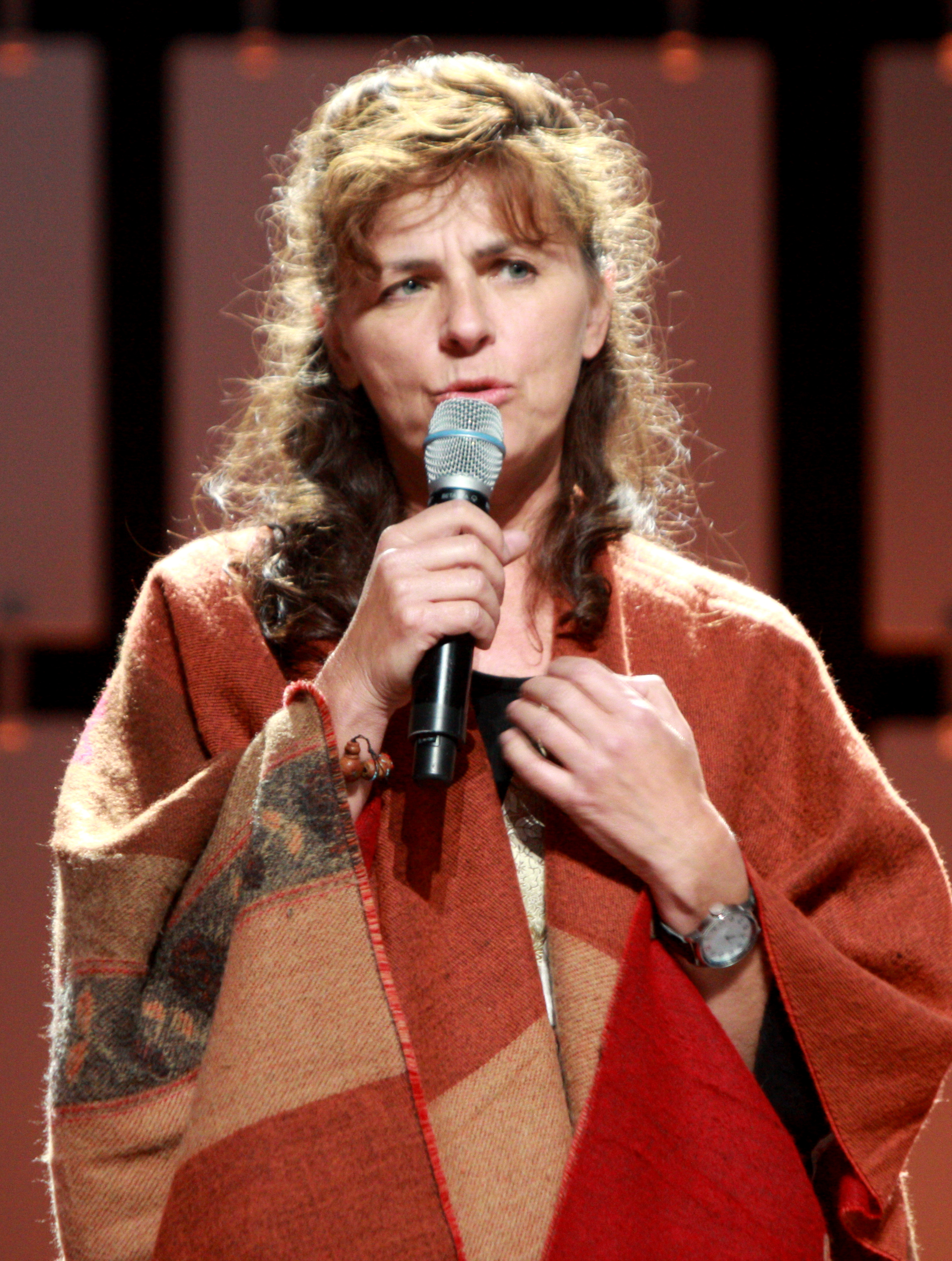
20 ianuarie: Mira Furlan, actriță și cântăreață croată
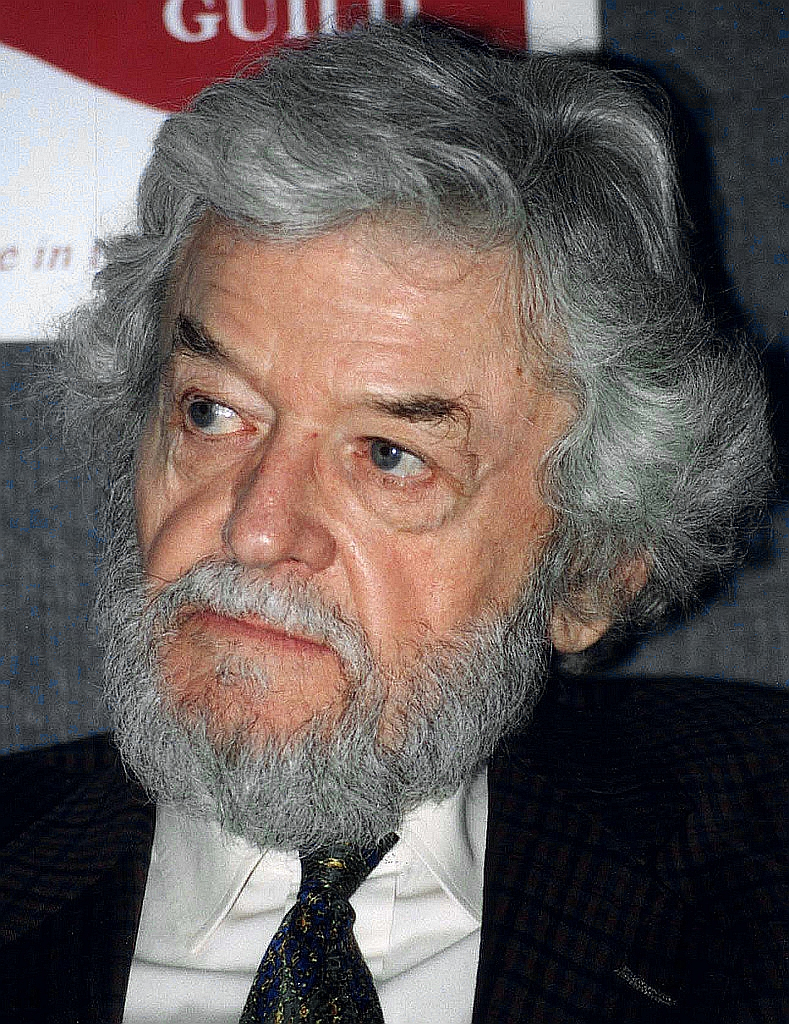
23 ianuarie: Harold Holbrook, actor american
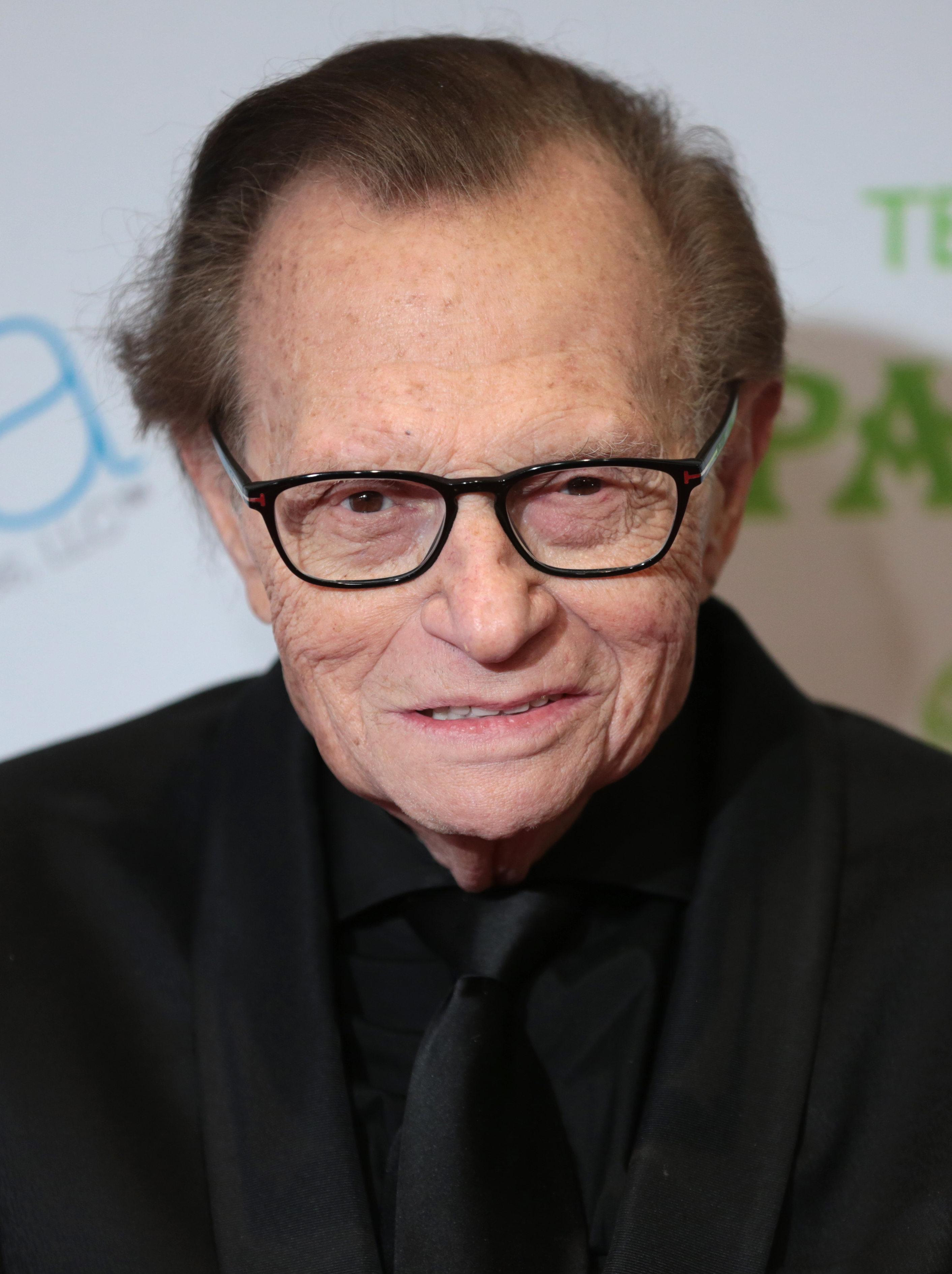
23 ianuarie: Larry King, moderator american de radio și televiziune
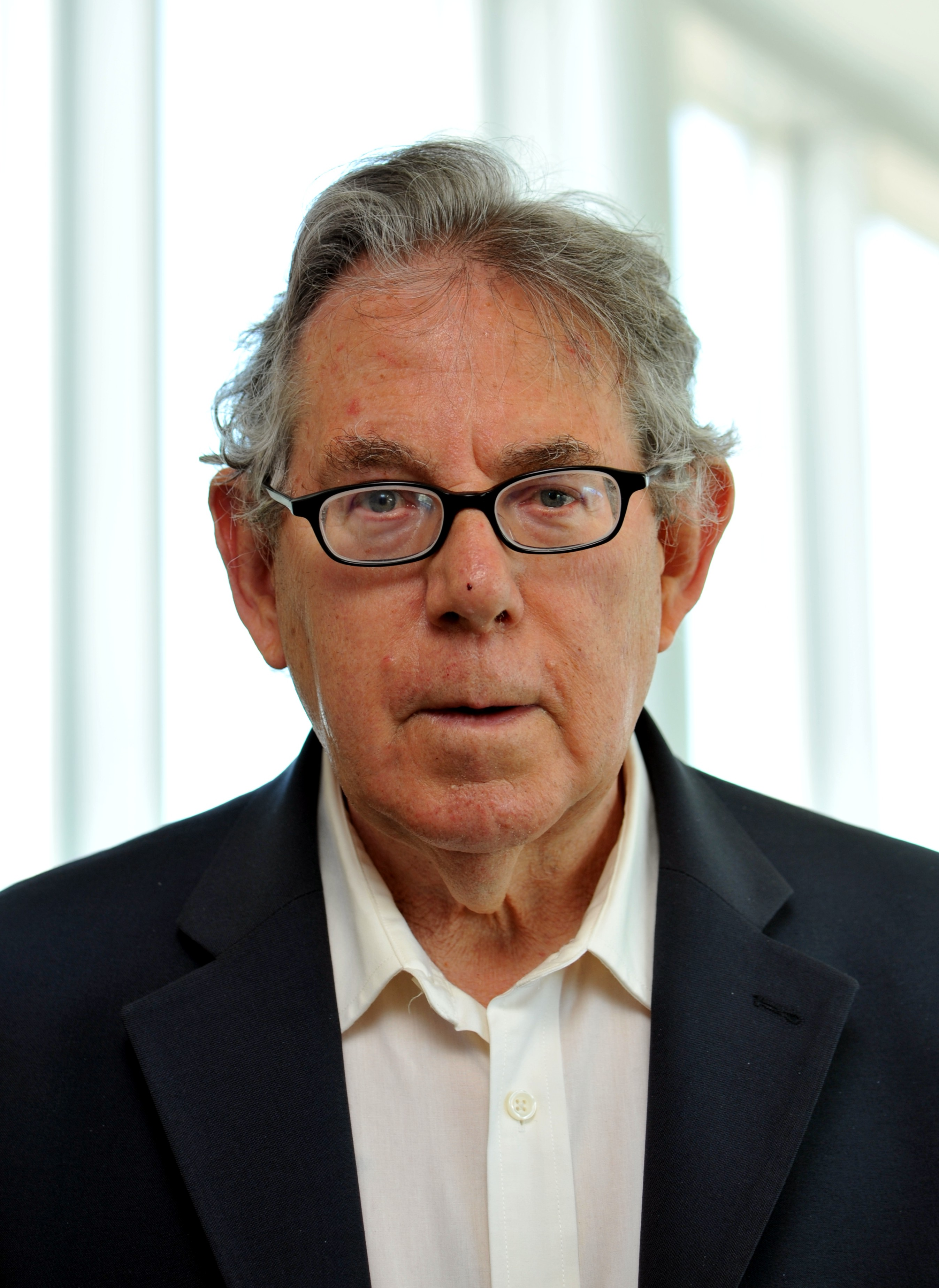
28 ianuarie: Paul J. Crutzen, chimist olandez, laureat al Premiului Nobel
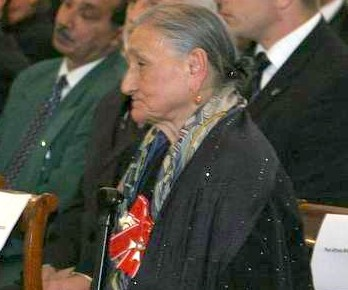
30 ianuarie: Alfreda Markowska, activistă și filantroapă poloneză de etnie romă, supraviețuitoare a Holocaustului
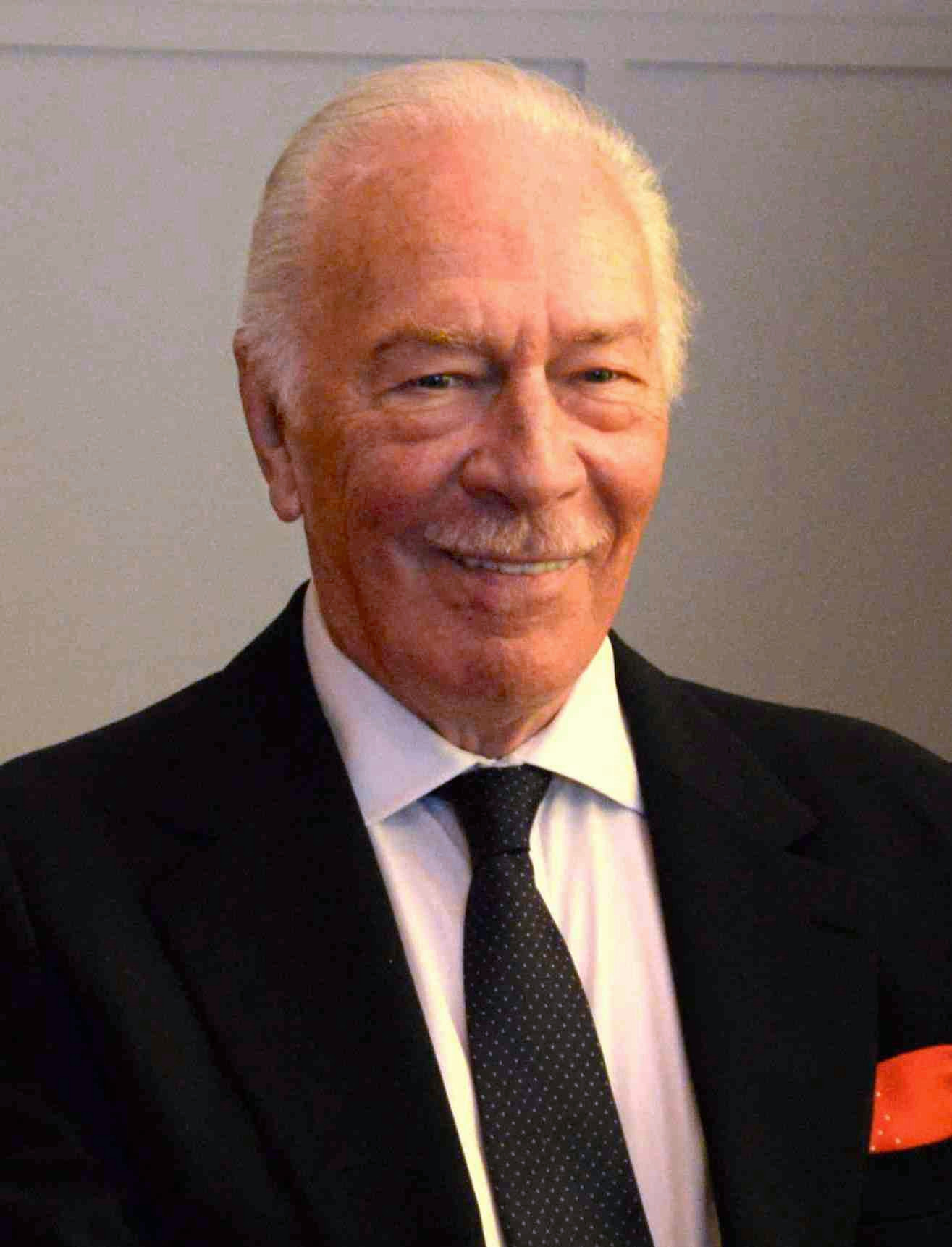
5 februarie: Christopher Plummer, actor canadian de film, teatru și televiziune, laureat al Premiului Oscar
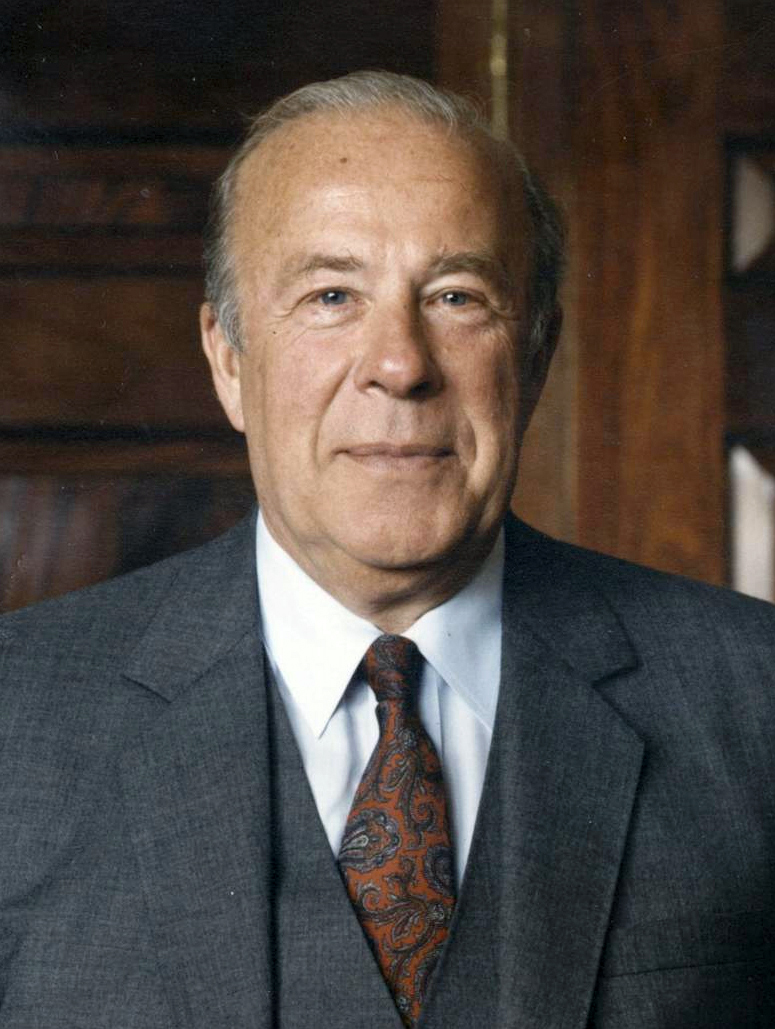
6 februarie: George P. Shultz, politician american, Secretar de Stat al Statelor Unite
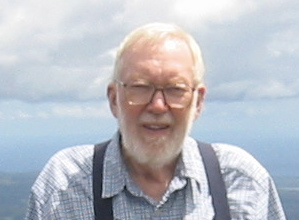
7 februarie: J. Hillis Miller, critic literar american
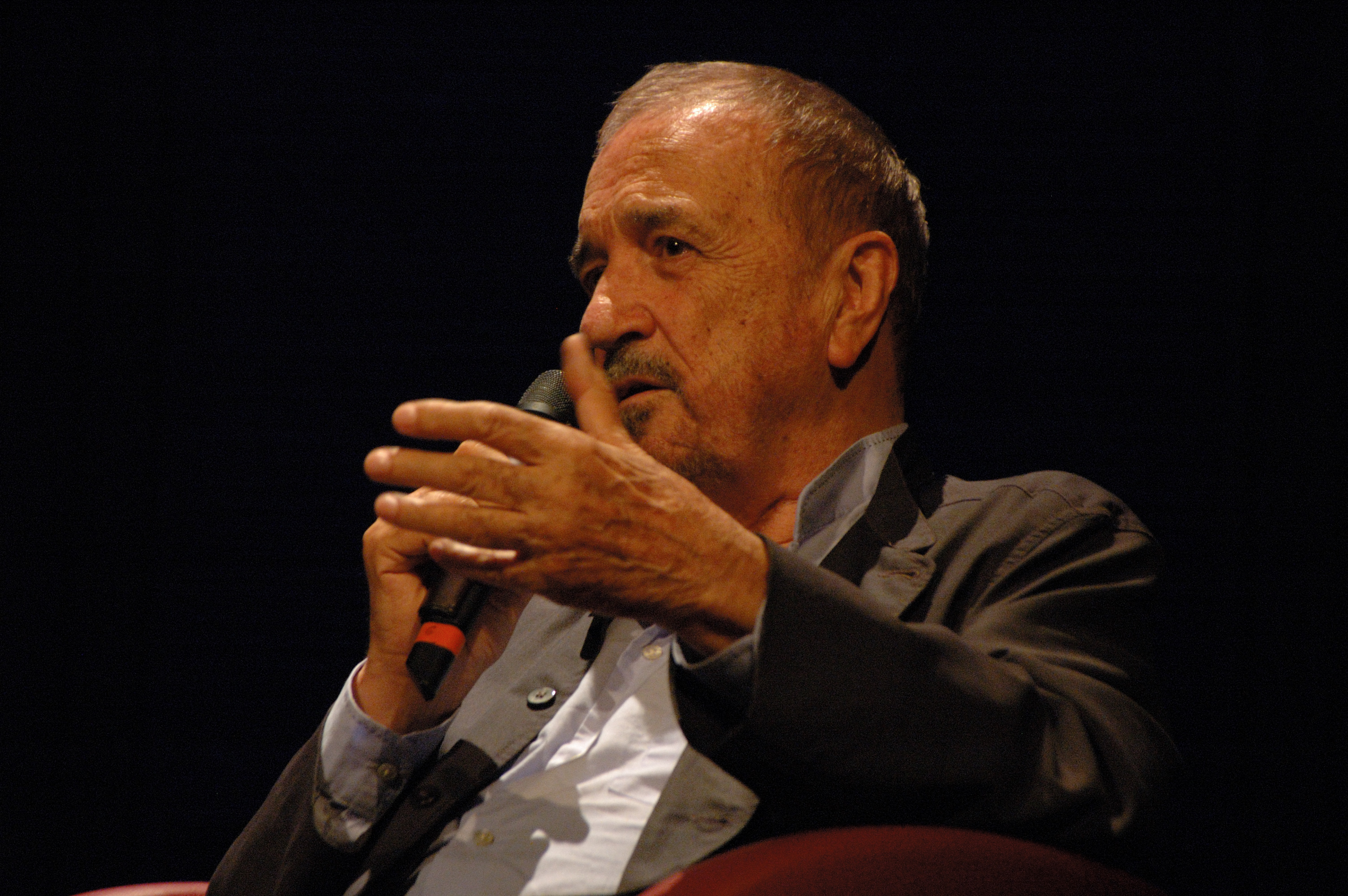
8 februarie: Jean-Claude Carrière, actor și scenarist francez
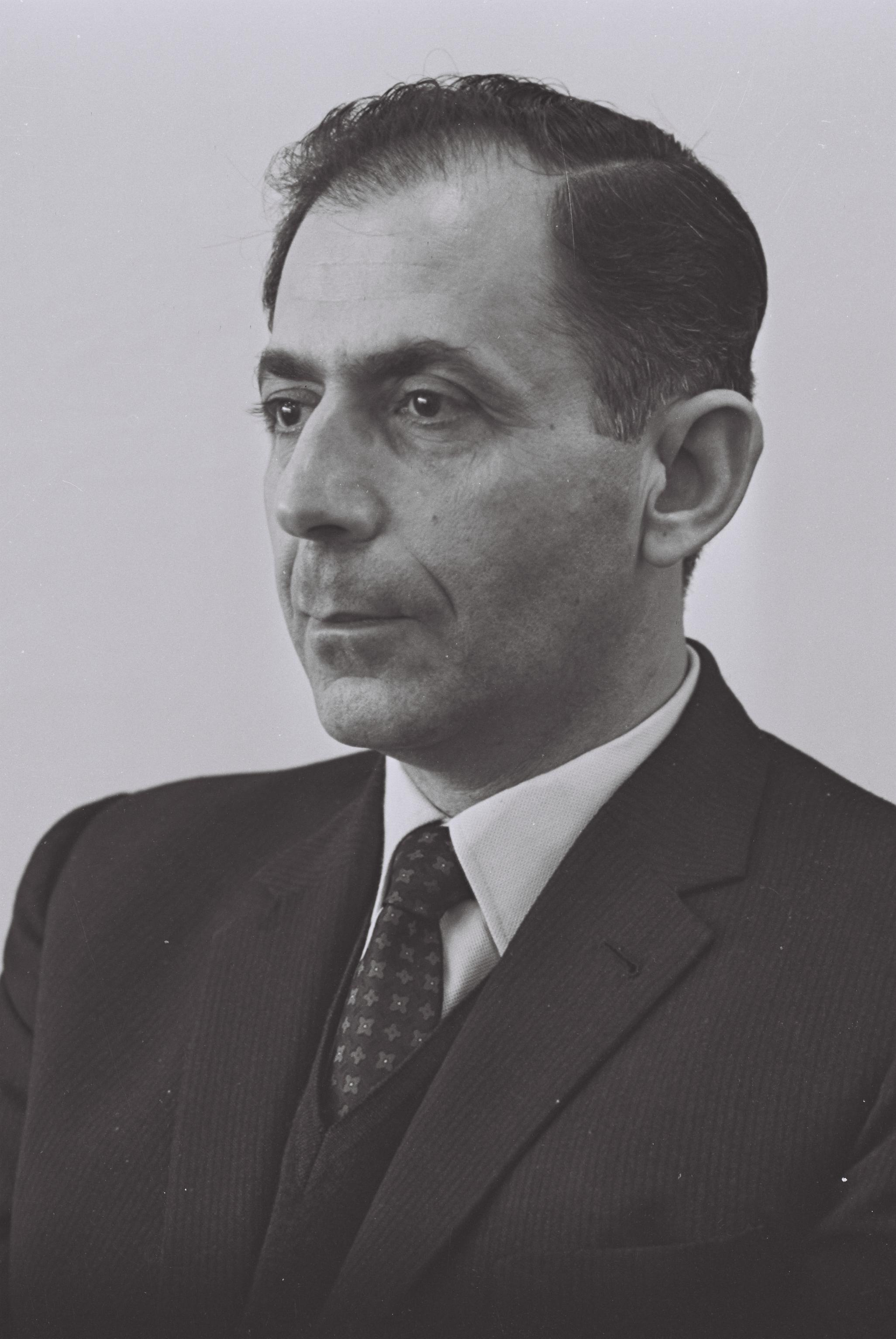
8 februarie: Shlomo Hillel, politician social-democrat, diplomat și activist israelian, președinte al Knessetului
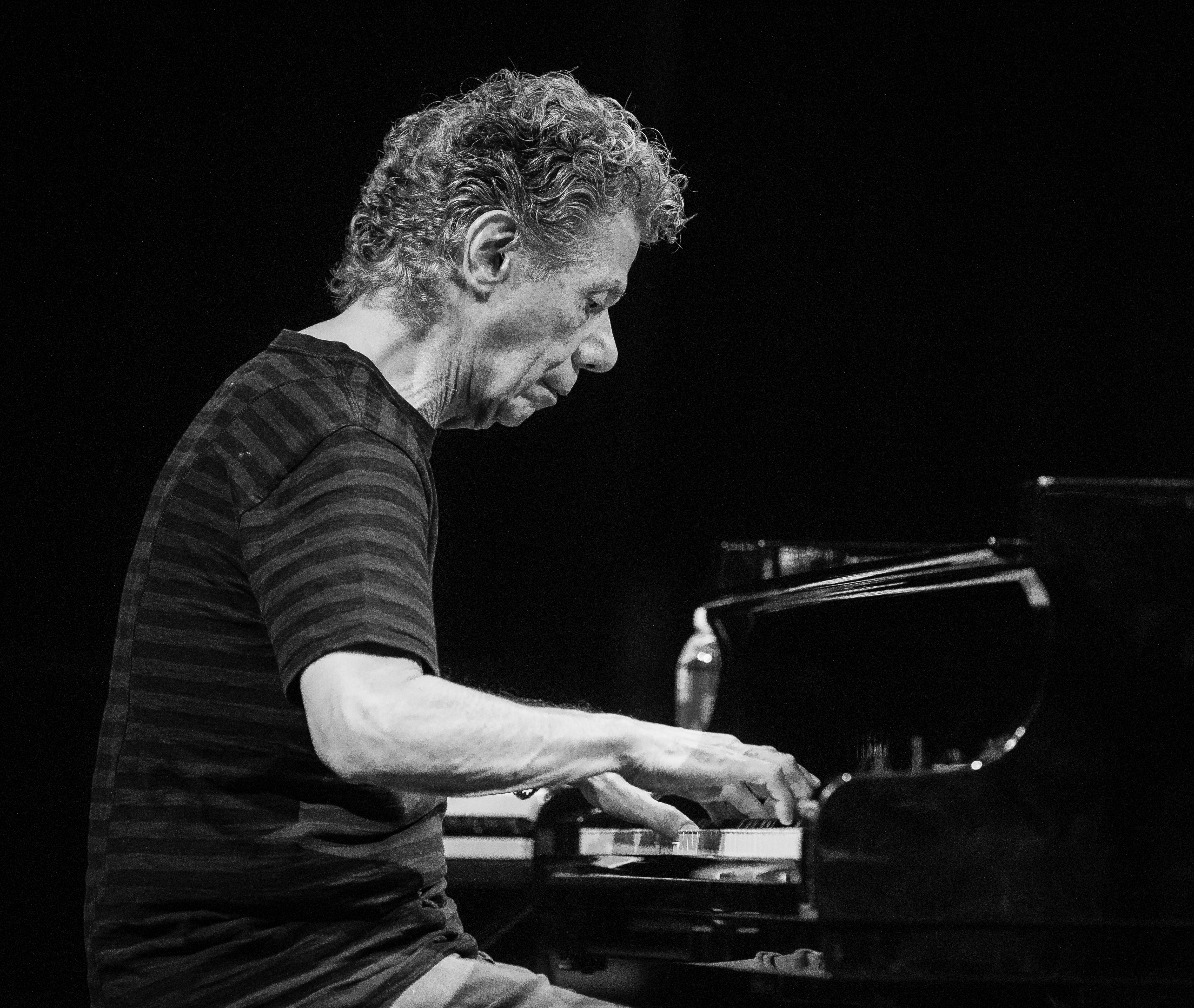
9 februarie: Chick Corea, muzician american
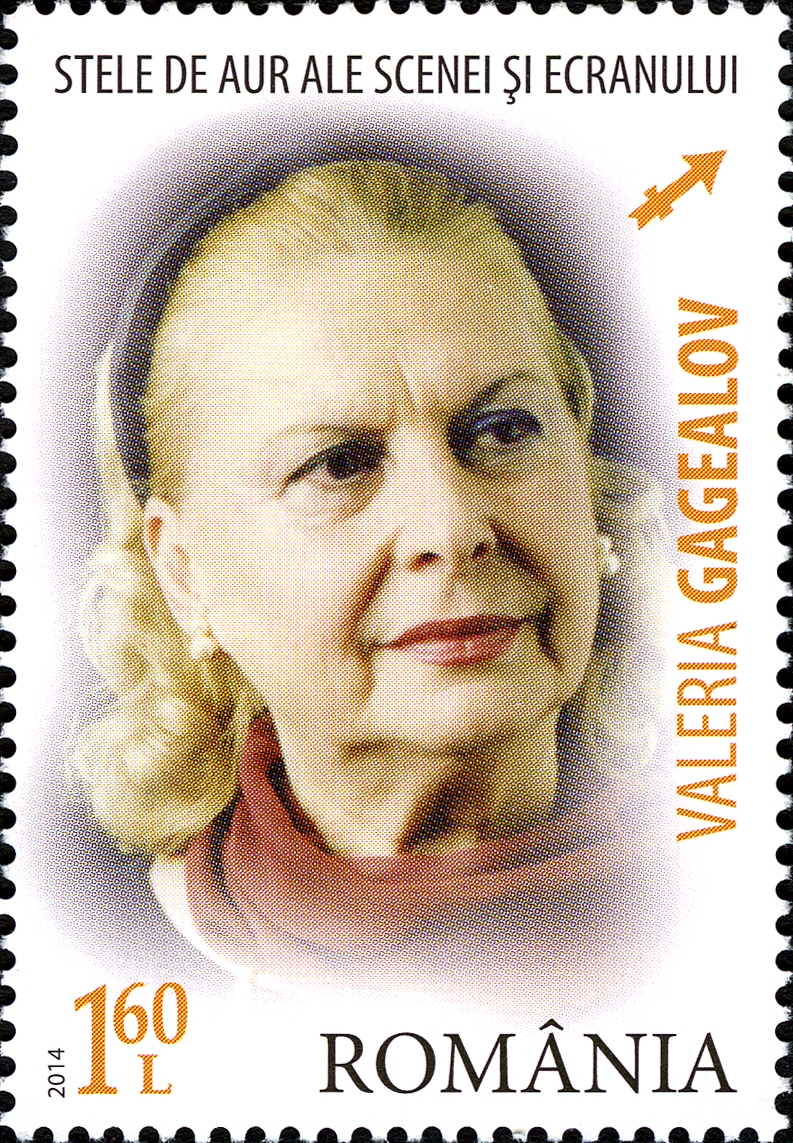
9 februarie: Valeria Gagealov, actriță română
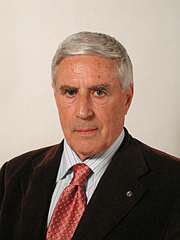
9 februarie: Franco Marini, politician italian
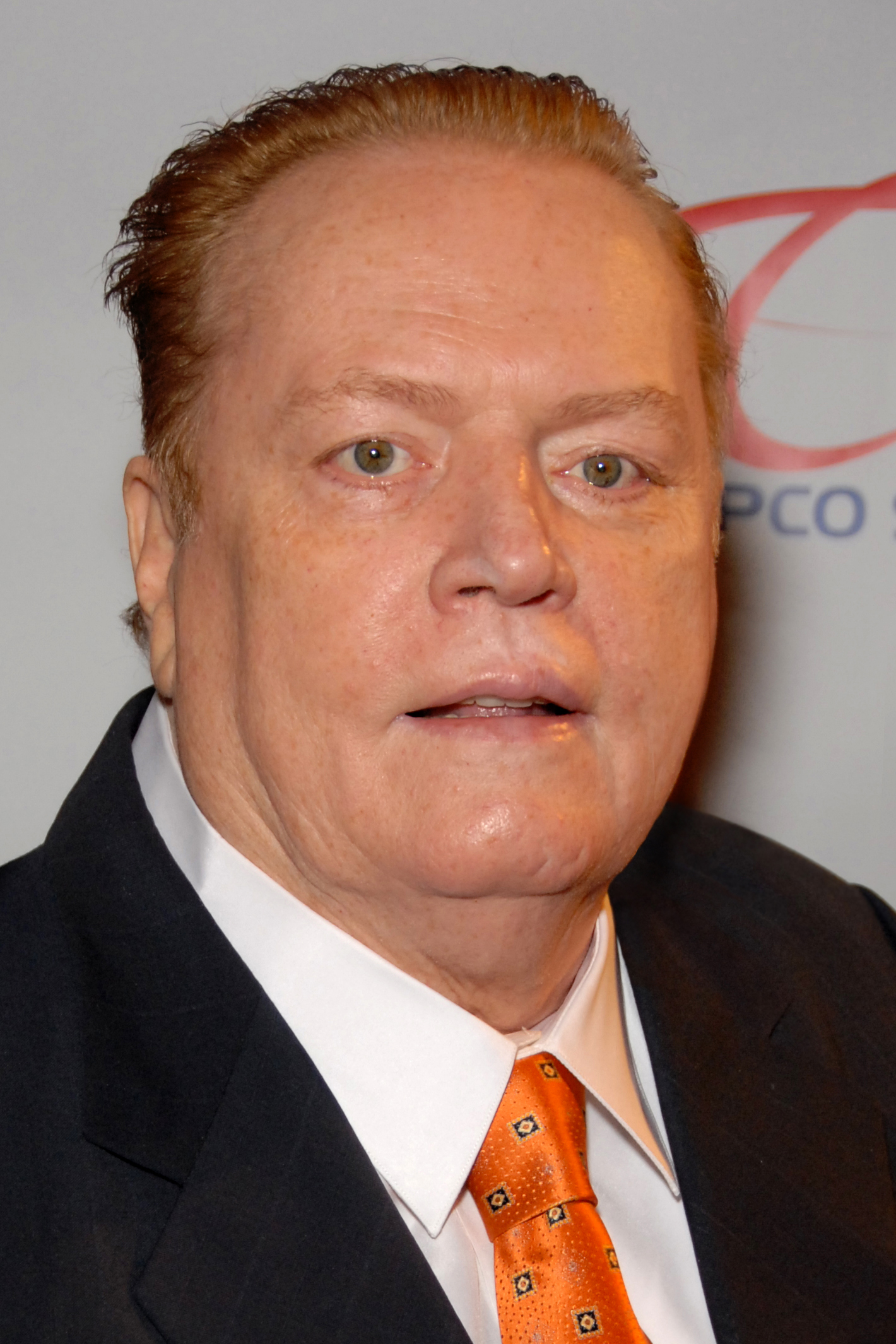
10 februarie: Larry Flynt, editor și publicist american
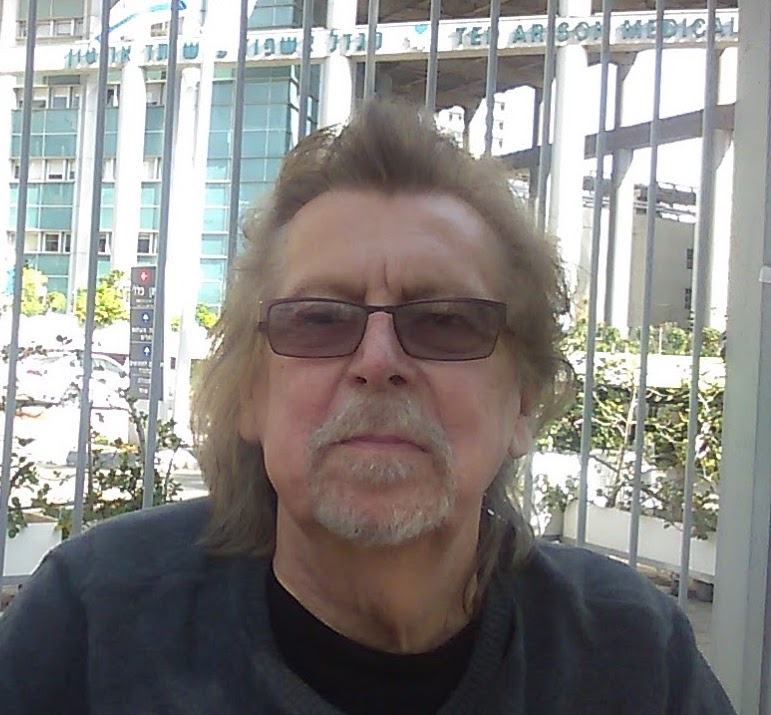
13 februarie: Louis Clark, aranjor muzical și claviaturist britanic
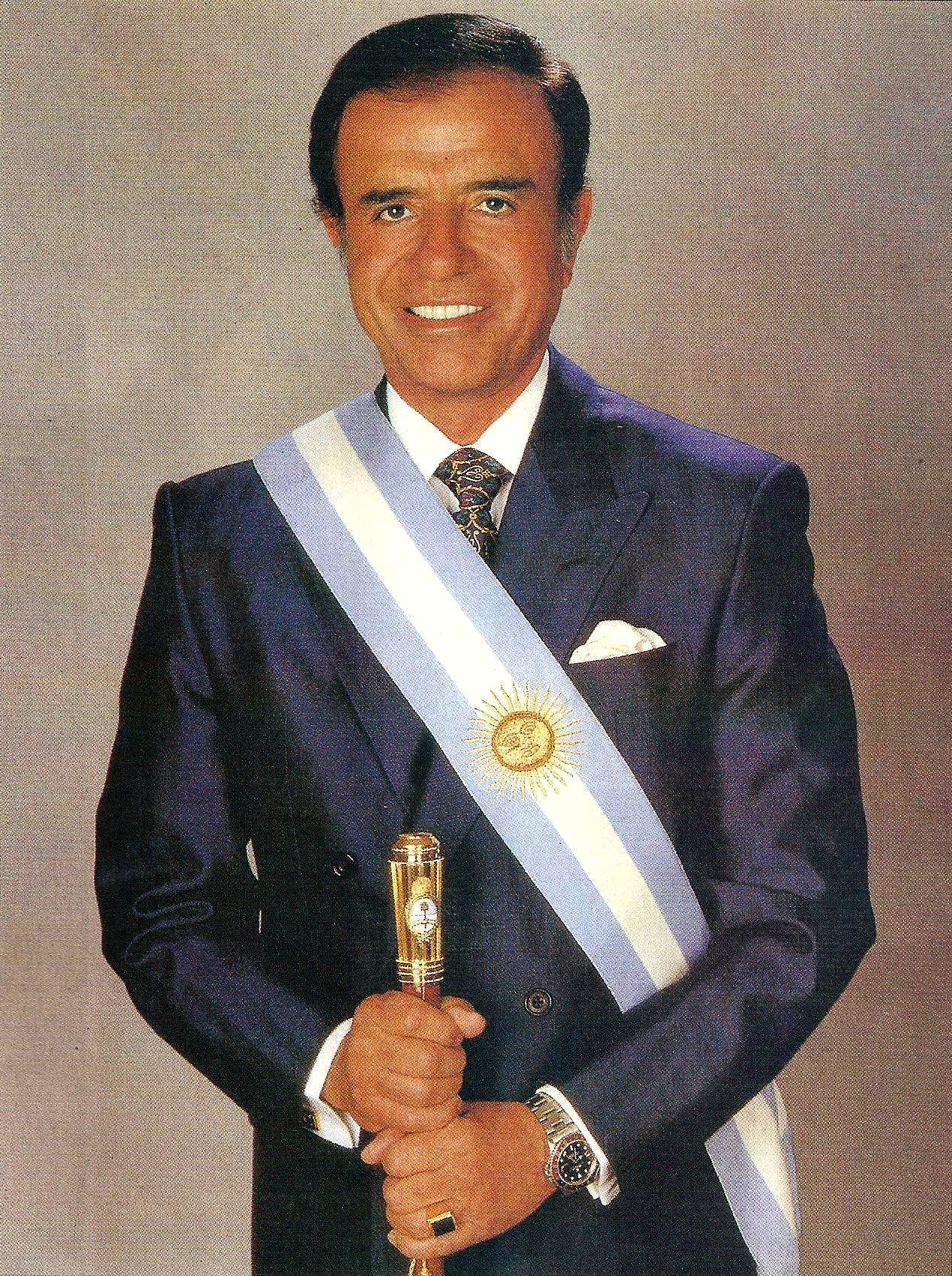
14 februarie: Carlos Menem, avocat și politician argentinian, președinte al Argentinei
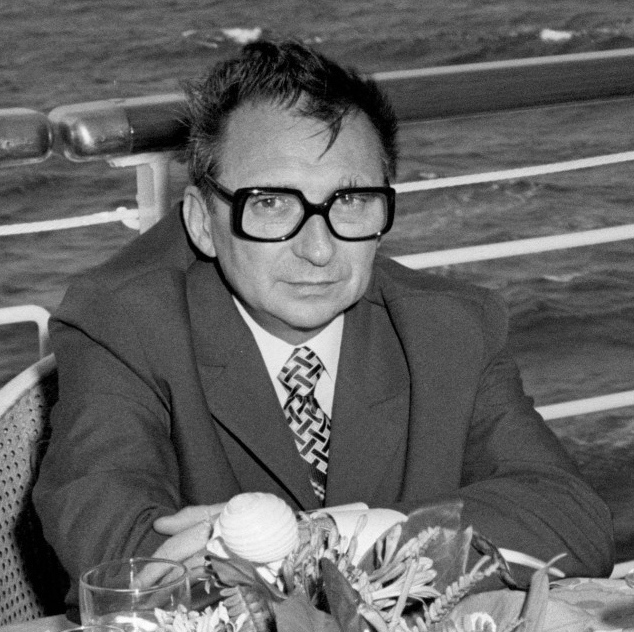
14 februarie: Ion Mihai Pacepa, general în Securitate și jurnalist român, șef adjunct al Departamentului de Informații Externe (spionaj) a României comuniste
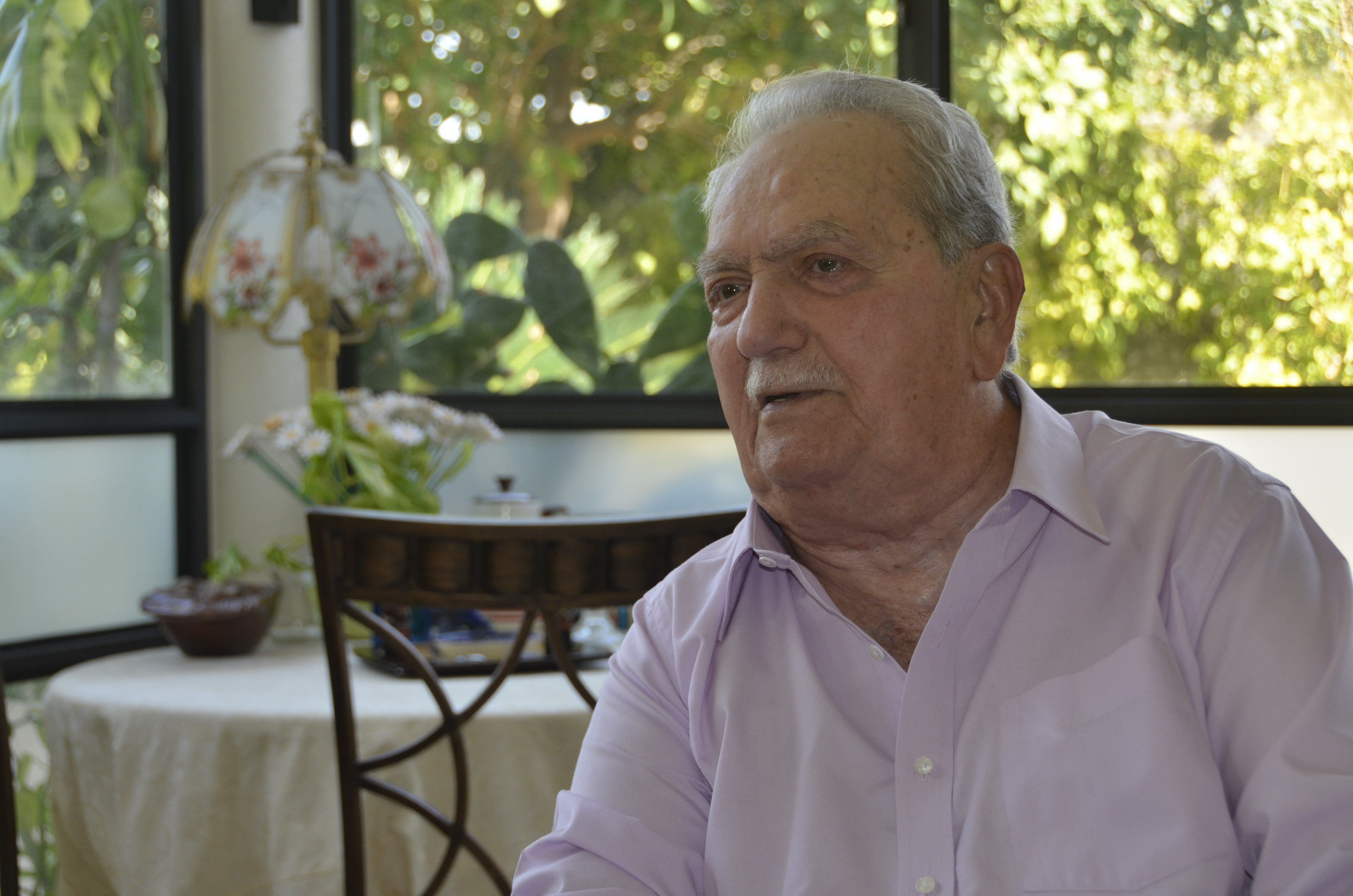
18 februarie: Iehoșua Saghi, general-maior israelian, director al Direcției de Informații Militare al Armatei Israelului, membru al Knessetului
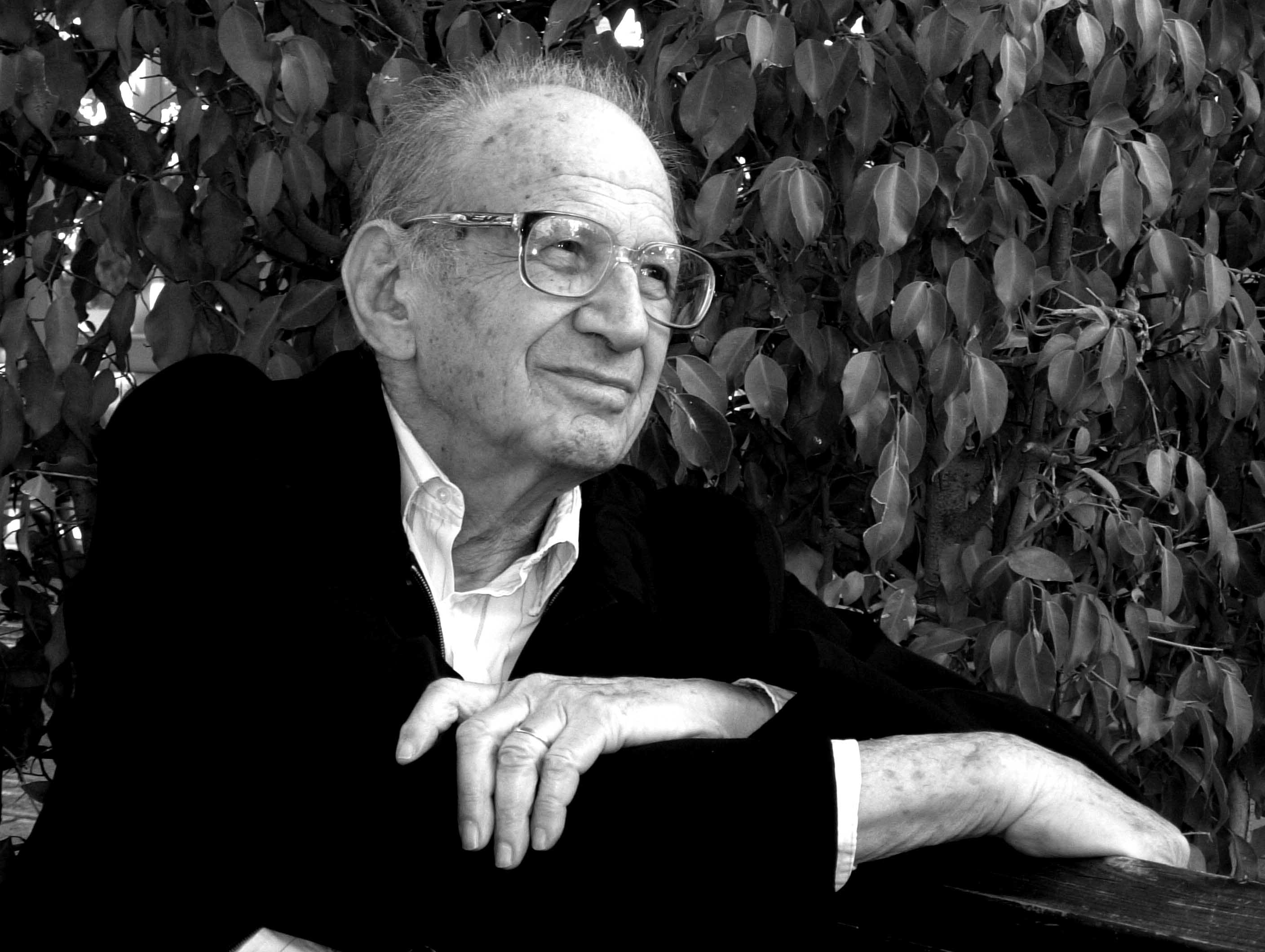
23 februarie: Sergiu Natra, compozitor israelian de muzică cultă
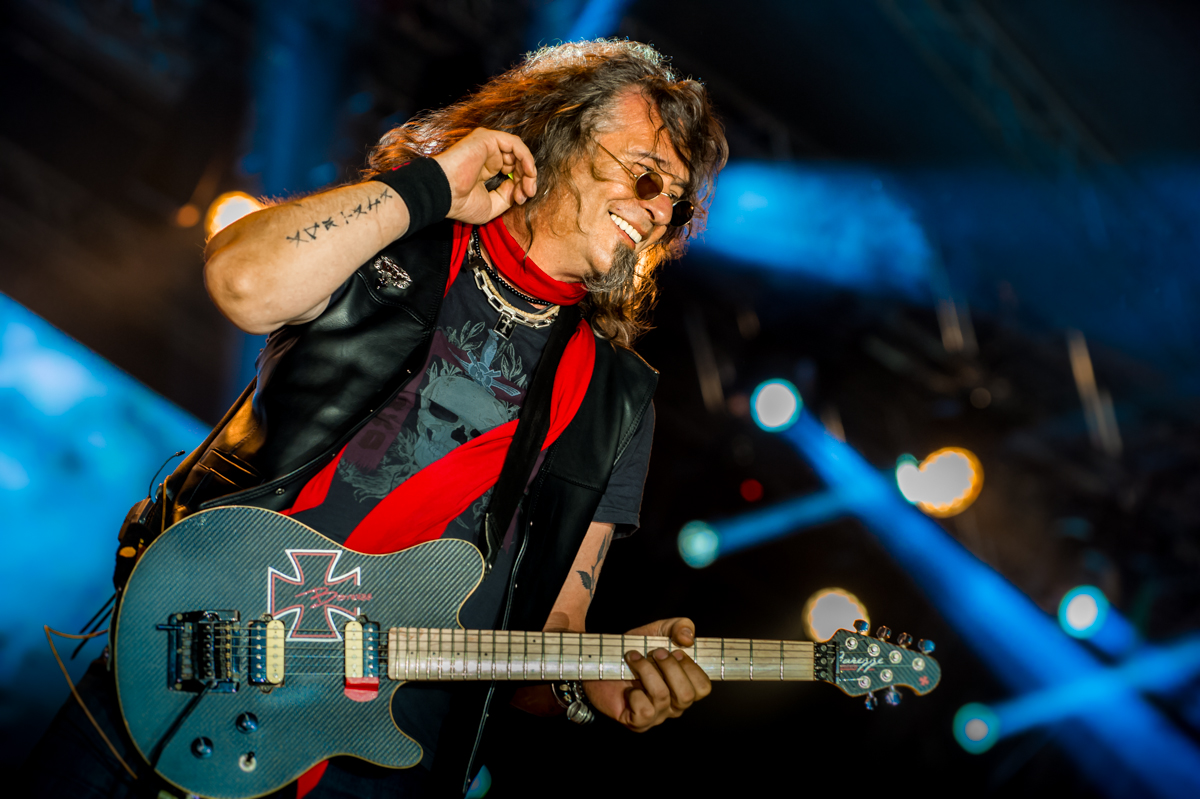
8 martie: Adrian Bărar, chitarist, textier, compozitor și producător muzical român, fondatorul trupei Cargo
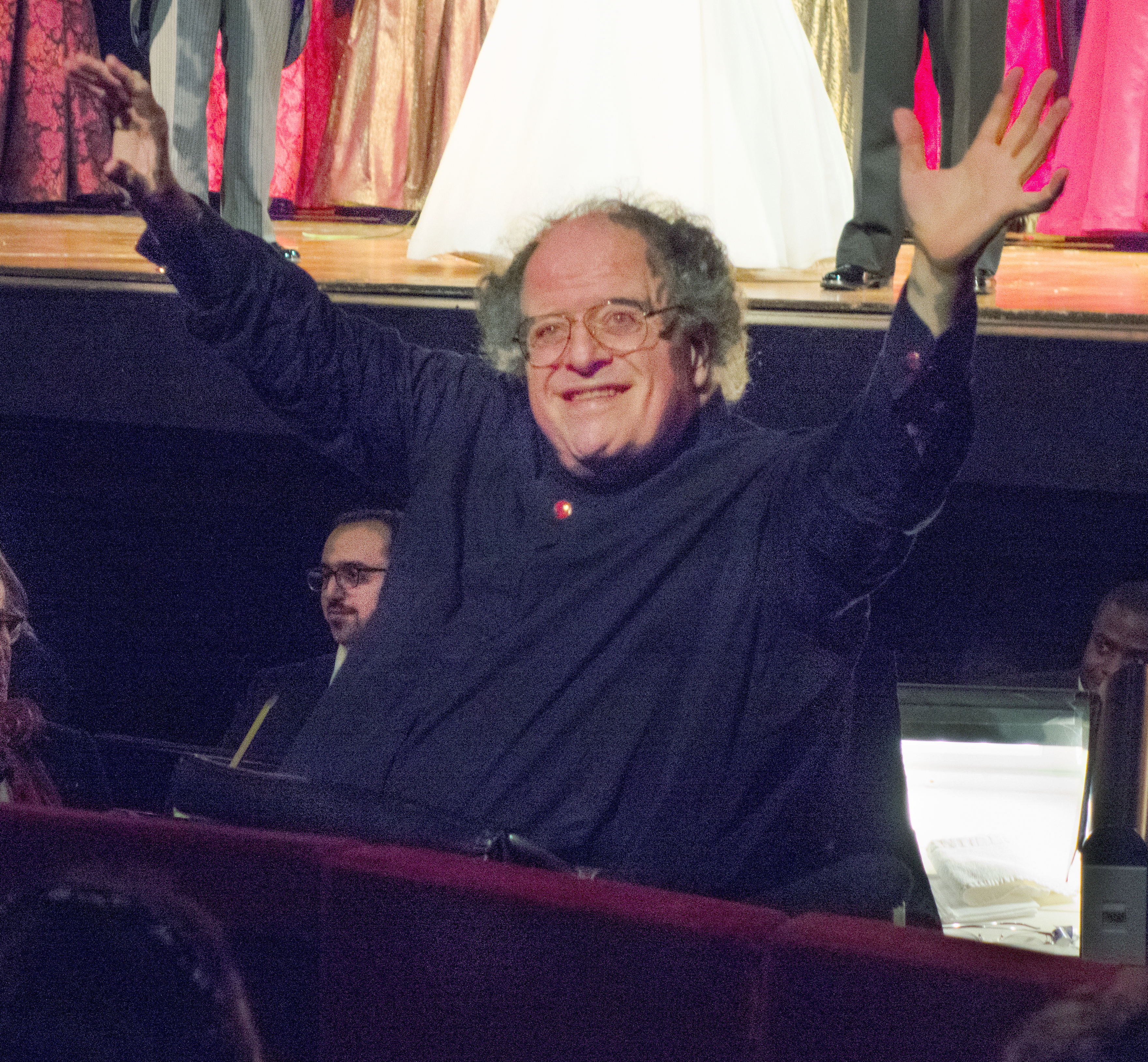
9 martie: James Levine, dirijor și pianist american de etnie evreiască
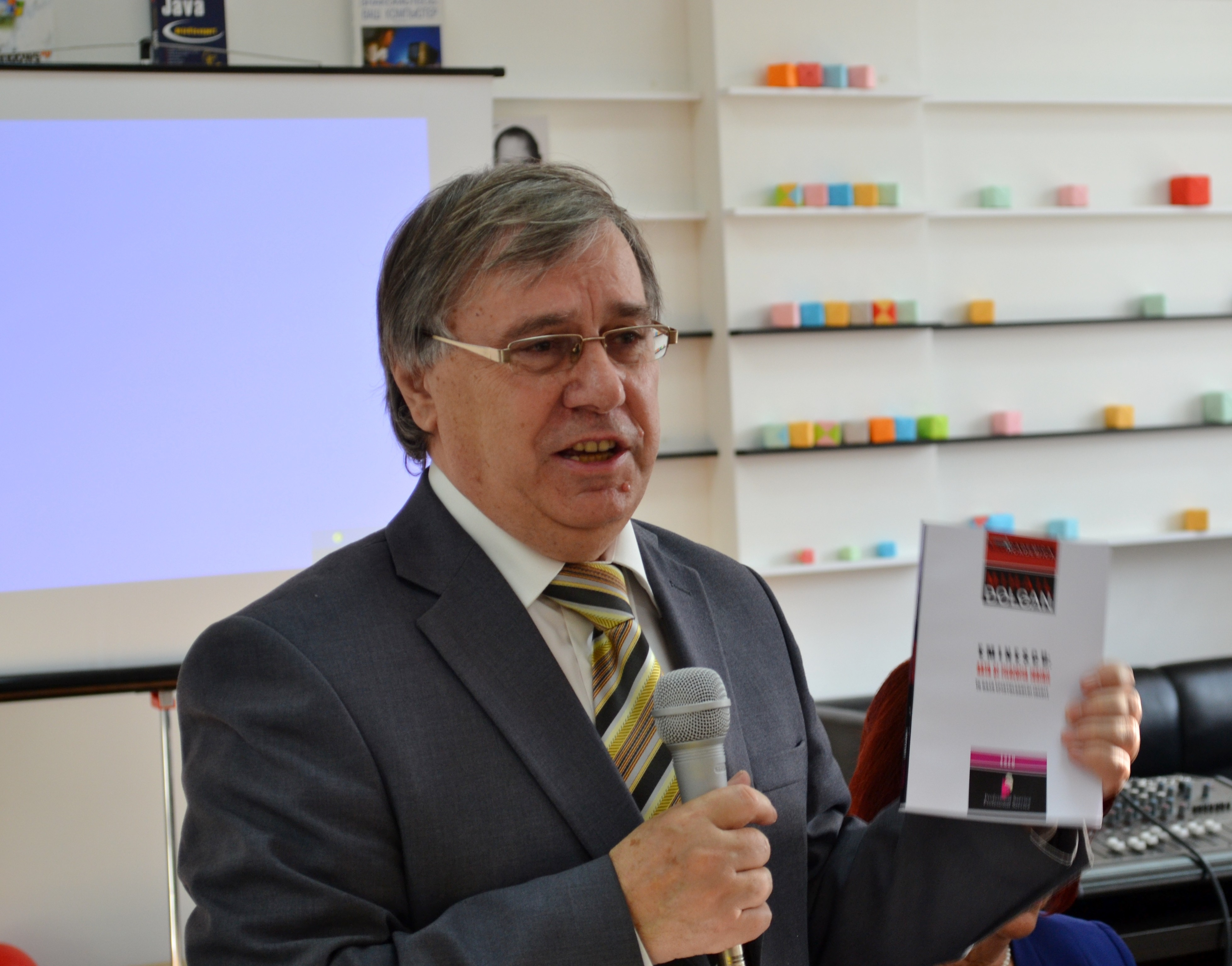
12 martie: Nicolae Dabija, scriitor, istoric literar și om politic din Republica Moldova
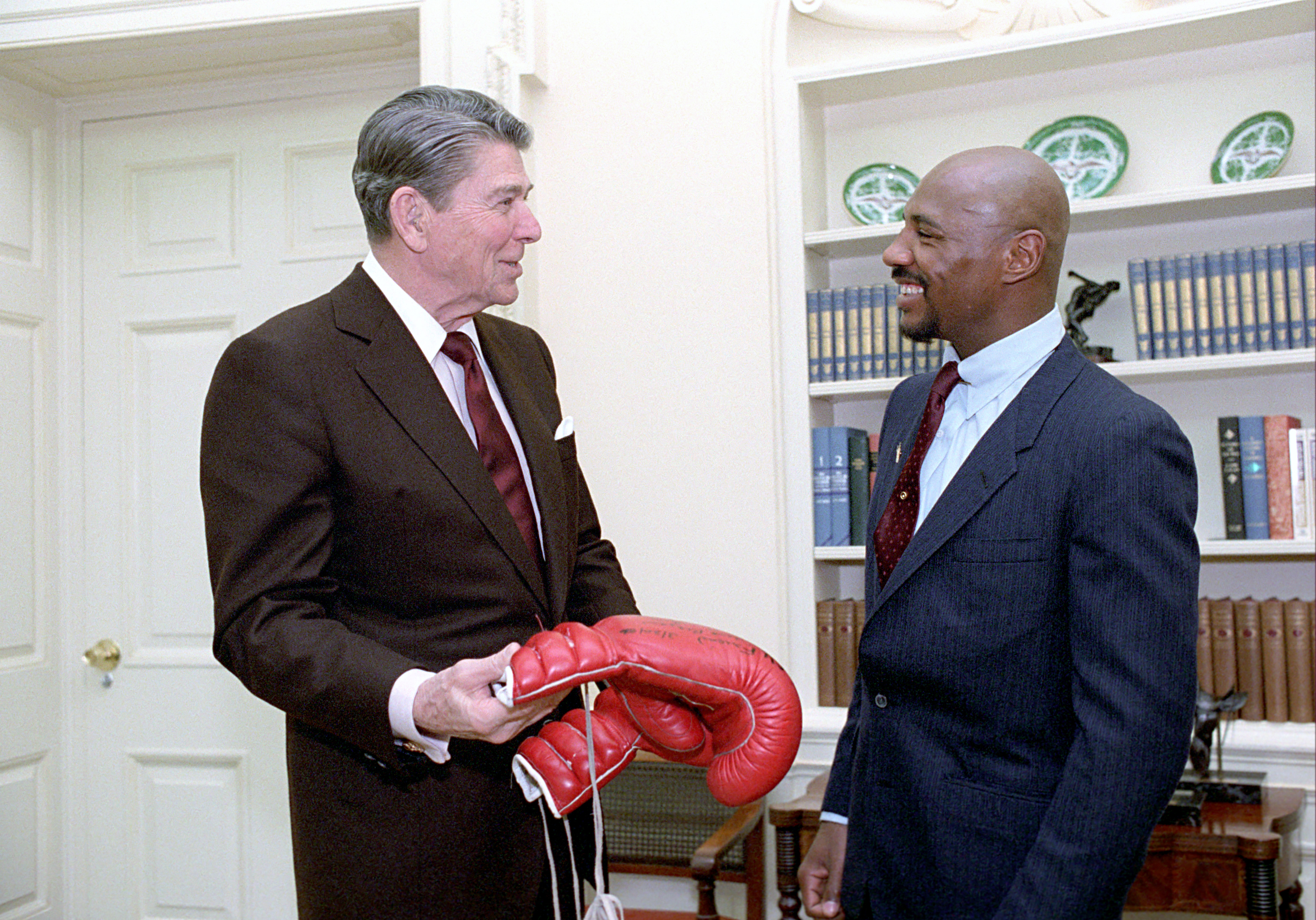
13 martie: Marvin Hagler, boxer profesionist american
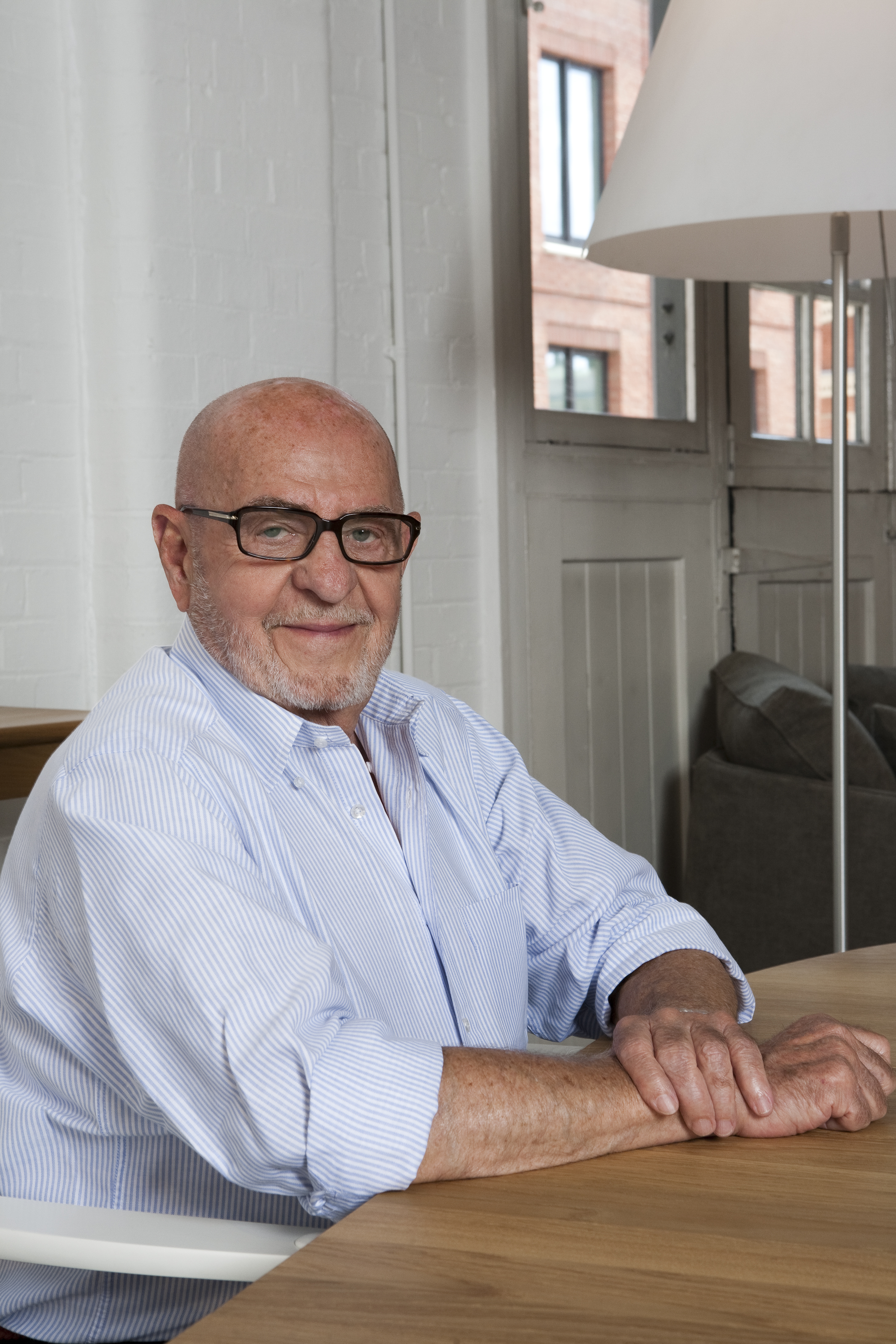
18 martie: Zeev Aram, arhitect și designer de mobilă britanic de etnie evreiască
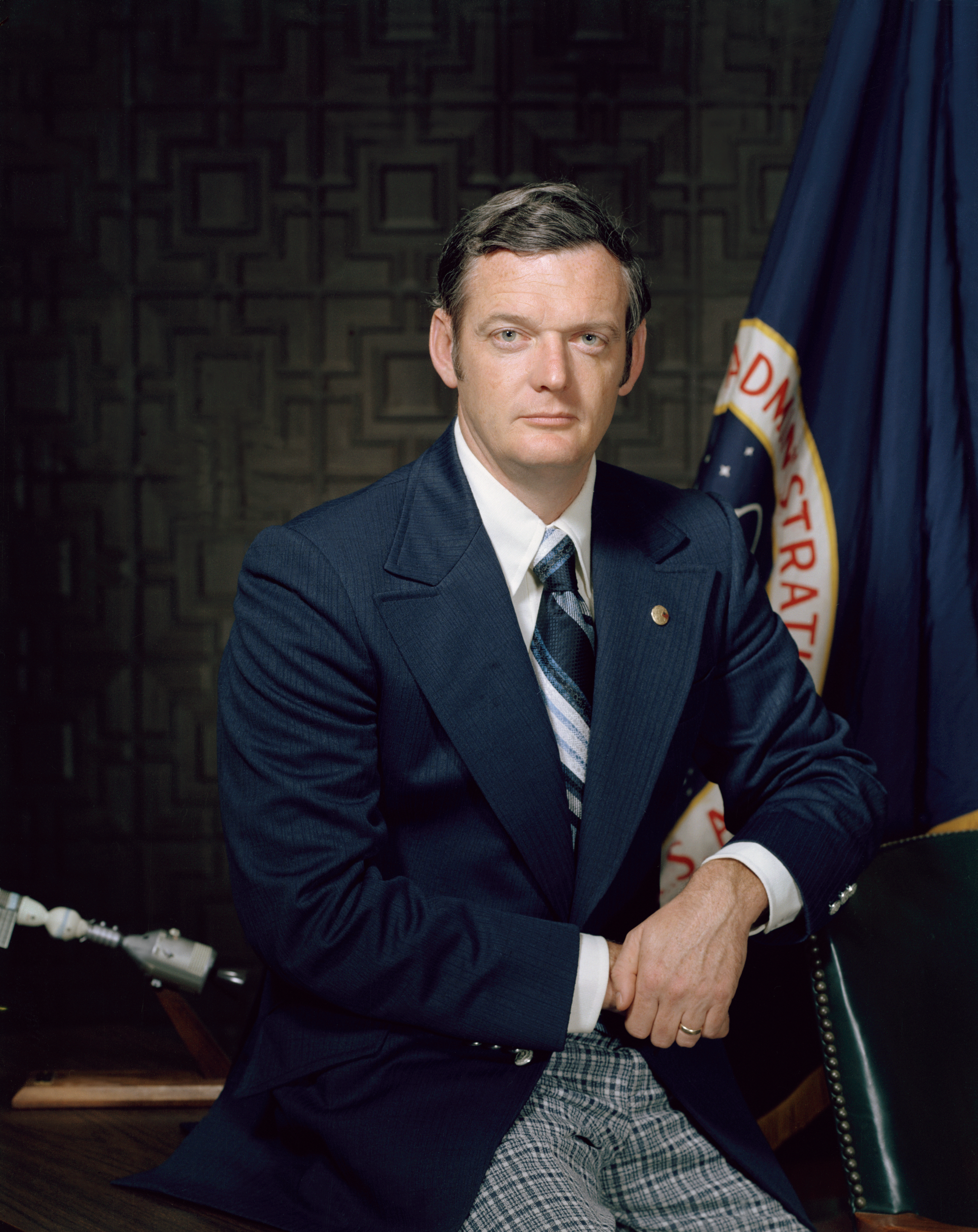
19 martie: Glynn Lunney, inginer american la NASA
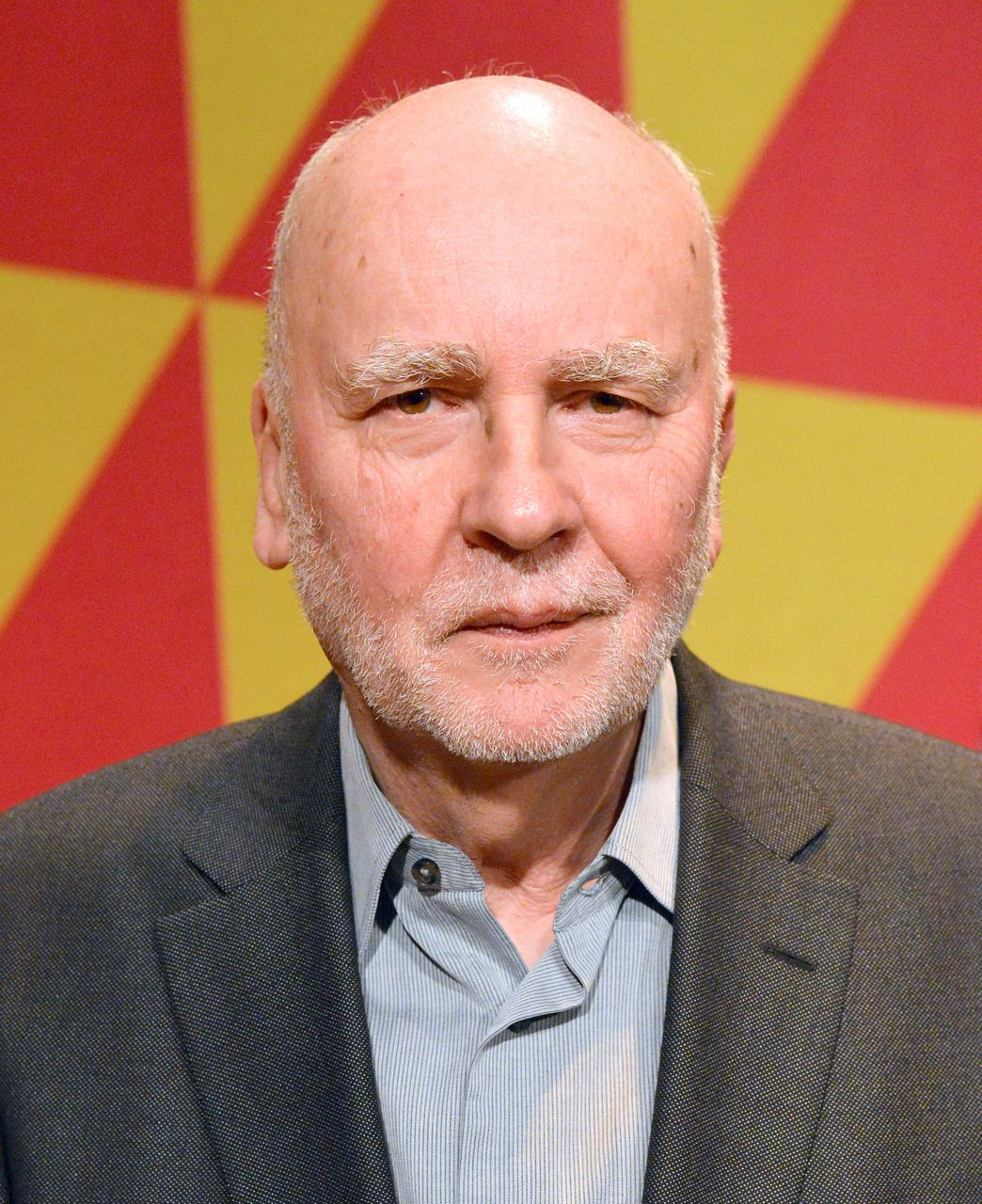
21 martie: Adam Zagajewski, poet, romancier, traducător și eseist polonez
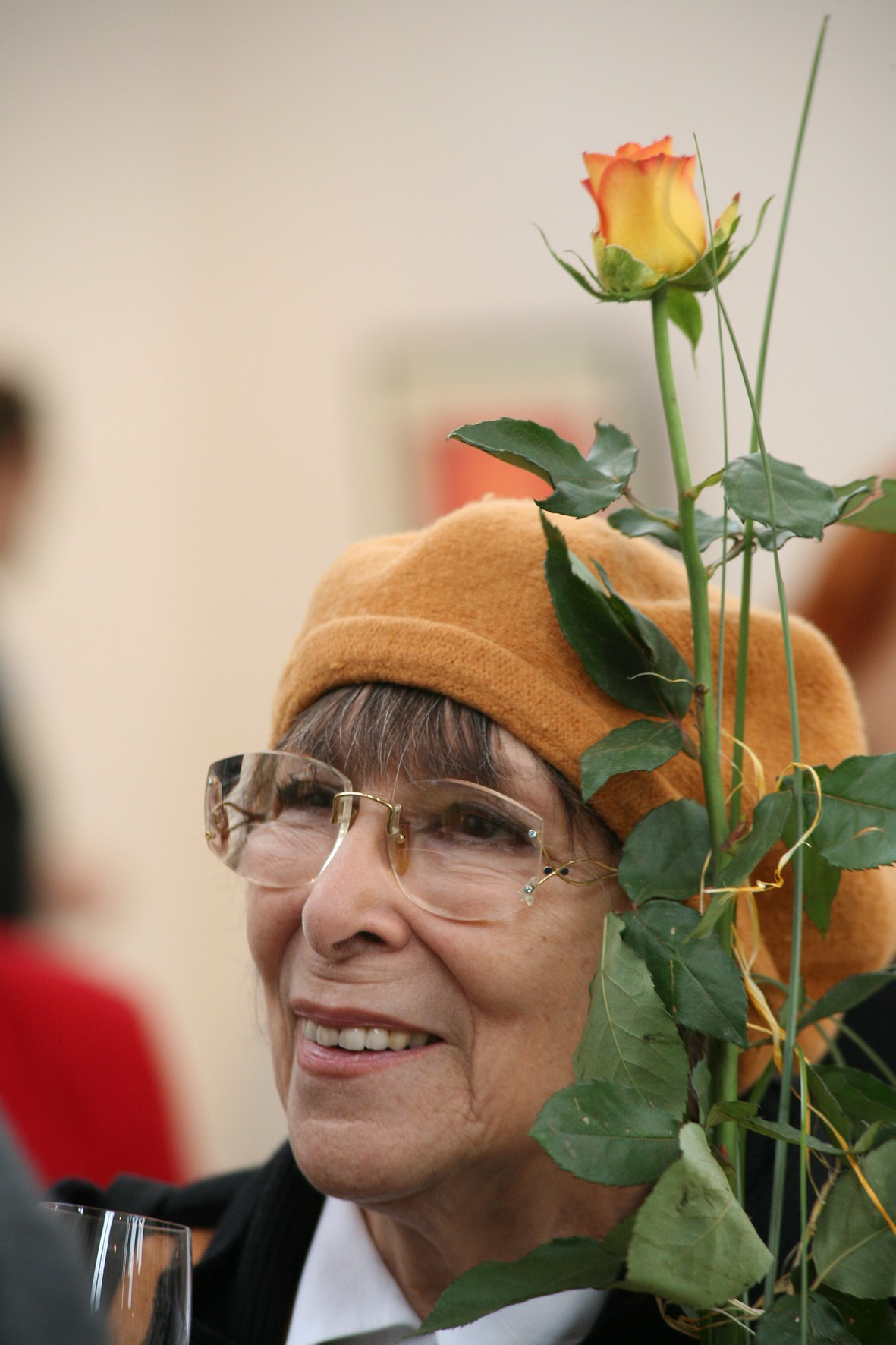
23 martie: Hana Hegerová, cântăreață și actriță slovacă
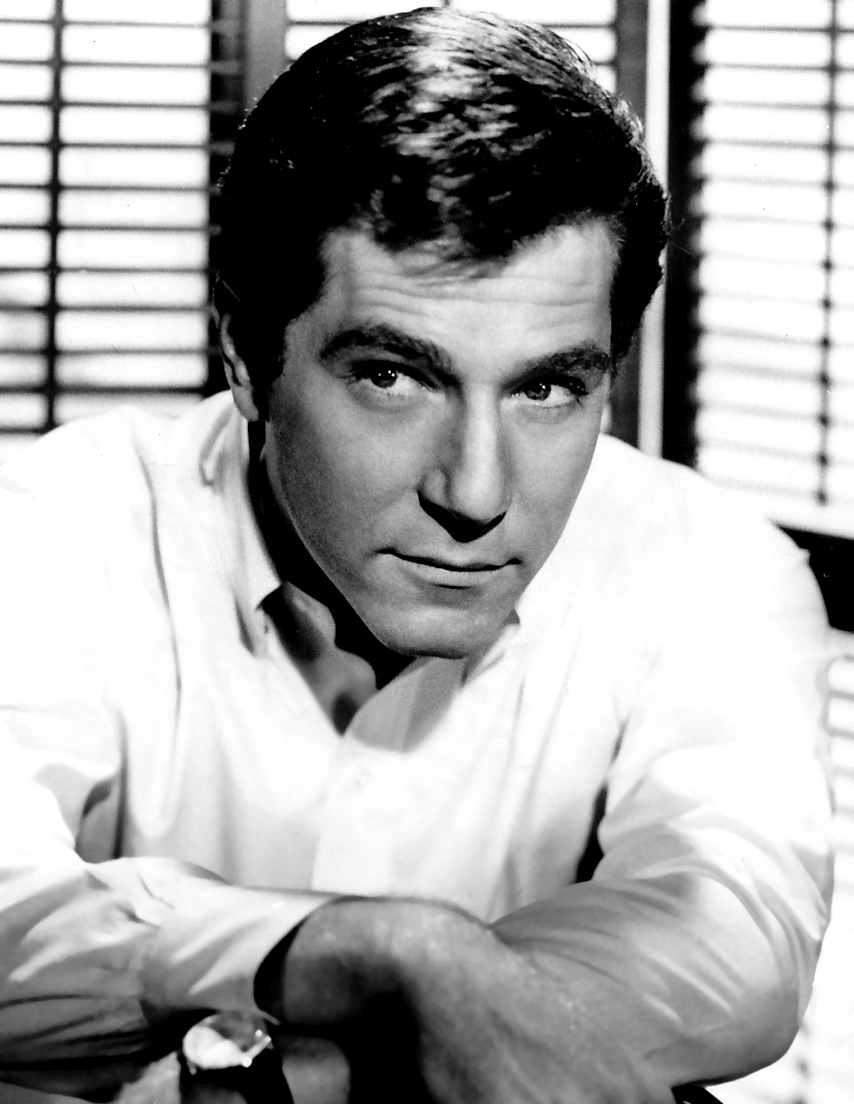
23 martie: George Segal, actor american de film, teatru și televiziune
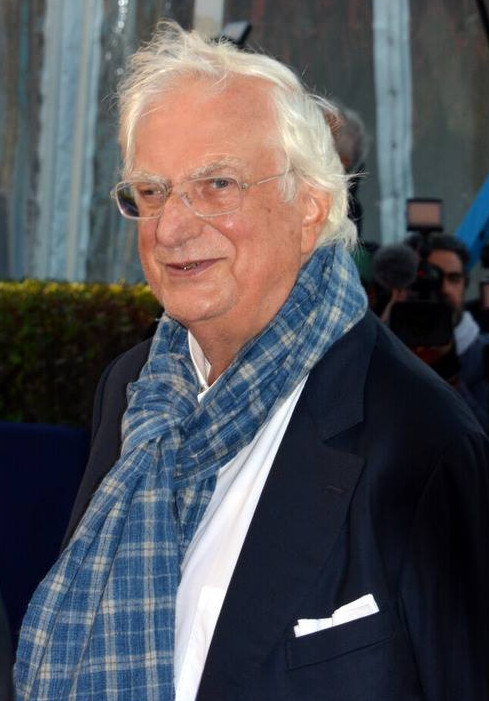
25 martie: Bertrand Tavernier, regizor, scenarist, actor și producător de film francez
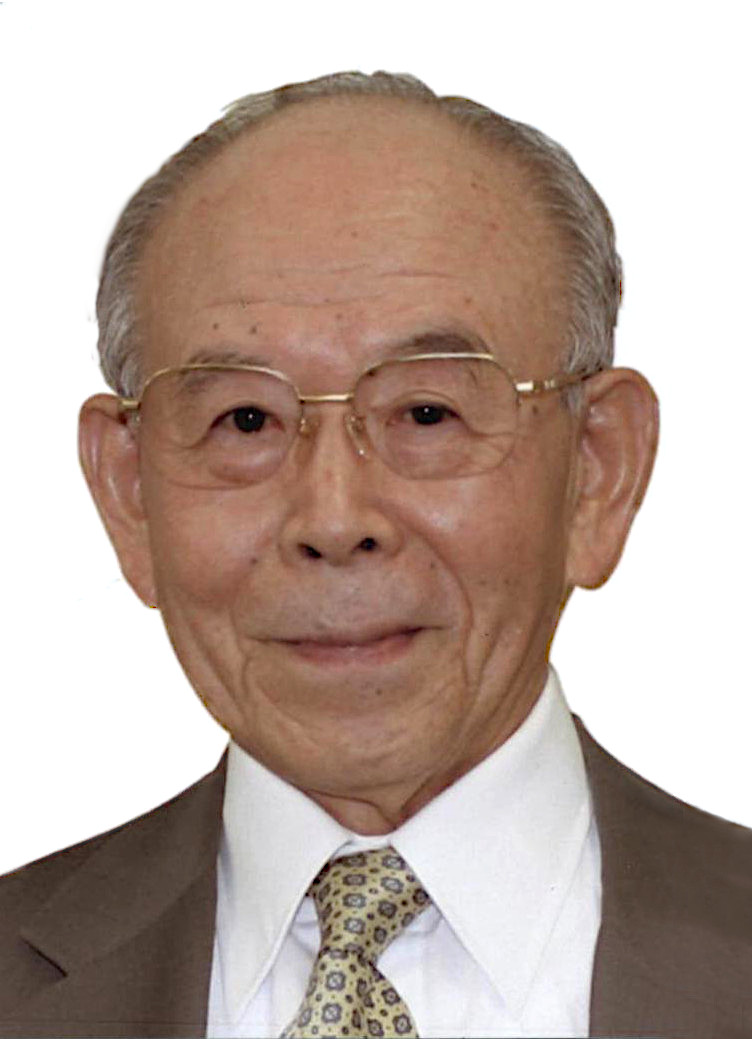
1 aprilie: Isamu Akasaki, om de știință japonez, laureat al Premiului Nobel
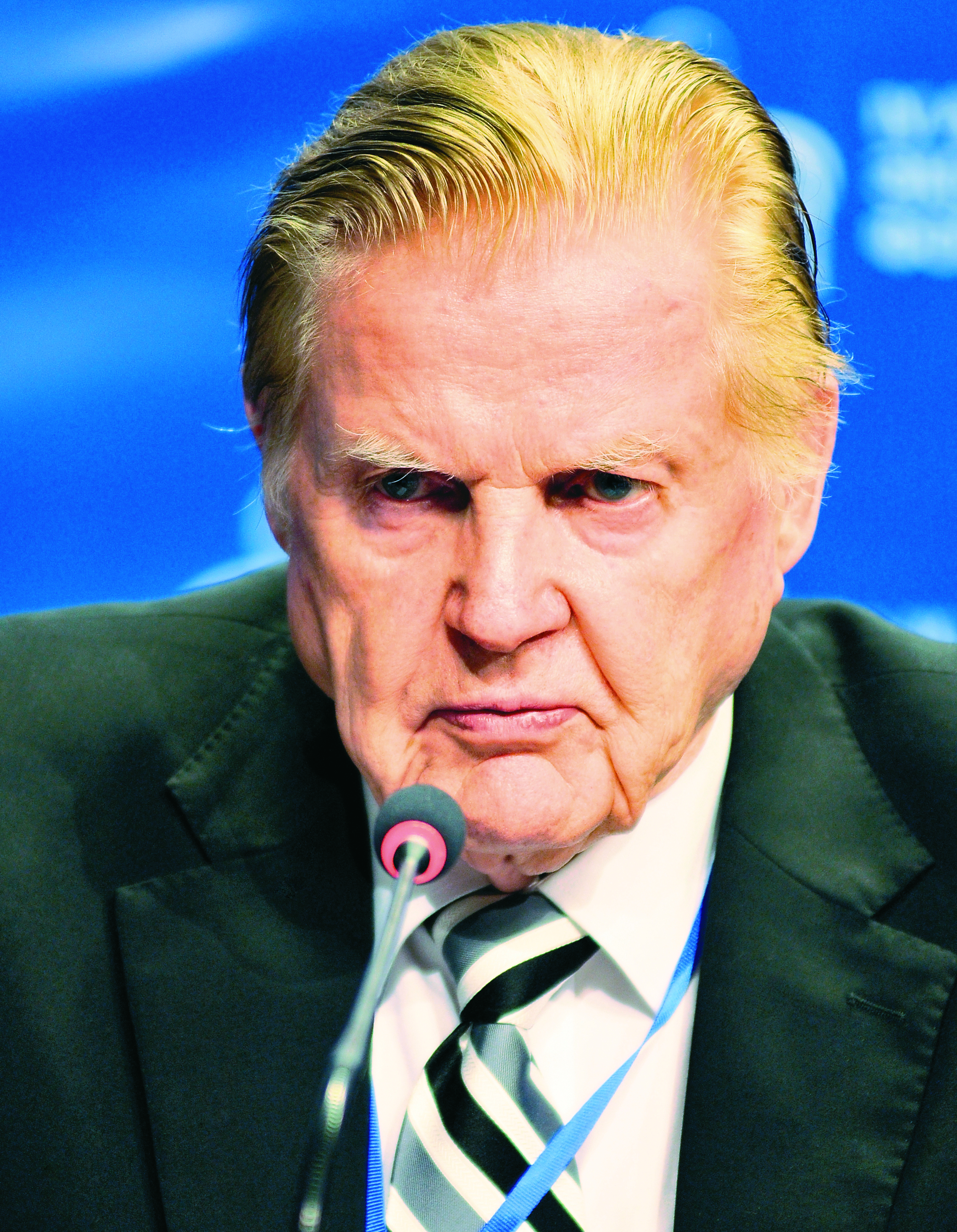
4 aprilie: Robert Mundell, economist canadian, laureat al Premiului Nobel
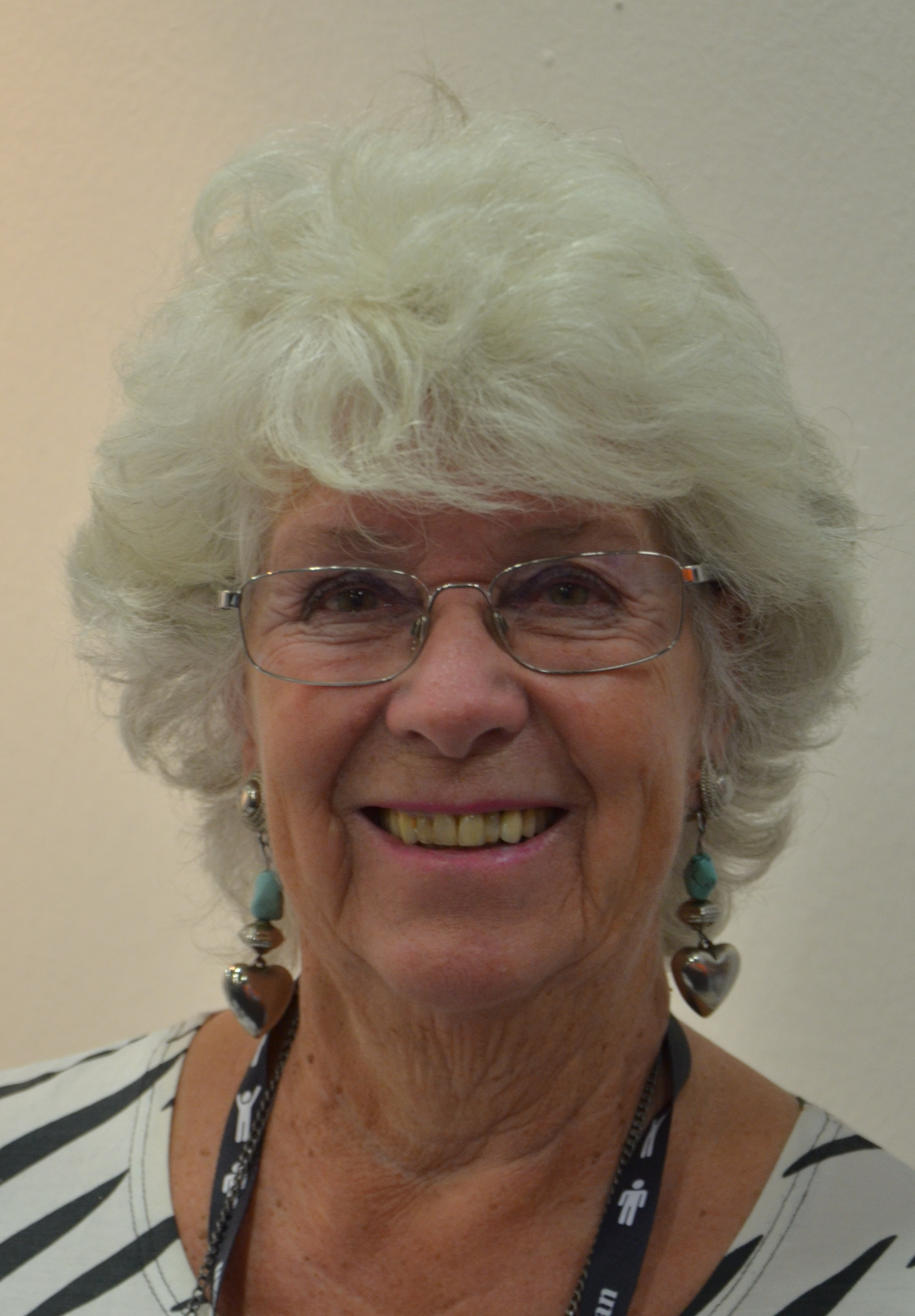
6 aprilie: Maj Britt Theorin, politiciană suedeză
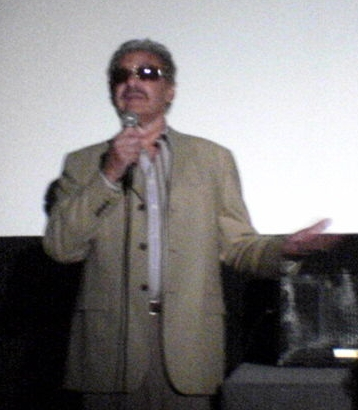
8 aprilie: Richard Rush, regizor de film, scenarist și producător american
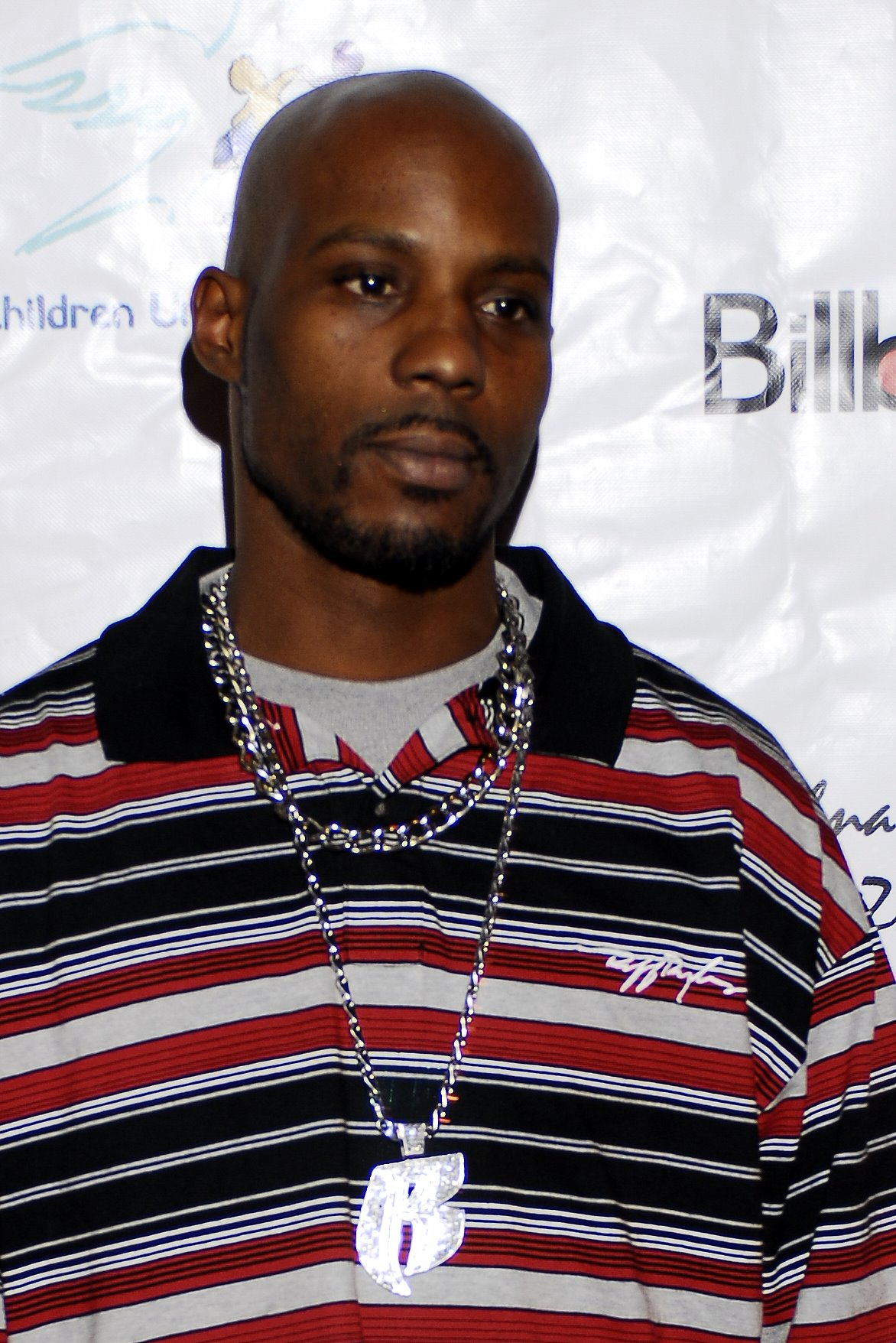
9 aprilie: DMX, rapper și actor american
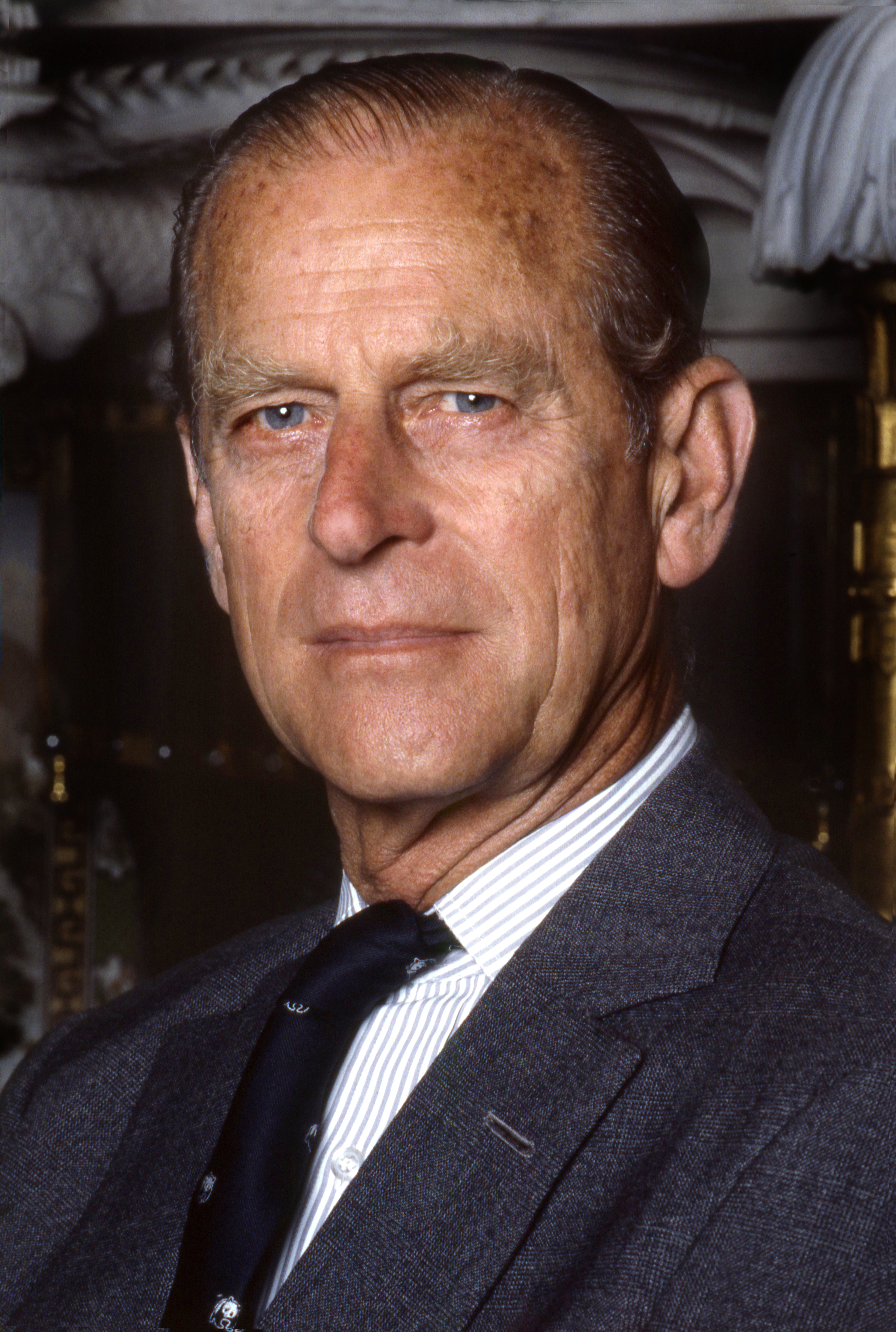
9 aprilie: Prințul Philip, Duce de Edinburgh
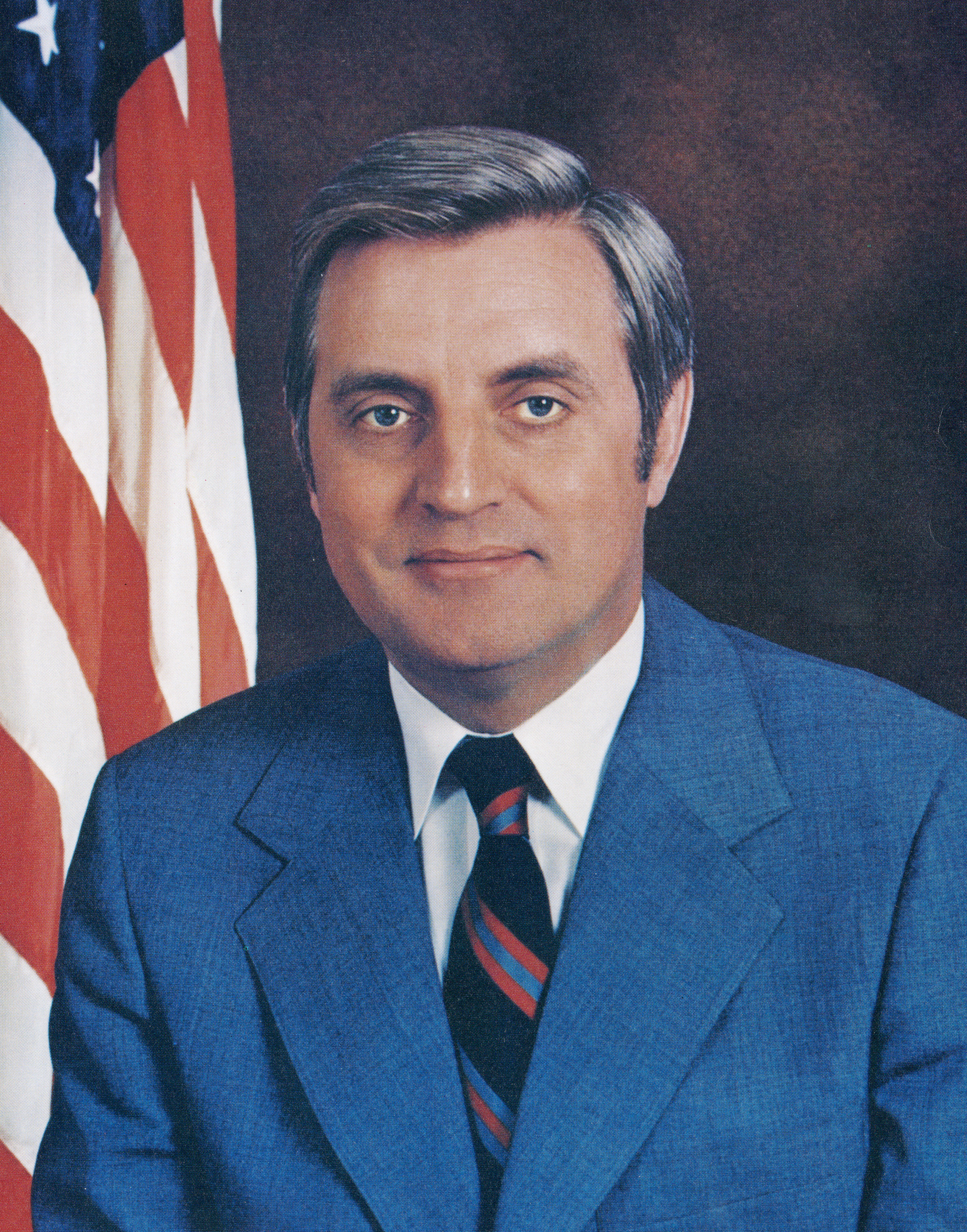
19 aprilie: Walter Mondale, politician american, vicepreședinte al Statelor Unite ale Americii
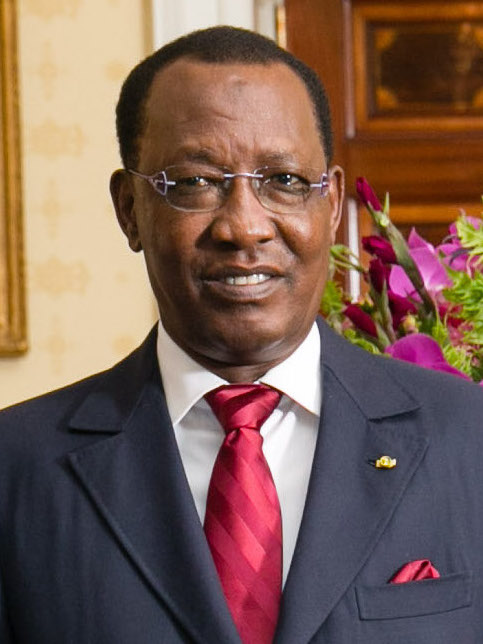
20 aprilie: Idriss Déby, politician din Ciad, președinte al acestei țări
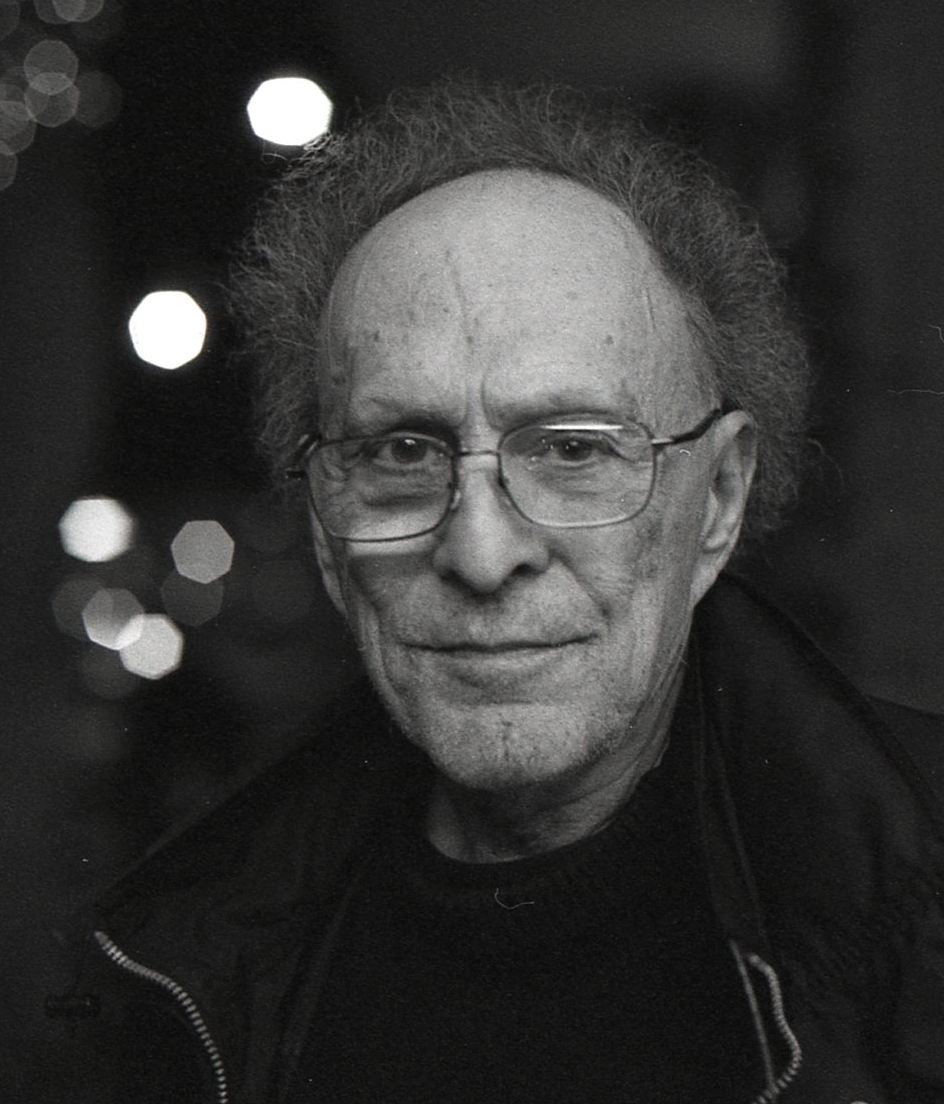
20 aprilie: Monte Hellman, regizor, producător și editor de film american
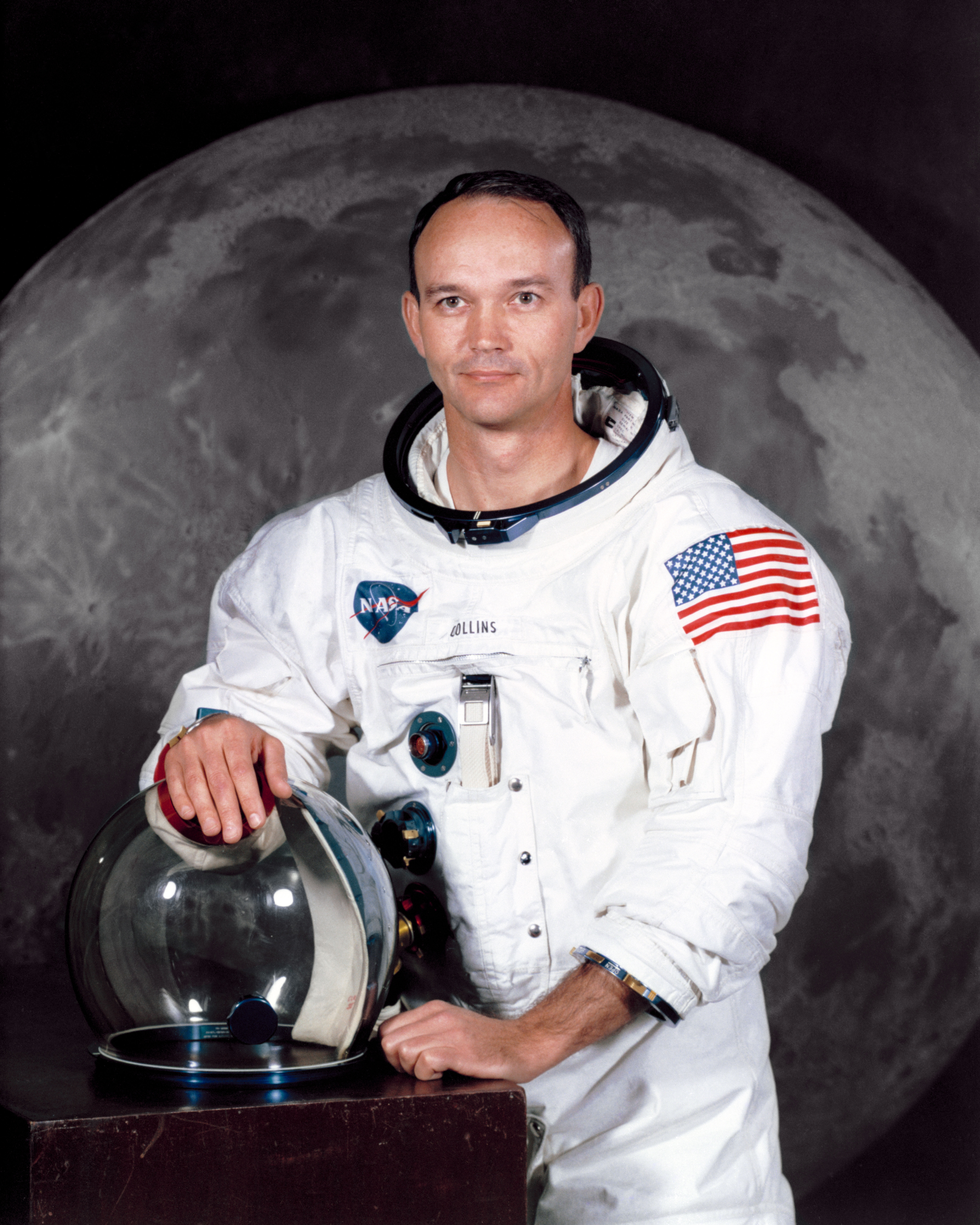
28 aprilie: Michael Collins, astronaut american (Apollo 11, 1969)
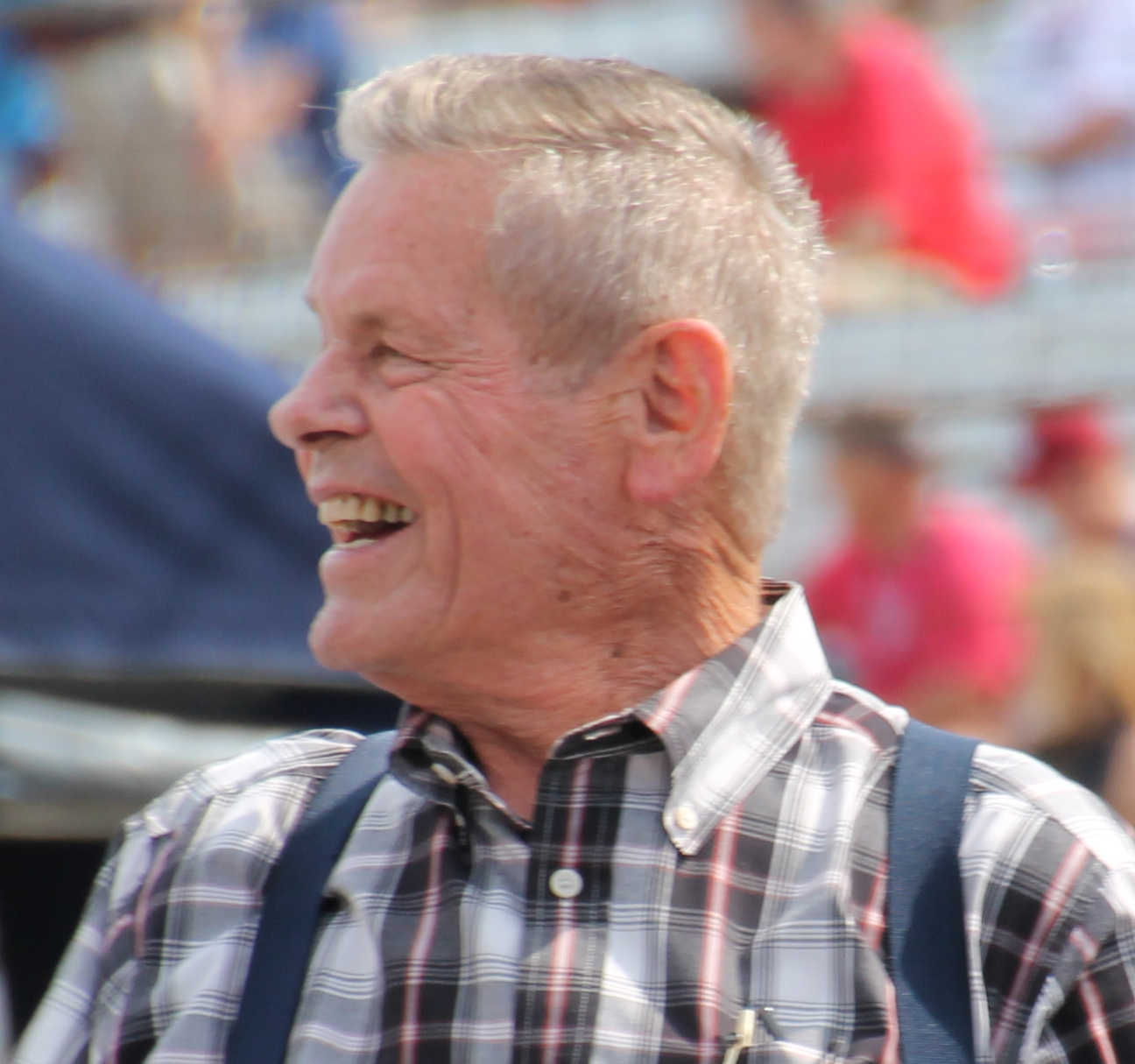
2 mai: Bobby Unser, pilot american de curse auto
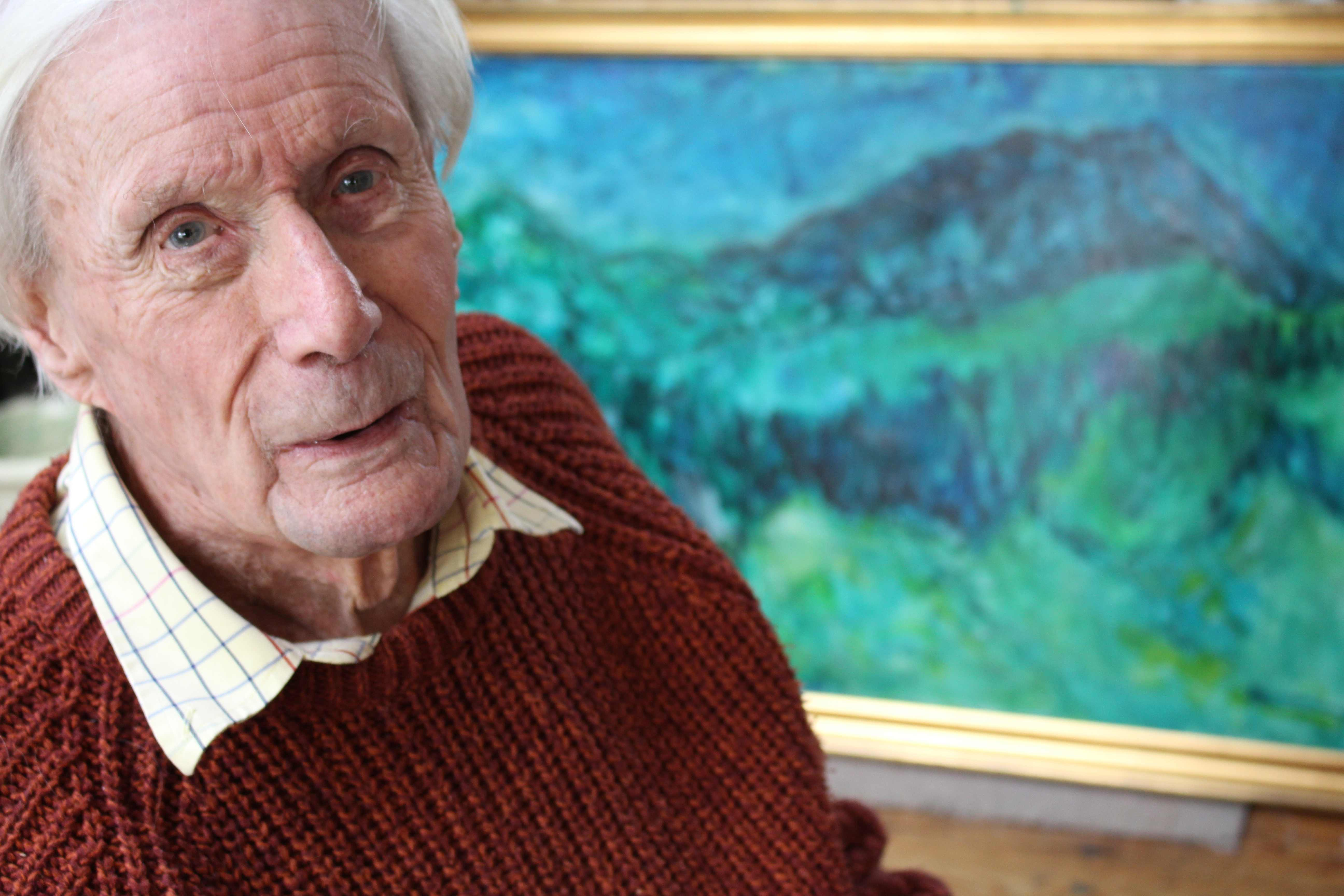
4 mai: Leslie Marr, pilot englez de Formula 1
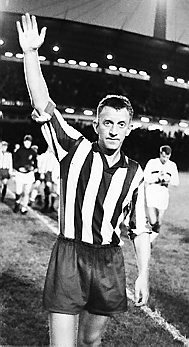
5 mai: Bertil Johansson, atacant și antrenor suedez
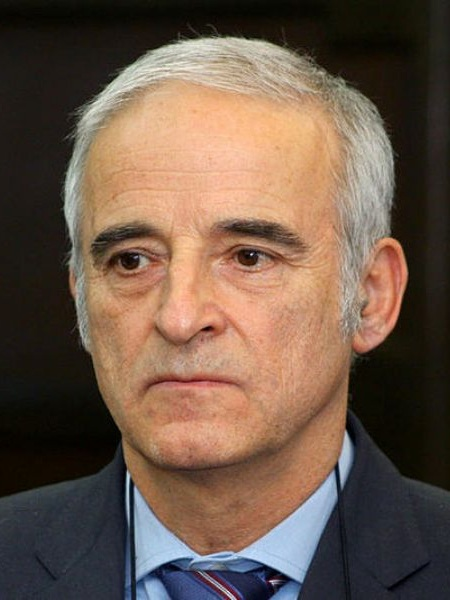
9 mai: Bratislav Petković, dramaturg, regizor, scenarist și politician sârb
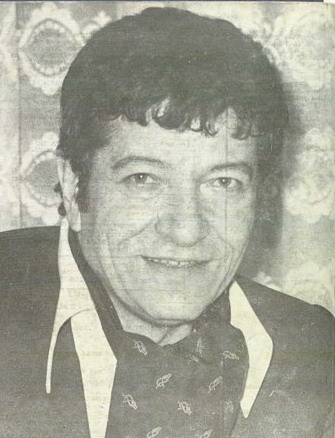
20 mai: Ion Dichiseanu, actor român de teatru și film
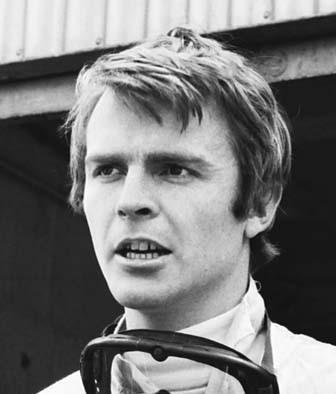
23 mai: Max Mosley, pilot britanic de curse auto, președinte al FIA
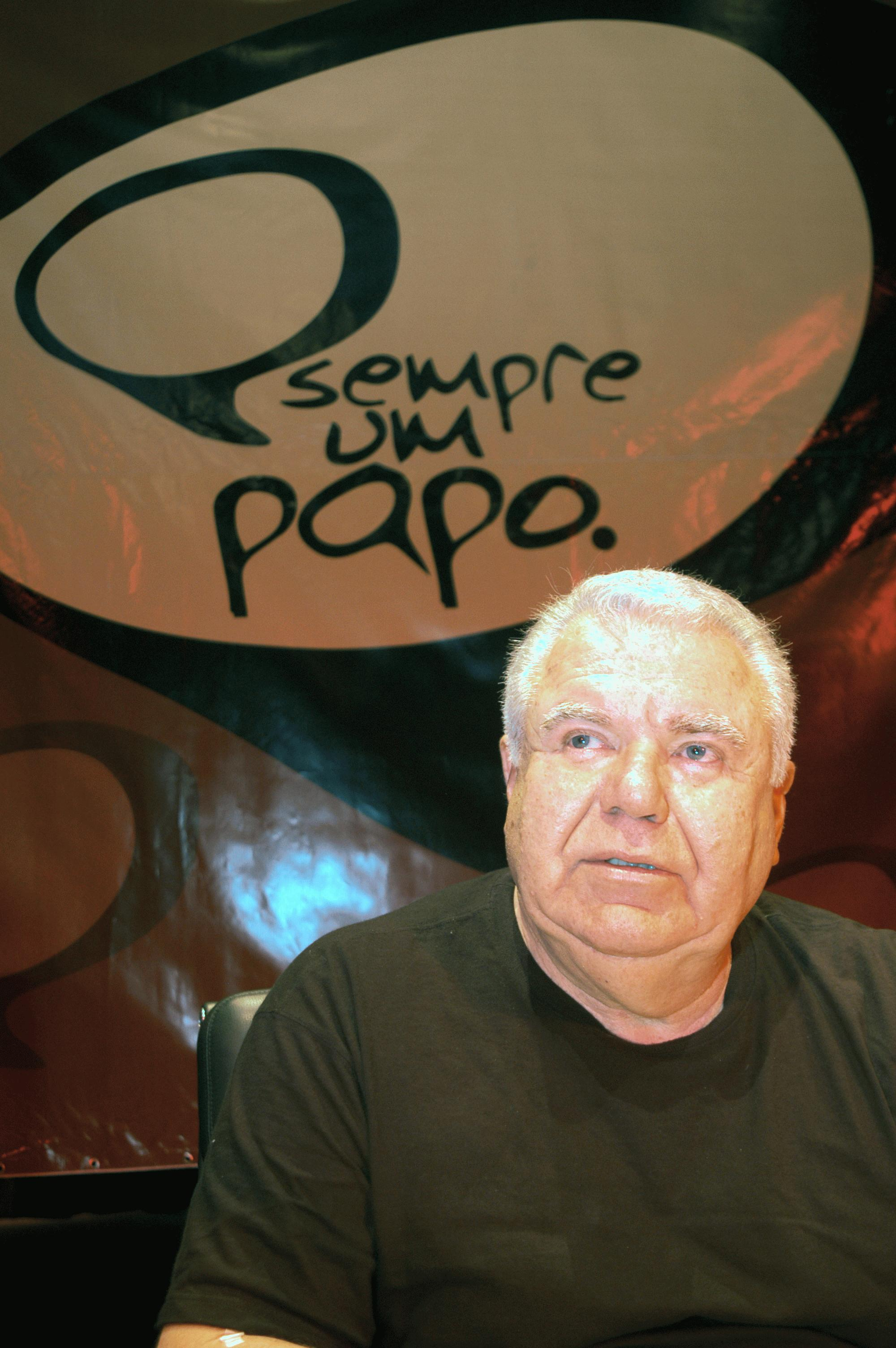
27 mai: Jaime Lerner, arhitect, programator urban și politician brazilian
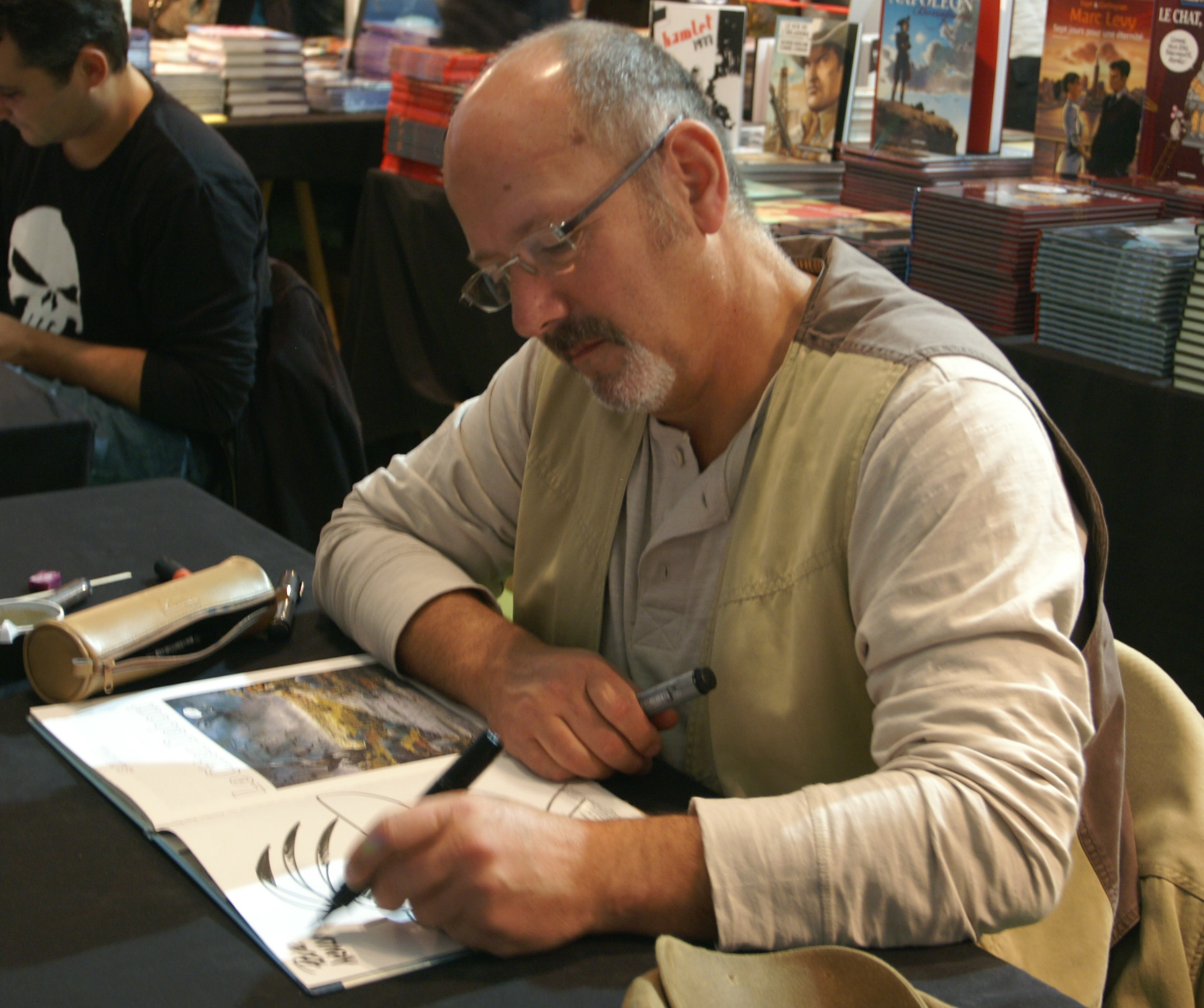
28 mai: Benoît Sokal, desenator belgian de benzi desenate și un cunoscut dezvoltator de jocuri video
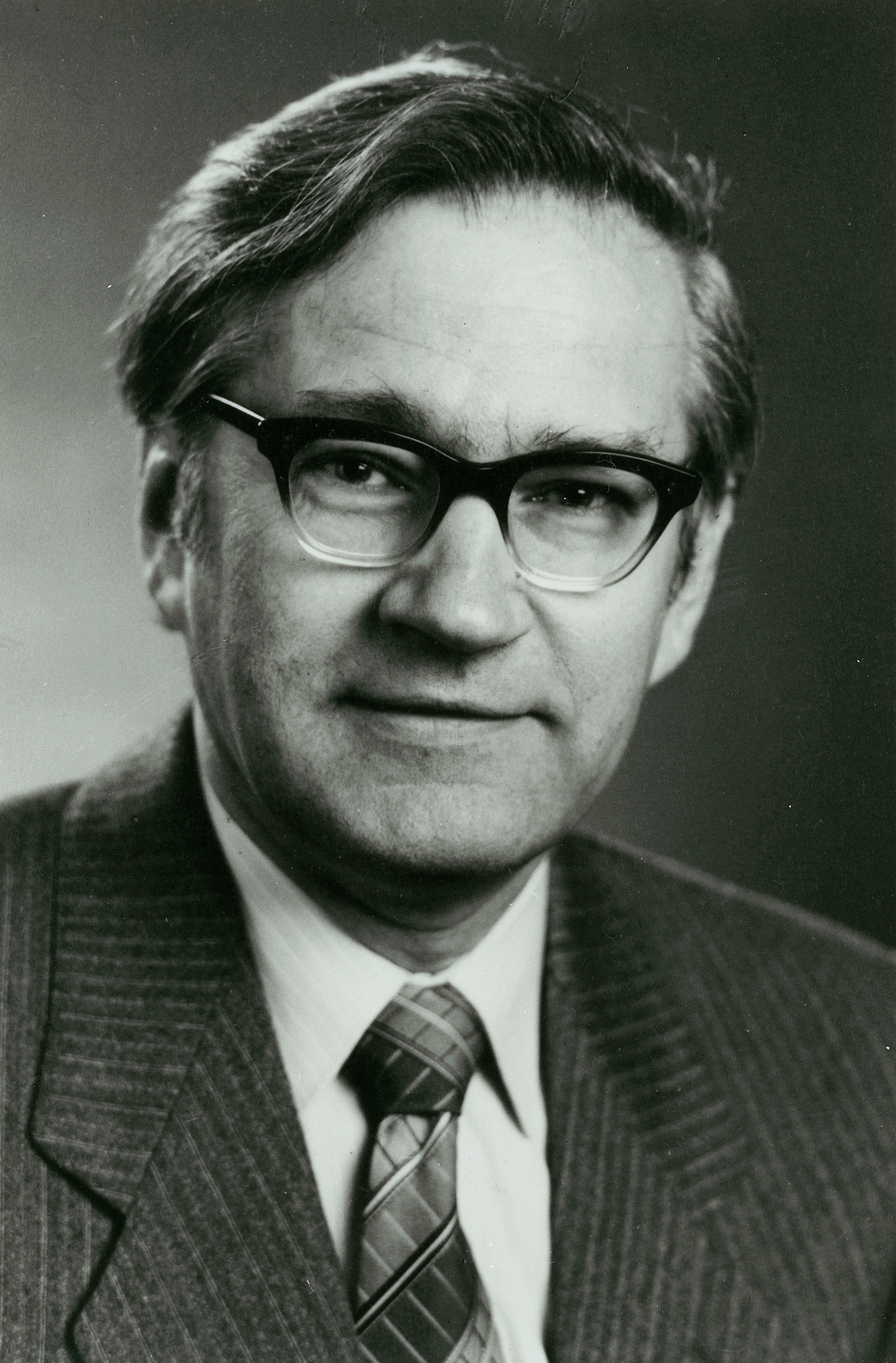
4 iunie: Richard Robert Ernst, chimist elvețian, laureat al Premiului Nobel pentru chimie
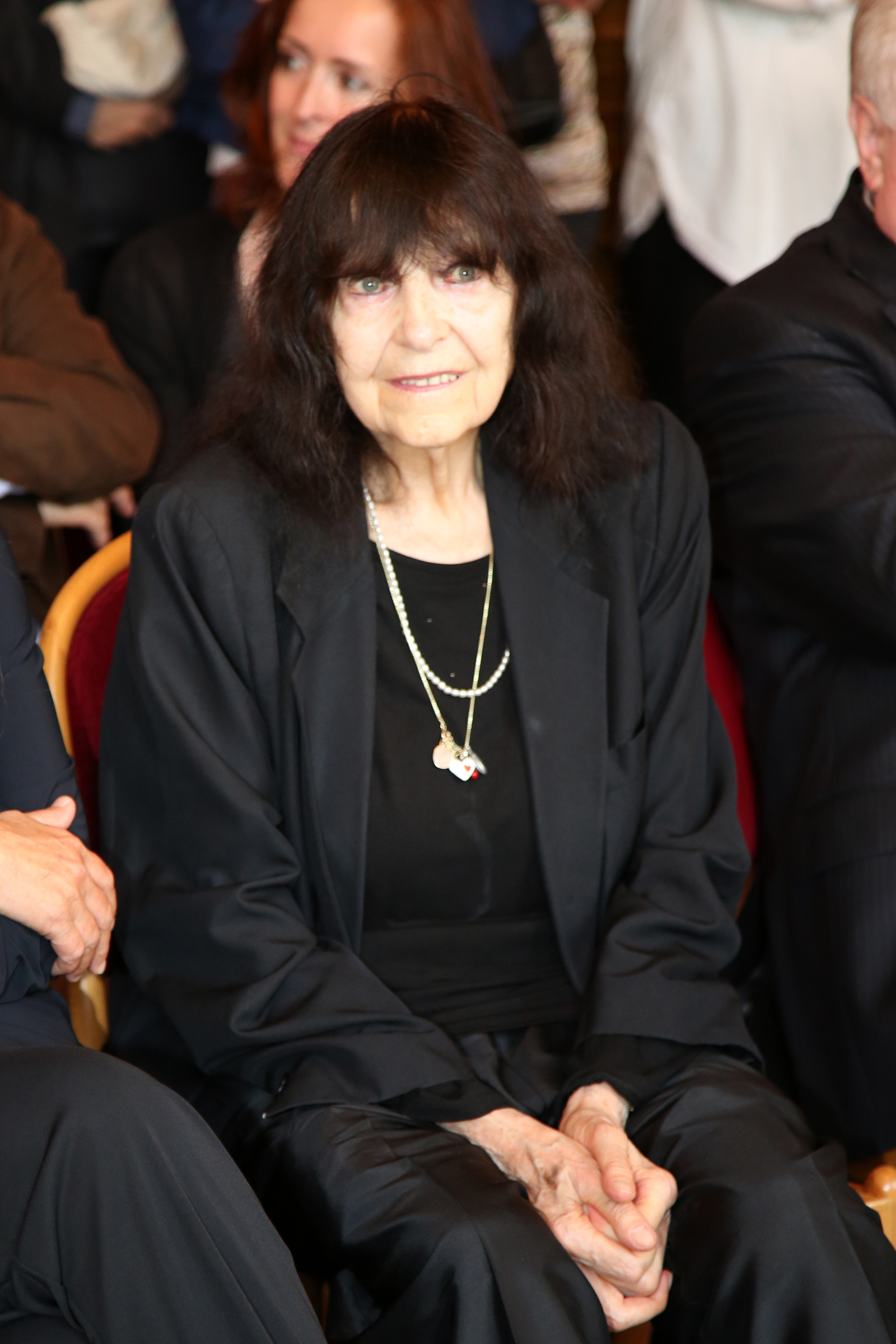
4 iunie: Friederike Mayröcker, poetă, dramaturgă și romancieră austriacă
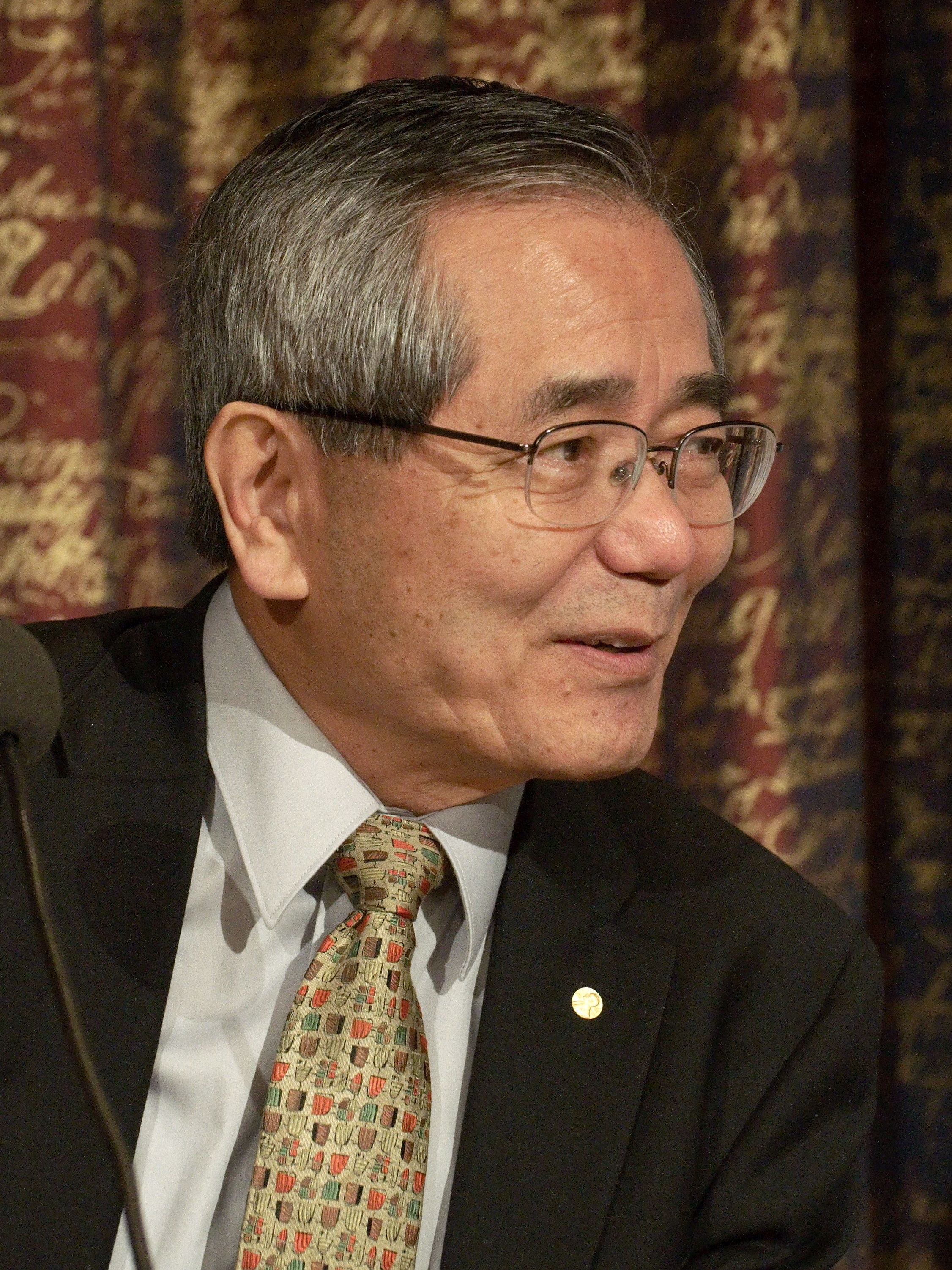
6 iunie: Ei-ichi Negishi, chimist japonez, laureat al Premiului Nobel pentru chimie
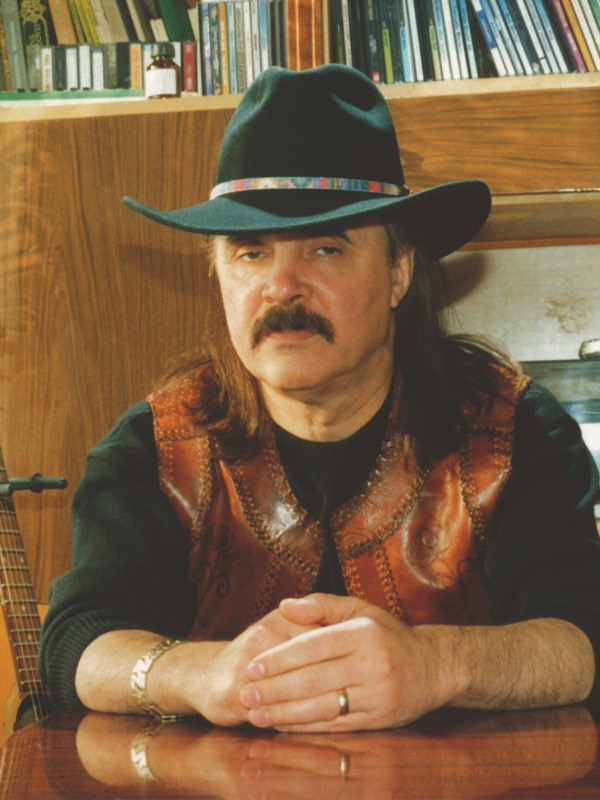
7 iunie: Iurie Sadovnic, muzician și cântăreț de muzică ușoară și folk din Republica Moldova
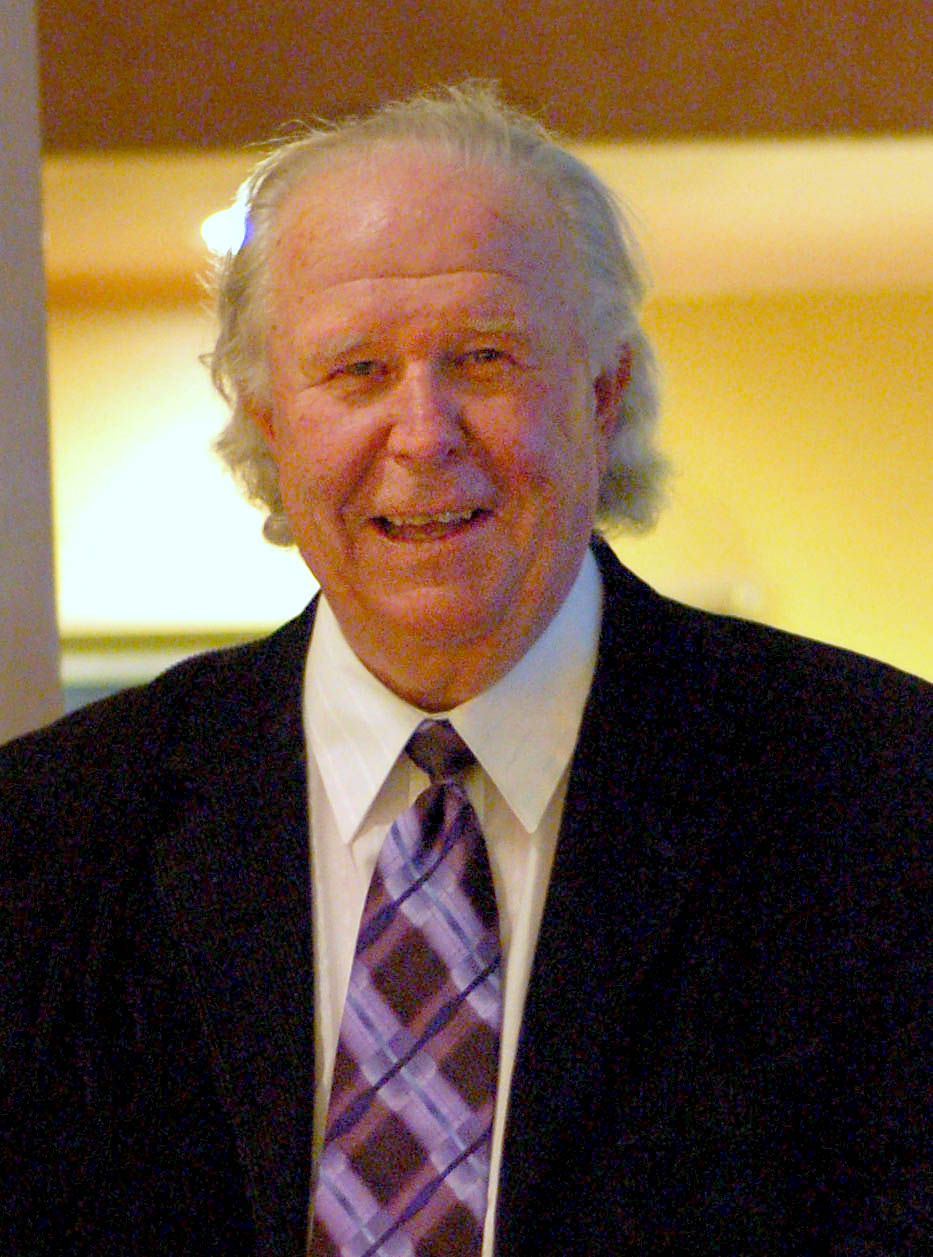
13 iunie: Ned Beatty, actor american de film
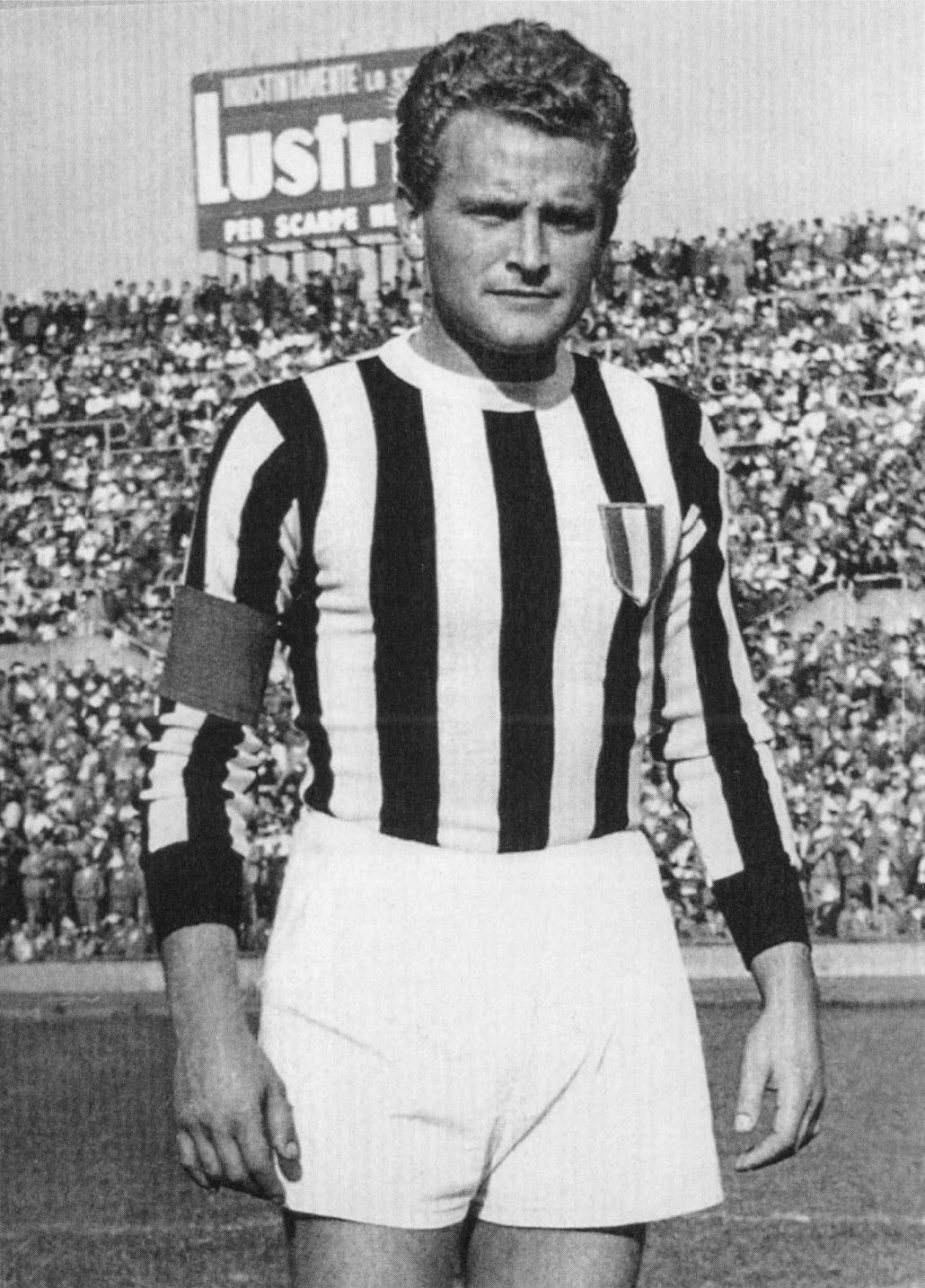
18 iunie: Giampiero Boniperti, fotbalist și politician italian, președinte al clubului Juventus Torino, membru al Parlamentului European
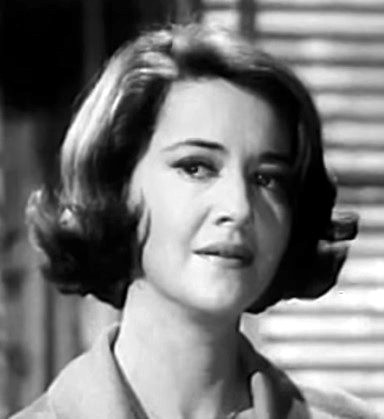
20 iunie: Joanne Linville, actriță americană
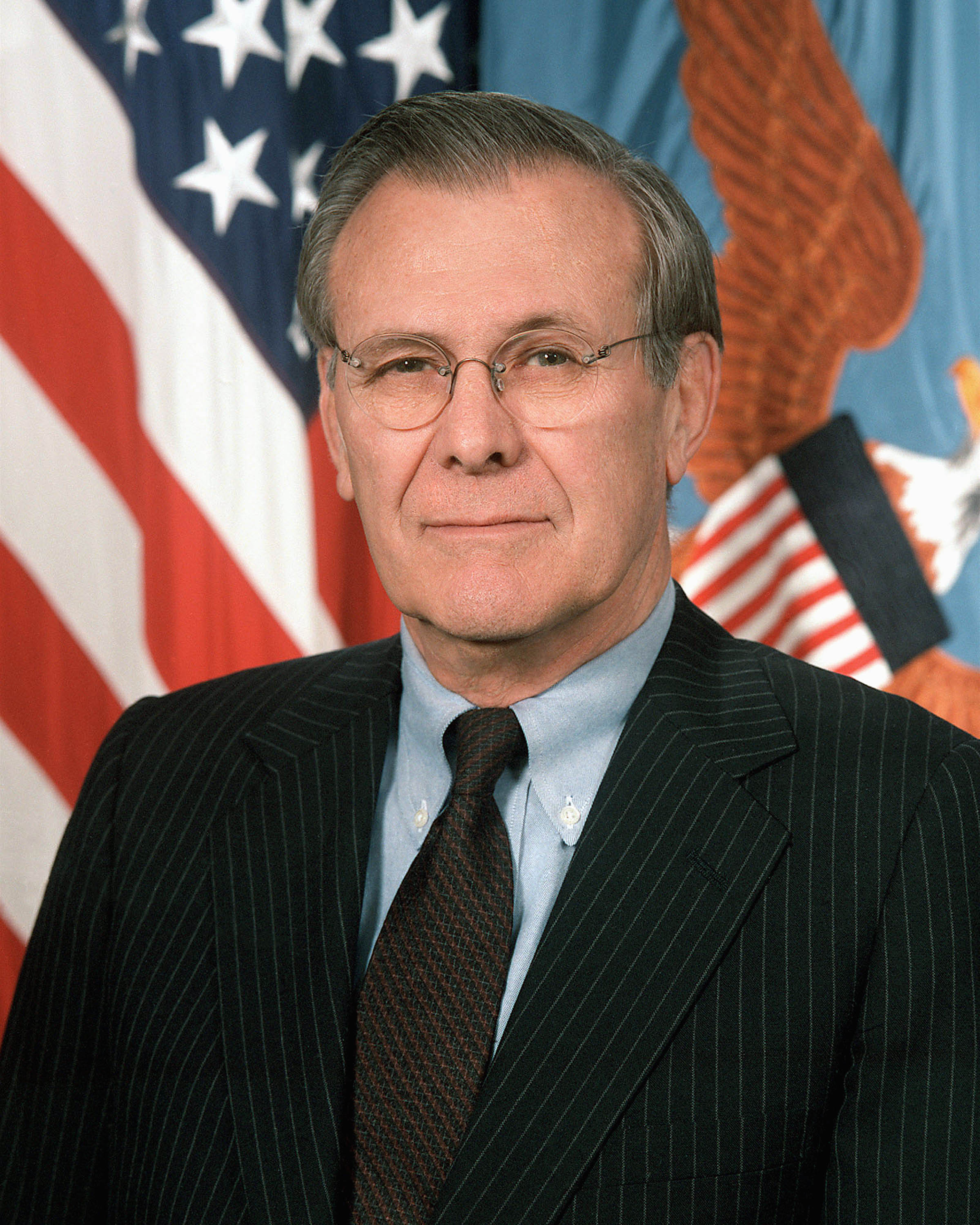
29 iunie: Donald Rumsfeld, politician american, Secretarul Apărării Americane
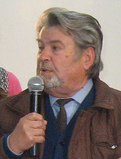
3 iulie: Ion Ciocanu, critic literar, filolog, pedagog, scriitor român din Republica Moldova
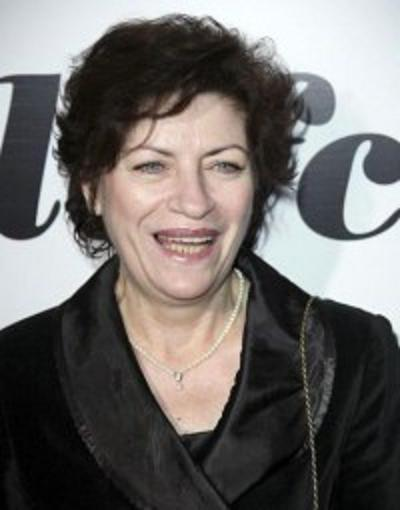
4 iulie: Luminița Gheorghiu, actriță română
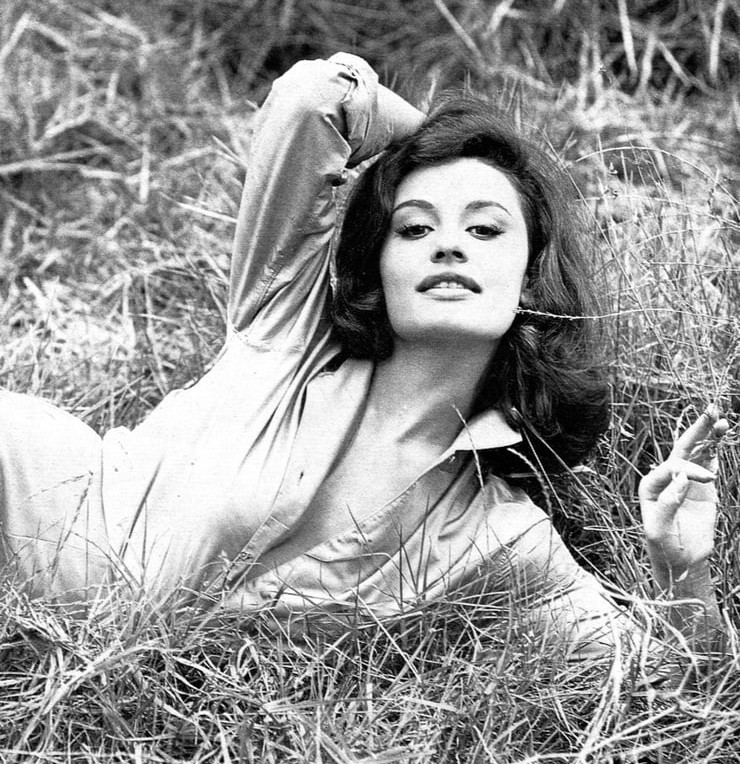
5 iulie: Raffaella Carrà, cântăreață, dansatoare, prezentatoare de televiziune, și actriță italiană
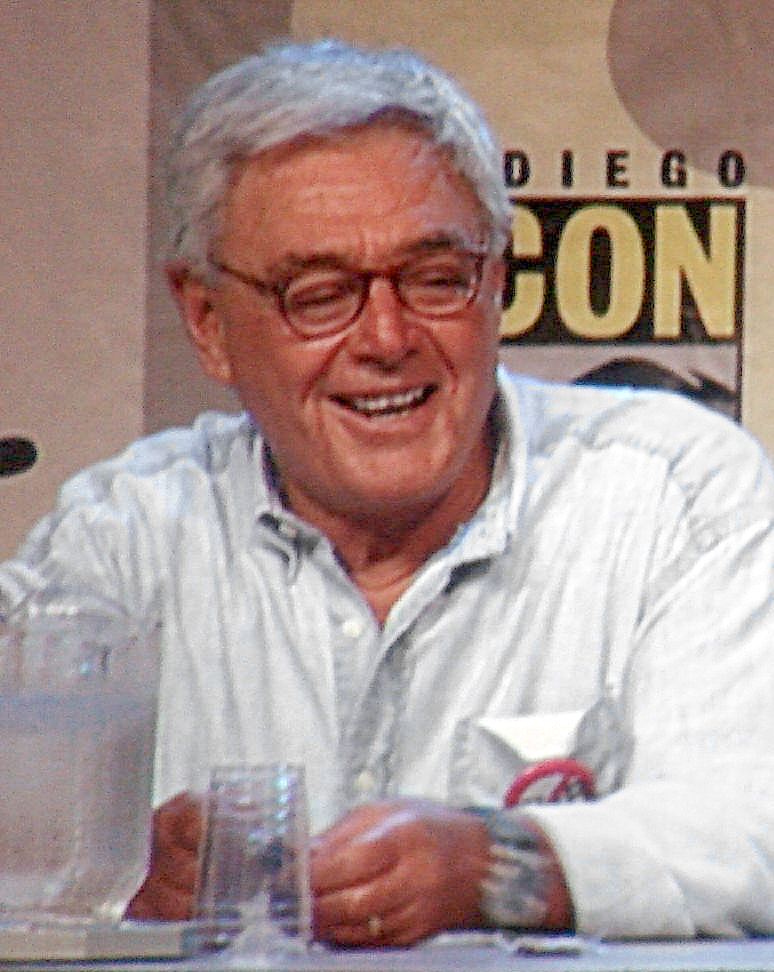
5 iulie: Richard Donner, regizor și producător de film american
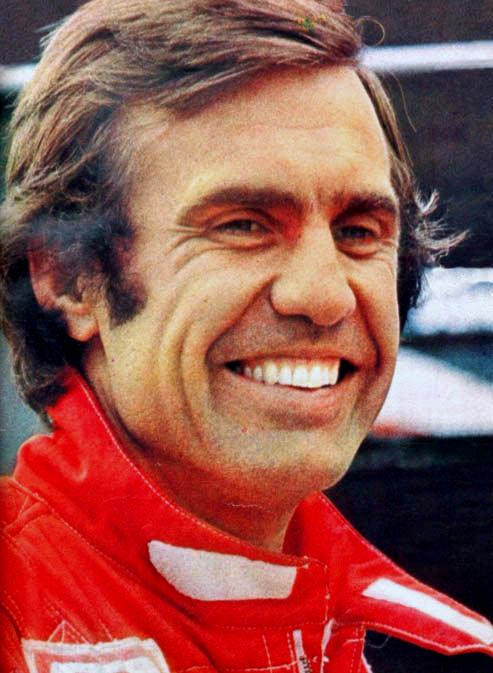
7 iulie: Carlos Reutemann, pilot de Formula 1 și politician argentinian
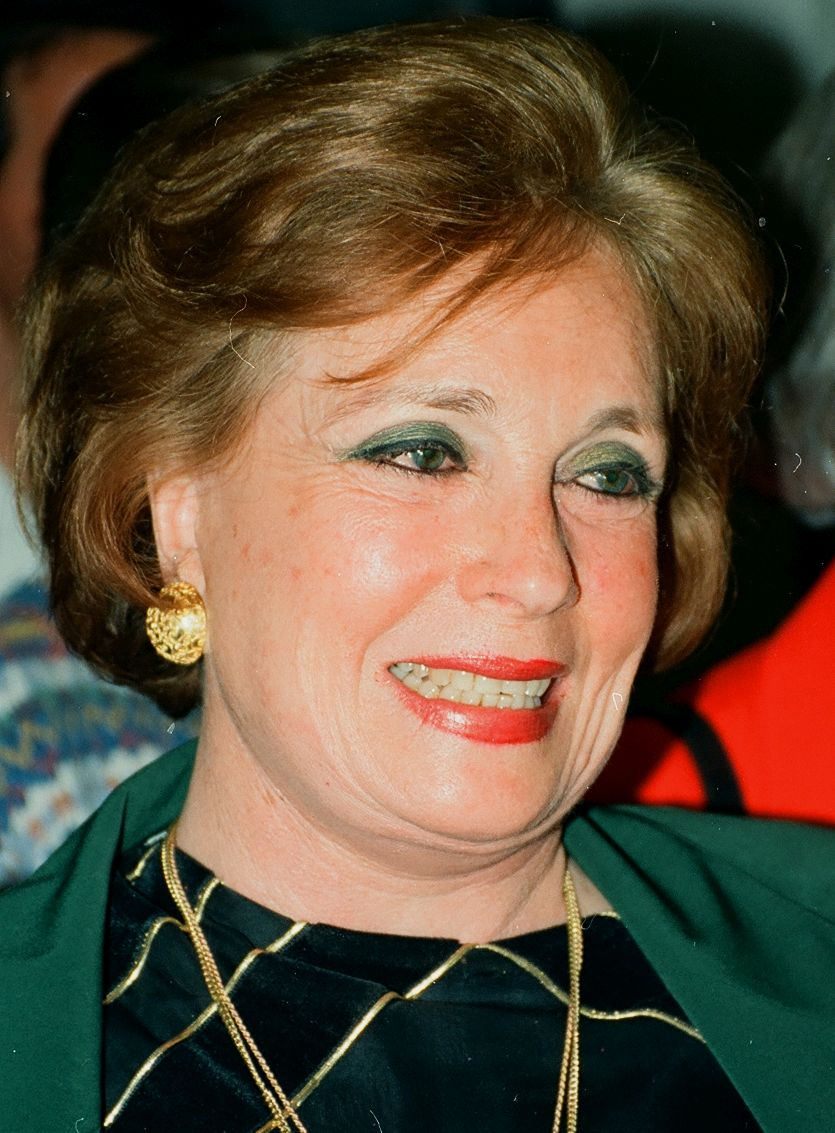
9 iulie: Jehan Sadat, activistă egipteană pentru drepturile omului, primă doamnă a Egiptului
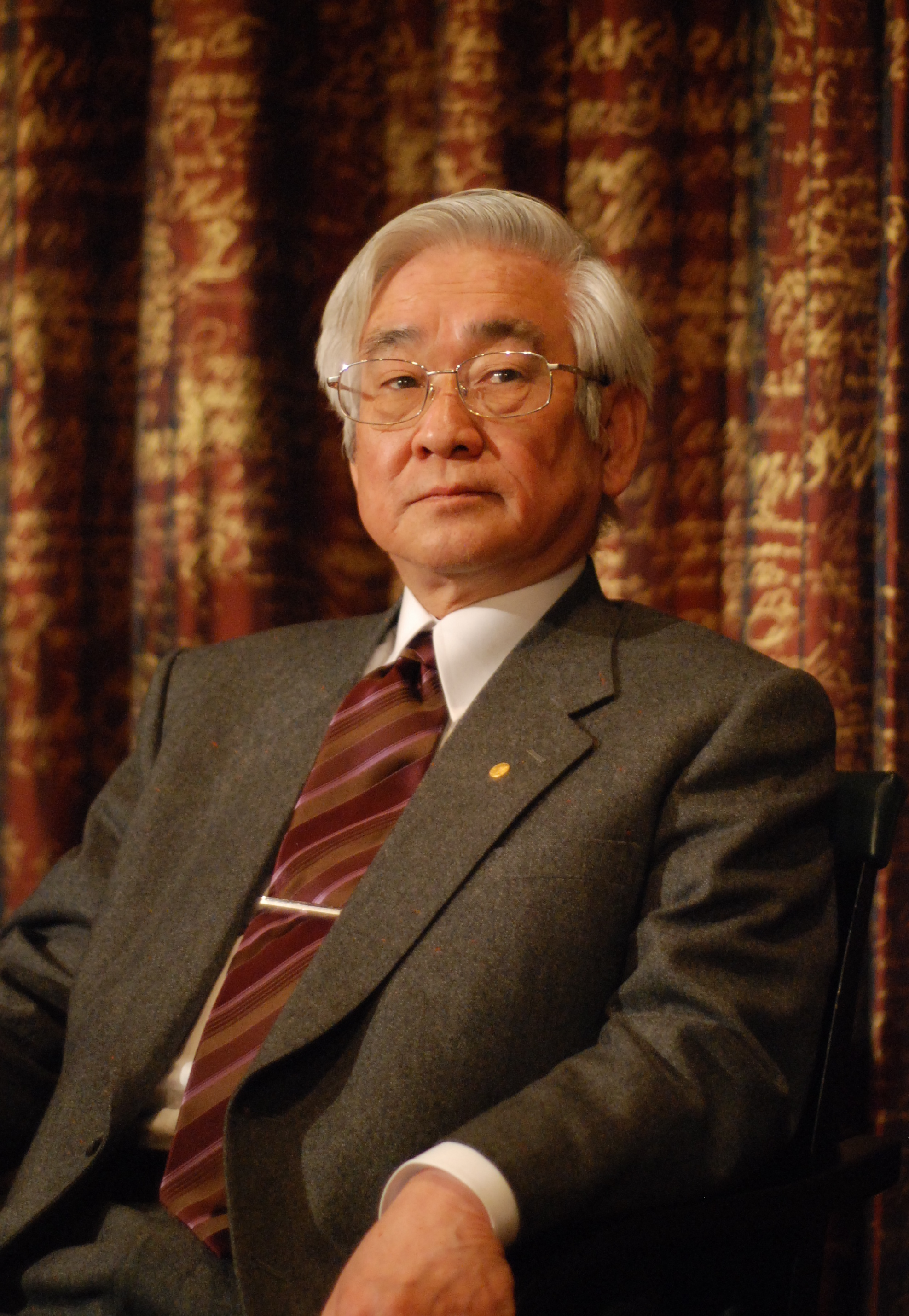
23 iulie: Toshihide Maskawa, fizician japonez, laureat al Premiului Nobel
23 iulie: Steven Weinberg, fizician american, laureat al Premiului Nobel
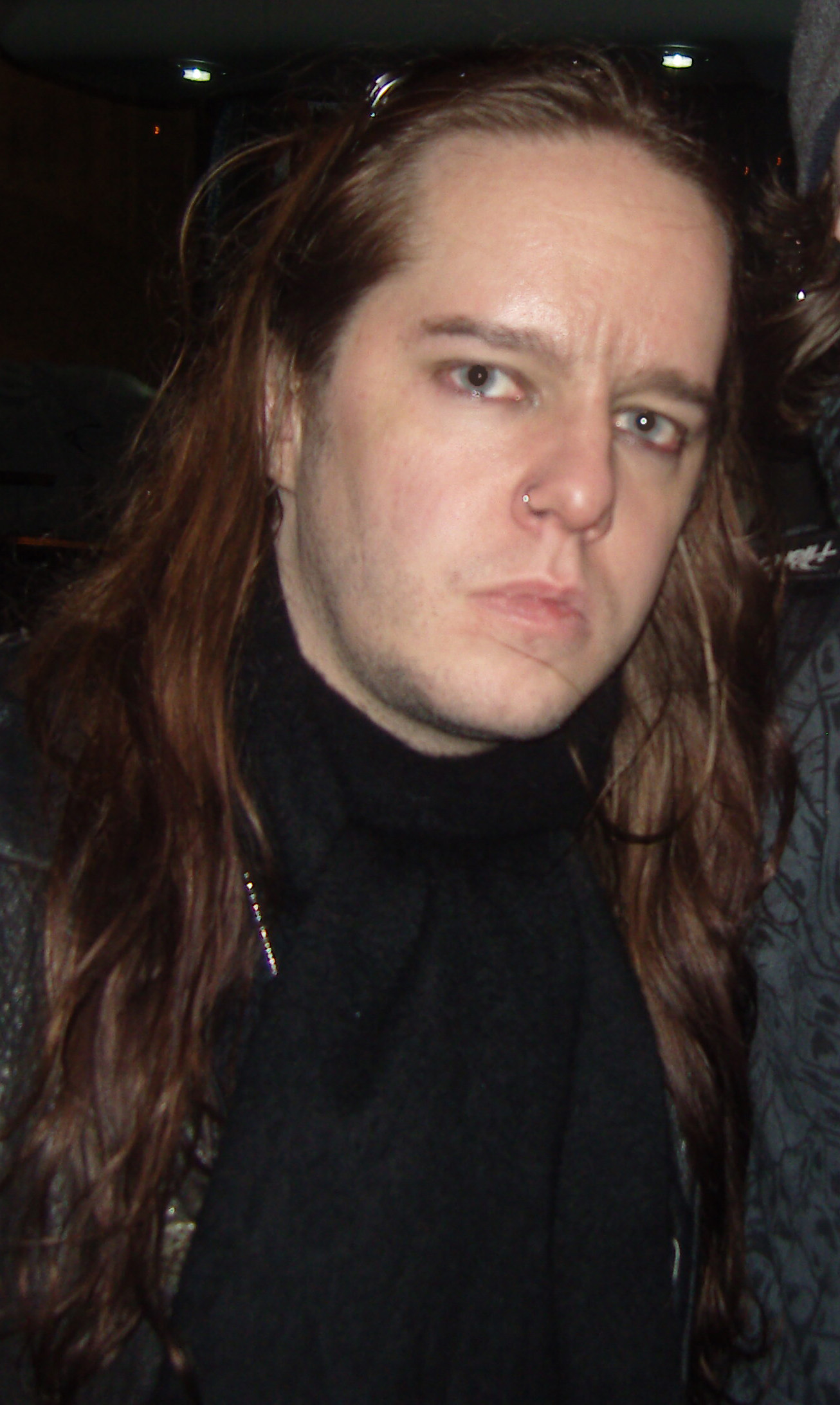
26 iulie: Joey Jordison, muzician, compozitor și producător muzical american (Slipknot)
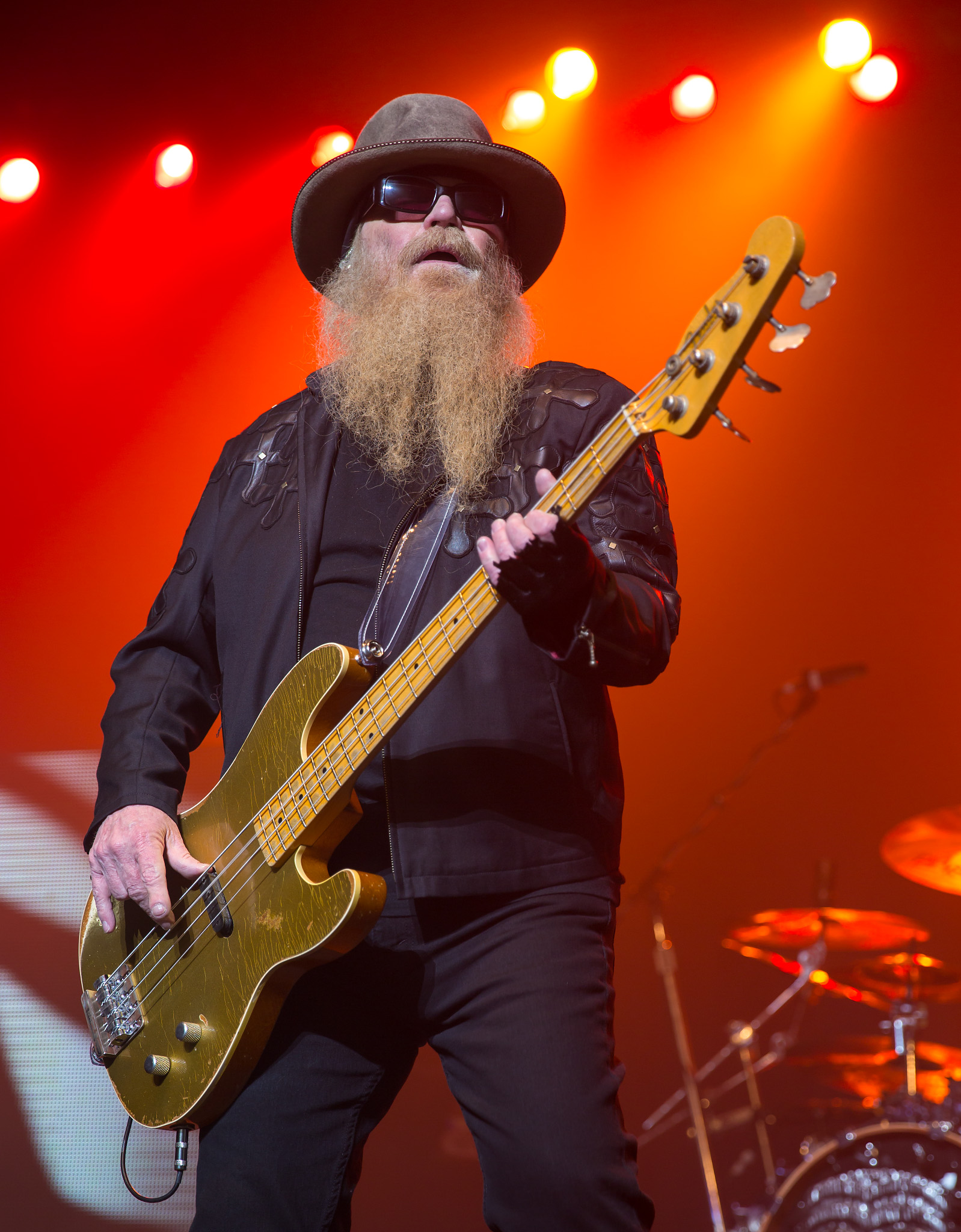
27 iulie: Dusty Hill, muzician american (ZZ Top)
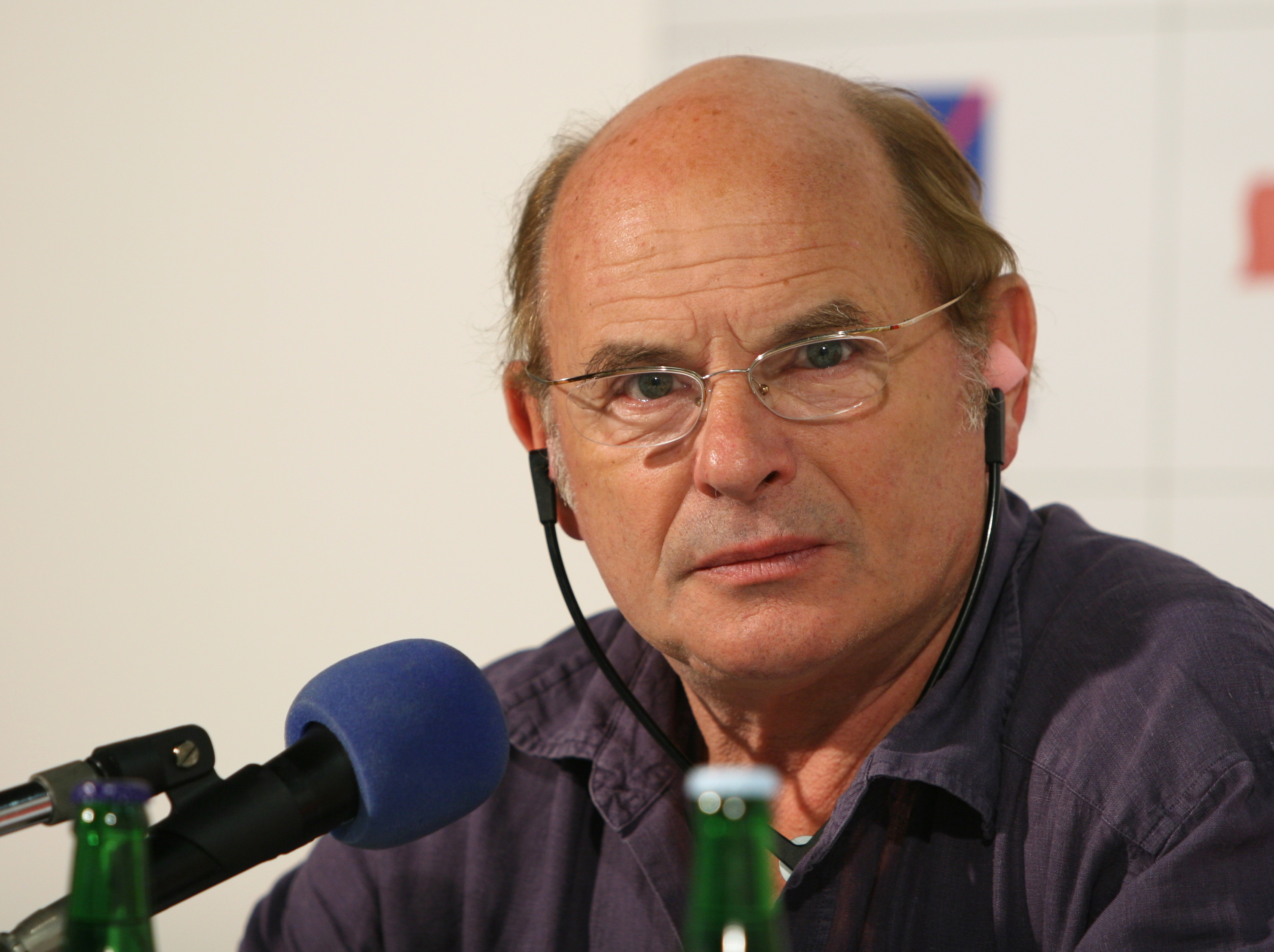
27 iulie: Jean-François Stévenin, actor, regizor și scenarist francez
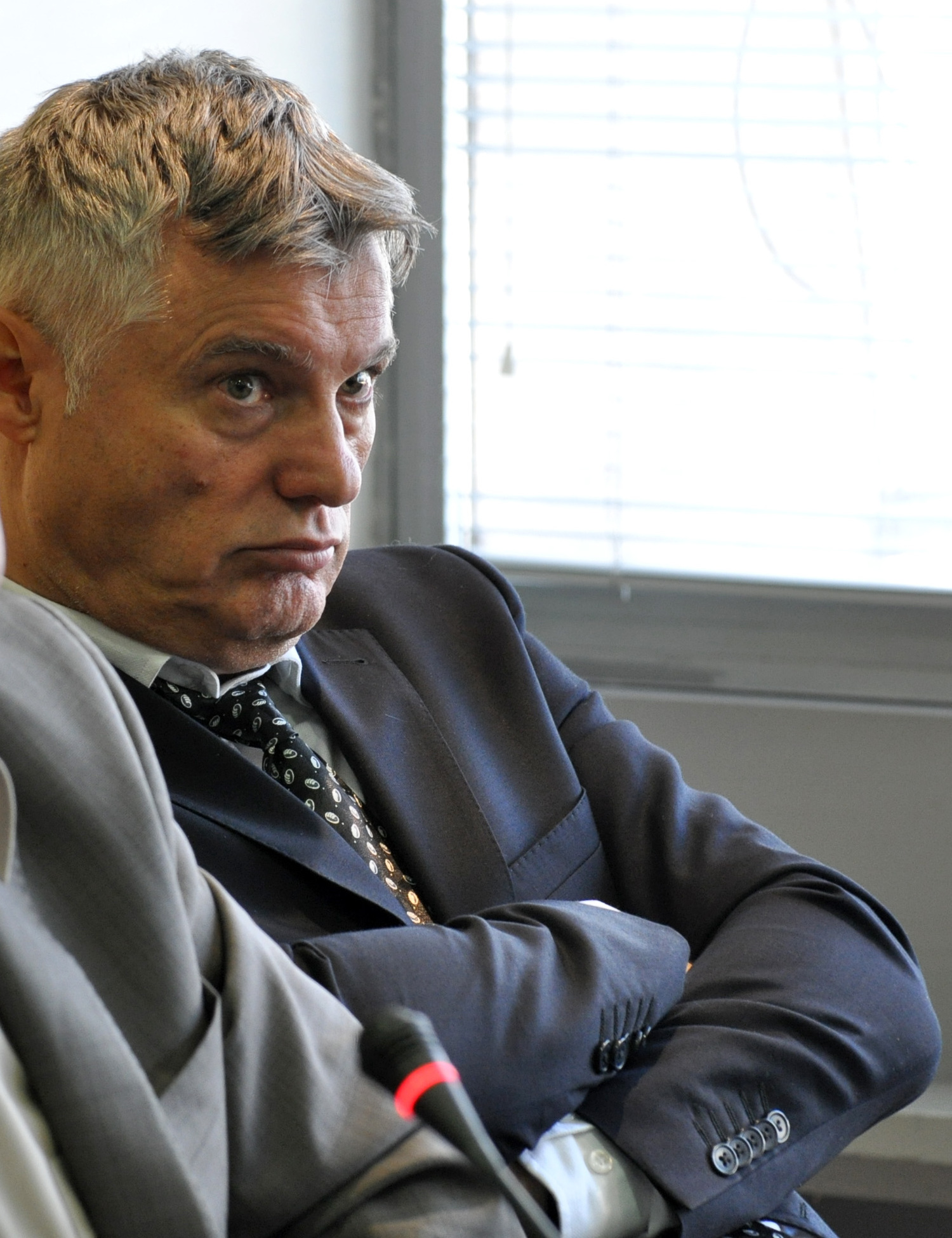
4 august: Miroslav Lazanski, diplomat, jurnalist, analist militar și politician sârb
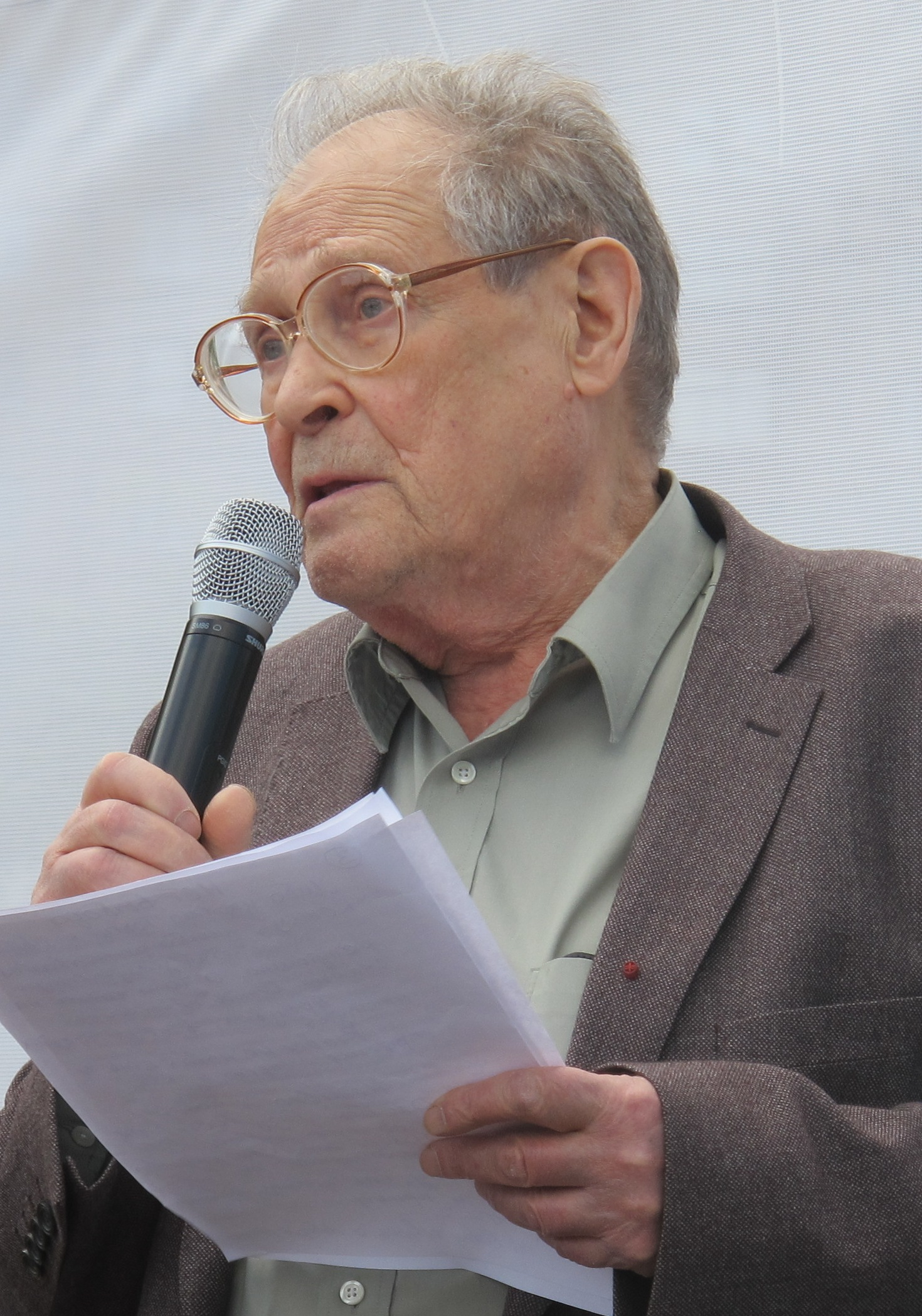
9 august: Serghei Adamovici Kovaliov, activist și politician rus
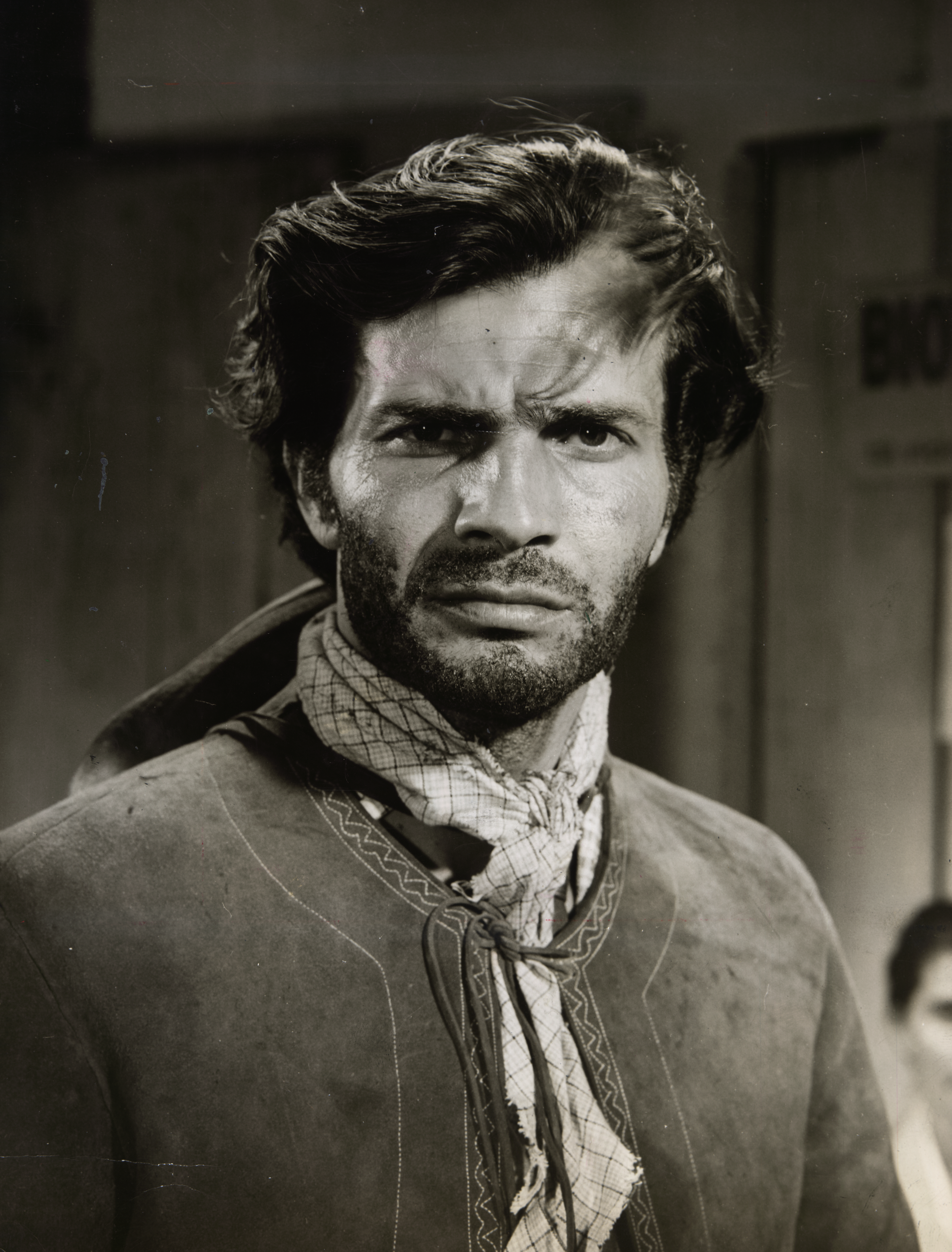
12 august: Tarcísio Meira, actor brazilian
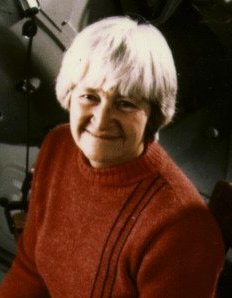
13 august: Carolyn S. Shoemaker, astronomă americană, co-descoperitoarea Cometei Shoemaker–Levy 9
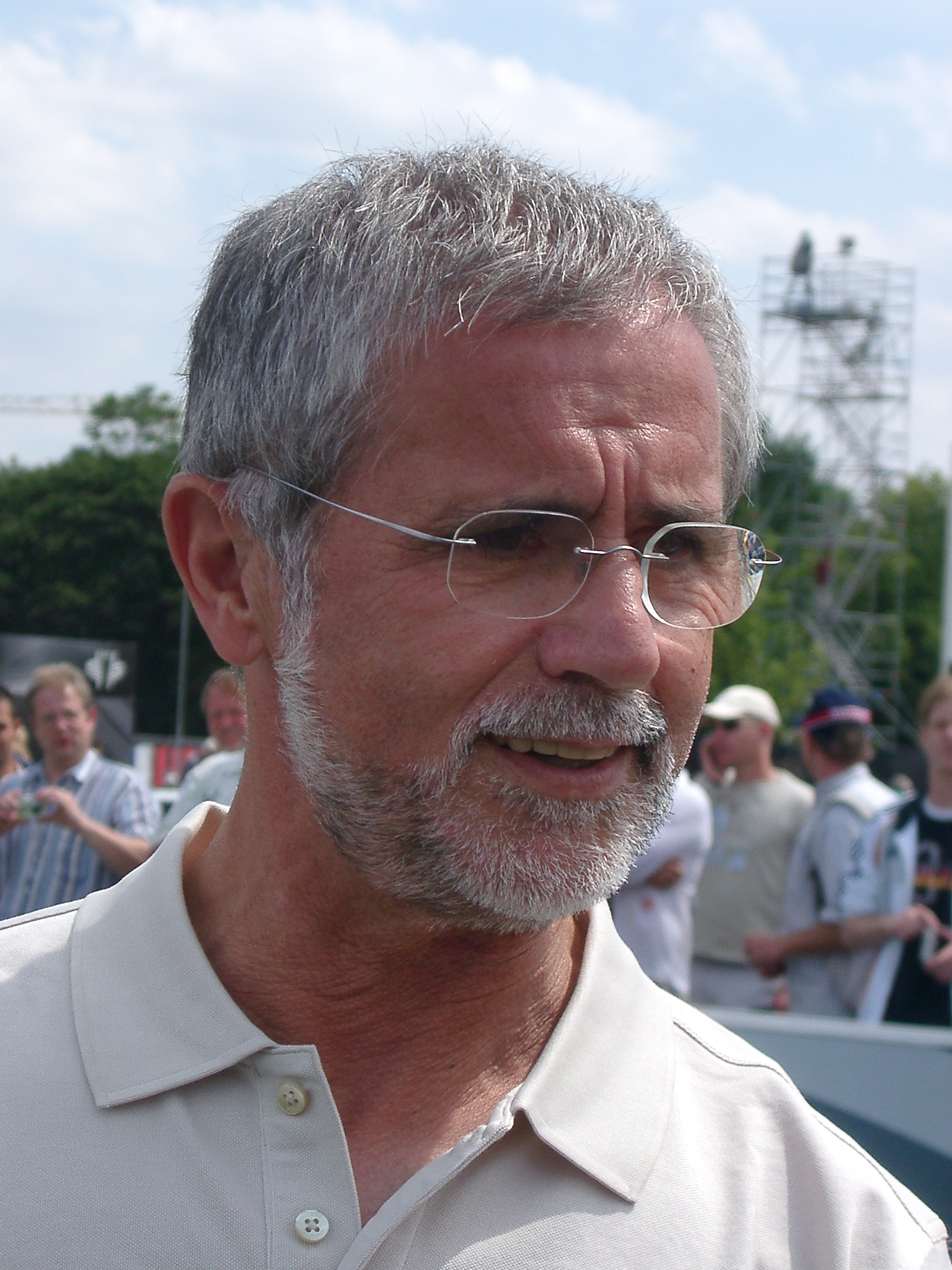
15 august: Gerd Müller, fotbalist german
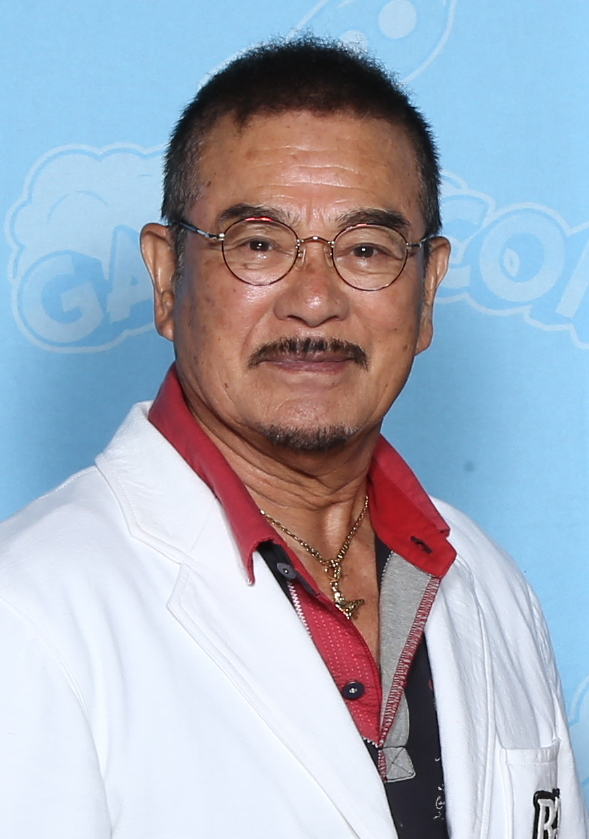
19 august: Sonny Chiba, actor japonez și expert în arte marțiale
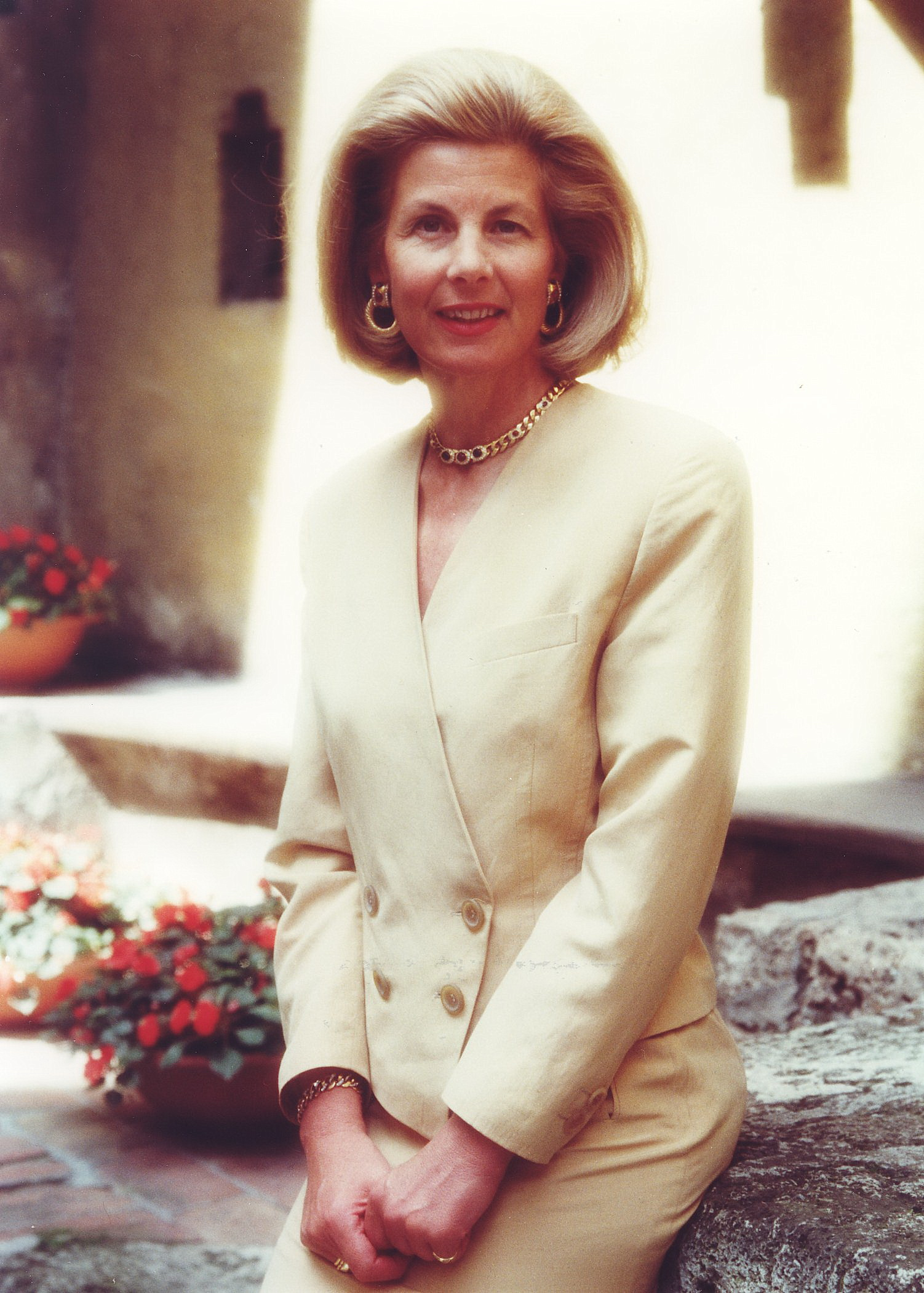
21 august: Marie, Prințesa Liechtensteinului, prințesă consoartă a Liechtenstein, soția prințului Hans Adam al II-lea, Principe de Liechtenstein
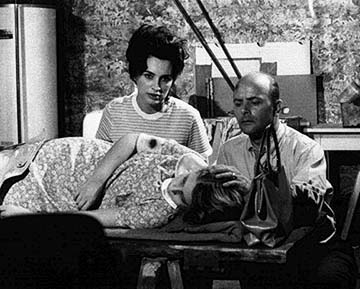
22 august: Marilyn Eastman, actriță americană
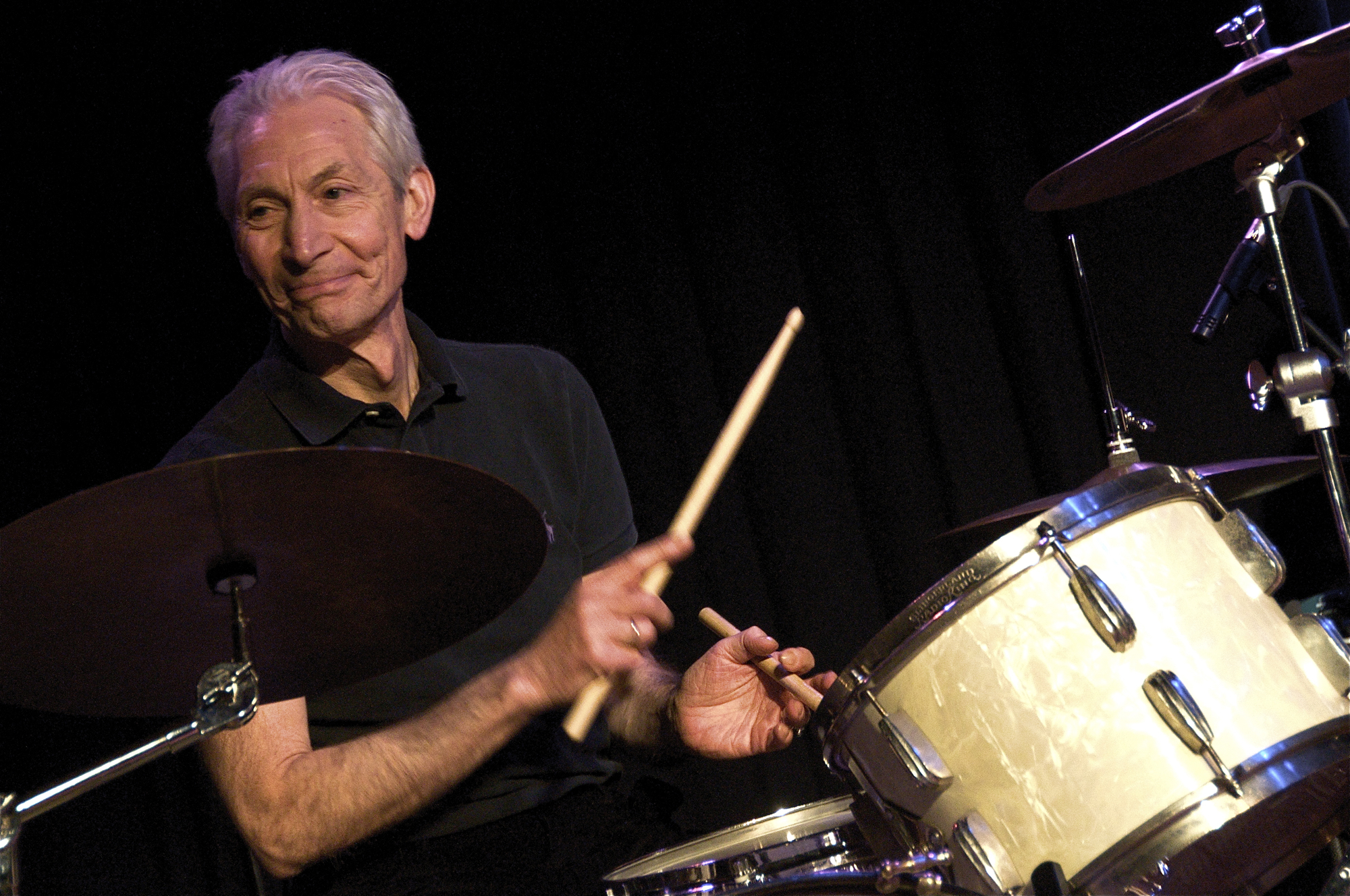
24 august: Charlie Watts, baterist englez (The Rolling Stones)
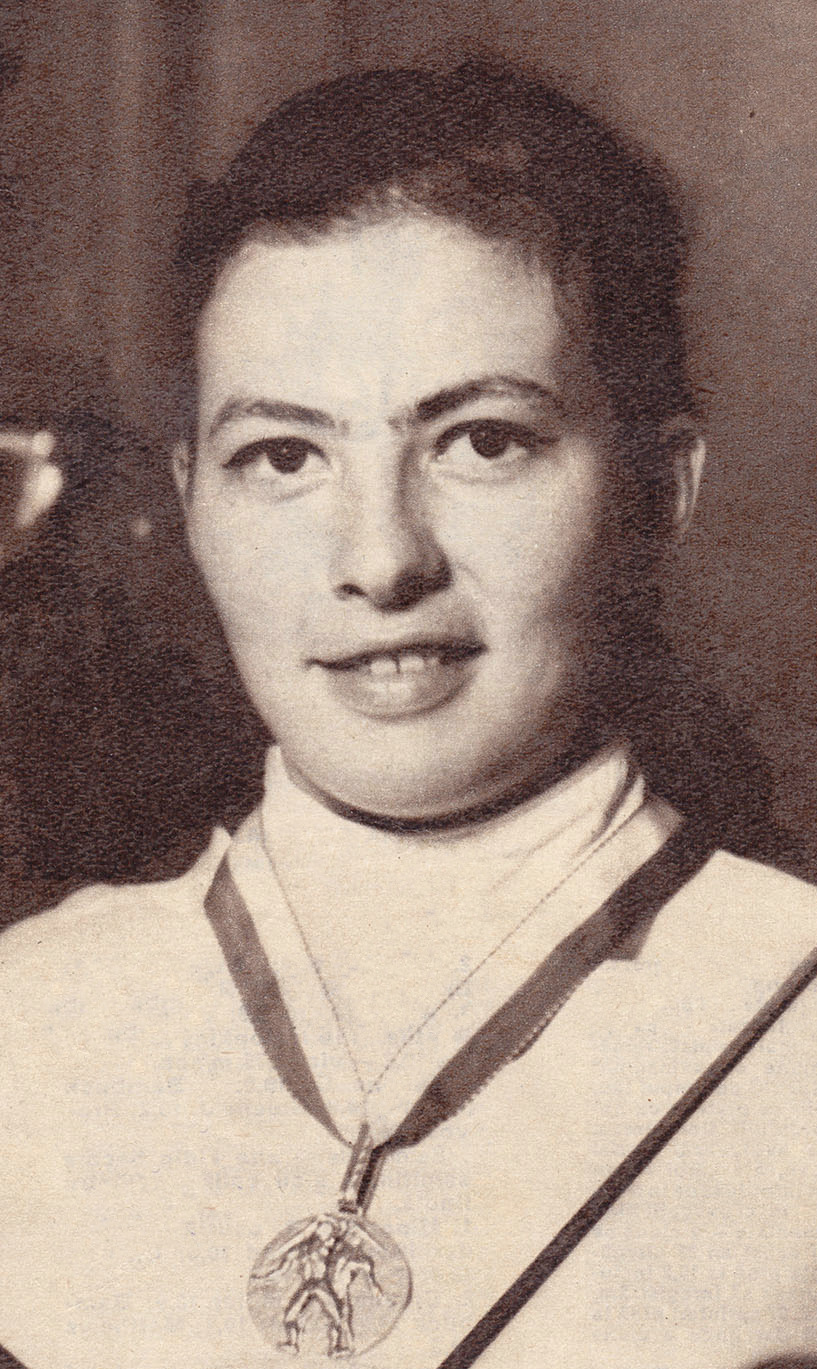
25 august: Ileana Gyulai-Drîmbă, scrimeră română
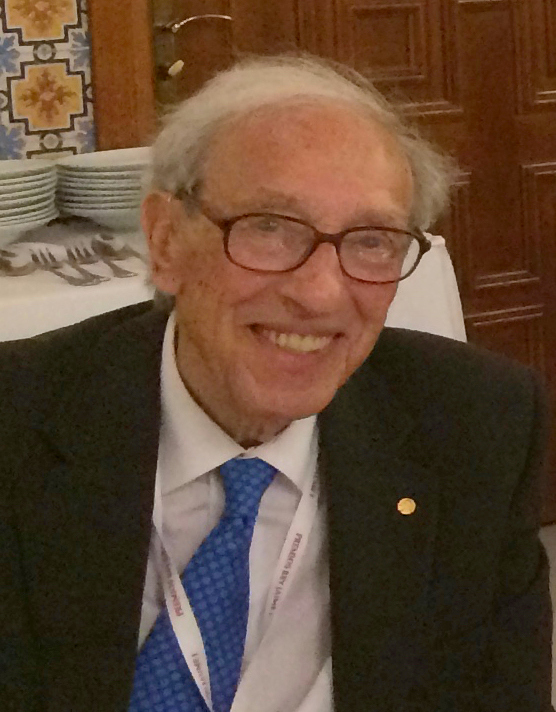
27 august: Edmond H. Fischer, biochimist american, laureat al Premiului Nobel
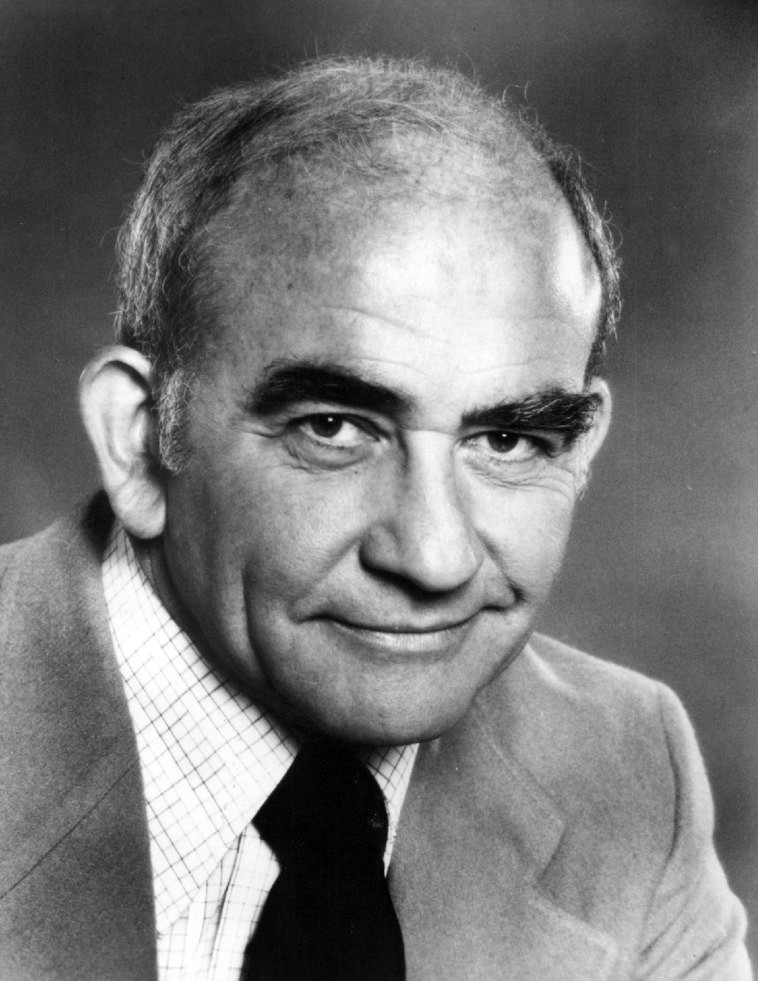
29 august: Ed Asner, actor american de film, televiziune, teatru și voce
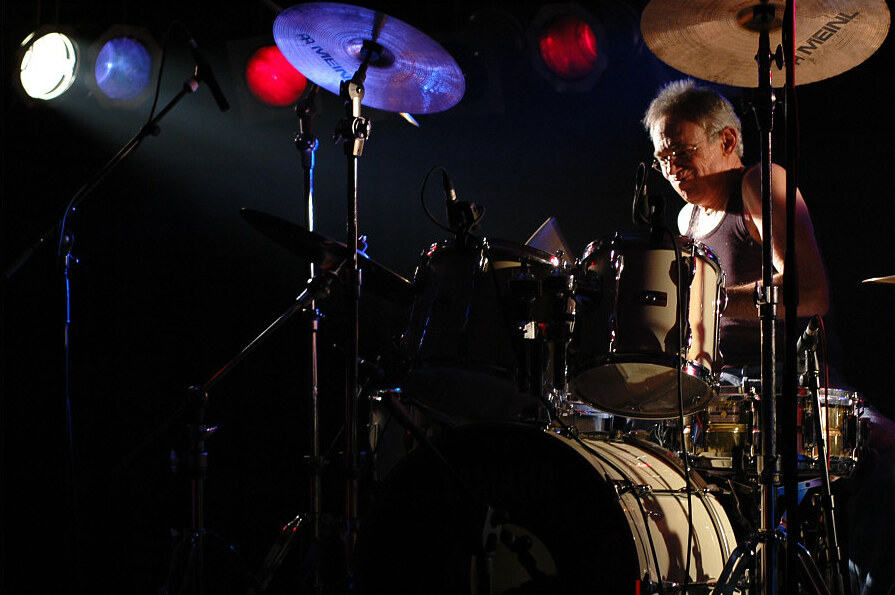
29 august: Ron Bushy, muzician american (Iron Butterfly)
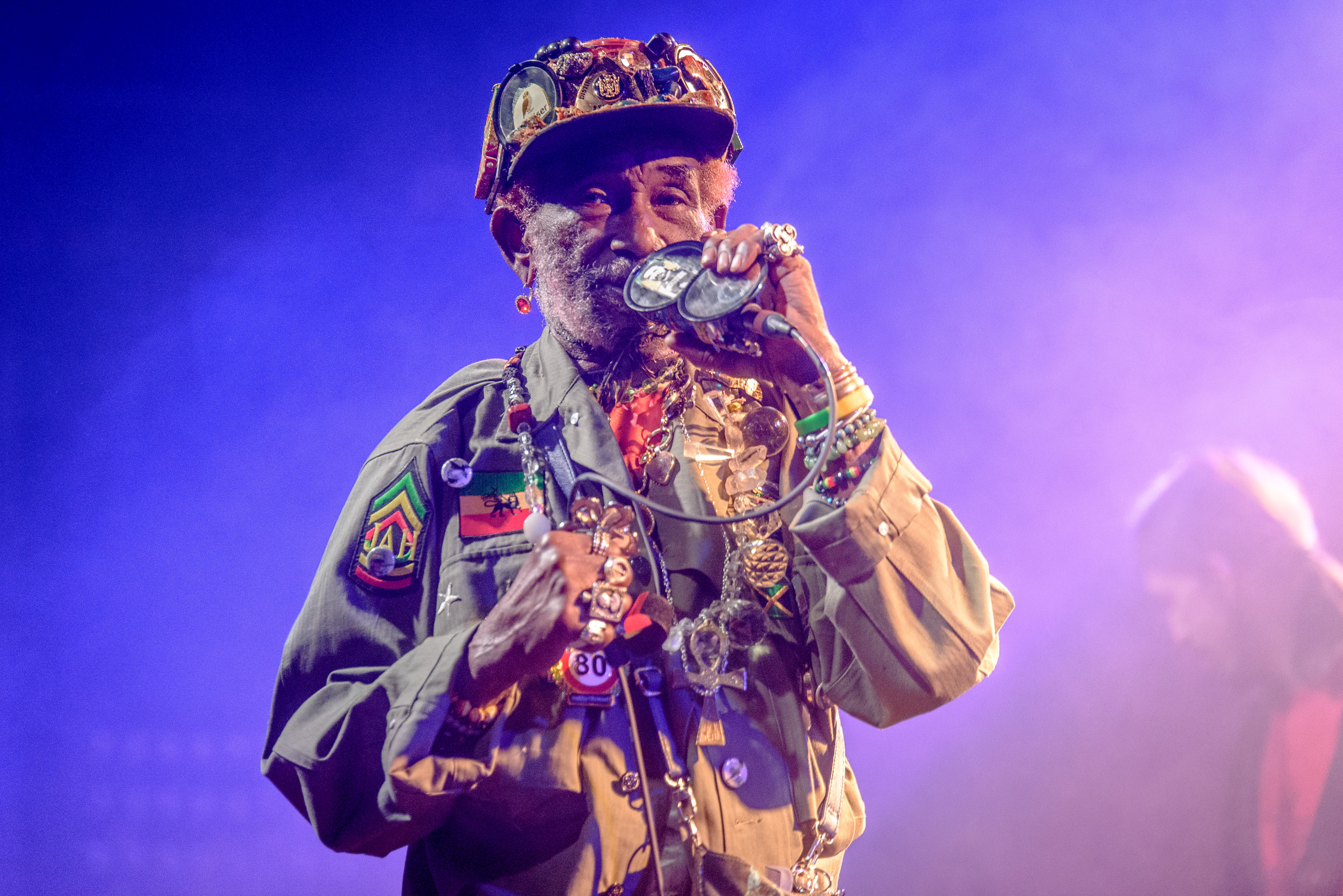
29 august: Lee "Scratch" Perry, muzician, foarte influent în dezvoltarea muzicii reggae și dub în Jamaica
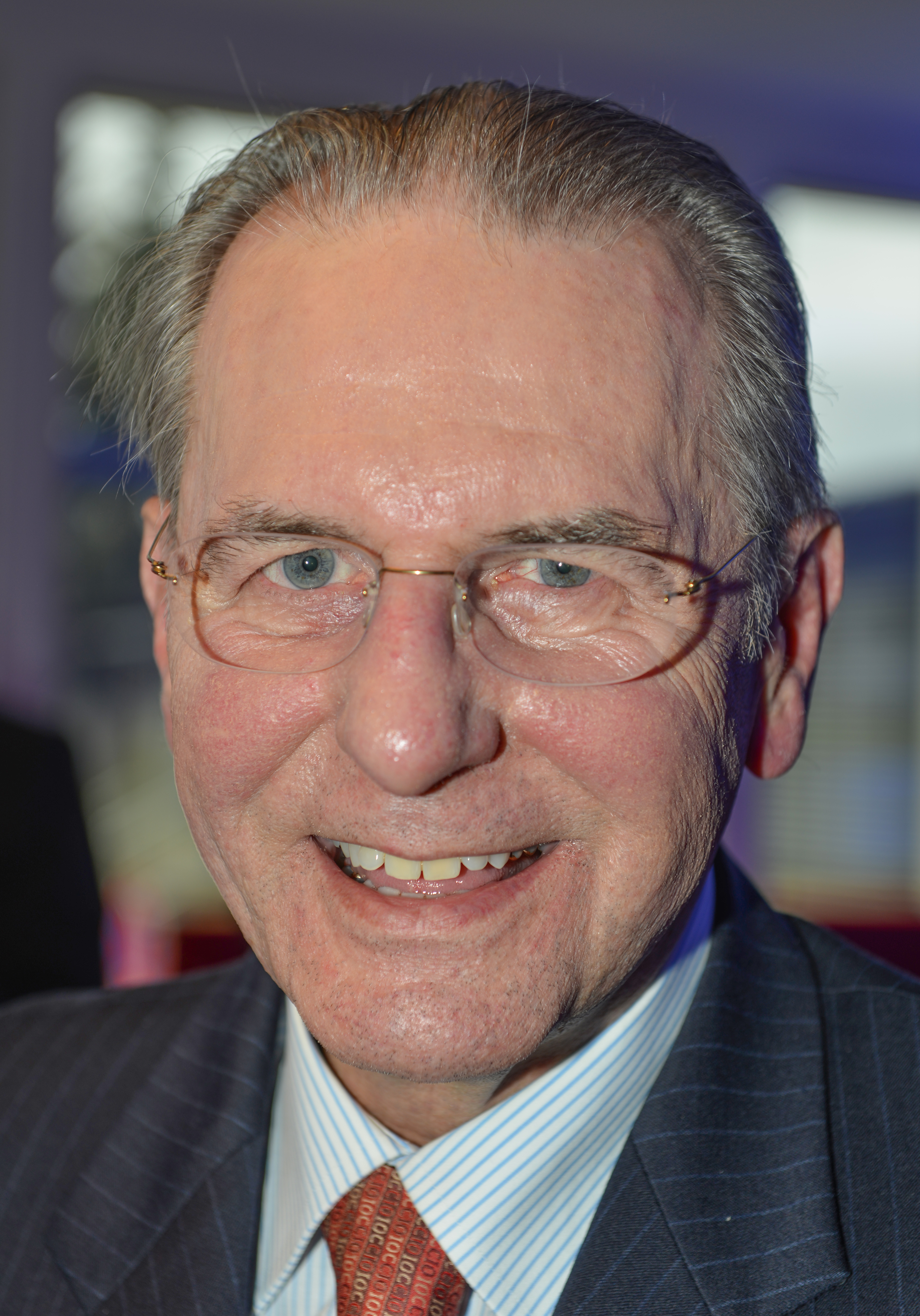
29 august: Jacques Rogge, medic chirurg ortoped belgian, președintele CIO
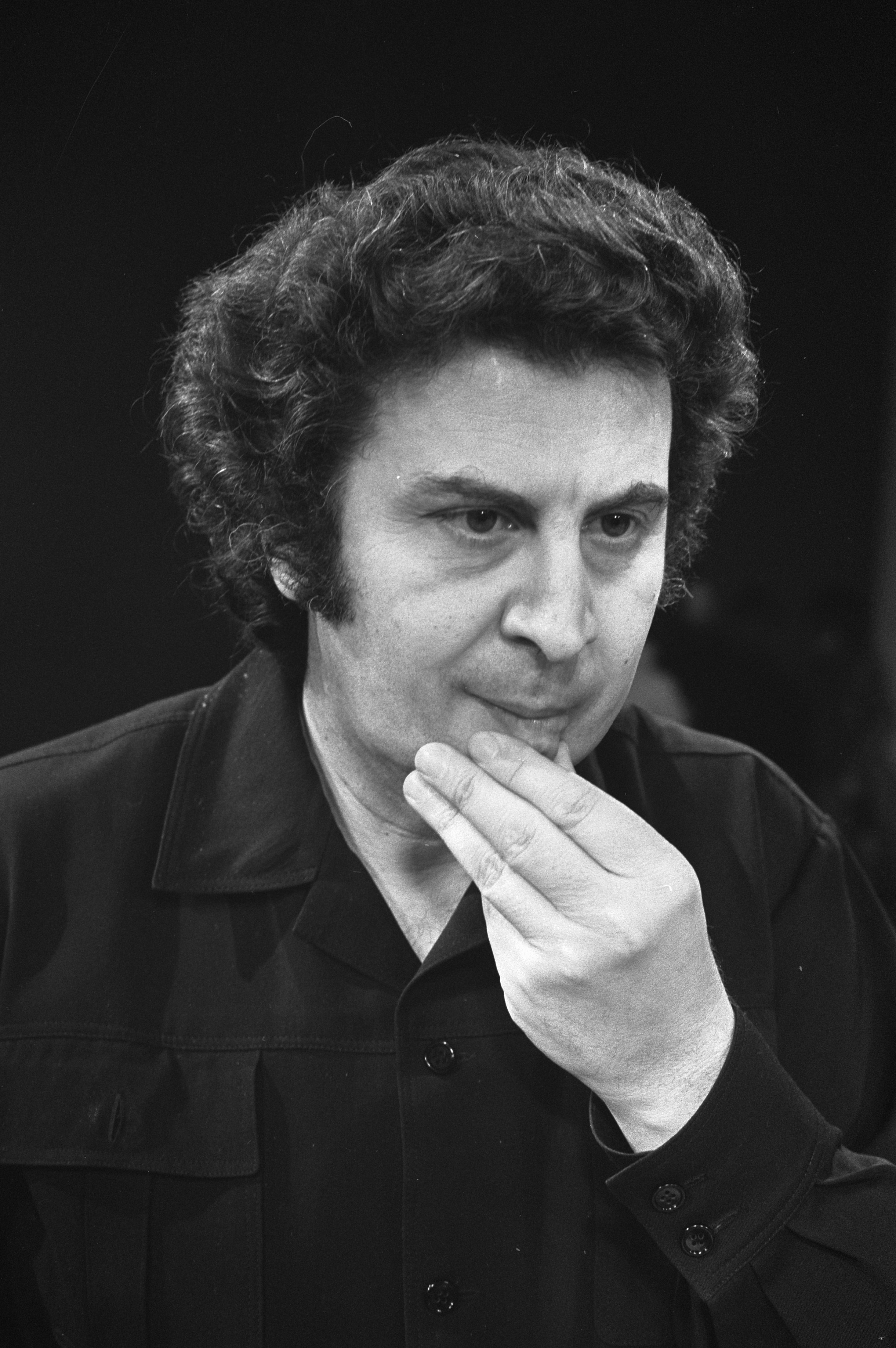
2 septembrie: Mikis Theodorakis, compozitor grec
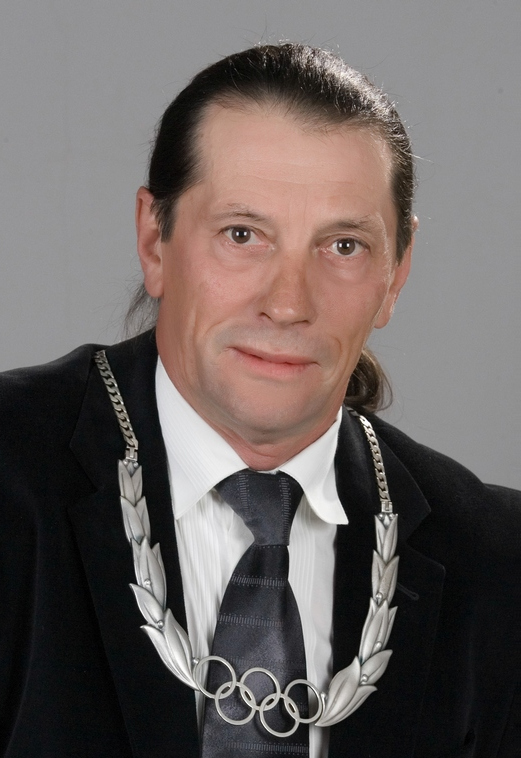
5 septembrie: Ivan Patzaichin, canoist român, campion olimpic
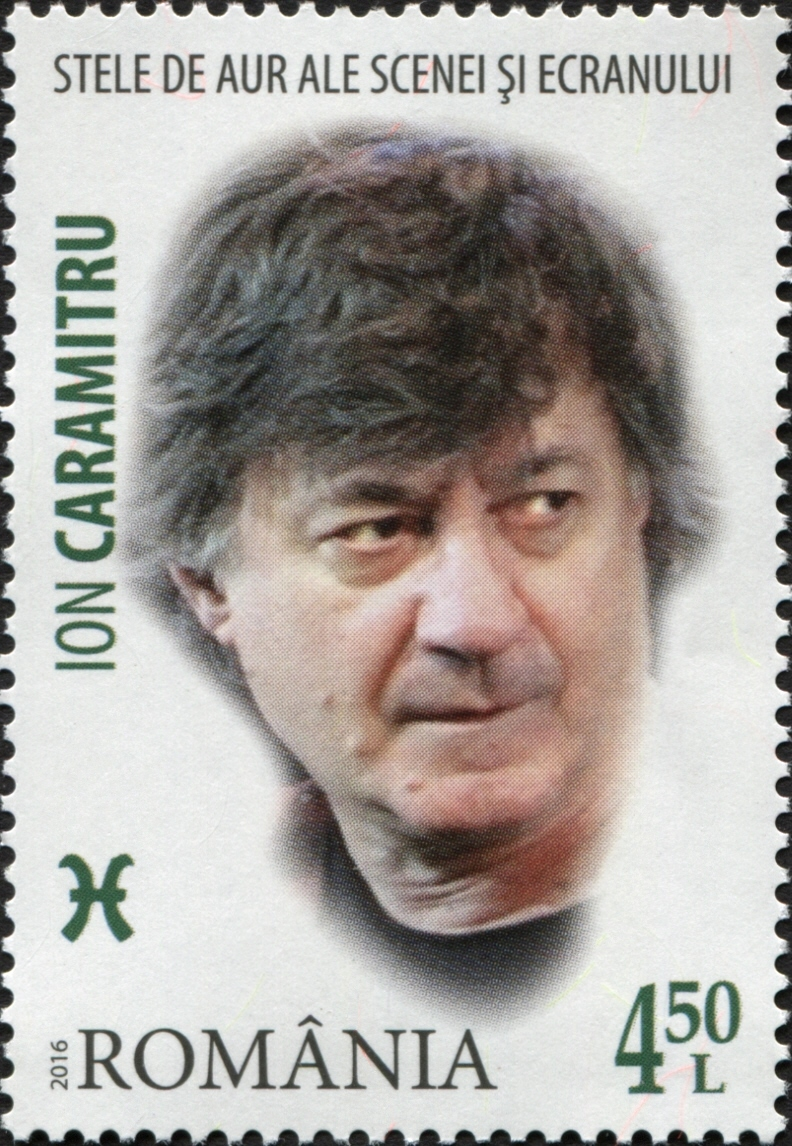
5 septembrie: Ion Caramitru, actor român
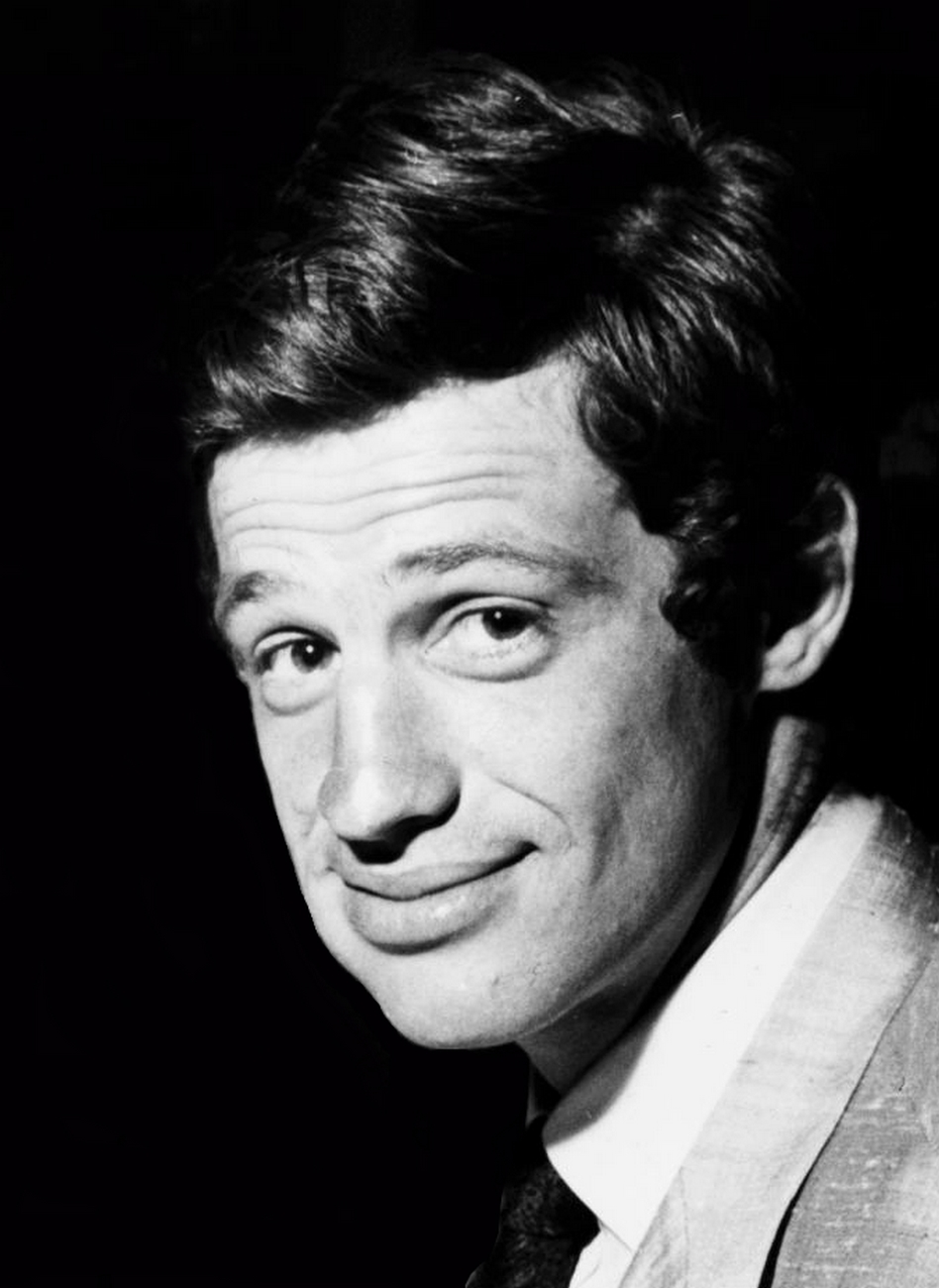
6 septembrie: Jean-Paul Belmondo, actor de film și de teatru, cascador și producător francez
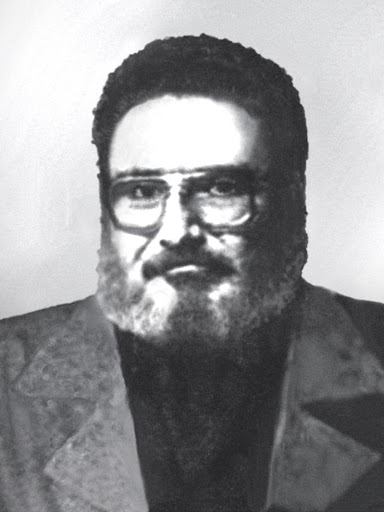
11 septembrie: Abimael Guzmán, luptător revoluționar peruan
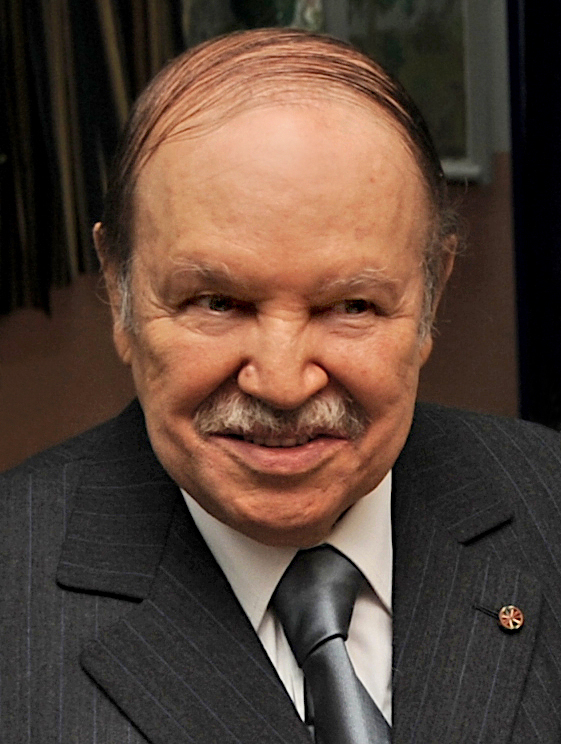
17 septembrie: Abdelaziz Bouteflika, politician algerian, președinte al Republicii Algeria
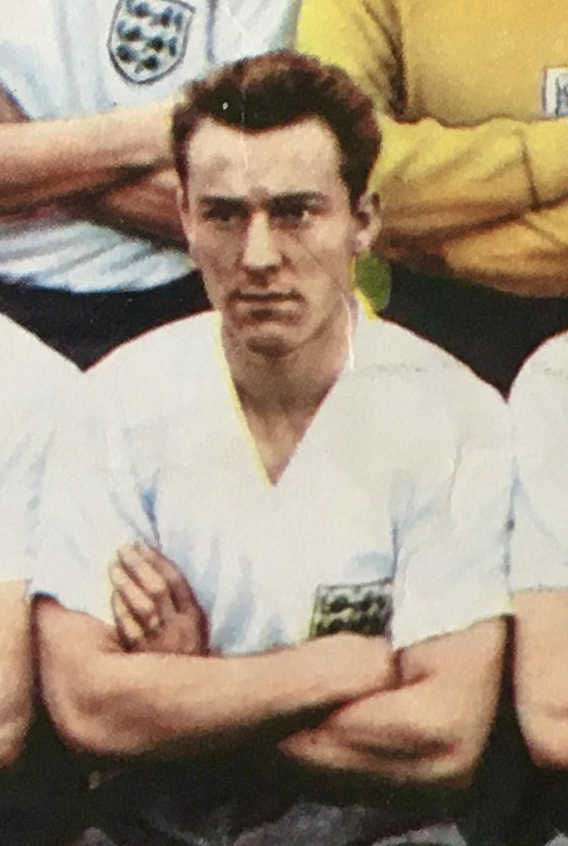
19 septembrie: Jimmy Greaves, jucător englez de fotbal, campion mondial (1966)
24 septembrie: Ion Dobran, aviator militar român, unul din așii aviației de vânătoare române din timpul celui de-Al Doilea Război Mondial
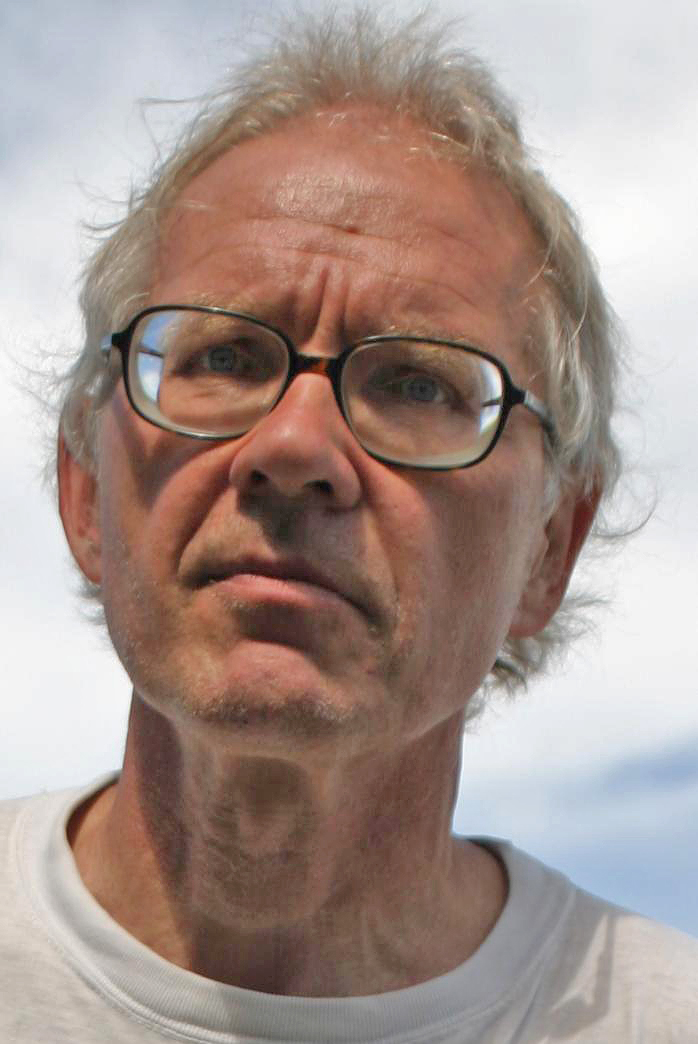
3 octombrie: Lars Vilks, artist suedez
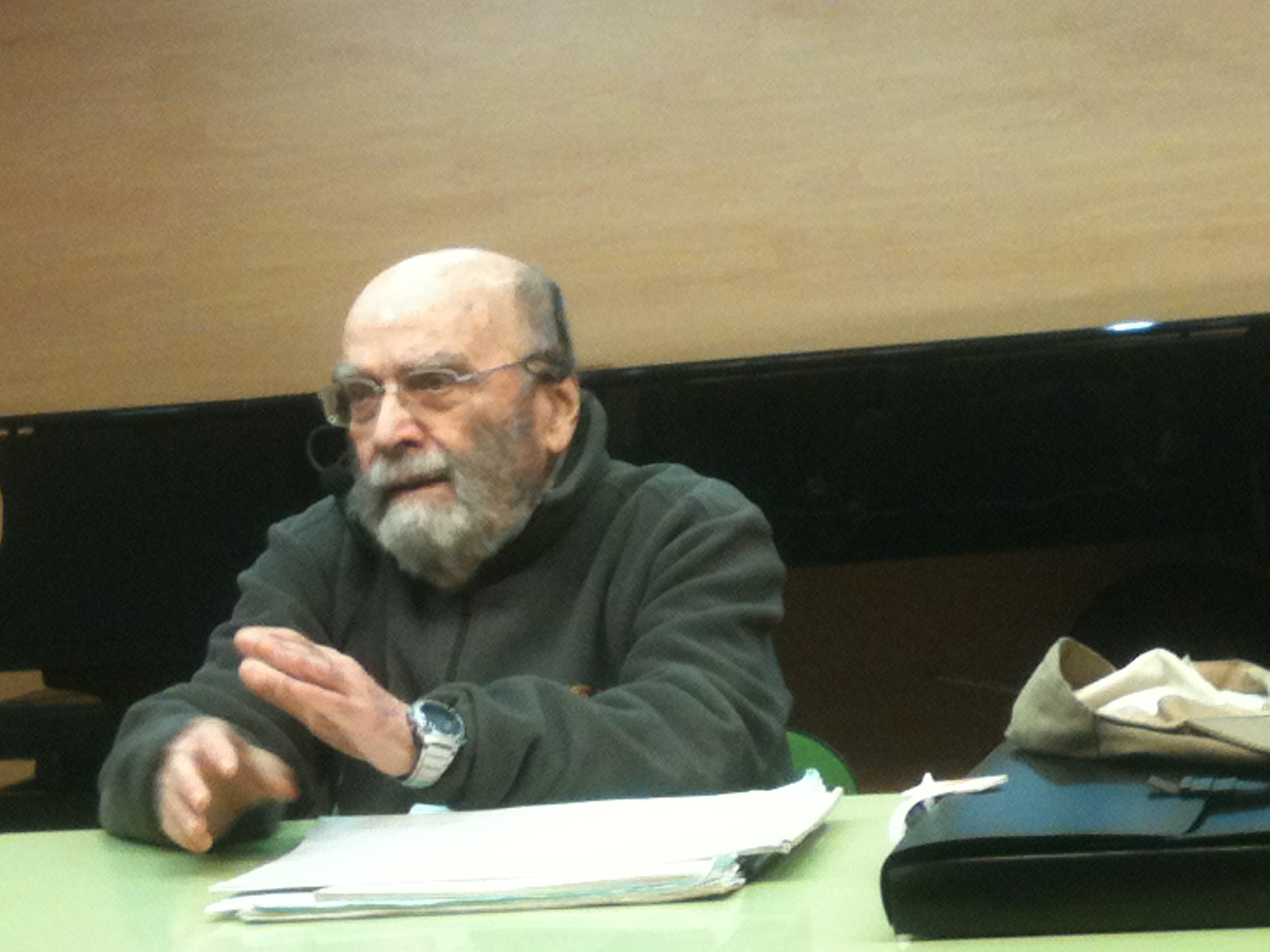
10 octombrie: Luis de Pablo, compozitor spaniol
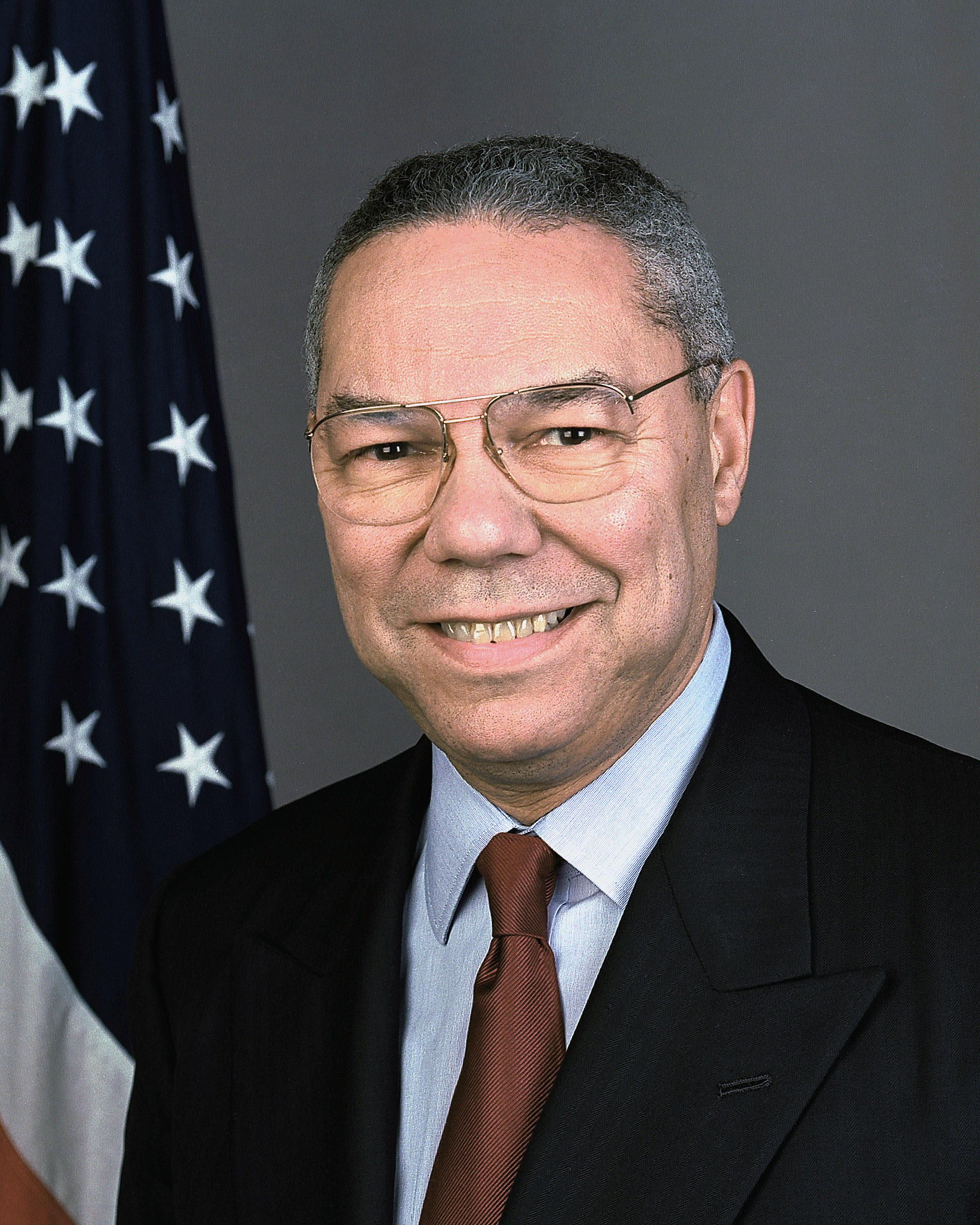
18 octombrie: Colin Powell, politician american, Secretar de stat al Statelor Unite ale Americii
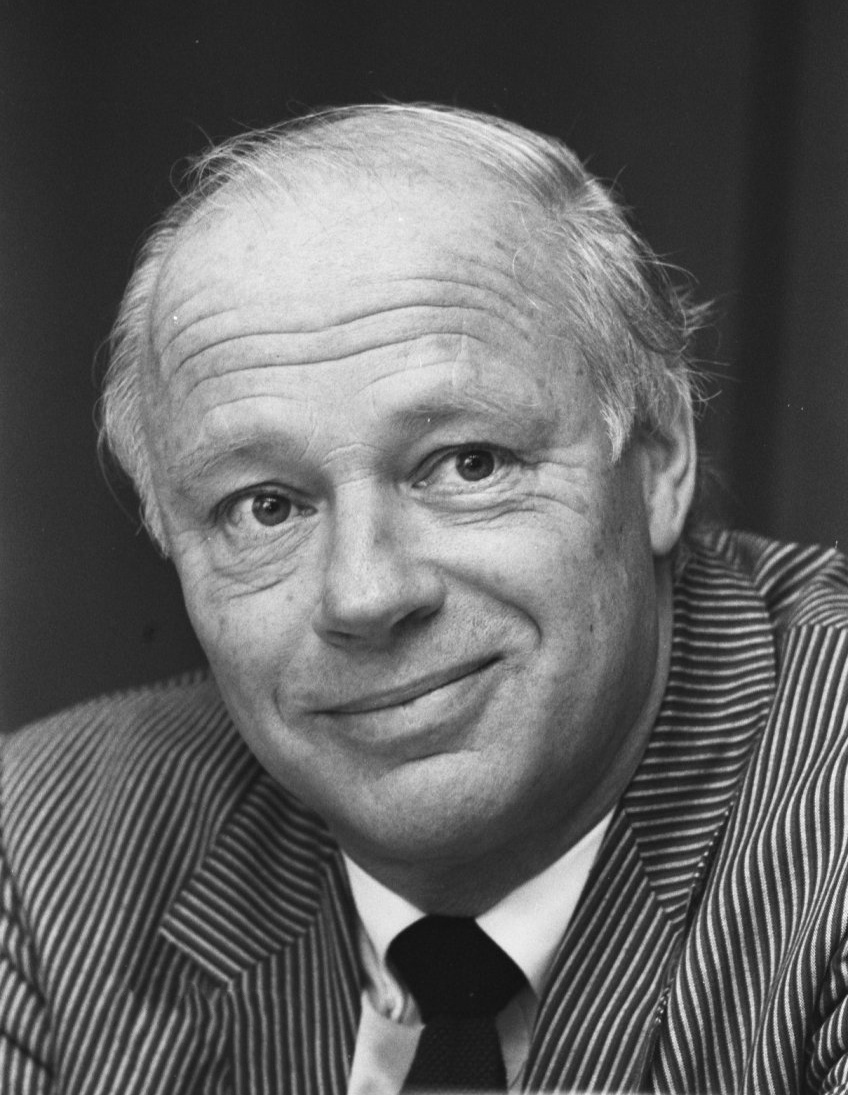
21 octombrie: Bernard Haitink, dirijor și violonist neerlandez
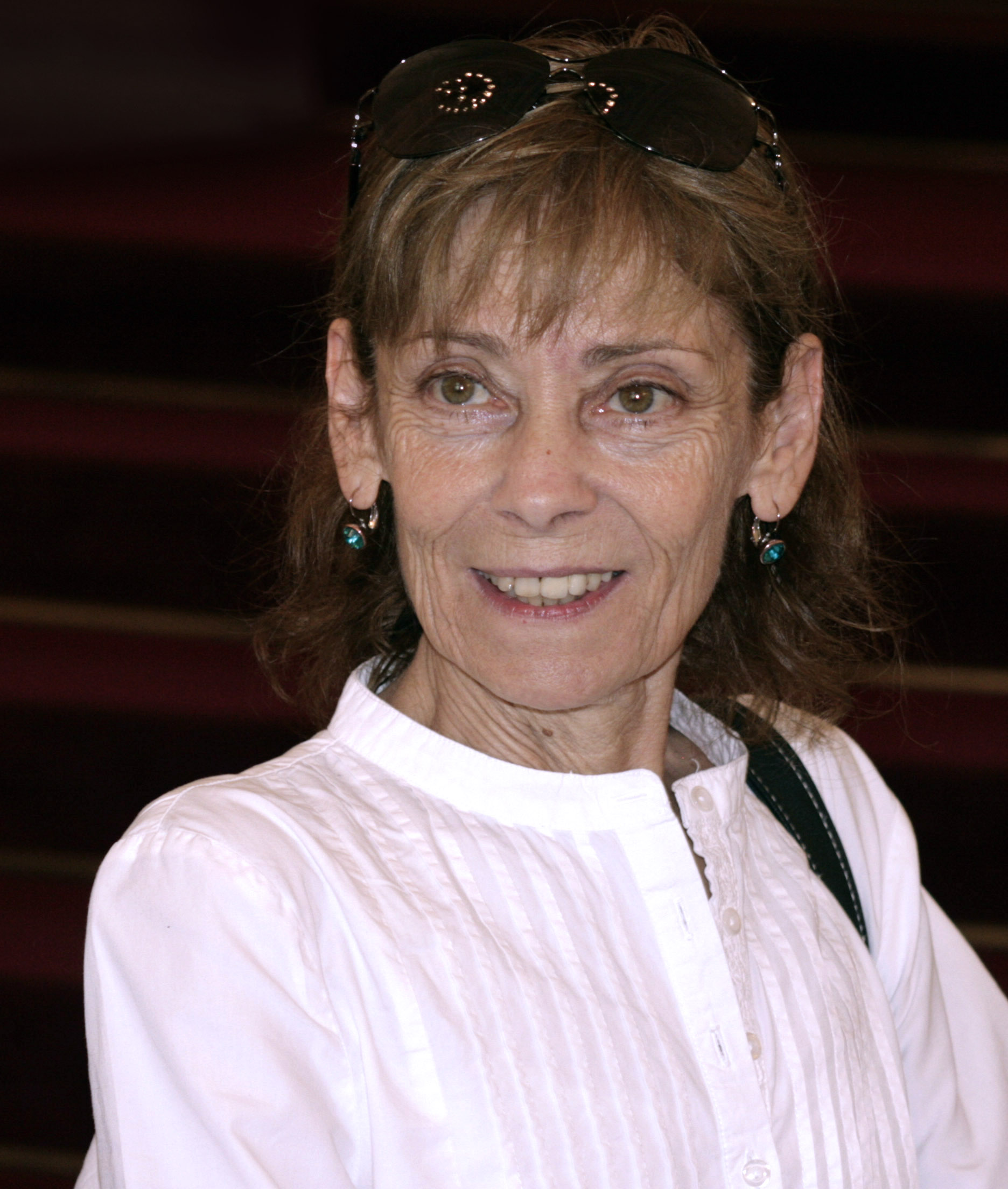
22 octombrie: Vera Venczel, actriță maghiară
22 octombrie: Liliana Tomescu, actriță română de teatru și film
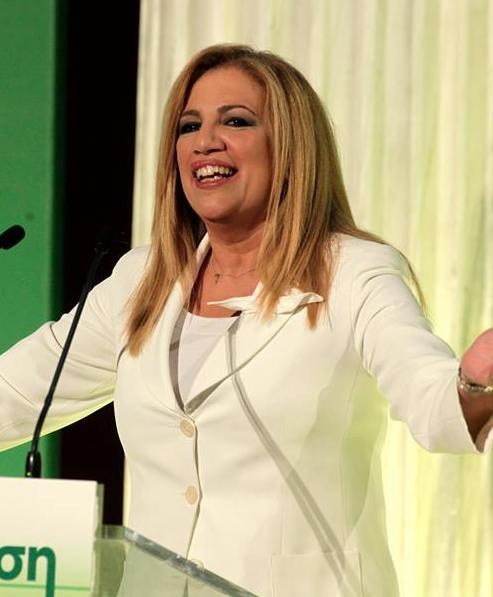
25 octombrie: Fofi Gennimata, politiciană greacă
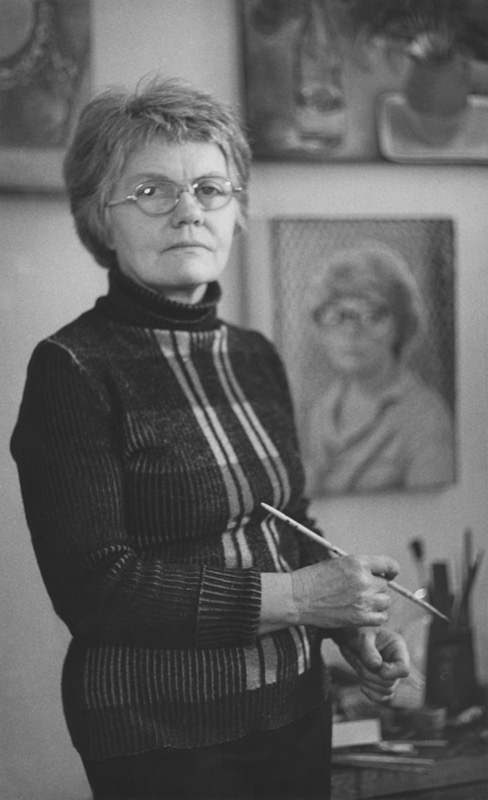
1 noiembrie: Valentina Rusu-Ciobanu, pictoriță din Republica Moldova
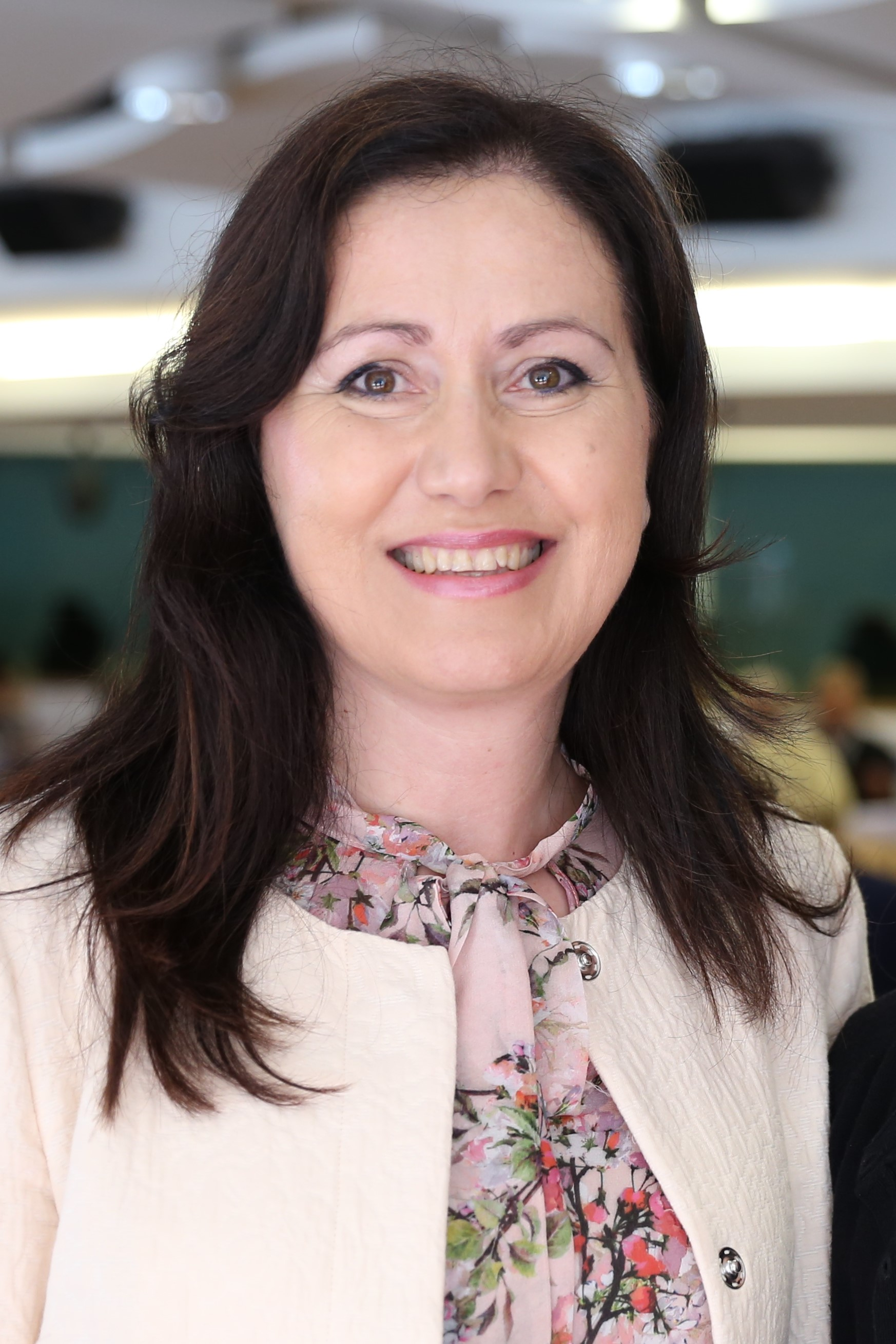
2 noiembrie: Patricija Šulin, politiciană slovenă, membră al Parlamentului European
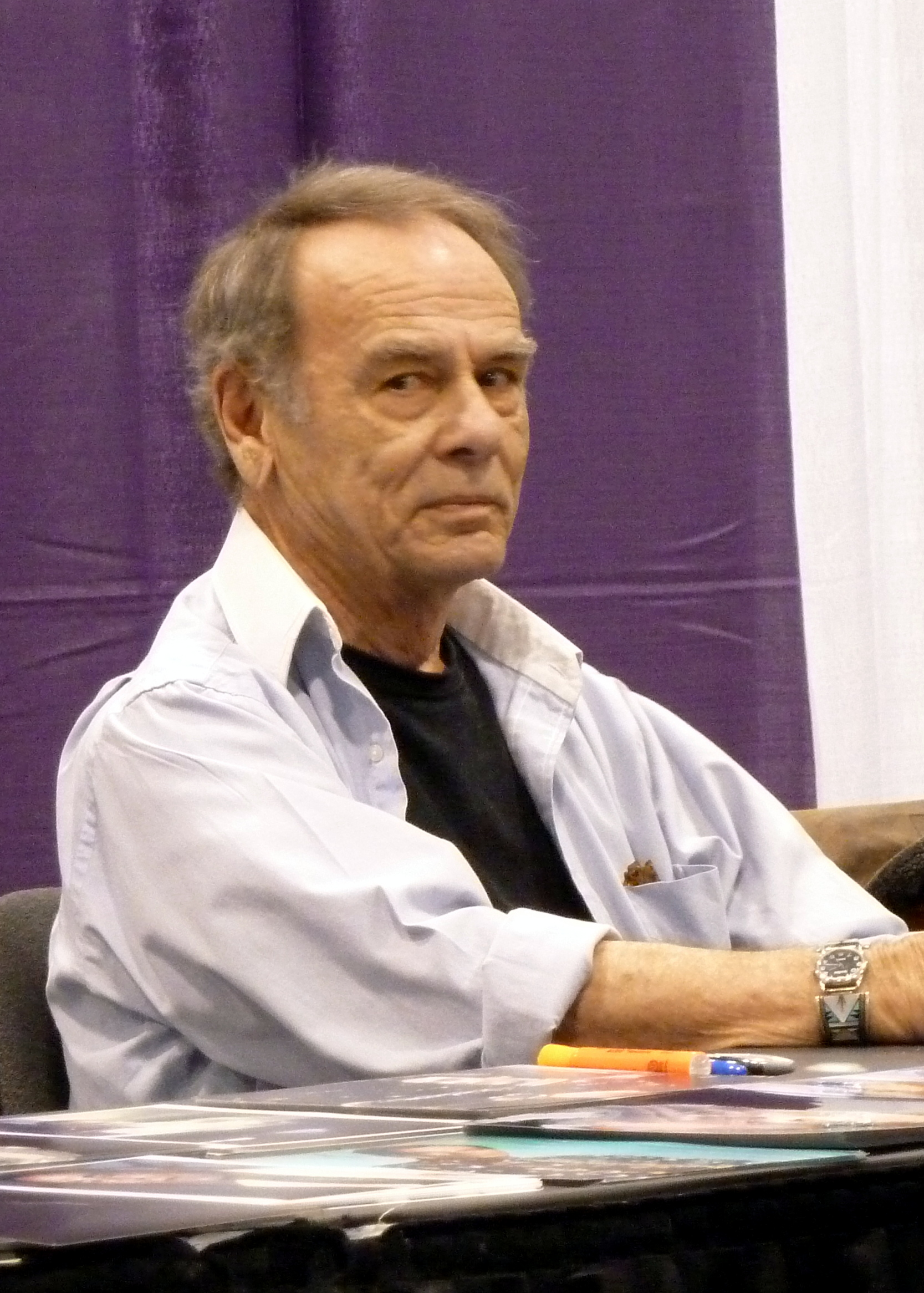
7 noiembrie: Dean Stockwell, actor american de teatru și film
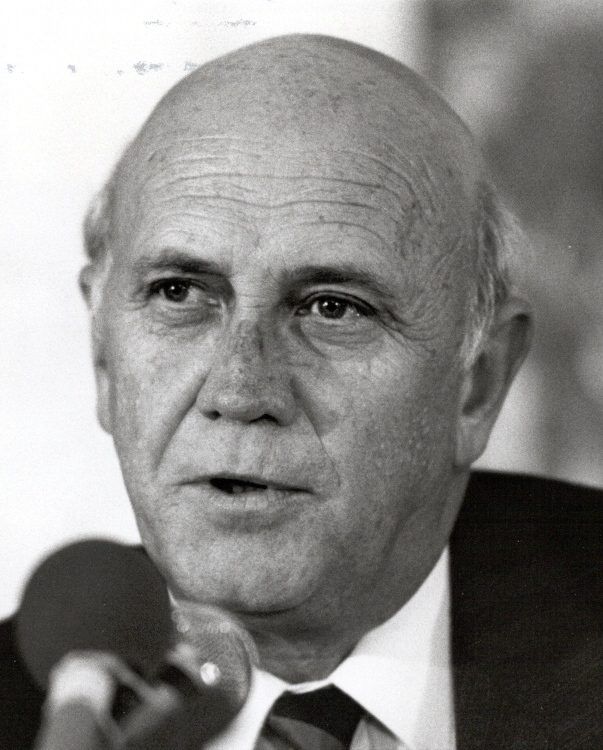
11 noiembrie: F. W. de Klerk, politician sud-african, Președinte al Africii de Sud, laureat al Premiului Nobel pentru pace
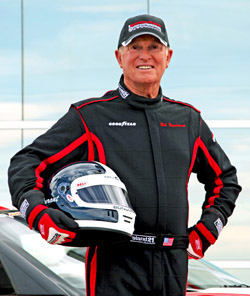
12 noiembrie: Bob Bondurant, pilot american de Formula 1
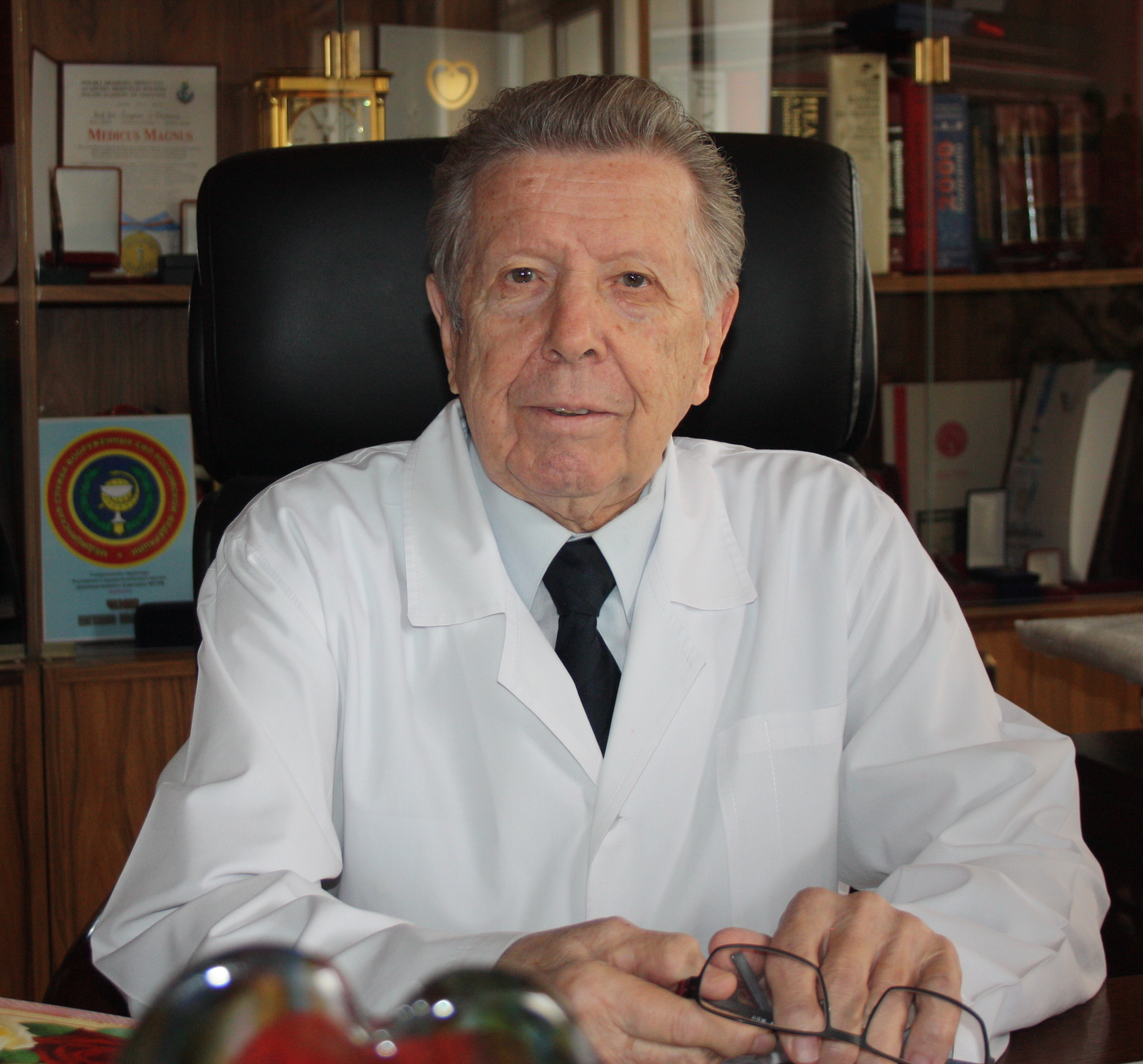
12 noiembrie: Evgheni Ceazov, medic și politician rus, Ministru al Sănătății Uniunii Sovietice, laureat al Premiului Nobel pentru pace
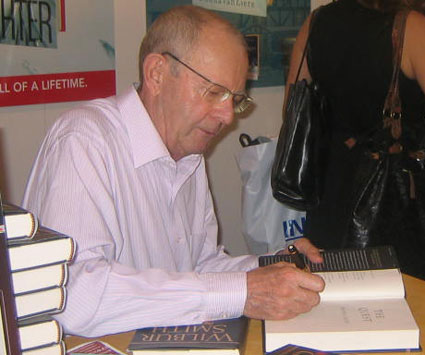
13 noiembrie: Wilbur Smith, scriitor sud-african contemporan de limbă engleză
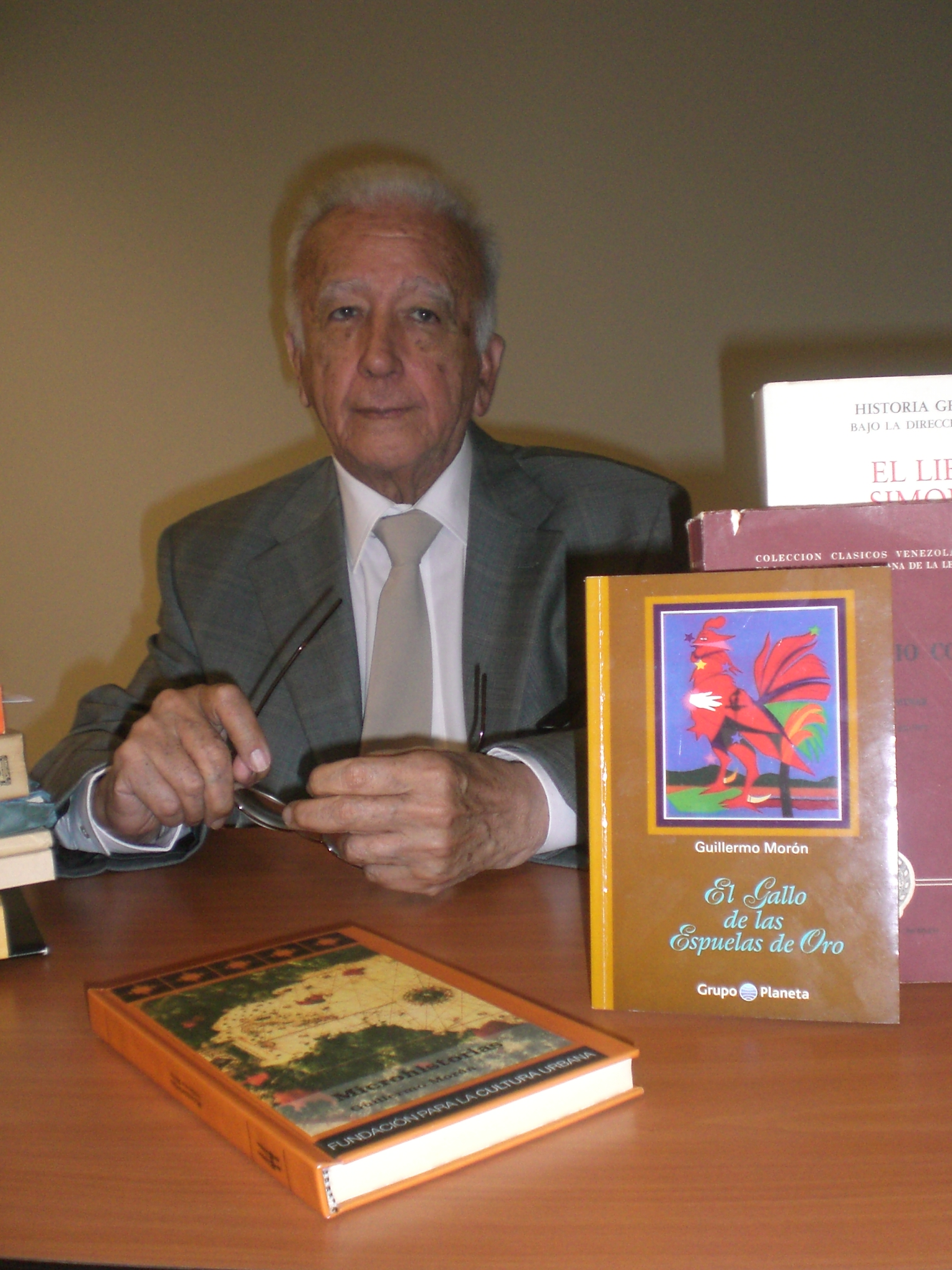
19 noiembrie: Guillermo Morón, istoric venezuelean, membru de onoare al Academiei Române
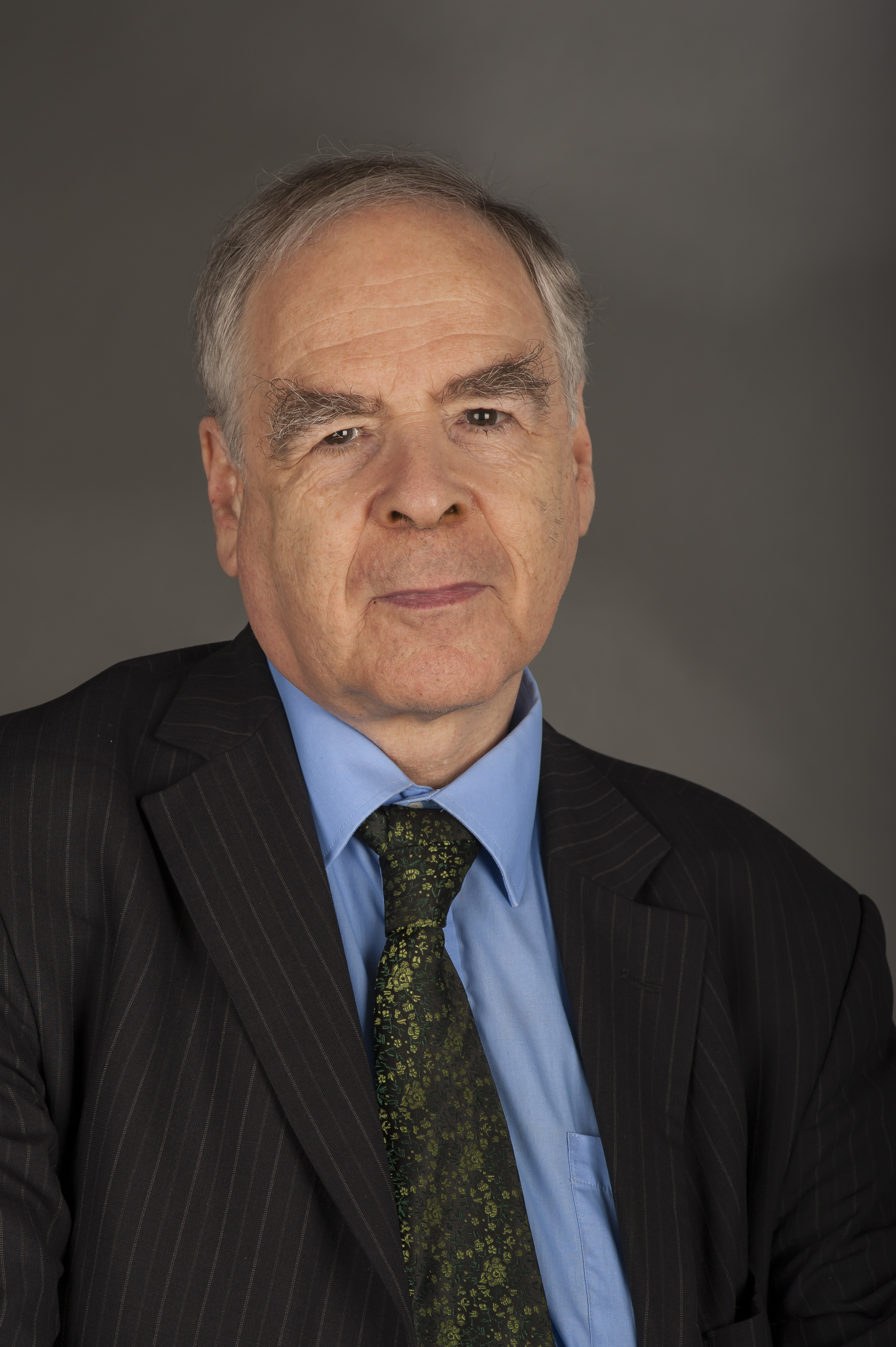
19 noiembrie: György Schöpflin, om politic maghiar, membru al Parlamentului European
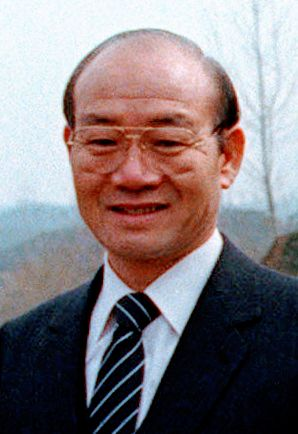
23 noiembrie: Chun Doo-hwan, om politic sud-coreean, Președinte al Republicii Coreea, dictator
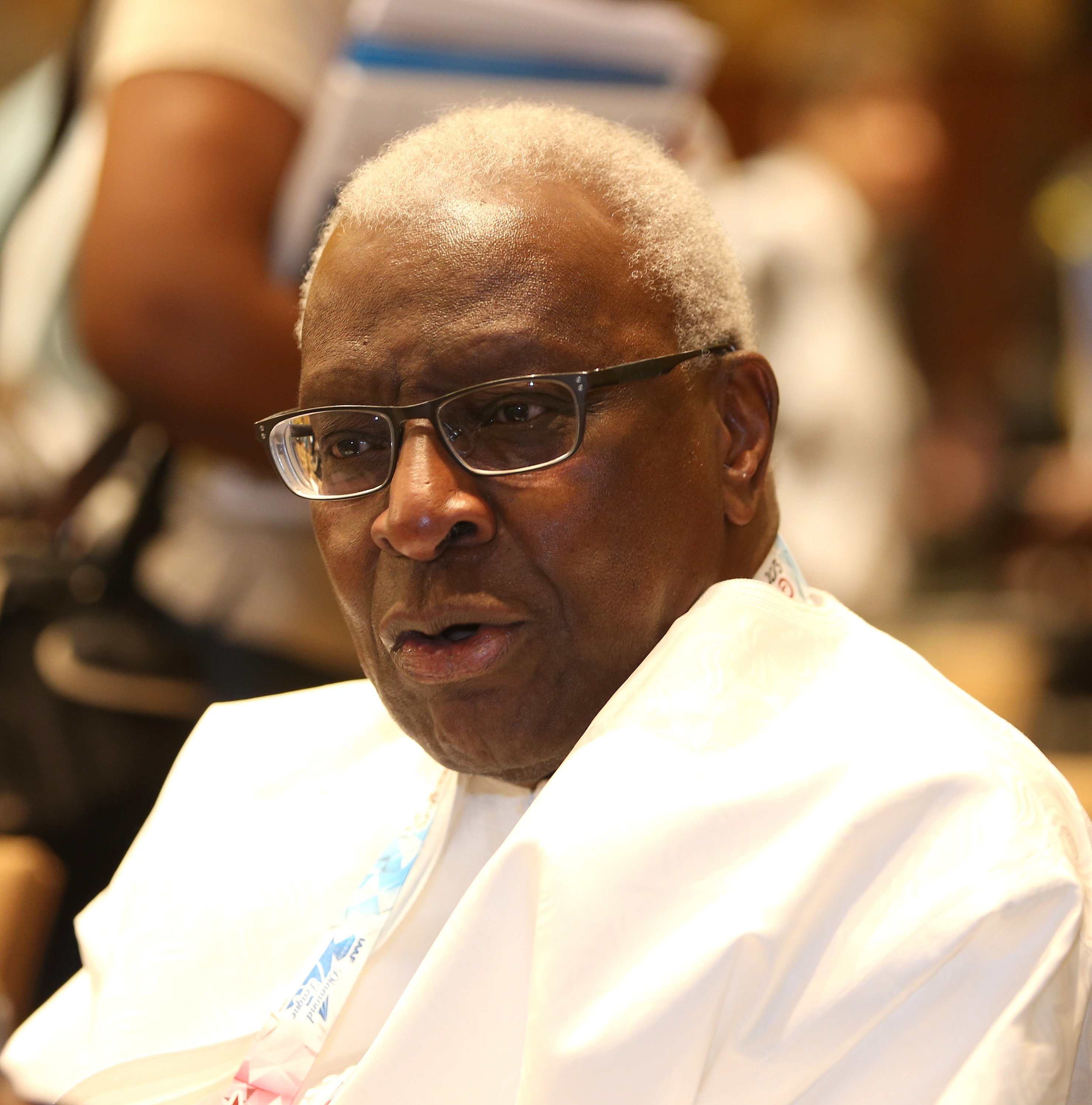
3 decembrie: Lamine Diack, atlet senegalez, președinte al World Athletics
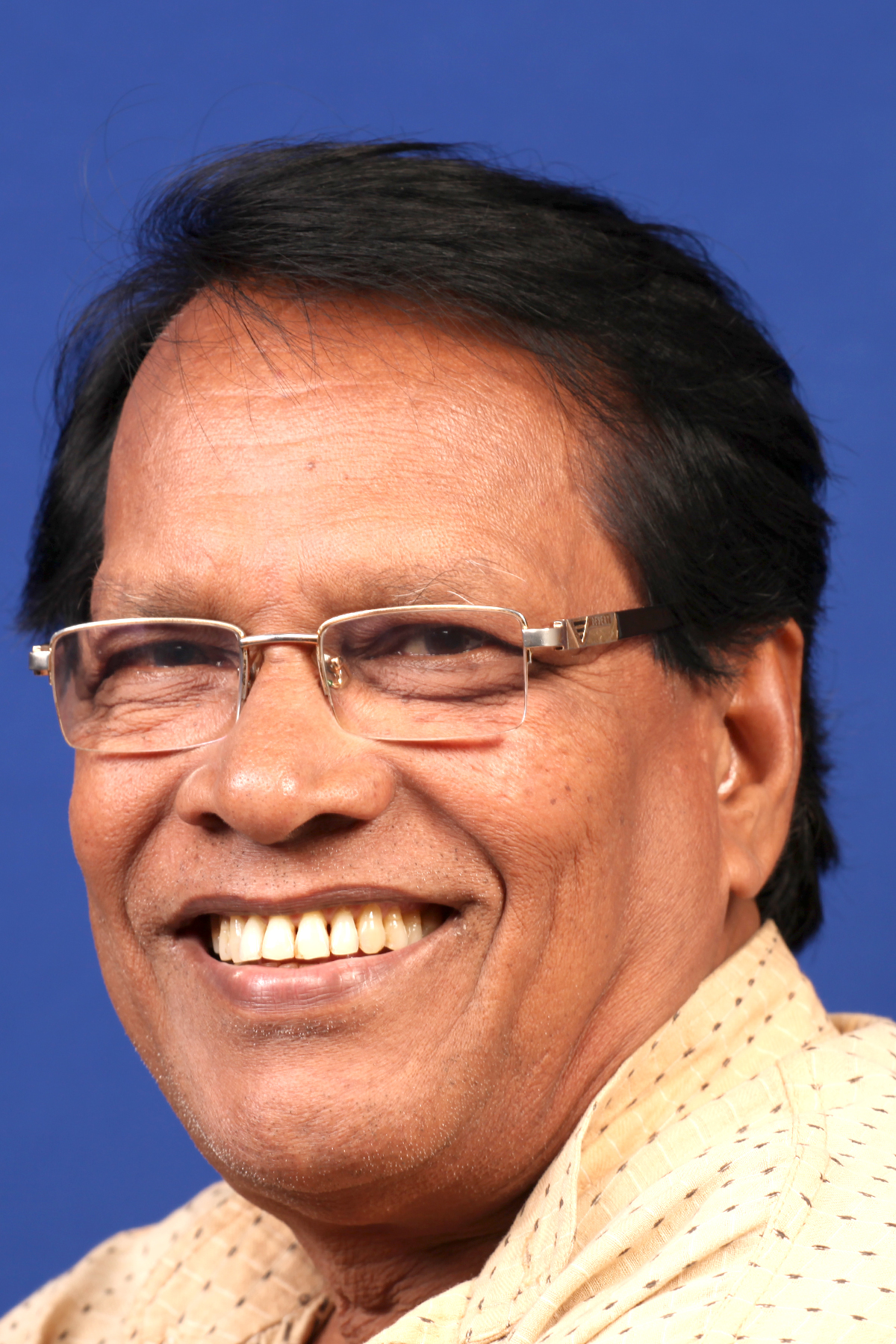
4 decembrie: Thoppil Anto, cântăreț indian
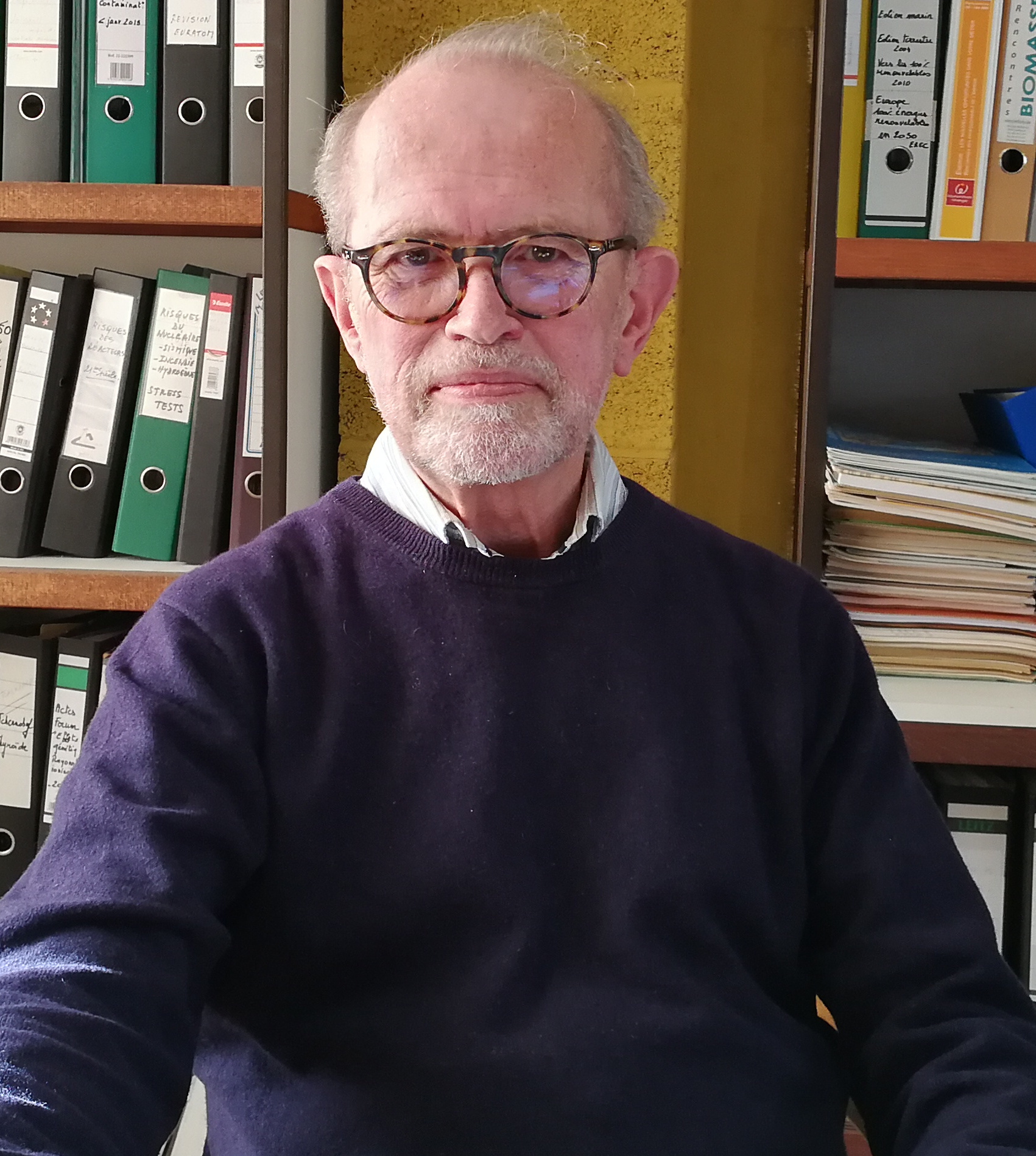
4 decembrie: Paul Lannoye, om politic belgian, membru al Parlamentului European
5 decembrie: Bob Dole, politician american, senator
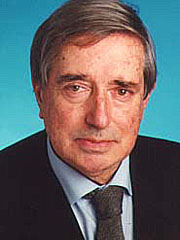
5 decenbrie: Demetrio Volcic, jurnalist italian de origine slovenă al RAI, om politic, membru al Parlamentului European
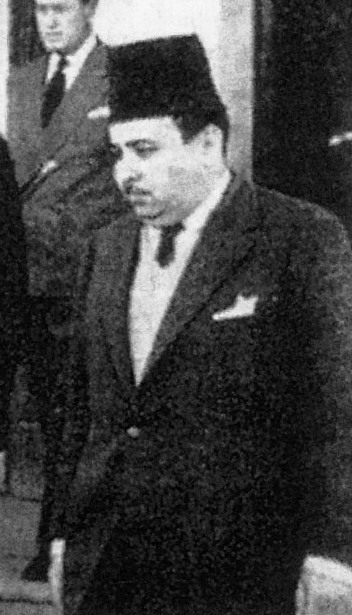
7 decembrie: Mustafa Ben Halim, politician libian, prim-ministru al Libiei
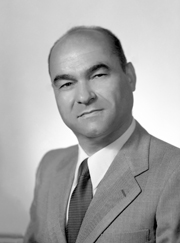
9 decembrie: Giosuè Ligios, polician italian, membru al Parlamentului European
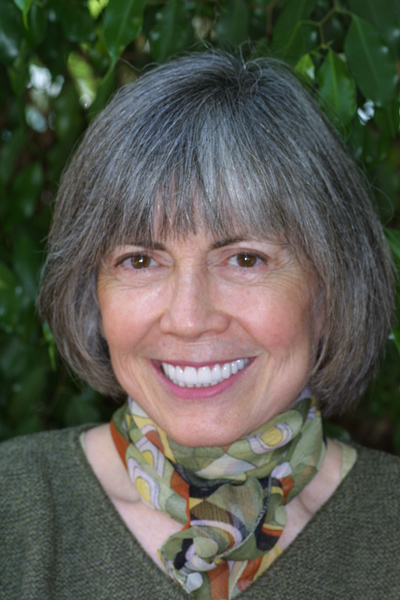
11 decembrie: Anne Rice scriitoare americană
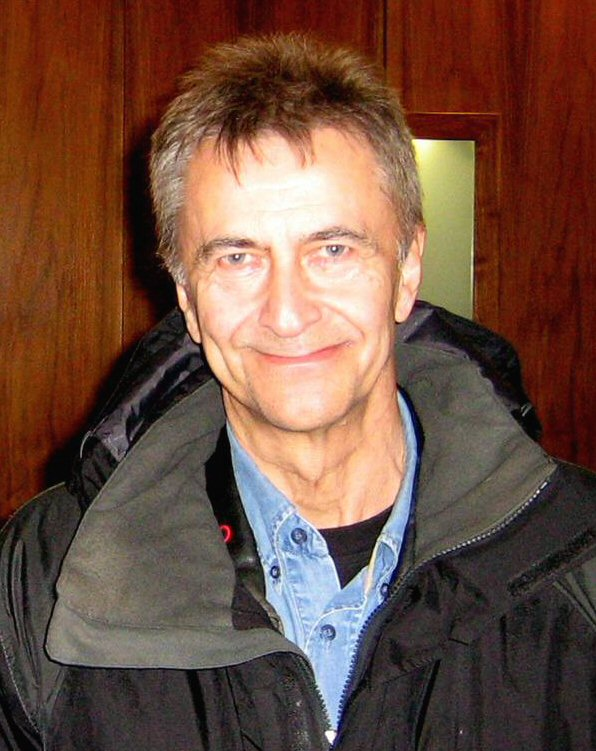
14 decembrie: Tadeusz Ross, politician polonez, membru al Parlamentului European
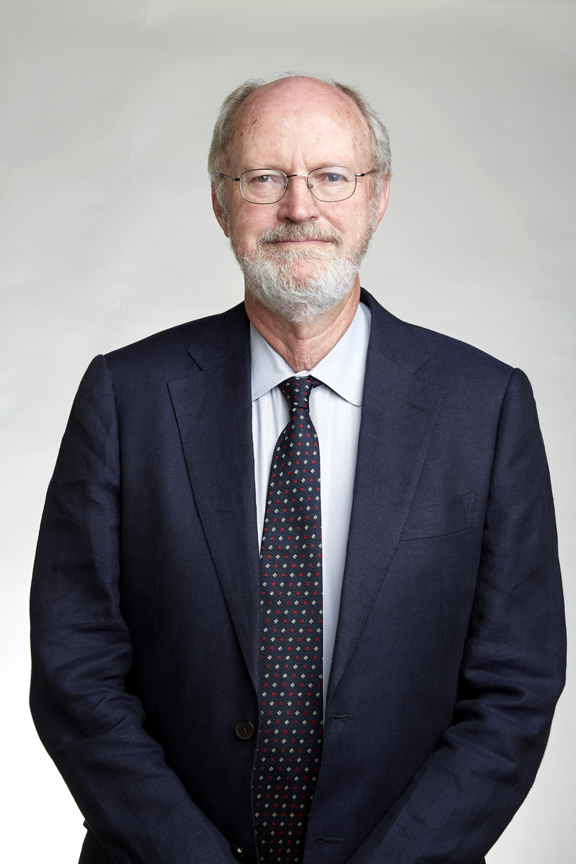
19 decembrie: Robert H. Grubbs, chimist american, laureat al Premiului Nobel
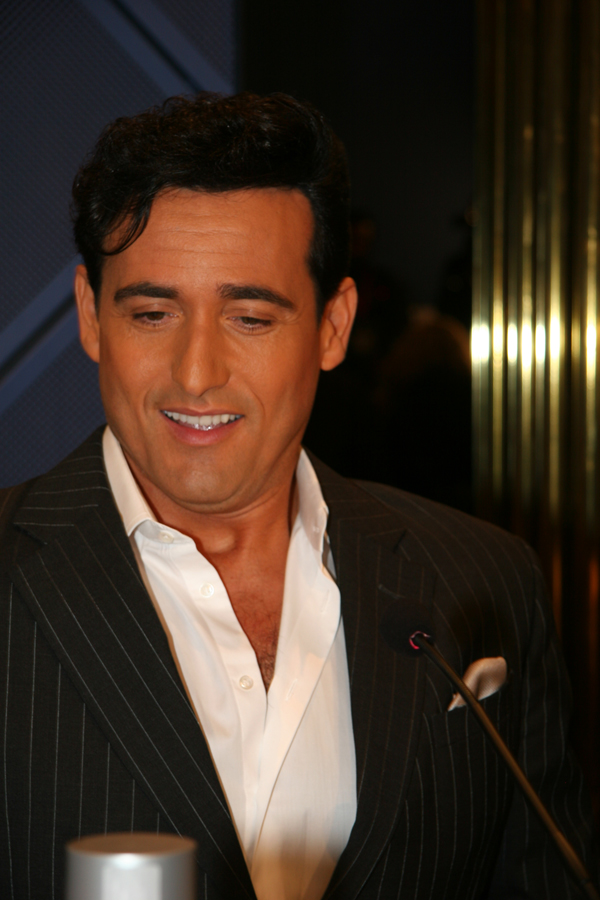
19 decembrie: Carlos Marín, bariton spaniol și membru al grupului de classical crossover Il Divo
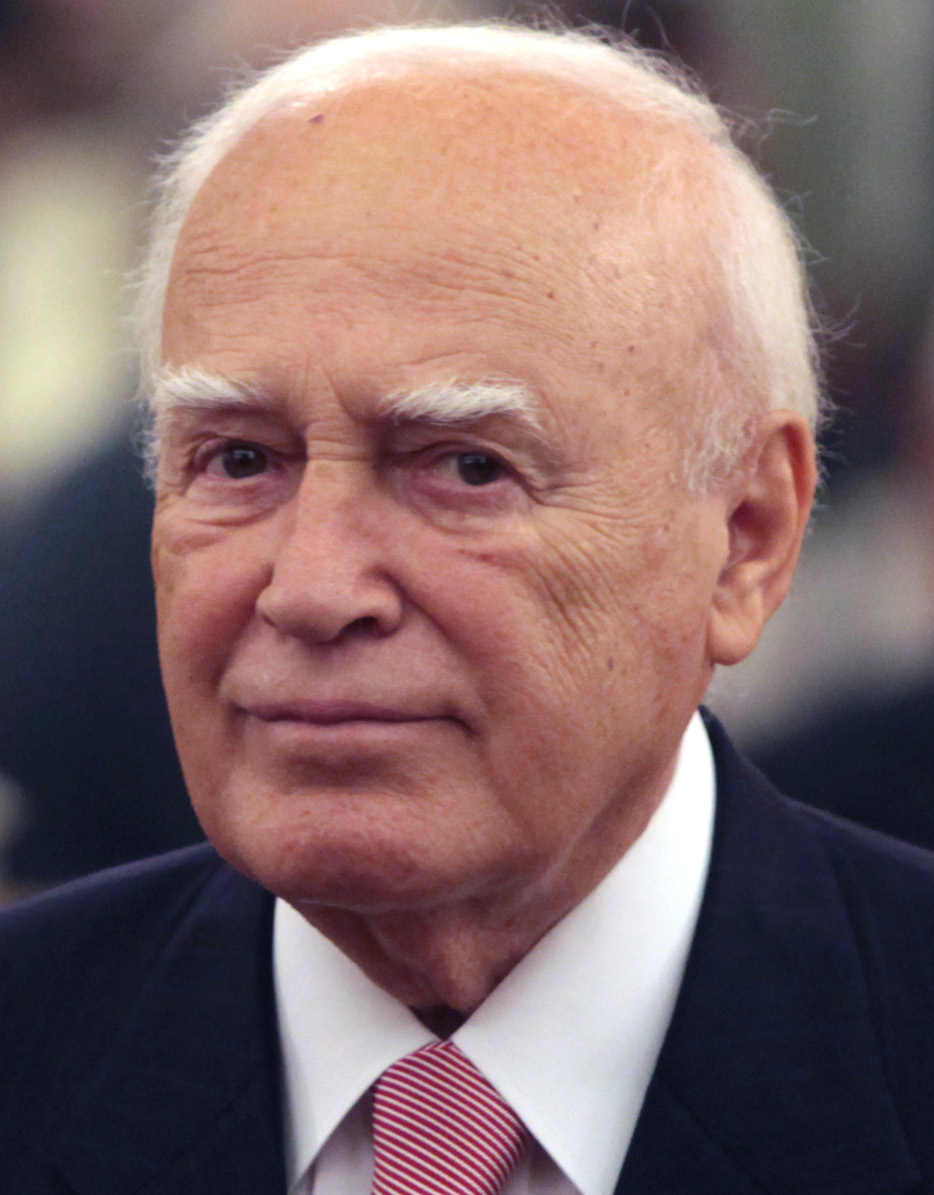
26 decembrie: Karolos Papoulias, politician grec, președinte al Greciei
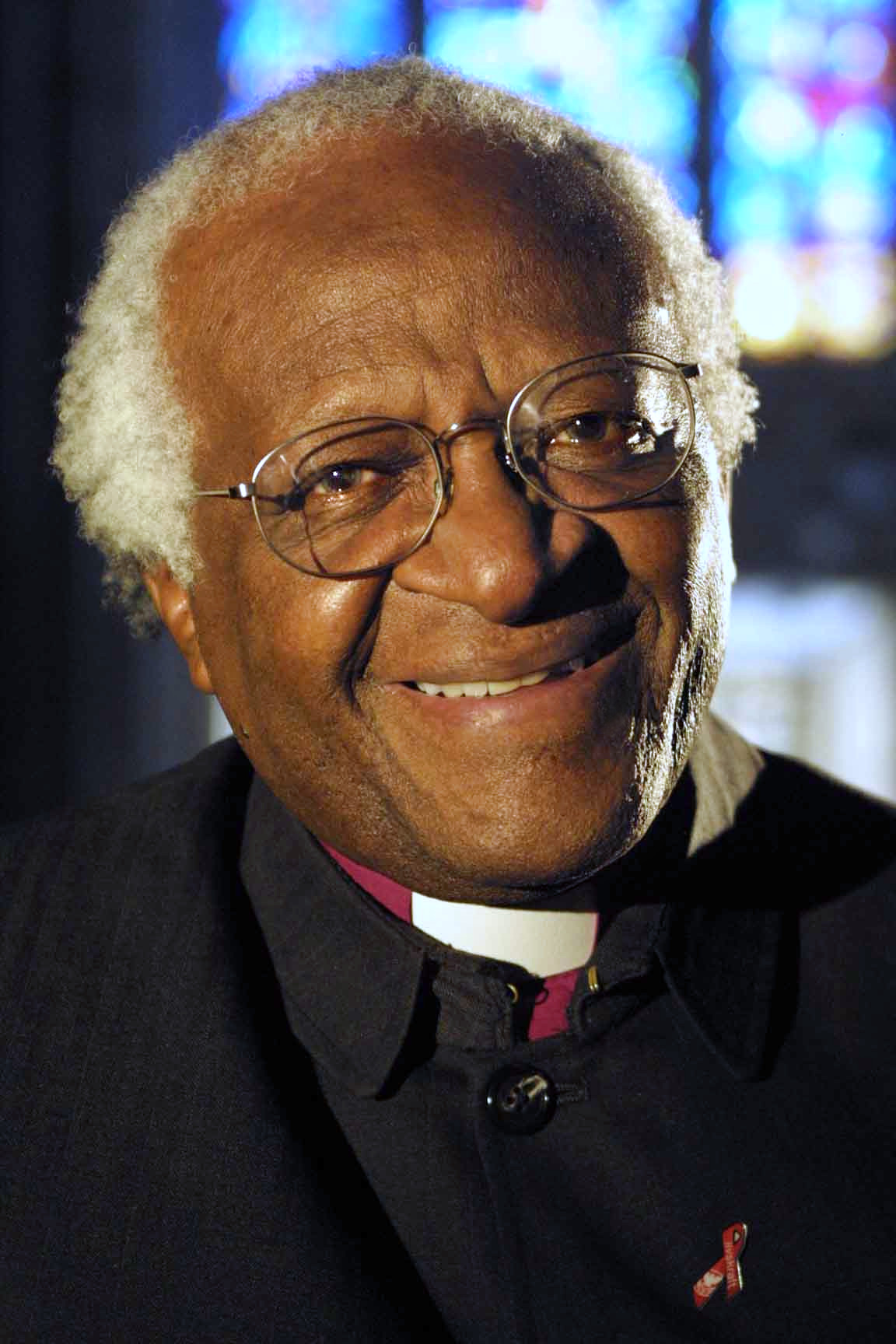
26 decembrie: Desmond Tutu, arhiepiscop anglican emerit de Cape Town, activist împotriva apartheid-ului din Africa de Sud, laureat al Premiului Nobel
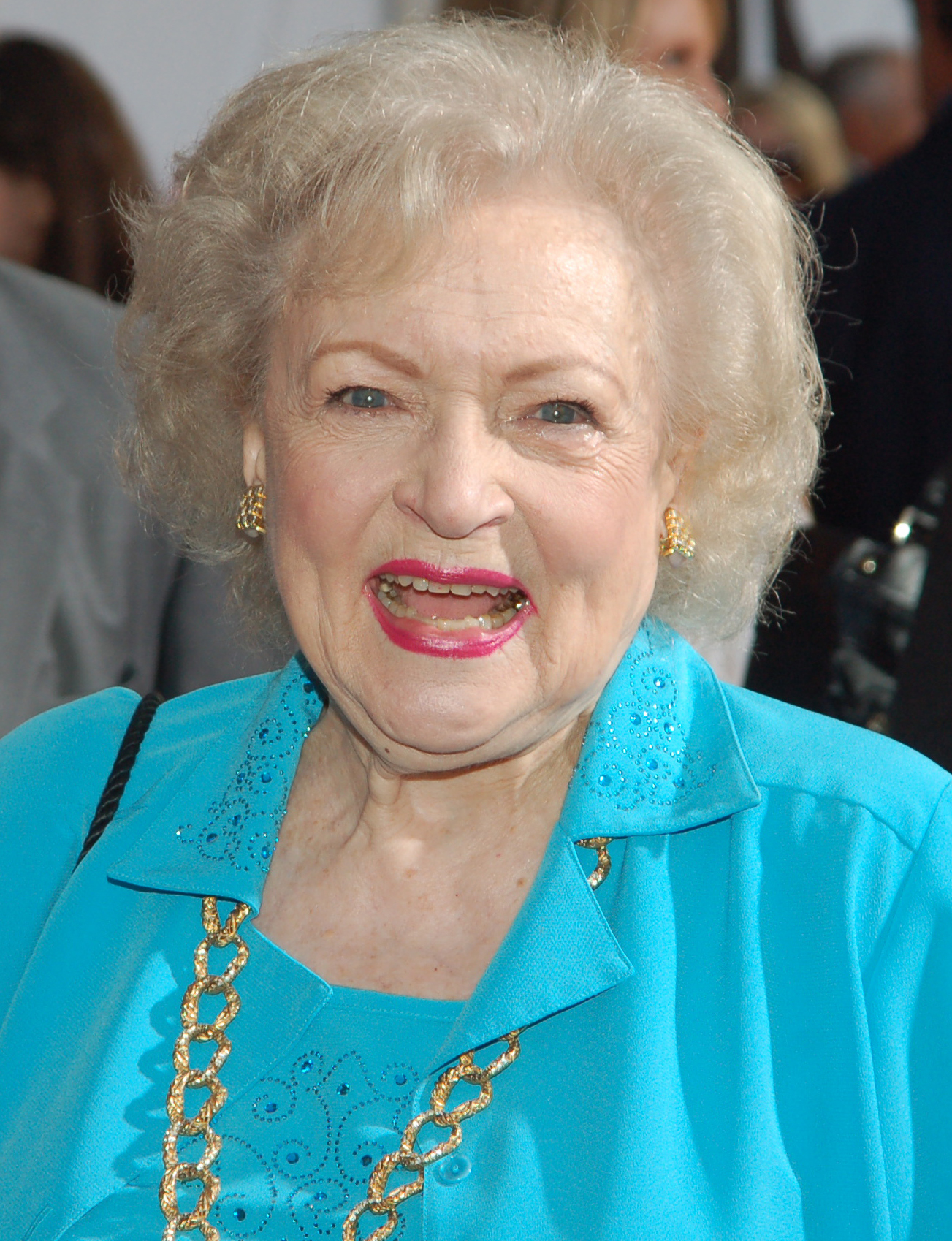
31 decembrie: Betty White, actriță americană

## Premii Nobel
- 4 octombrie: Premiul Nobel pentru Fiziologie sau Medicină: David Julius și Ardem Patapoutian (ambii din Statele Unite ale Americii) "pentru descoperirile lor de receptori pentru temperatură și atingere".
- 5 octombrie: Premiul Nobel pentru fizică: Syukuro Manabe (Statele Unite ale Americii) și Klaus Hasselmann (Germania) "pentru modelarea fizică a climei Pământului, cuantificând variabilitatea și prezicând în mod fiabil încălzirea globală" și Giorgio Parisi (Italia) "pentru descoperirea interacțiunii tulburărilor și fluctuațiilor din sistemele fizice pentru scările atomice la cele planetare".
- 6 octombrie: Premiul Nobel pentru Chimie: Benjamin List (Germania) și David MacMillan (Marea Britanie) "pentru dezvoltarea organocatalizei asimetrice".
- 7 octombrie: Premiul Nobel pentru literatură: Abdulrazak Gurnah (Tanzania) "pentru pătrunderea sa fără compromisuri și compasiune a efectelor colonialismului și a soartei refugiaților în golful dintre culturi și continente".
- 8 octombrie: Premiul Nobel pentru pace: Maria Ressa (Filipine) și Dmitri Muratov (Rusia) "pentru eforturile lor de a proteja libertatea de exprimare, care este o condiție prealabilă pentru democrație și o pace durabilă".
- 11 octombrie: Premiul Nobel pentru științe economice: David Card (Canada) "pentru contribuțiile sale empirice la economia muncii" și Joshua Angrist și Guido Imbens (ambii din Statele Unite ale Americii) "pentru contribuțiile lor metodologice la analiza relațiilor cauzale".